# Cuisine occitane
Vous pouvez aider à l'améliorer ou bien discuter des problèmes sur sa page de discussion.
- La pertinence de son contenu est remise en cause. Considérez-le avec précaution. (Marqué depuis mai 2023)
- Il doit être recyclé. La réorganisation et la clarification du contenu sont nécessaires. (Marqué depuis mai 2023)
- Il présente trop d'images par rapport à sa longueur. Ceci va à l'encontre de l'esprit de synthèse, rend la lecture difficile, et allonge la durée de téléchargement pour les connexions lentes. Voir les recommandations sur les images. (Marqué depuis mai 2023)

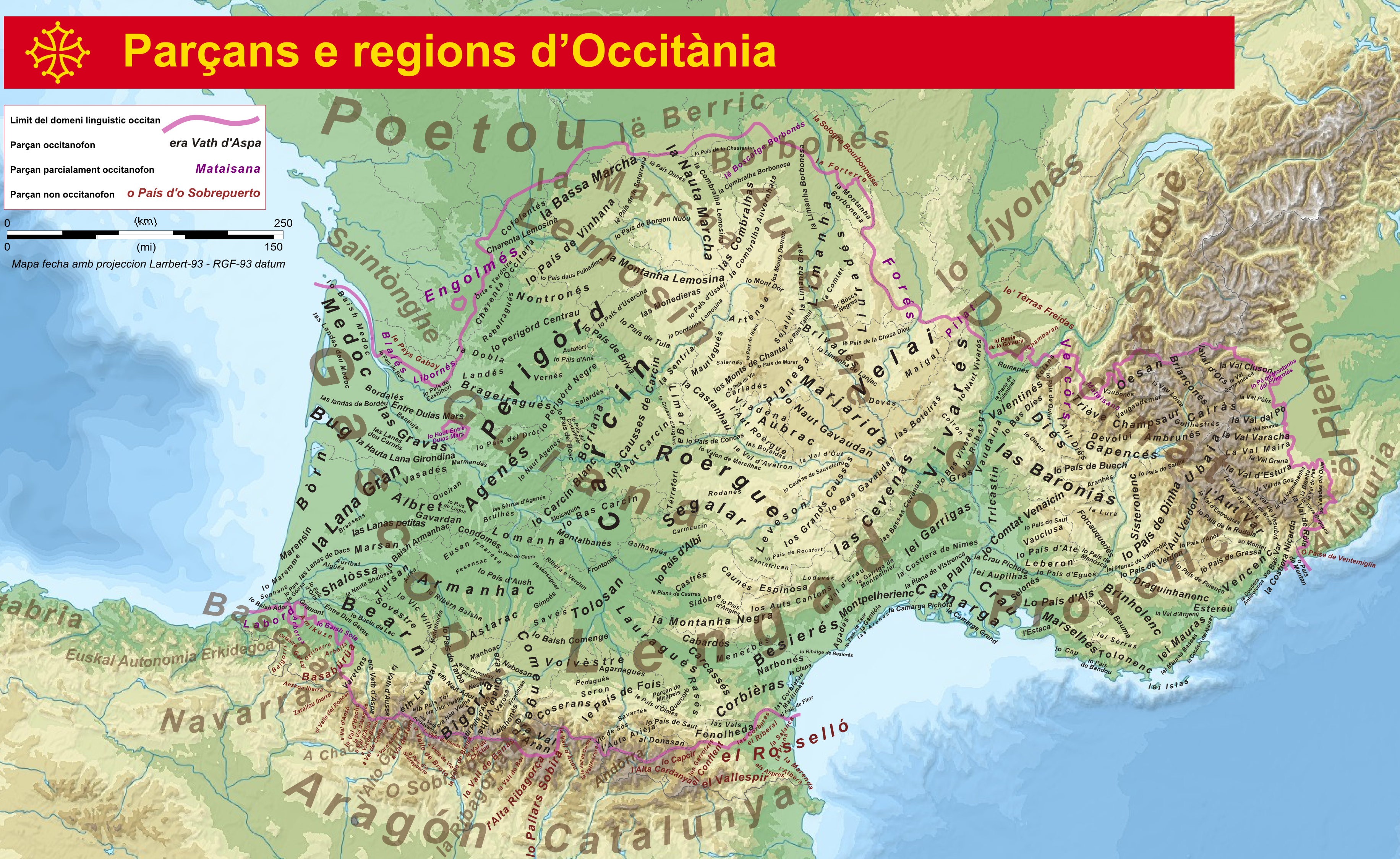
Carte de l'Occitanie.

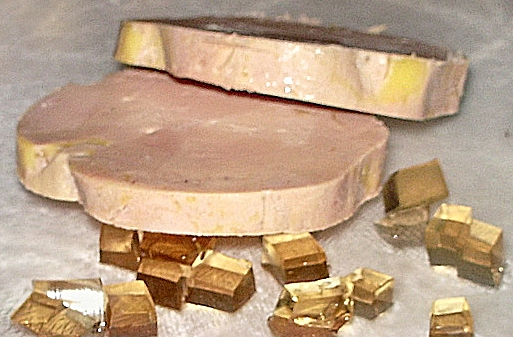
Tranches de foie gras avec gelée.

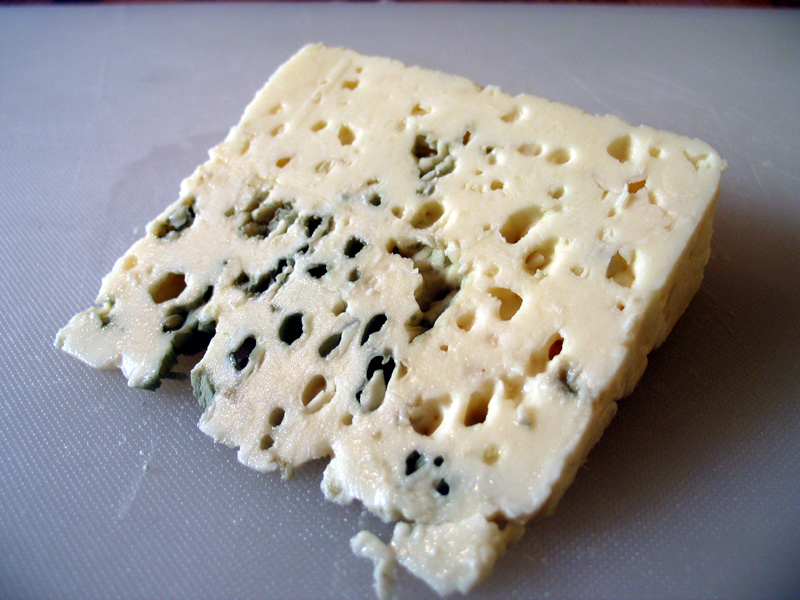
Roquefort.

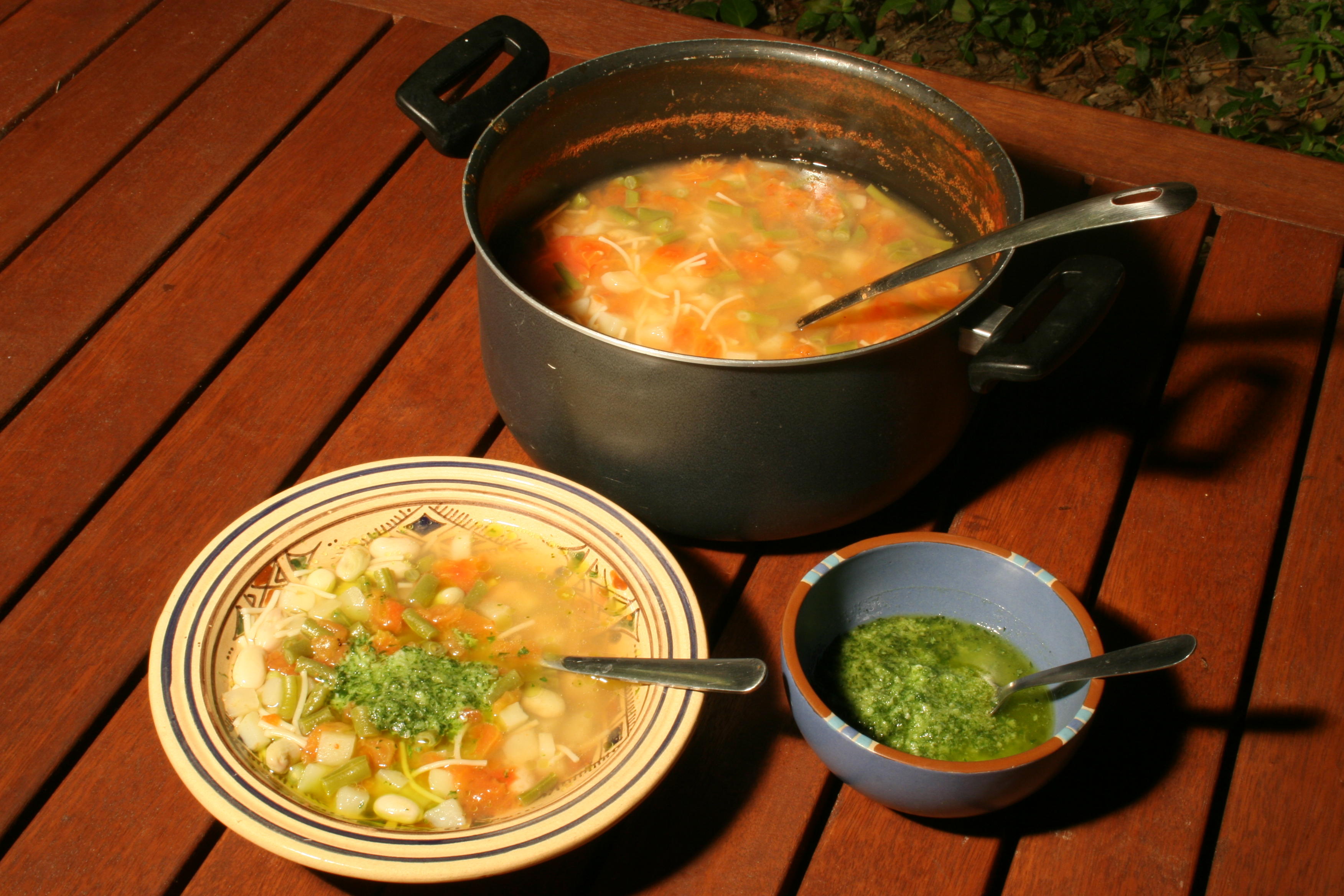
La soupe au pistou.

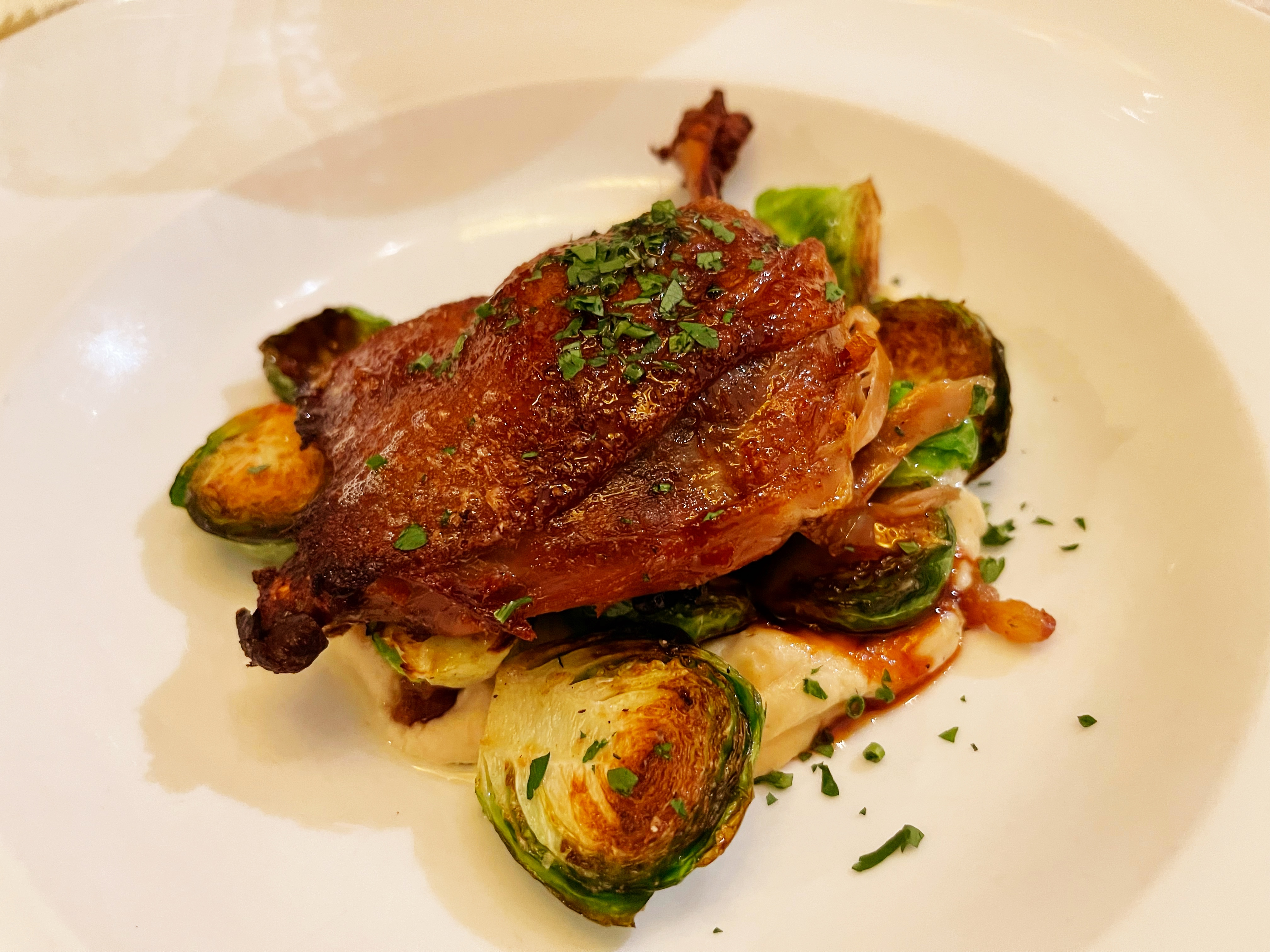
Confit de canard.

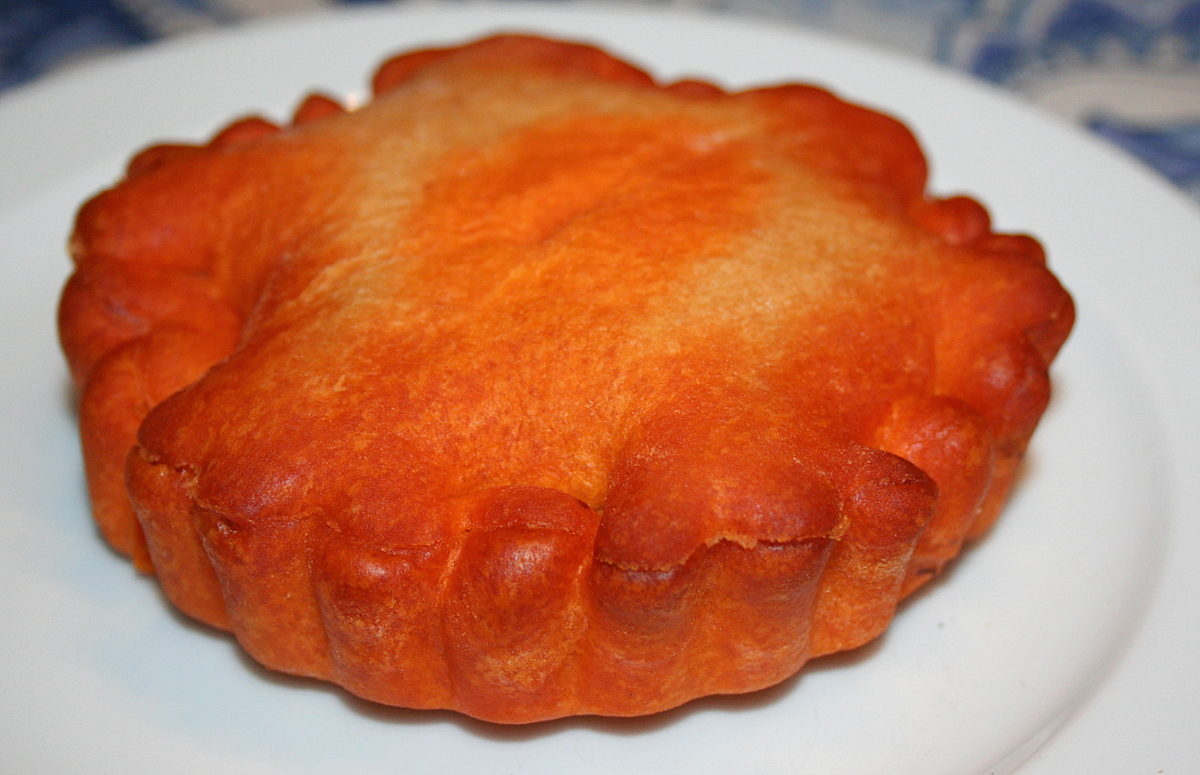
Tielle sétoise.

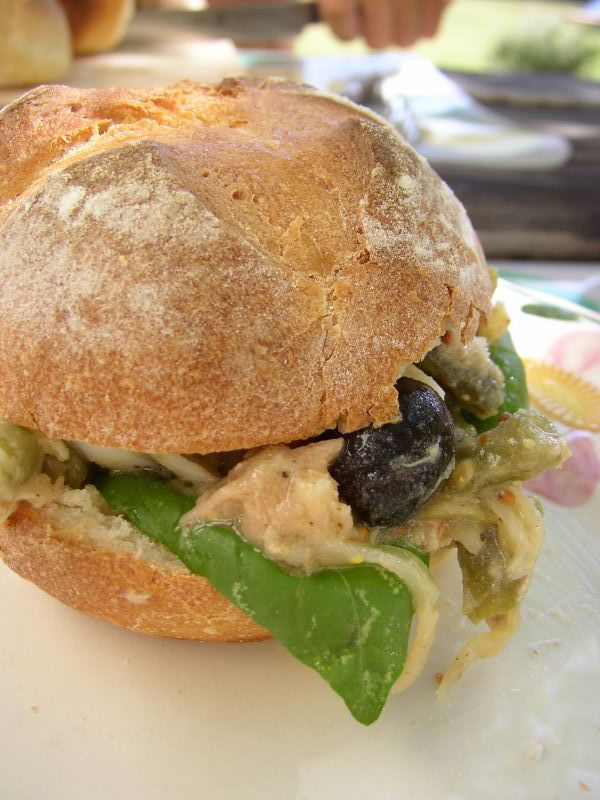
Pan bagnat.

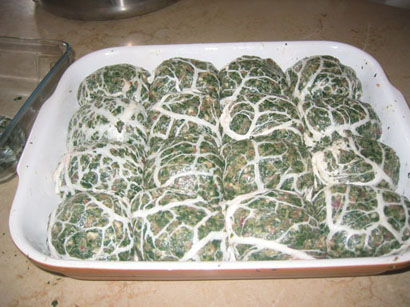
Caillettes aux herbes.

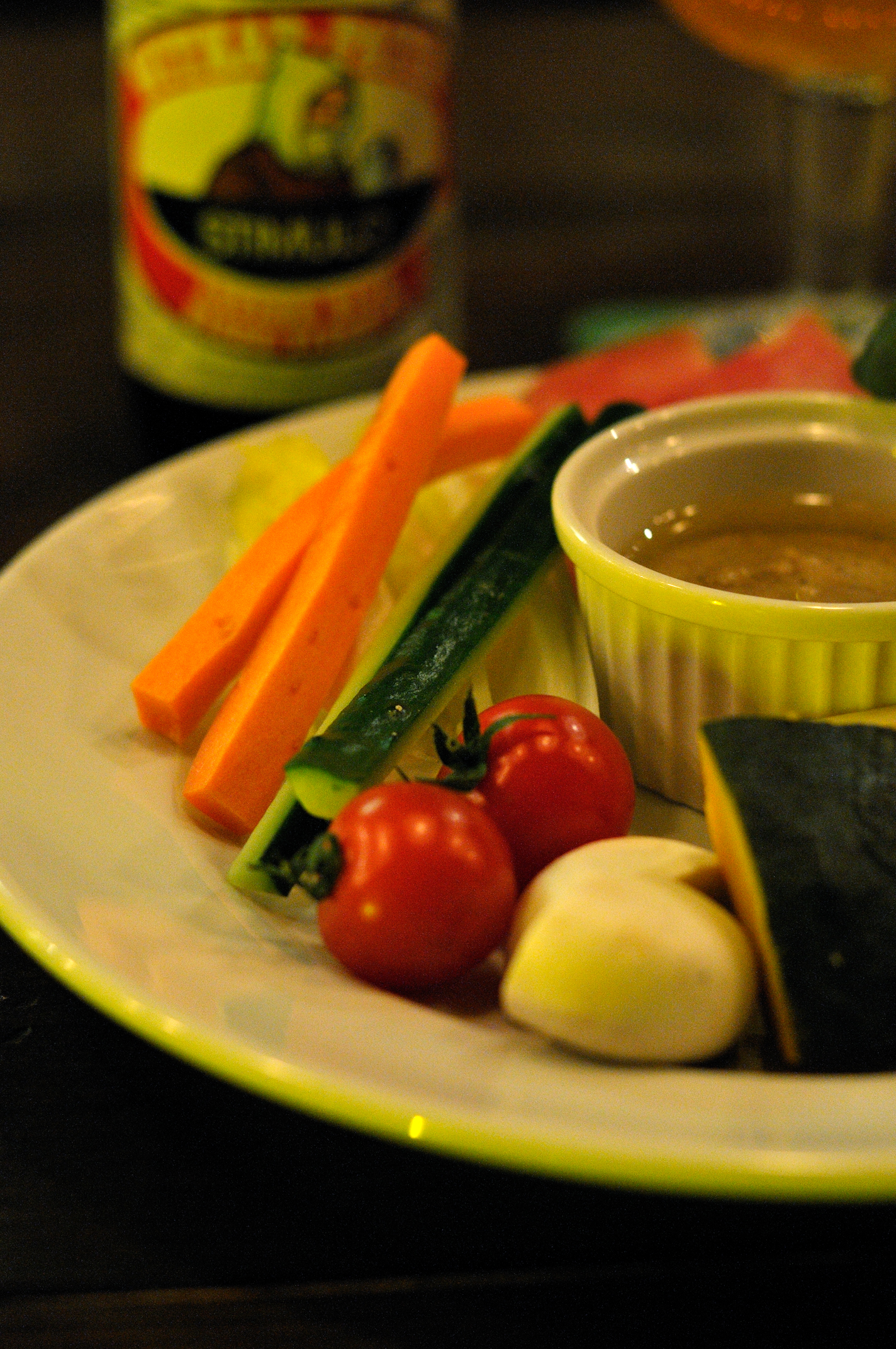
Bagna caüda.

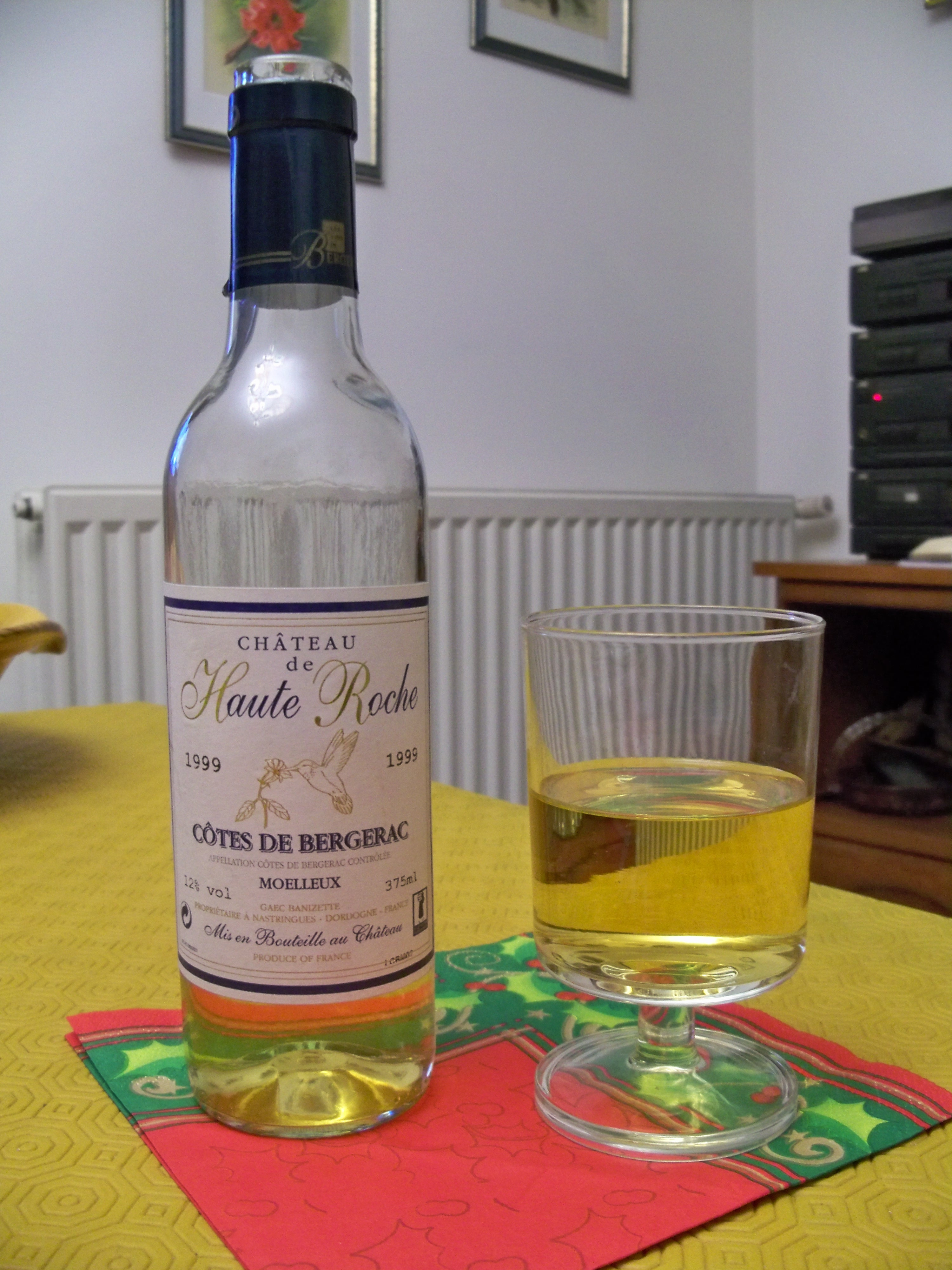
AOC côtes-de-bergerac moelleux.

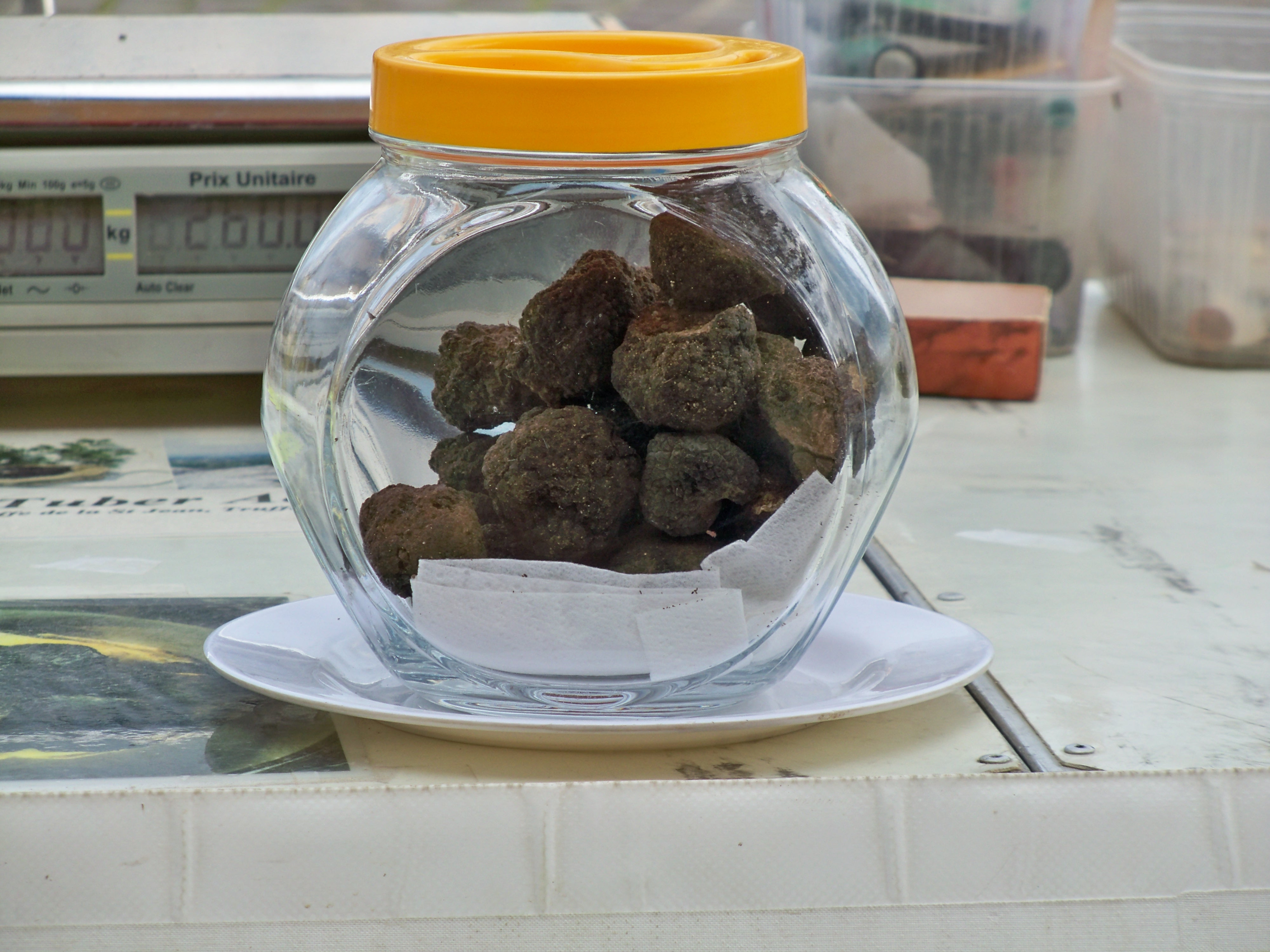
Truffes au marché d'Apt.

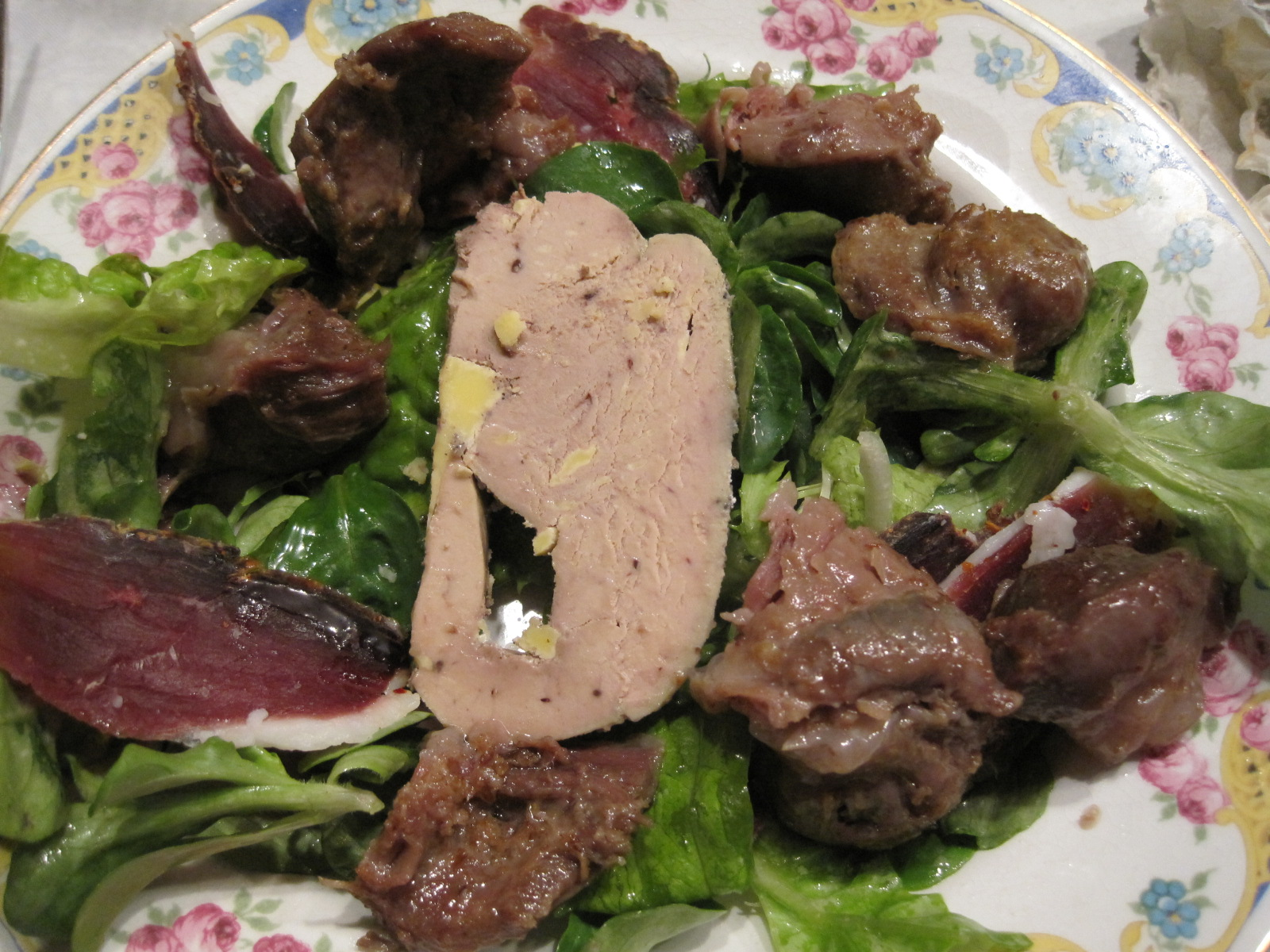
Salade landaise.

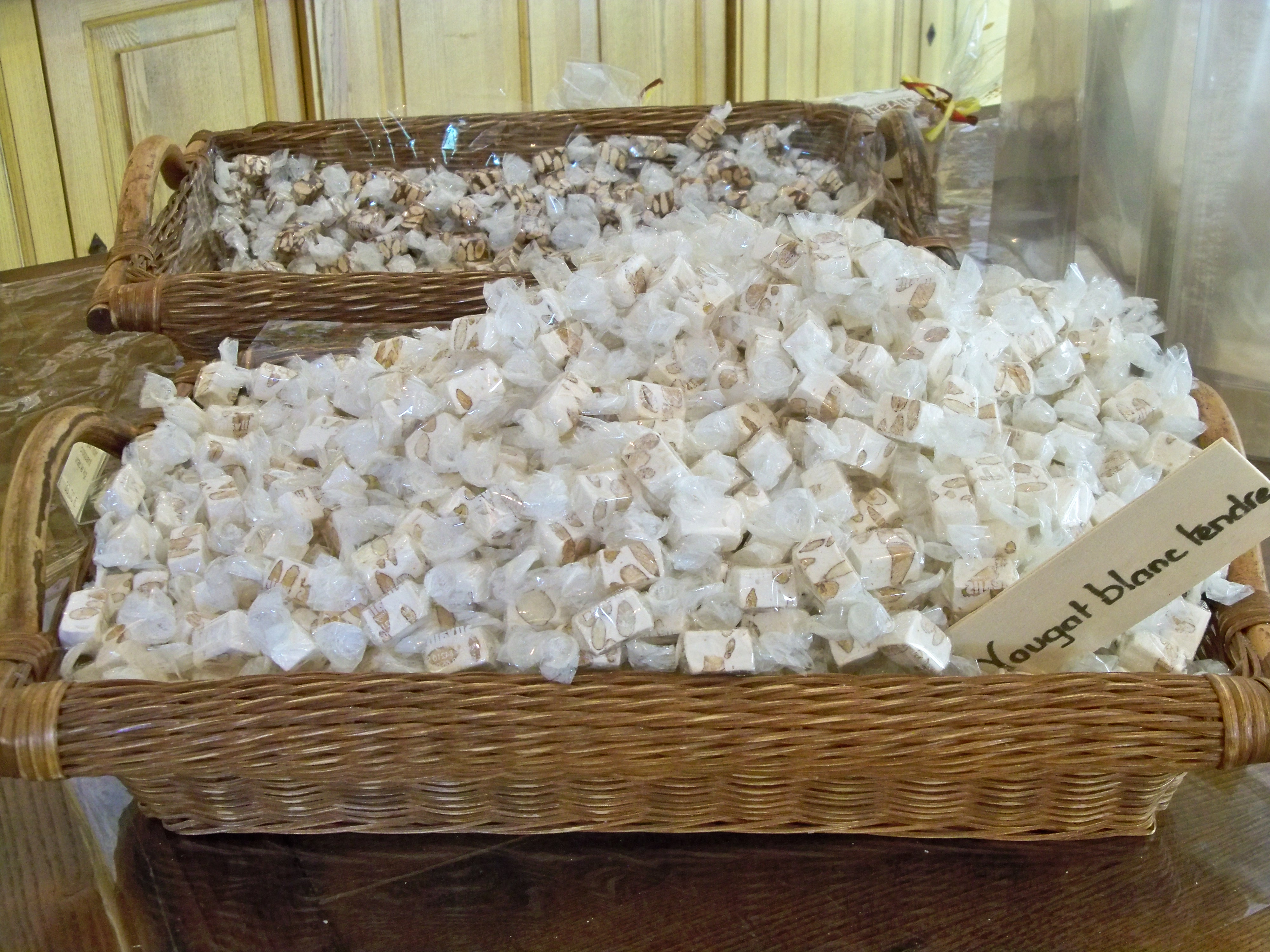
Nougat blanc.

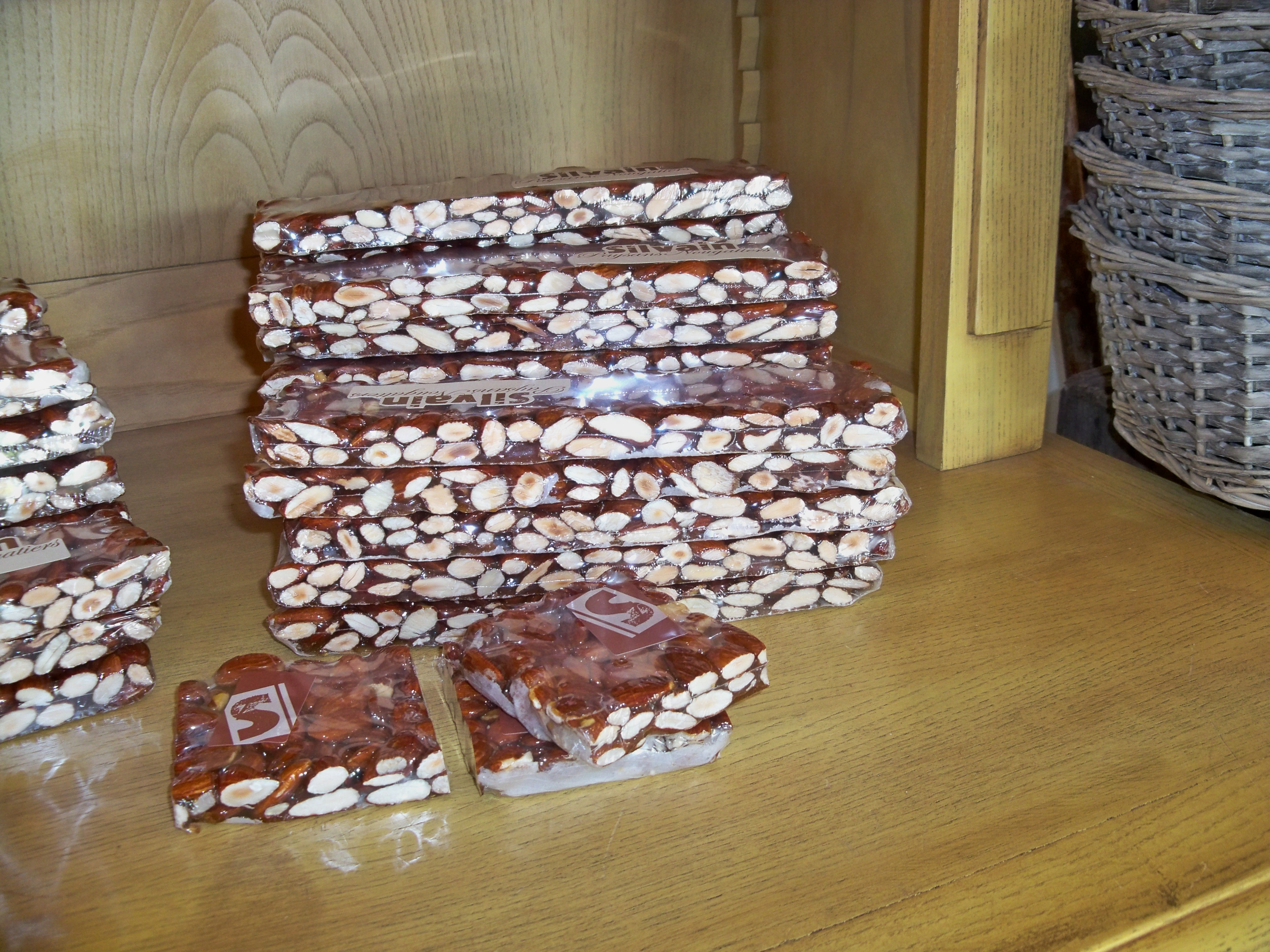
Nougat noir.

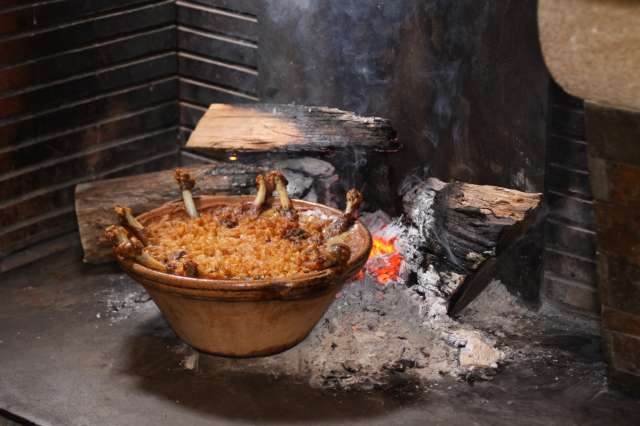
Cassoulet.

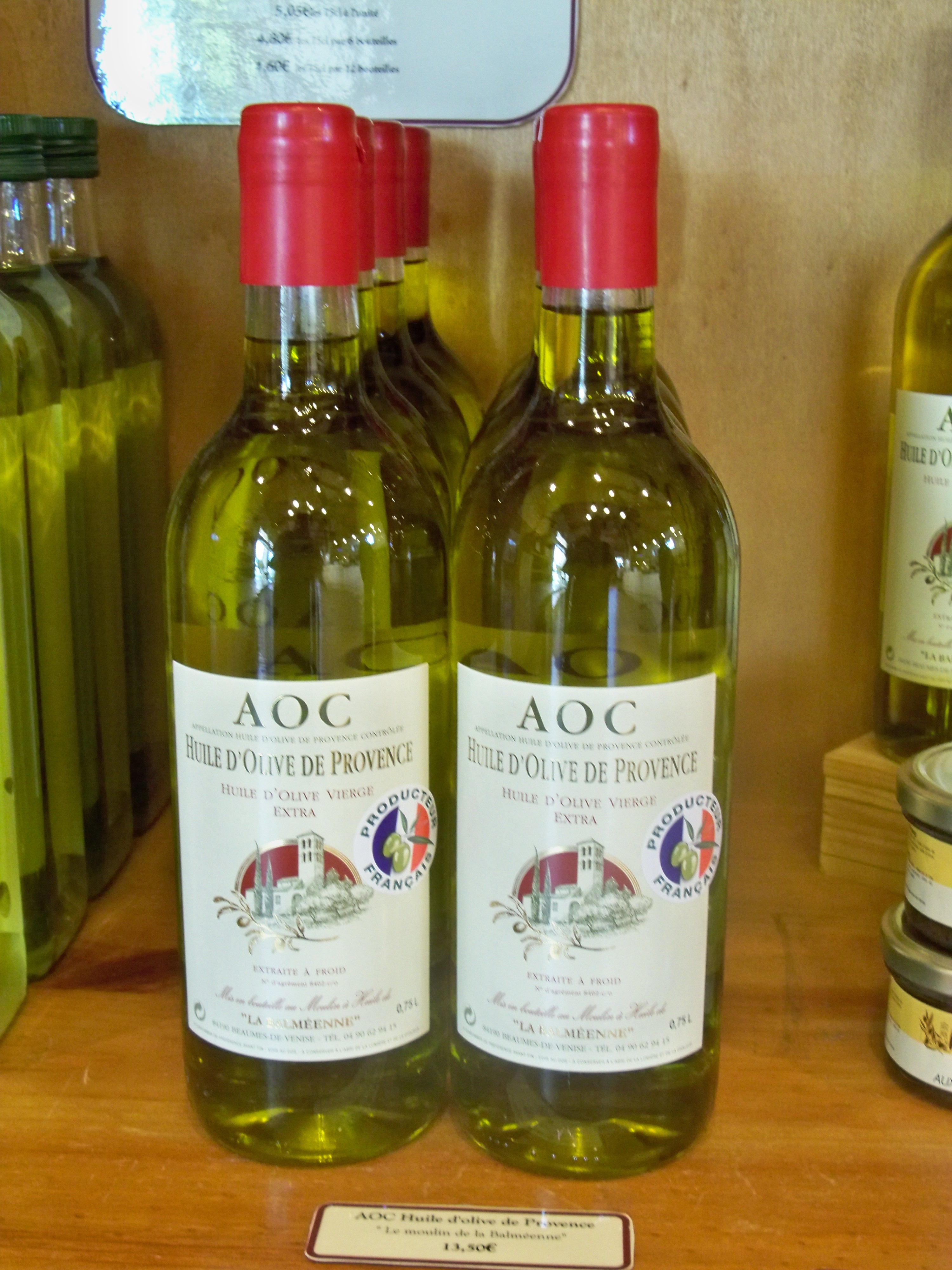
Huile d'olive de Provence.

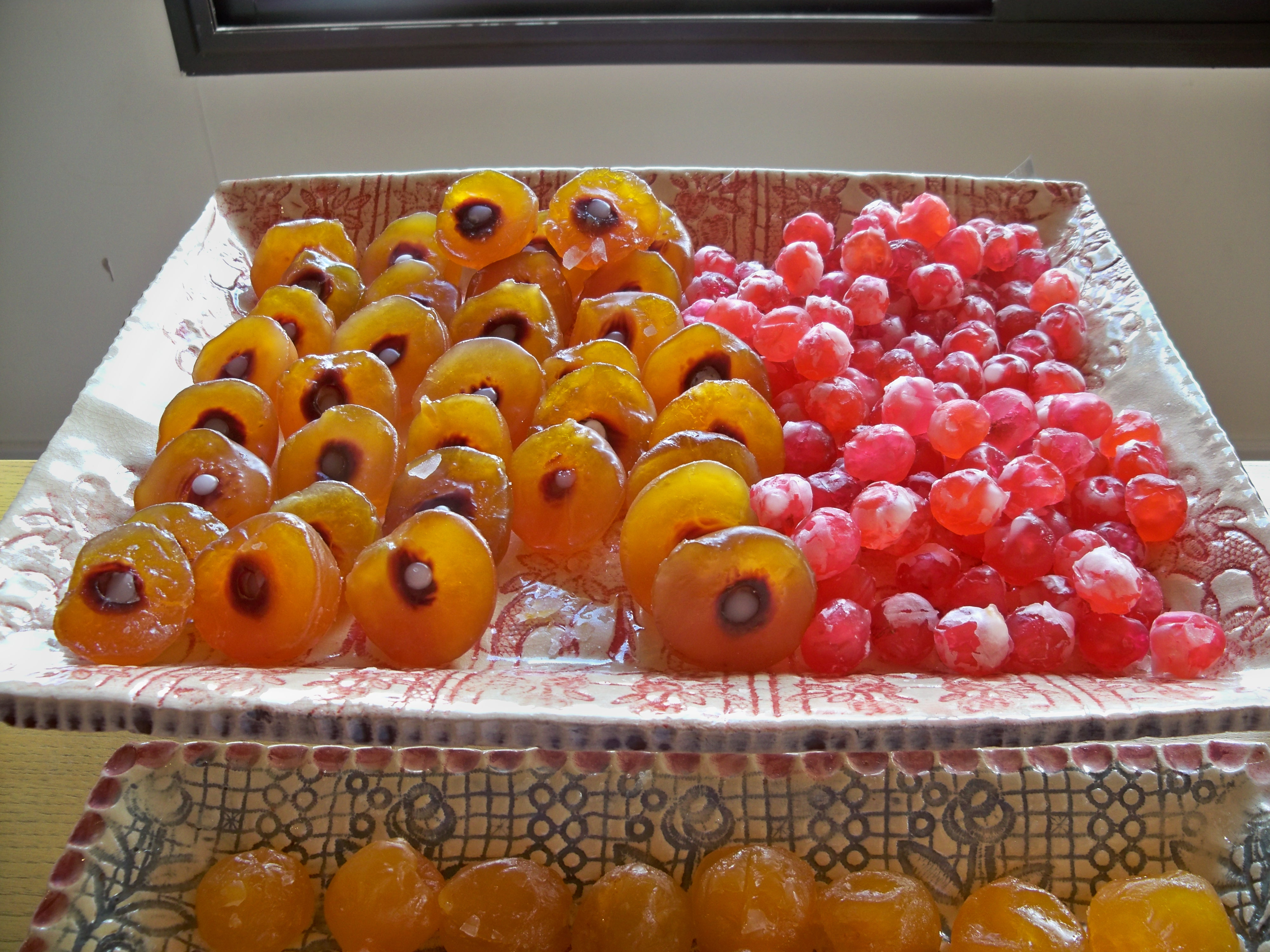
Abricots et cerises confites.

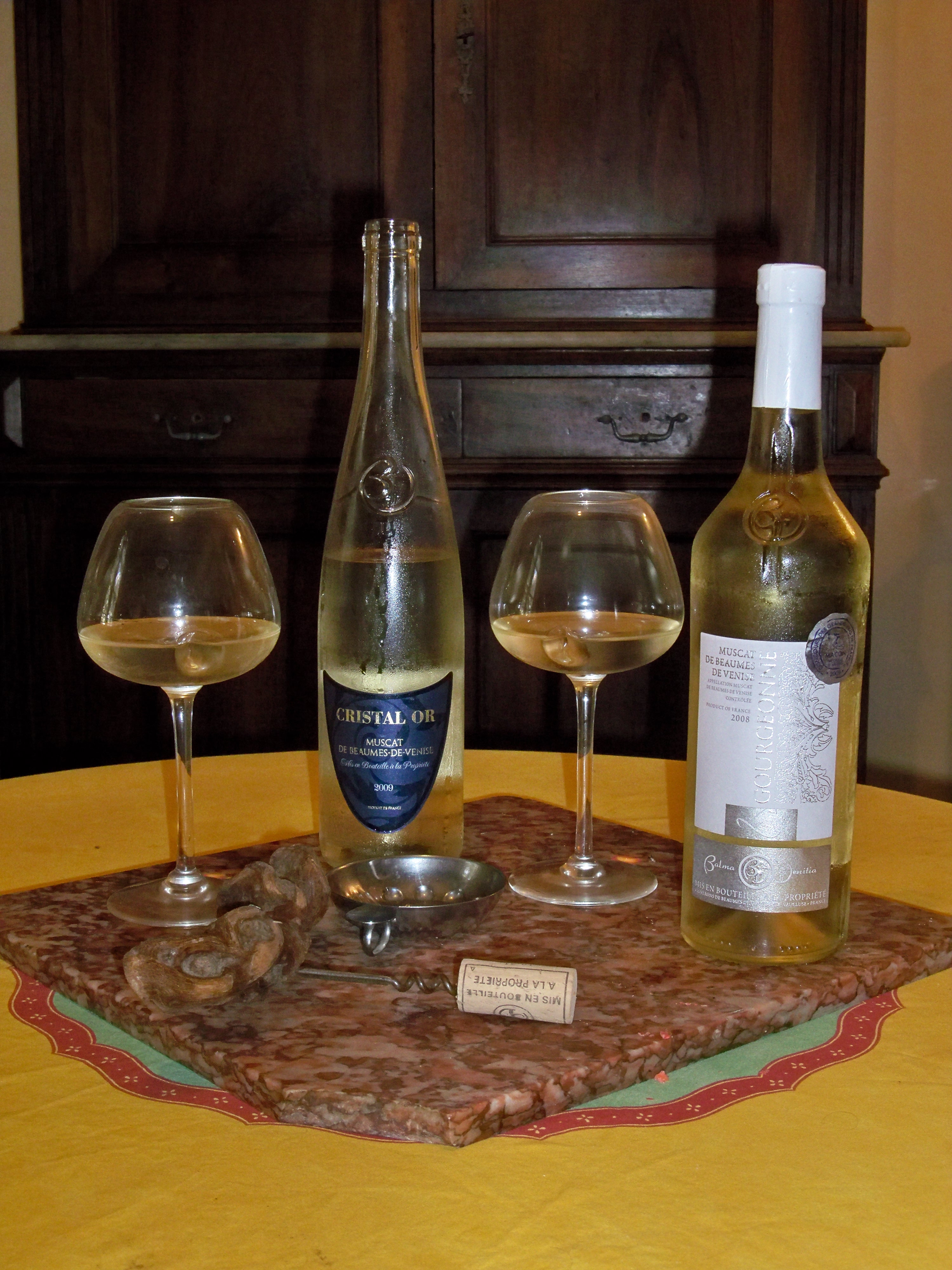
Muscat de Beaumes-de-Venise.

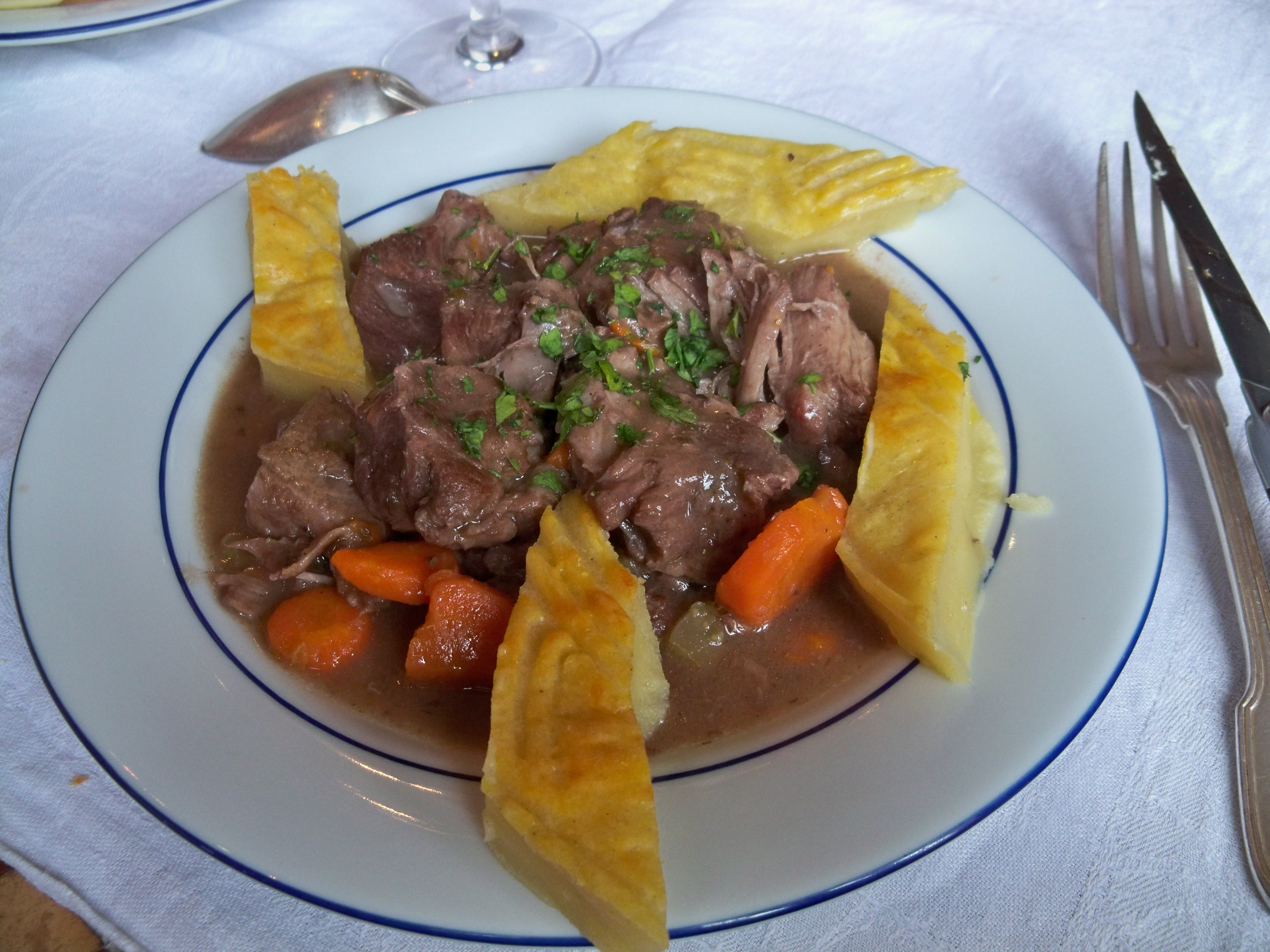
Daube de bœuf.

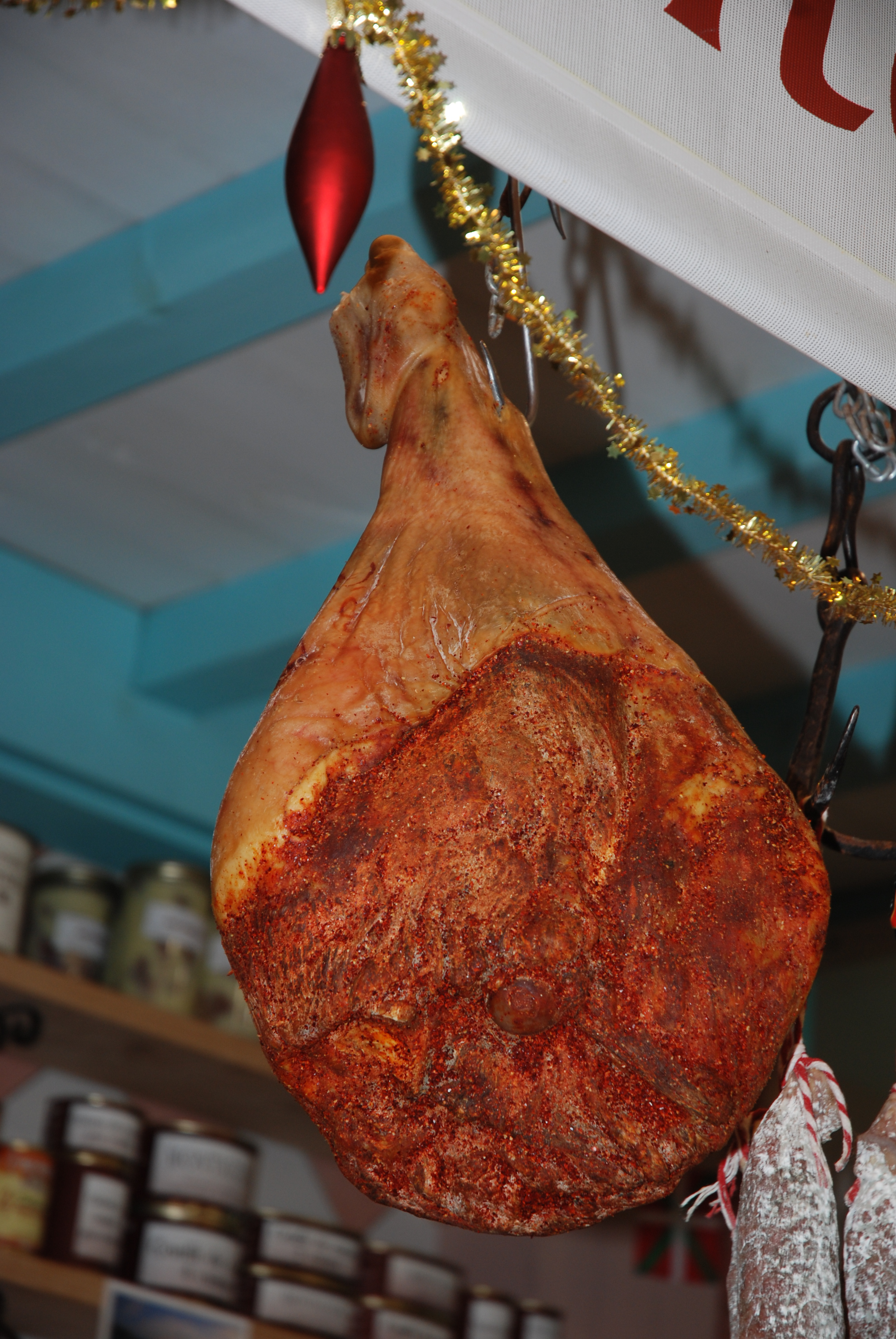
Jambon de Bayonne.

La cuisine occitane est une cuisine diversifiée en raison de la taille de l'Occitanie et la grande variété de ses terroirs, allant des Pyrénées aux Alpes, de la côte méditerranéenne au Massif central qu'elle englobe majoritairement. C'est une cuisine très variée mais, au-delà de la traditionnelle partition entre l'usage de la graisse de canard au sud ouest et de l'huile d'olive au sud-est, il existe un certain nombre de traits communs à l'ensemble de ce territoire et l'opposant parfois nettement au reste de la France.
Parmi ces spécificités, on retrouve notamment l'usage du vin pour accompagner le repas ou pour accommoder les plats (voire pour les nettoyer), un grand nombre de fromages de chèvre ou de brebis qu'on retrouve un peu partout dans le tiers sud méridional français, ou encore l'usage répandu de certains aliments ou condiments particuliers. Par exemple, l'eau de fleur d'oranger se retrouve dans les Navette de Marseille, la fouace, la flaune et l'échaudé dans l'Aveyron, le pastis landais ou le chaudèu niçois et la truffe est récoltée et utilisée du Périgord jusqu'aux Alpes (la répartition des zones productrices se trouve sur une diagonale Limousin/Provence pour la variété Tuber melanosporum). De la même façon, la récolte et l'usage des cèpes s'étend de la Nouvelle-Aquitaine et de la Provence jusqu'à Nice.
On retrouve, en outre, un usage intensif des herbes aromatiques, ou de l'ail dont la culture s'étend majoritairement en Auvergne, Vivarais, Languedoc, Gascogne et Provence, une grande utilisation de légumes sous diverses formes, ragoût mijoté (piperade, chichoumeille, ratatouille…), farcis, ainsi qu'une certaine unité de l'usage de charcuteries type ventrèche, saucisson, jambon cru, pâtés, ou la cuisson à l'étouffée de la viande dans une marmite comme pour la daube par exemple que l'on retrouve de Nice à la Gascogne.
Enfin, si le poisson est consommé principalement dans les zones littorales, l'usage de l'anchois, sous diverses formes (frais, en salaison, mariné, etc.), est généralisé dans l'ensemble du territoire.
Dans l'article, les plats sont présentés selon leurs appellations usuelles en français ou, entre parenthèses, est mentionné leur nom en langue occitane, en premier, selon l'orthographe de la norme classique, puis selon la norme mistralienne. Dans les deux normes, la prononciation est identique. Lorsque le nom français est une reprise directe de l'une des deux normes (milhàs, aigo boulido), celle-ci n'a pas été mentionnée entre parenthèses.

## Repas

### Gros souper
Le gros souper (lo gròs sopar, lou gros soupa), était le repas maigre traditionnellement pris en famille le 24 décembre, avant la messe de minuit. Après avoir dégusté les sept plats maigres de poissons et de légumes, on posait sur la table les treize desserts que l'on mangeait au retour de la messe, avec le vin cuit et, pour les affamés, on servait la « petite oie ».

## Pain

### Fougasse

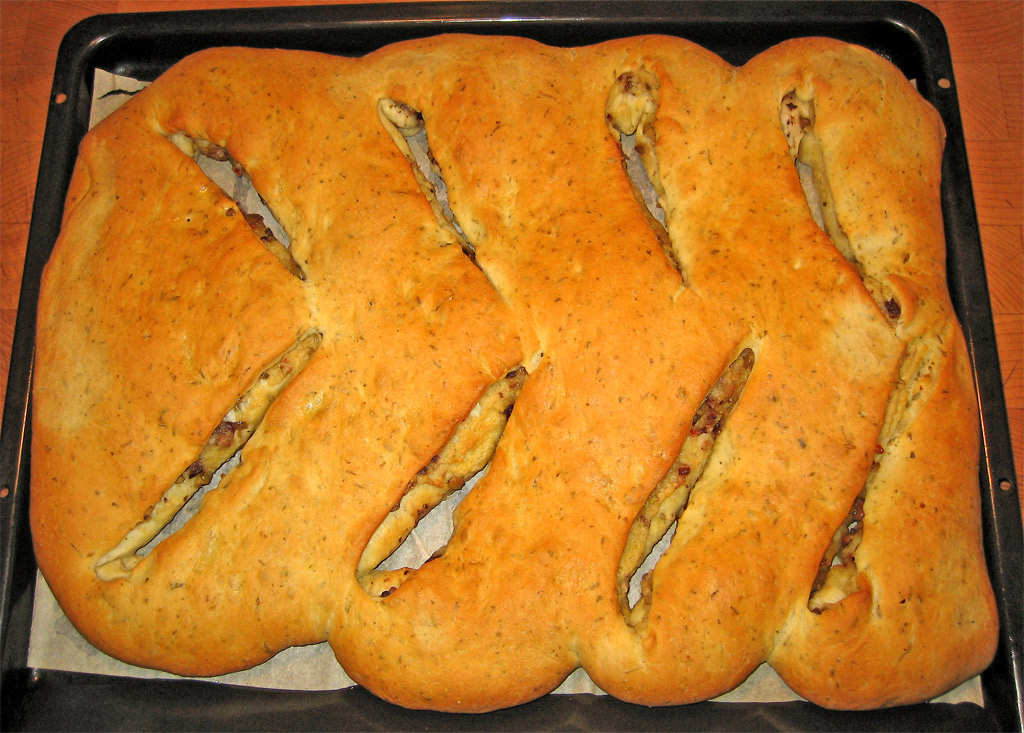
Fougasse traditionnelle.

La fougasse (fogaça, fougaço) est un pain provençal. Le nom trouve son origine dans le latin, panis focacius, un pain plat cuit sur un foyer ou sous les cendres d'un feu. Elle se décline de différentes façons, d'un pain (biscuit) très fin à une sorte de pizza.

### Mique
La mique (mica, mico) est une pâte à pain qui peut être agrémentée avec de l'œuf, du lait et du beurre, et qui est cuite à l'eau. Elle se mange avec du « petit salé » en basse Corrèze, mais aussi dans toute la région du Quercy, et dans tout le sud du Périgord.

### Pain de Beaucaire
Ce pain spécial, le pain de Beaucaire (pan de bèucaire), fendu en son milieu dans le sens de la largeur, est particulièrement apprécié en Provence. Fabriqué depuis le XVe siècle, il se caractérise par une mie très alvéolée et une croûte fine. Ce pain de ville mettait moins de temps à lever et sa fabrication était adaptée à une journée de huit heures.

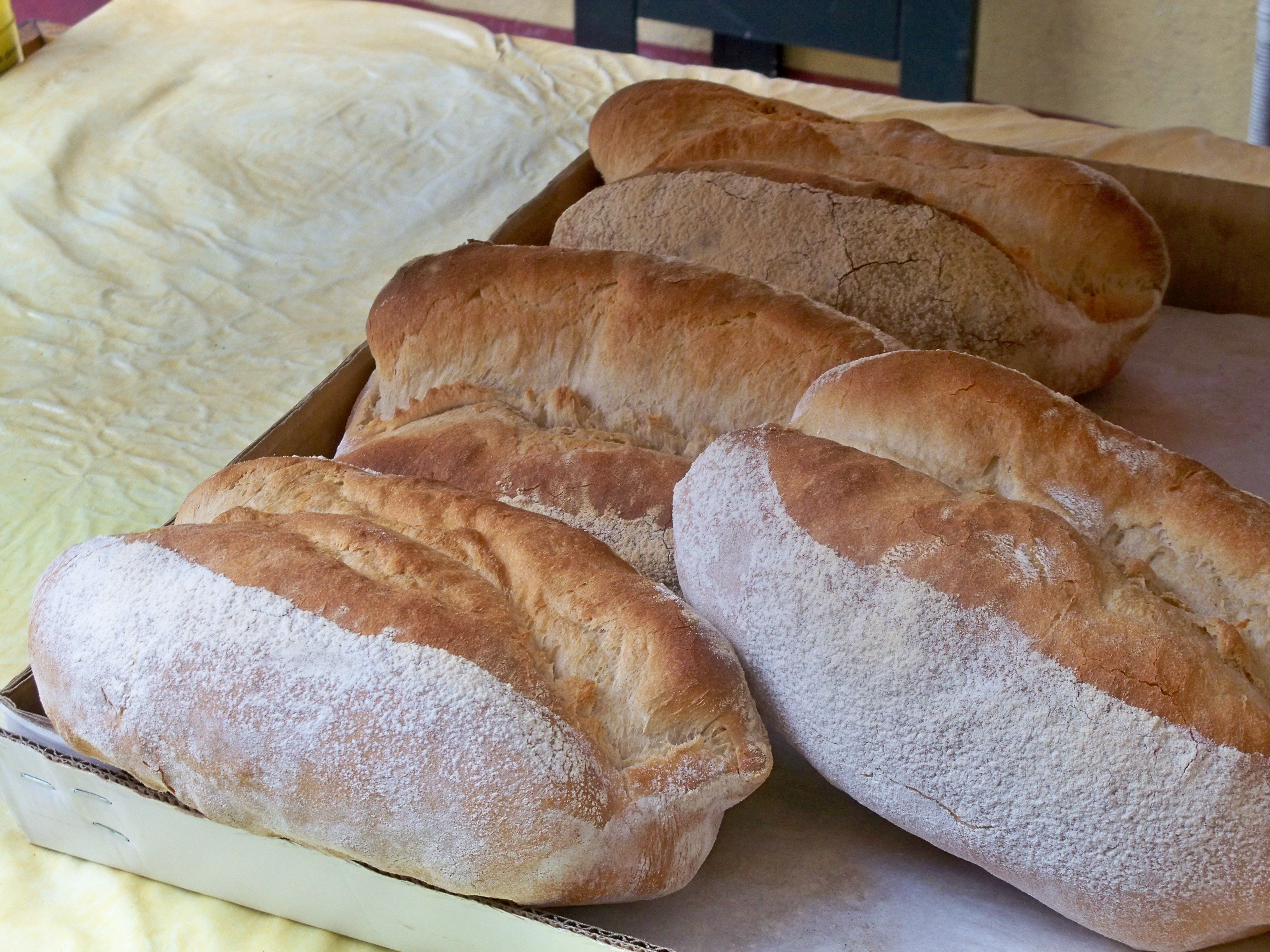
Pain de Beaucaire.
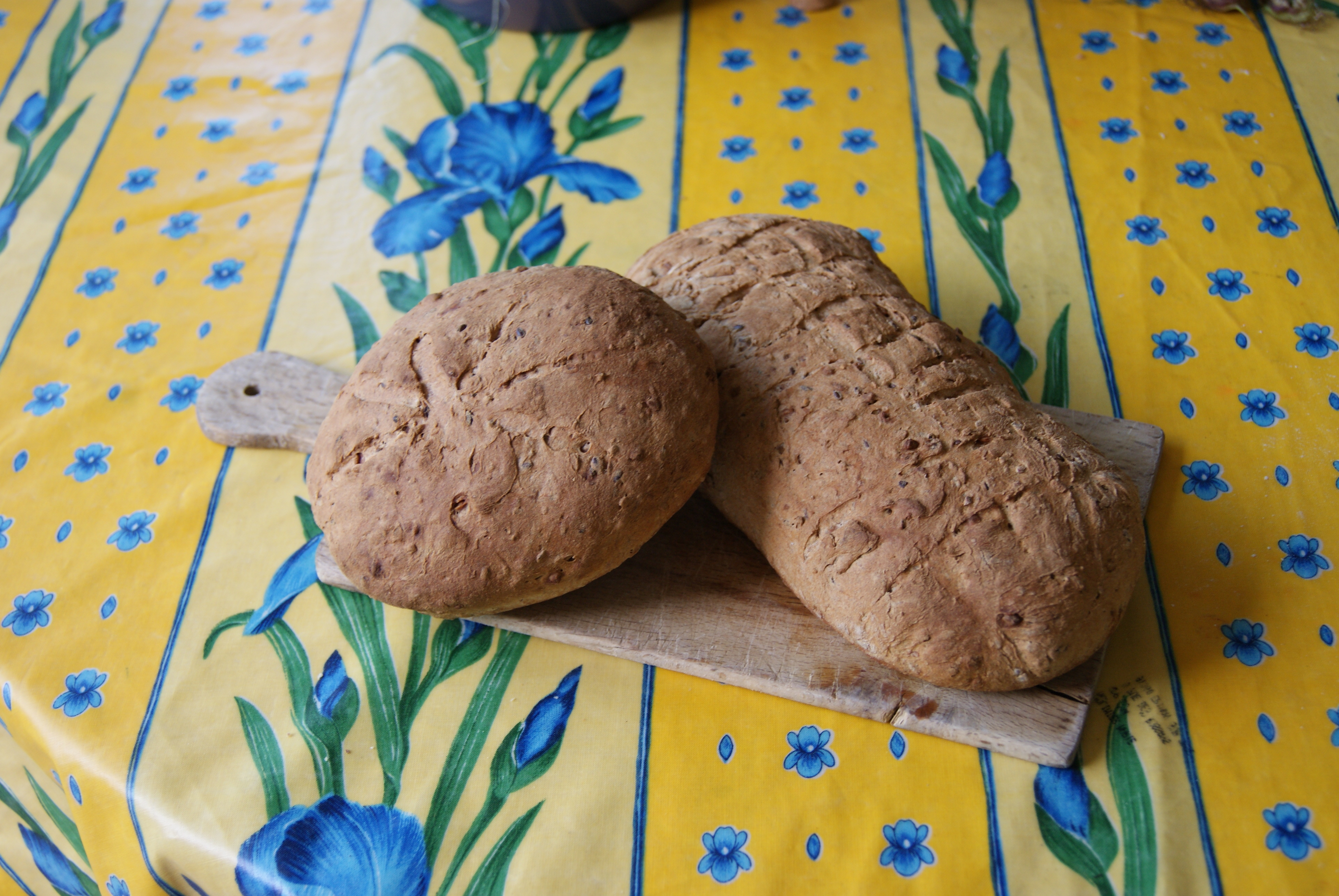
Pain crestou.

### Pain crestou
Le pain crestou (pan creston, pan crestoun) est un pain à base de farine boulangère et de graines de céréales entières. C'est une recette originaire du plateau de l'Aubrac.

### Pain d'épeautre
Le pain d'épeautre (pan d'espèutra) est réalisé avec de la farine de petit épeautre. Si sa faible teneur en gluten fait qu'il lève peu, il est particulièrement savoureux par rapport aux autres blés et possède d'excellentes qualités nutritives. Le pain est fabriqué à base de farine d'épeautre, d'eau, de sel et de levain.

### Pain de la Sainte-Agathe
Le pain de la Sainte-Agathe (pan de la Santa Agata, pan de la Santo Agato), selon une tradition provençale, était cuit au four avant la fête de la sainte, célébrée le 5 février, et était ensuite bénit.

### Pain du Luberon

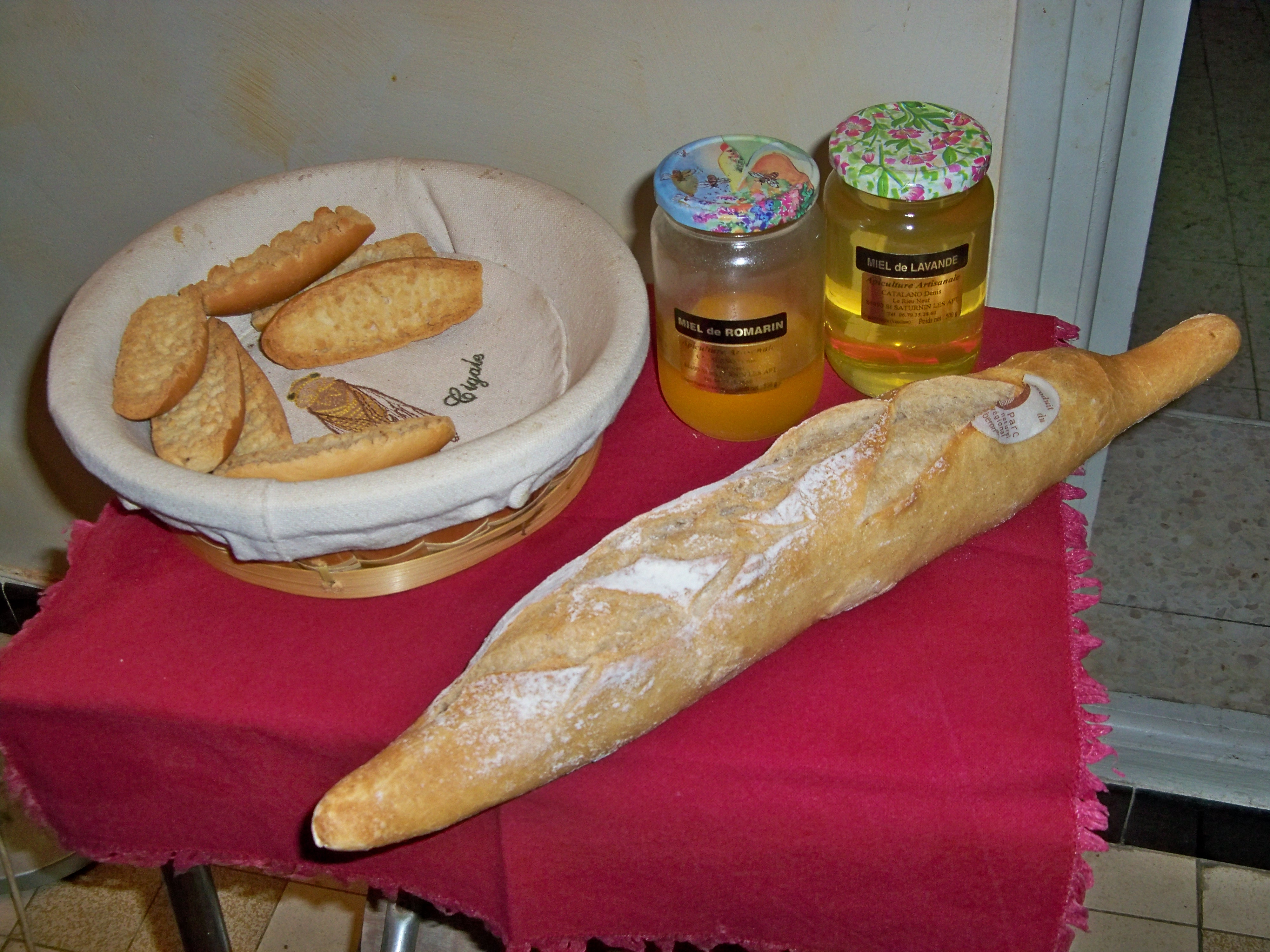
Pain du Luberon à Apt.

Le pain du Luberon (pan de Leberon, pan de Leberoun) au blé meunier d'Apt est fabriqué, depuis 2005, par des boulangers de Vaucluse et des Alpes-de-Haute-Provence. L’appellation « pain du Luberon » a fait également l’objet d’un dépôt de marque à l'Institut national de la propriété industrielle (INPI). En 2010, trois boulangers à Apt, deux à Cavaillon, un à Roussillon, un à Manosque, un à Reillanne et un à Saint-Étienne-les-Orgues commercialisent ce pain.

### Pain paillasse de Lodève
Le pain paillasse de Lodève (pan palhassa de Lodèva, pan palhasso de Loudèvo), d'après une étude scientifique menée par Mouette Barboff, l'antériorité du pain paillasse à Lodève est indéniable : « Au plus loin que l’on puisse remonter, cette dénomination pour un pain dont la principale caractéristique est la fermentation en masse après le pétrissage, se retrouve à Lodève, depuis plusieurs siècles. »

### Pichade
La pichade (pichada, pichado) est une spécialité mentonnaise. C'est un genre de pizza sur laquelle ne figurent que des tomates et des oignons cuits.

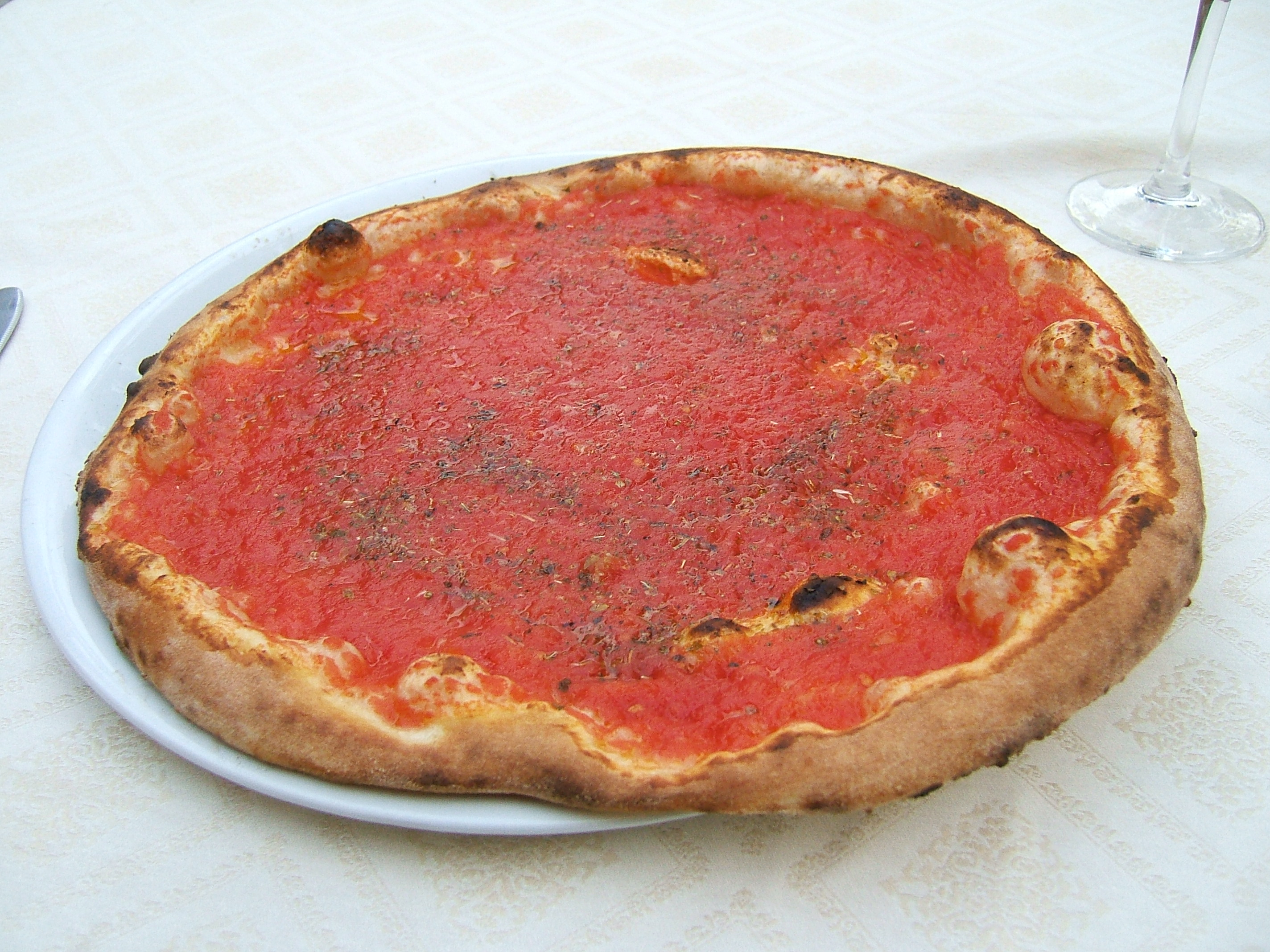
Pichade.
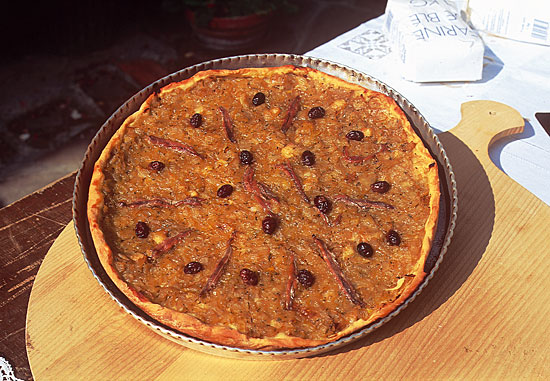
Pissaladière.

### Pissaladière
La pissaladière (peissaladiera, pissaladièra) est une spécialité culinaire de la région niçoise. Elle ressemble à la pizza, la pissaladière est certes confectionnée avec de la pâte à pain mais ne comporte traditionnellement pas de tomate. On a coutume d'ajouter à la pissaladière des olives noires, des caillettes (petites olives noires de Nice) et des anchois.

### Tourtou
Le tourtou (torton, tourtoun) est une galette ou crêpe à base de farine de sarrasin, ou blé noir. C'est un plat typique du Limousin et du nord du Périgord.

## Soupes

### Aigo boulido
L'aigo boulido (aiga bolida), qui se traduit en français par « eau bouillie », est une soupe provençale, préparée uniquement à base d'ail et de feuilles de sauge bouillies.

### Bajana
La bajana (bajanar) est une soupe traditionnelle des Cévennes confectionnée à base de châtaignes.

### Bourriquette
La bourriquette (borriqueta, bourriqueto) est une soupe cuisinée en Limousin.

### Bréjaude
La bréjaude (bressauda, bressaudo) est une soupe traditionnelle préparée en Limousin.

### Chabrot

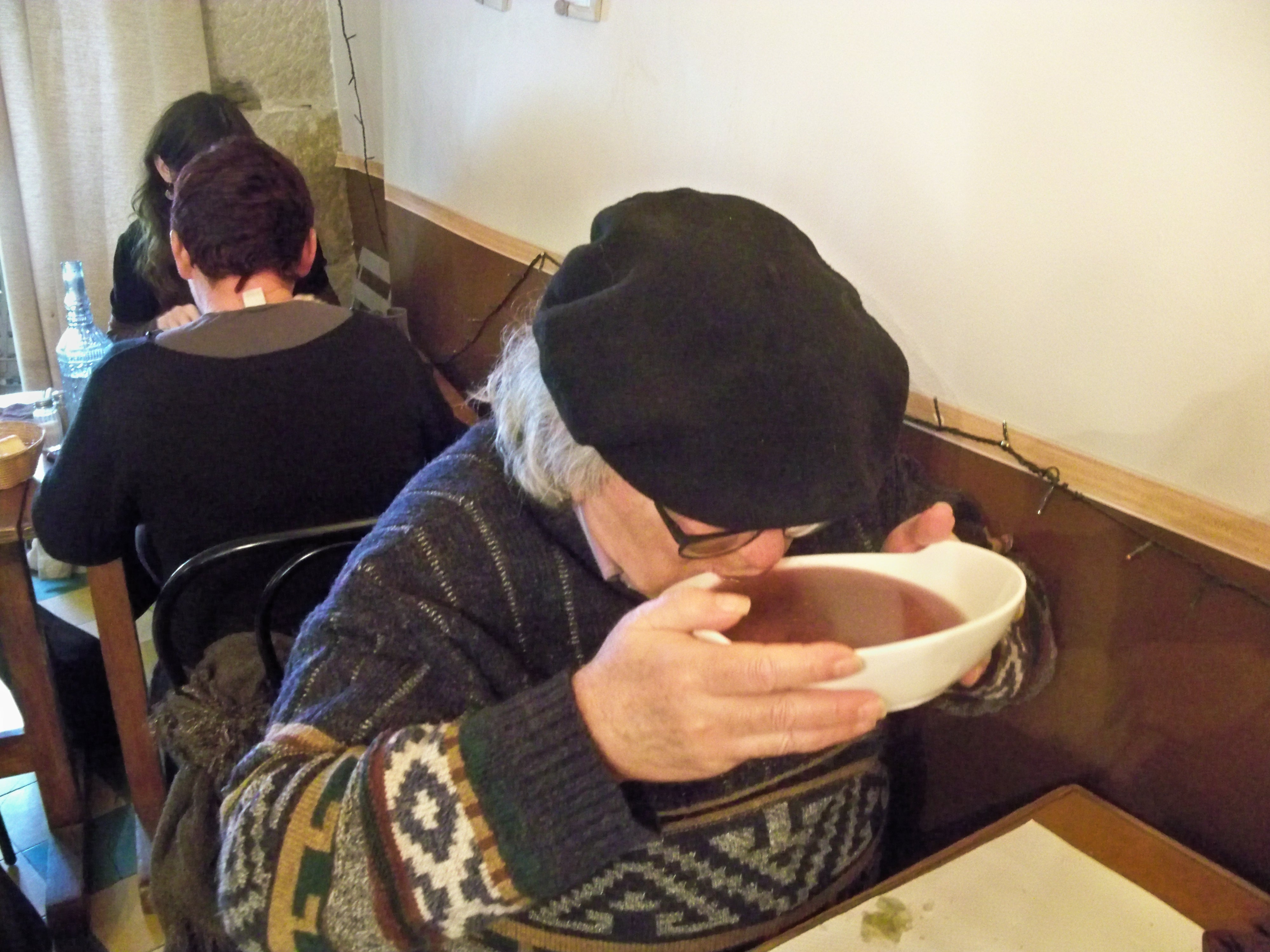
Le chabrot.

Faire chabrot, ou faire chabròl, est un antique usage occitan qui consiste, quand il reste un fond de soupe ou de potage, à ajouter dans l'assiette, peu ou prou, du vin rouge, afin de diluer ce bouillon puis de porter le plat à la bouche, et à avaler ce mélange à grandes goulées.
Le chabrot était courant pour des soupes comme la bréjaude ou la garbure. Cette action nécessitait l'usage du récipient traditionnel utilisé pour servir les soupes, soit un bol profond de forme sphérique, soit une écuelle. Il était le plus souvent sans poignée, en terre cuite, de forme bombée et quelque peu étroit.

### Fricassée au tourain
La fricassée au tourain est une soupe traditionnelle du Limousin.

### Garbure
La garbure (garbura, garburo) est une soupe au chou, avec morceaux de légumes et viandes diverses, traditionnelle de la cuisine gasconne dans le sud-ouest de la France. Elle est d’origine béarnaise. C'est un plat qui rappelle la potée.

### Soupe au pistou
La soupe au pistou (sopa au písto, soupo au pístou) est une soupe aux légumes d'été, avec des pâtes, servie avec du pistou, un mélange d'ail, d'huile d'olive et de basilic haché. Le terme pistou désigne, en provençal, le pilon du mortier qui sert à faire la préparation, et non pas le basilic qui se dit baseli.

### Soupe de poissons à la sétoise
La soupe de poissons à la sétoise (sopa de peis a la setòria, soupa de peis à la setòri) est une spécialité de la ville de Sète et du littoral languedocien. Plusieurs variétés de poissons sont cuisinées avec des légumes, du vin blanc et de l'huile d'olive. Elle est accompagnée de croûtons tartinés de rouille et saupoudrée de gruyère ou d'emmental râpé.

### Tourin
Le tourin, (torin, tourin) ou tourain, est une soupe à l'ail typique de la Dordogne et du Toulousain (Haute-Garonne et Tarn).

## Bouillie

### Cruchade
La cruchade (cruchada, cruchado) est une bouillie de maïs ou de millet.

### Milhàs
Le milhàs est une bouillie de farine séchée que l'on peut faire griller et qui est consommée au Languedoc. Ce nom provient de l'occitan milh, désignant le millet et le maïs. On appelle aussi improprement millas un gâteau dont l'appareil de base est un mélange de citrouille et de farine de maïs. Ce gâteau est une pâtisserie commune du sud du Périgord.

## Entrées

### Brissaouda
La brissaouda (bressauda, bressaudo) est une spécialité niçoise. C'est une grande tranche de pain de campagne grillé, frottée d'ail et arrosée d'huile d'olive sortie juste du pressoir.

### Bourriol
Le bourriol (borriòl) est un mets auvergnat originaire du Cantal, consistant en une galette de blé noir, garnie le plus souvent de fromage fondu.

### Petit pâté de Nîmes
Le petit pâté de Nîmes (pastisson de Nime, pastissoun de Nime) est une spécialité culinaire de la ville de Nîmes, dont l'inventeur fut Delcasso-Vernet, un boulanger-pâtissier, à la fin des années 1800. Ce pâté est constitué d'une farce à base de veau et de porc, contenue dans une pâte brisée. Cependant, certaines recettes remplacent la farce par de la brandade de morue, une autre spécialité nîmoise. Ce pâté se consomme chaud ou tiède, accompagné d'une salade, et l'on peut le trouver aux halles de Nîmes, ainsi que dans les charcuteries et pâtisseries de la ville.

### Pounti

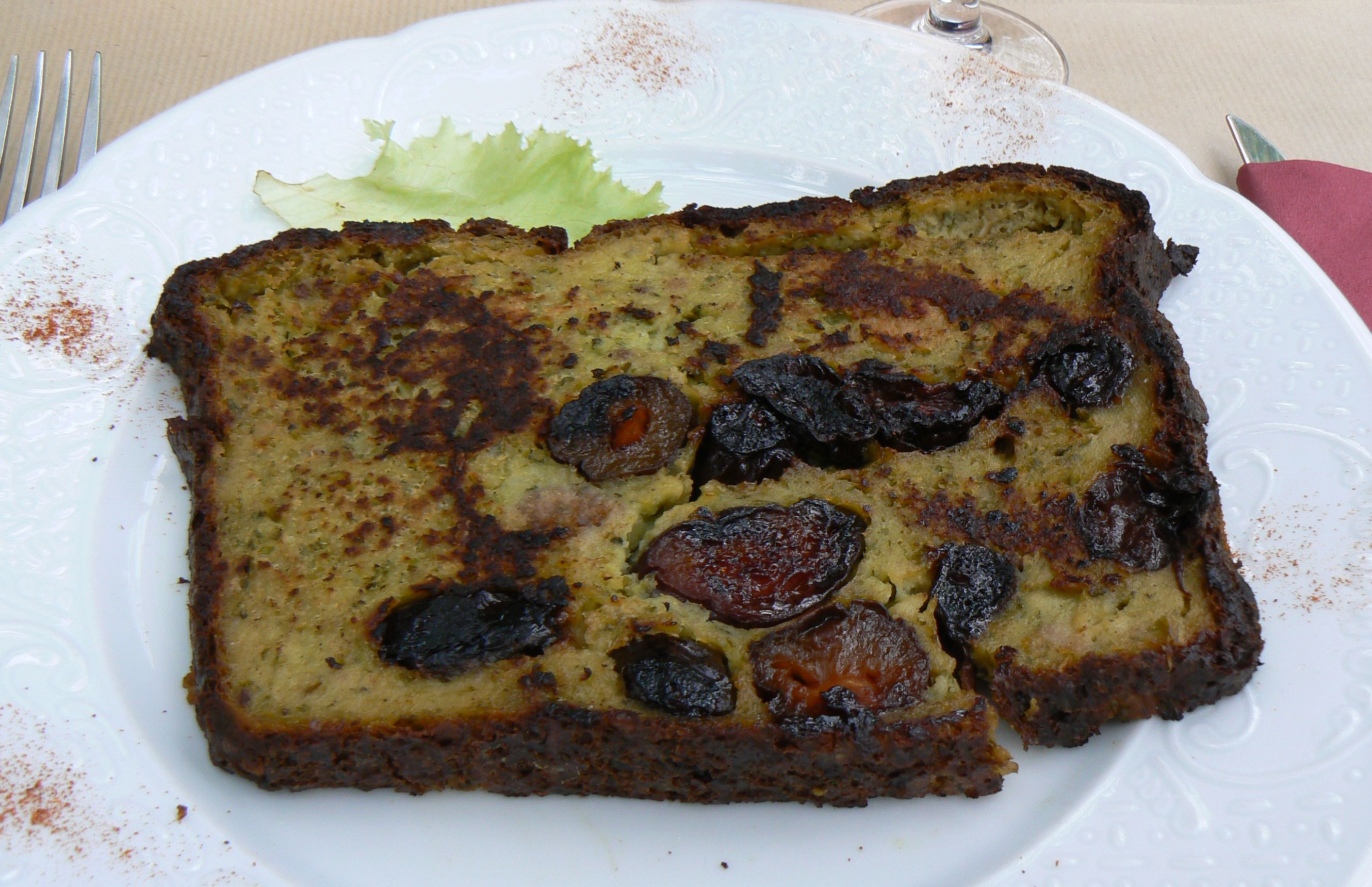
Pounti.

Le pounti (pontin, pountin) est un mets ancien du Rouergue et de la Haute-Auvergne, faisant partie des usages culinaires actuels de l'Aveyron et du Cantal, dans le Massif central. C'est un pâté composé d'œuf, de farine de froment, et de lait, on y ajoute des épinards, de l'ail et du persil et il est fourré de chair à saucisse et de pruneaux.

### Sanquette
La sanquette (sanqueta, sanqueto) est une préparation traditionnelle d'Occitanie, à base de sang de volaille. Elle est préparée au moment même de l'abattage des volailles (poulets le plus souvent) par saignée.

### Tapenade
La tapenade (tapenada, tapenado) est une recette de cuisine provençale, mise au point en 1880 par un chef-cuisinier de Marseille. Elle est principalement constituée d'olives broyées, d'anchois, de thon mariné, d'herbes et de câpres (tapena en occitan, d'où son nom).

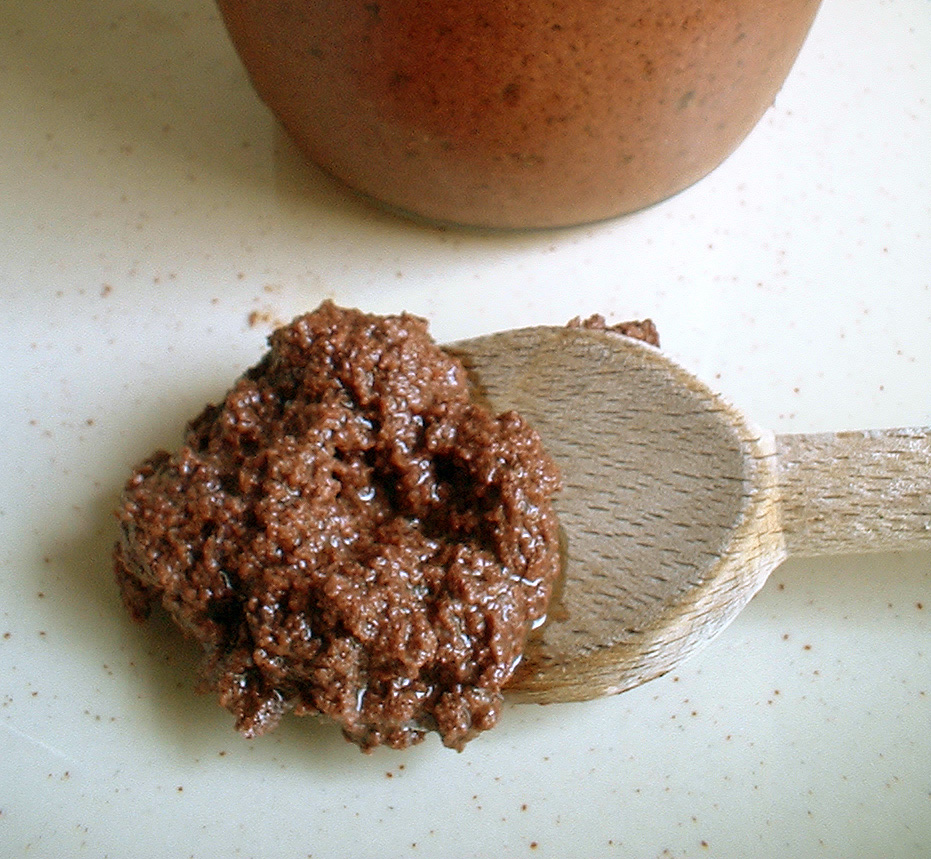
Tapenade dans une cuillère.
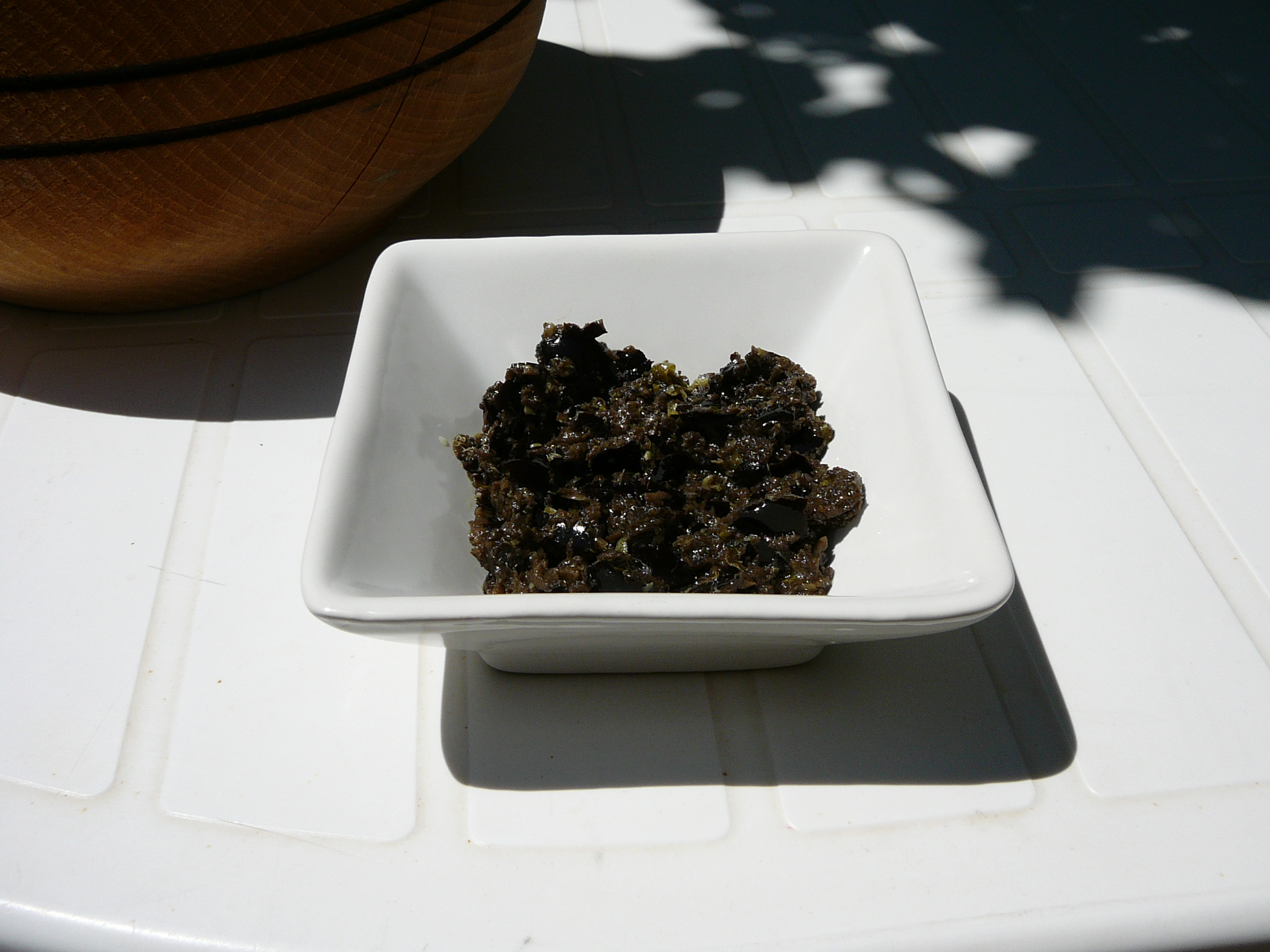
Tapenade dans un ramequin.
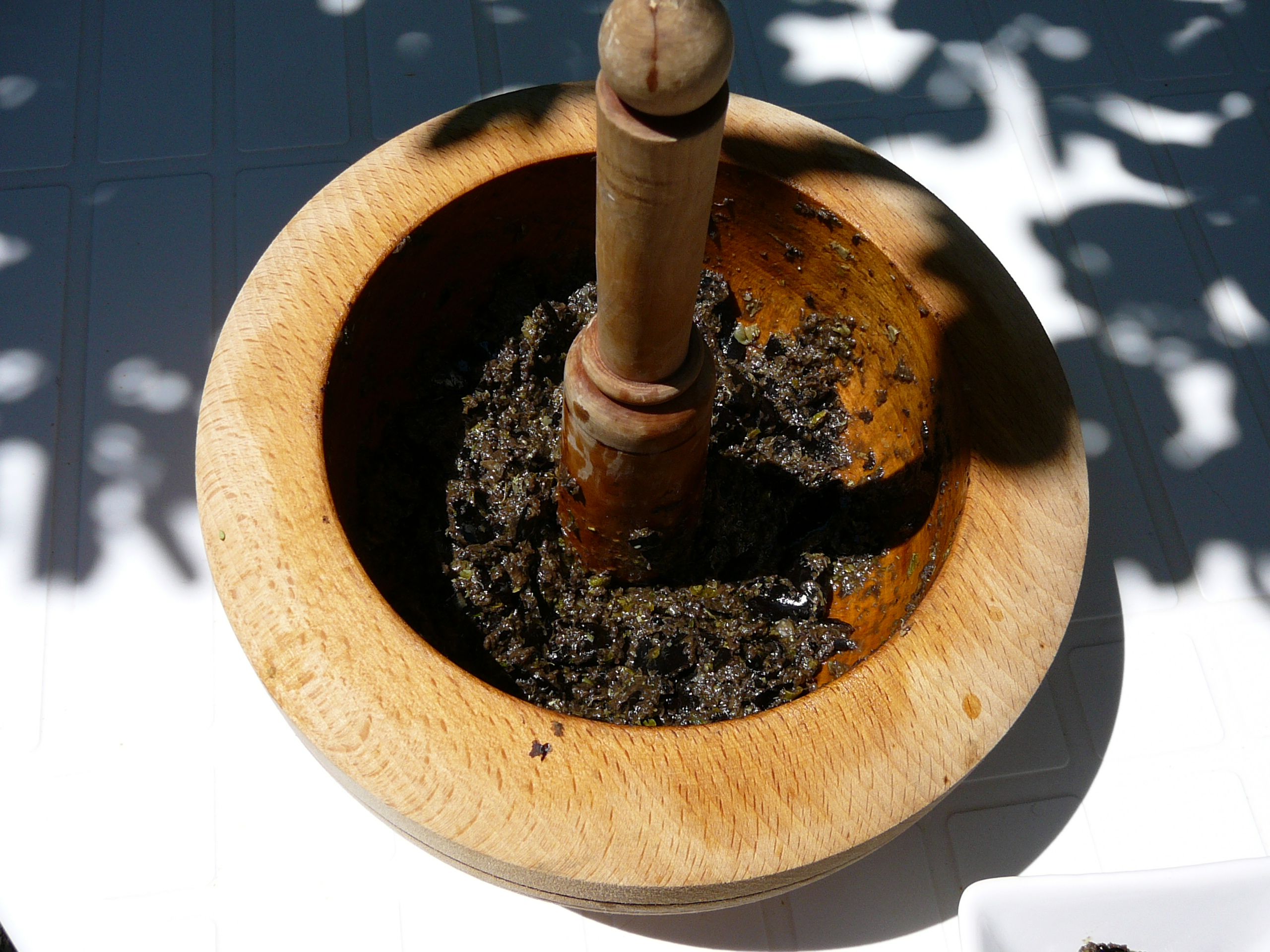
Tapenade dans un mortier fraîchement broyée.

### Tourton
Le tourton (torton, tourtoun) est une spécialité culinaire des Alpes méridionales, de Barcelonnette à Gap, de la vallée du Champsaur à celle du Valgaudemar. C'est un beignet garni de viande, de pruneaux, de fines herbes, de pommes de terre, ou encore d'un mélange de légumes et de fromage.

## Salades

### Mesclun

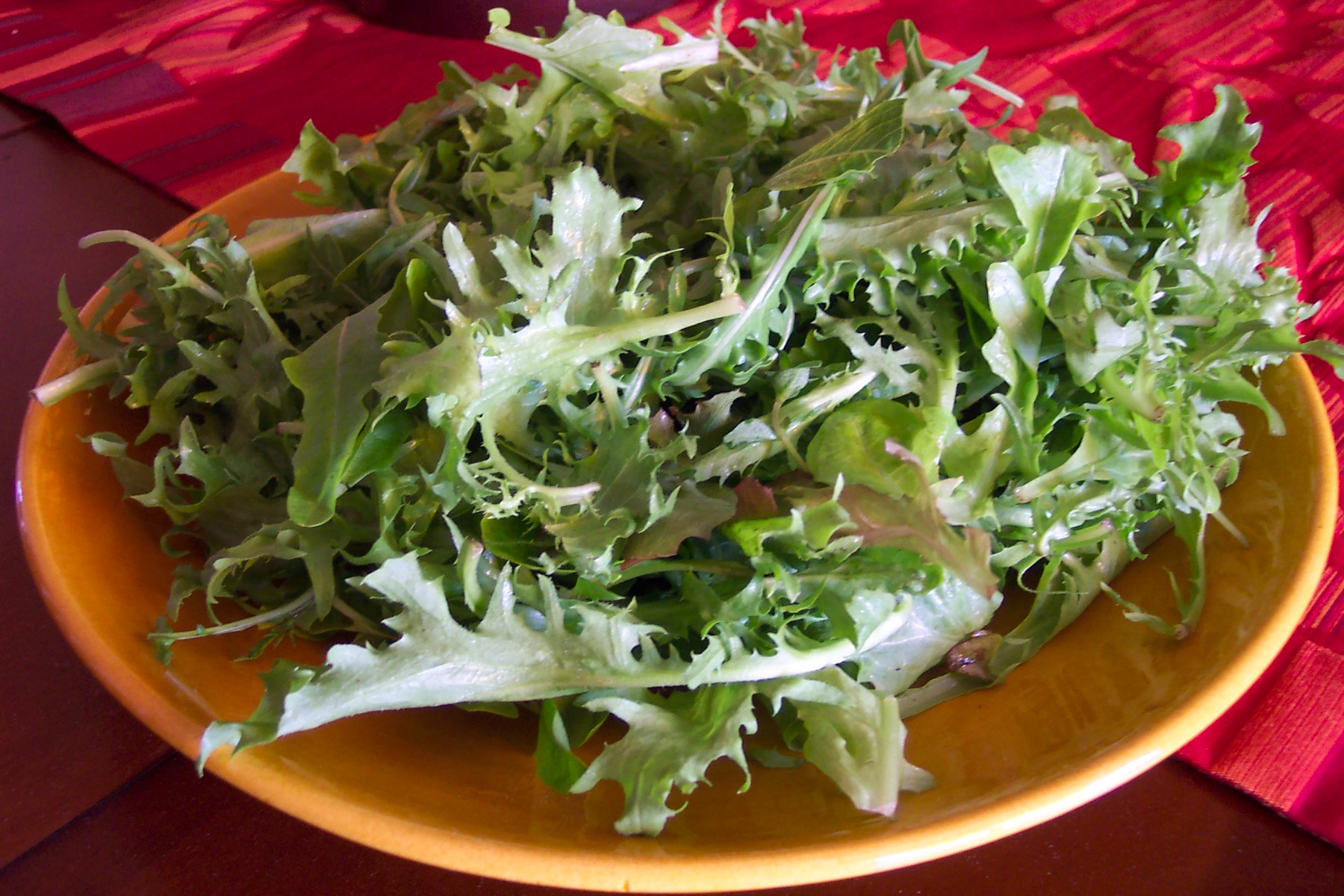
Salade de mesclun.

Le mesclun (mesclum) est une salade provençale, composée de pousses et de feuilles de différentes plantes potagères.
Il est préparé, au choix, avec de la laitue, de la mâche, de la roquette, de la chicorée, de la trévise, de la scarole, de la feuille de chêne, auxquelles on peut ajouter du pissenlit, des pousses d'épinard, du pourpier et des plantes aromatiques. Le mélange de salades doit comporter un minimum de cinq variétés pour avoir droit à cette dénomination.

### Pan bagnat
Le pan bagnat (pan banhat) est un sandwich niçois constitué de thon, salade, poivrons et tomates, agrémentés d'huile et de vinaigre, placés dans un petit pain rond réalisé spécialement à cet effet.

### Salade landaise

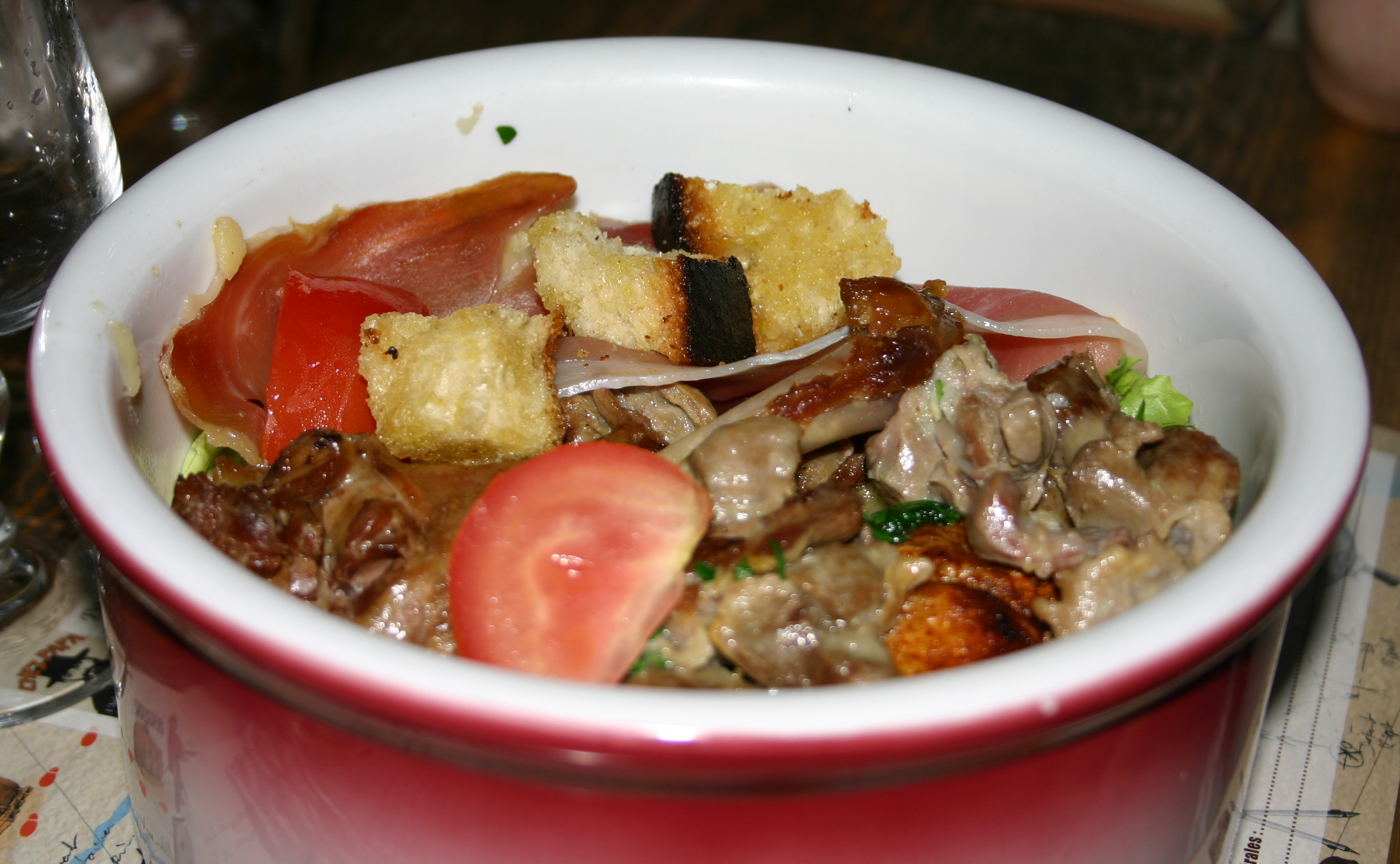
Salade landaise.

La salade landaise (ensalada landesa, ensalado landeso), ou assiette landaise, est une spécialité culinaire du département français des Landes.

### Salade niçoise
La salade niçoise (ensalada niçarda) est une spécialité culinaire célèbre du Comté de Nice et de Provence, réalisée à base de crudités : cébettes, tomates, févettes, céleri, petits artichauts violets, poivrons verts et rouges, feuilles de basilic, œufs durs, filets d'anchois, huile d'olive et olives de Nice.

## Charcuteries

### Andouillette à la provençale
L’andouillette à la provençale, dite aussi andouillette provençale, est une spécialité culinaire française originaire de la Provence. Actuellement[Quand ?] préparée à l'aide de chaudins et de maigre de porc. Sa recette originelle, donnée par Joseph Favre, nécessite de l'agneau, des queues d'écrevisses, du blanc de poulet, du ris de veau, du jambon, du lard et beaucoup de truffes.

### Boudin à la viande

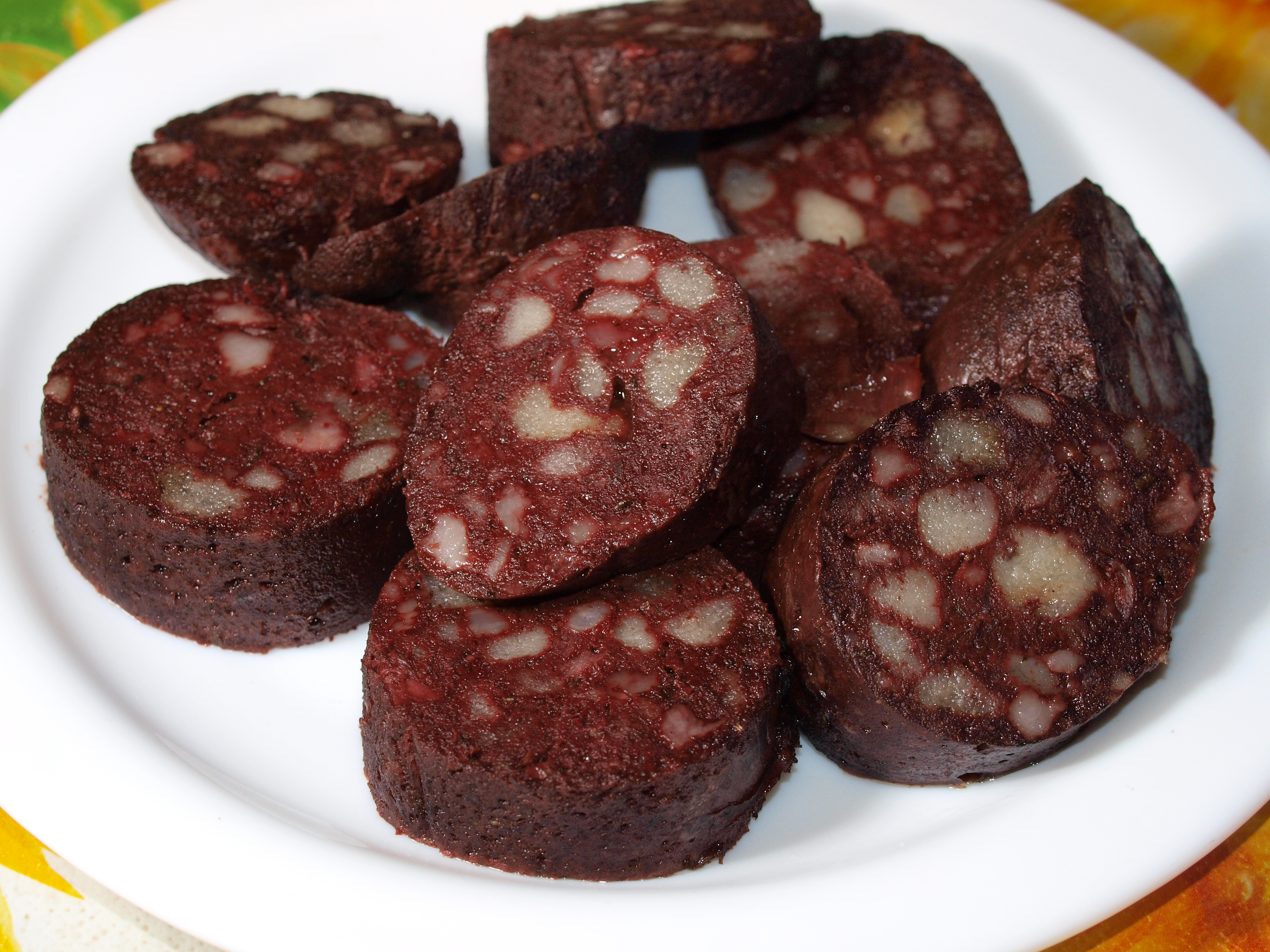
Boudin à la viande.

Le boudin à la viande est une spécialité du Sud-Ouest. Appelé boudin béarnais en Aquitaine, ou galabar dans le Tarn, il s'agit d'un boudin dans lequel la tête du cochon est cuite plusieurs heures au bouillon, avant d'être désossée, coupée en petits morceaux et mélangée au sang de porc. Cette farce est ensuite embossée dans de gros boyaux et cuite à feu très doux dans un bouillon. Ce boudin peut se manger froid, comme du saucisson, ou chaud, poêlé nature ou avec des pommes, des oignons ou des châtaignes.

### Boudin aux châtaignes
Originaire du Limousin, le boudin aux châtaignes est une ancienne recette campagnarde des régions d’Uzerche et de Pompadour.
« Il se compose généralement pour moitié de viande de porc, pour un quart de sang et pour un quart de châtaigne blanchie, de sel, de poivre et de diverses épices, le tout embossé dans des menus (intestins) de porc. Pour la réalisation de la farce, les morceaux de viande sont préalablement salés dans une saumure durant une ou deux journées ; ensuite, ceux-ci sont mis à cuire dans un bouillon aromatisé, hachés, puis mélangés avec le sang et les châtaignes blanchies, cuites et écrasées grossièrement. La farce, assaisonnée, re-mélangée, remplira les boyaux de porc, noués avec du fil tous les 15 cm environ. »
La châtaigne apporte à ce boudin à la fois une texture moelleuse et suave. Ce mets s’accompagne d’une purée de pommes de terre ou de pommes sautées au beurre.

### Caillette

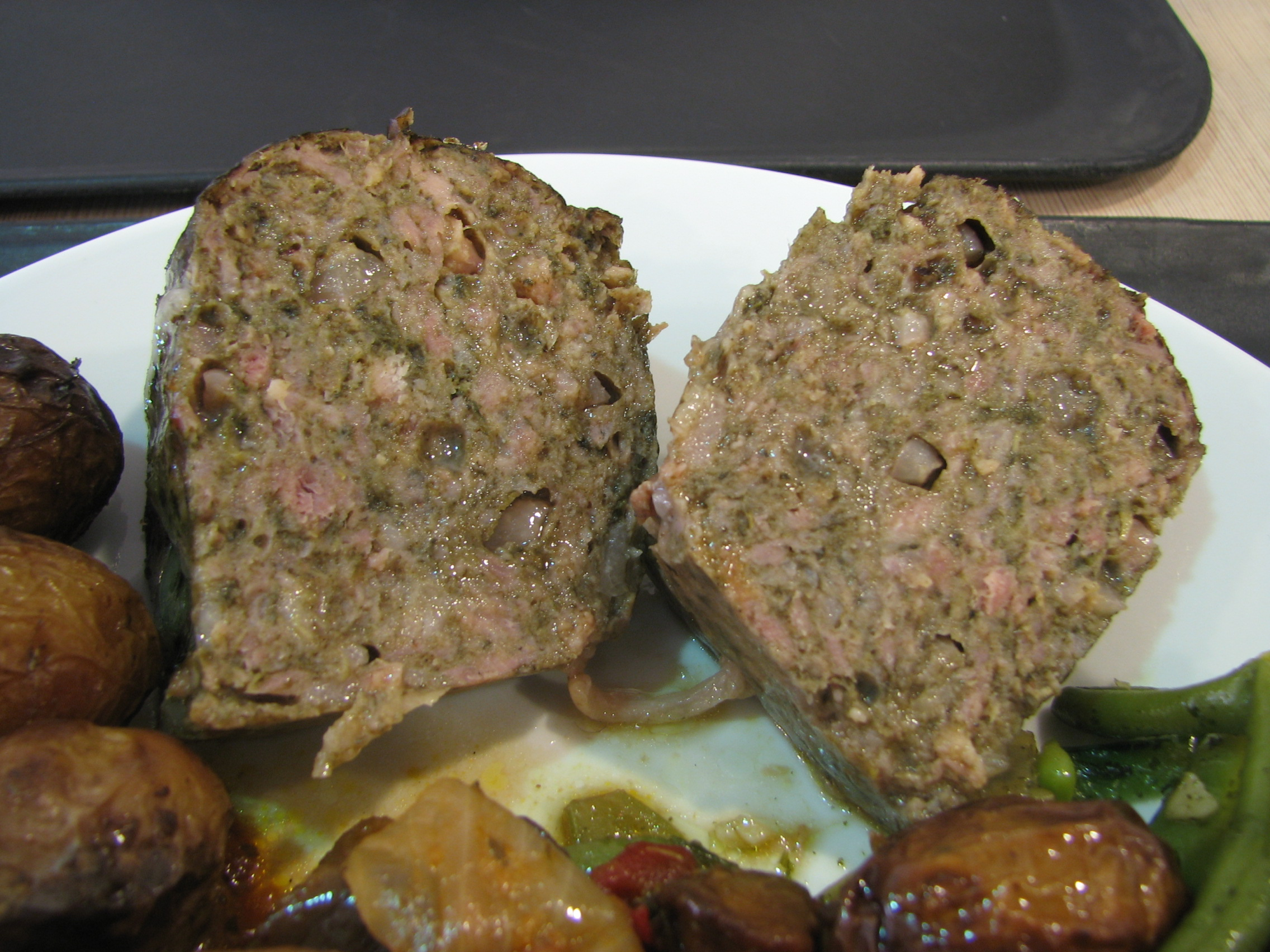
Caillette coupée en deux avec son accompagnement.

La caillette (calheta), spécialité culinaire de l'Ardèche et de la Drôme, est aussi cuisinée dans le Comtat Venaissin et le Var. Ses recettes sont variables mais les ingrédients incontournables sont : la viande de porc grasse et maigre, les blettes, ou épinards (dits aussi herbes), qui peuvent être remplacées par des salades (scarole ou frisée), les aromates (sel, ail, poivre, épices).

### Coudenou
Spécialité de la ville de Mazamet, le coudenou est un boudin blanc dans la préparation duquel rentrent des couennes de porc hachées, ce qui lui confère une texture croquante.

### Foie gras
Les Gascons devinrent rapidement des spécialistes du foie gras (fetge gras). Durant tout le Moyen Âge, oies et canards engraissés et leurs foies furent accommodés en différentes préparations. À partir de la découverte de l'Amérique et de la venue du maïs en Europe, le gavage des palmipèdes changea. La production de graisse supplémentaire a permis une meilleure cuisson et conservation des viandes et du foie gras durant tout l'Ancien Régime.
Au XIXe siècle, l'appertisation favorise la création des grands conserveurs dont les maisons vont diffuser la production dans le monde entier. La loi no 2006-11 du 5 janvier 2006 d'orientation agricole a ajouté l'article L654-27-1 au code rural français, aux termes duquel « le foie gras fait partie du patrimoine culturel et gastronomique protégé en France ».
| Pré-cuisson        | Commercialisation     | Dégustation           | Accord mets / vin       |
| ------------------ | --------------------- | --------------------- | ----------------------- |
| Cuisson foie gras. | Vendeur de foie gras. | Foie gras en cocotte. | Foie gras au sauternes. |
| Foie gras mi-cuit. | Vente au marché.      | Foie gras en cocotte. | Foie gras et sauternes. |

### Grenier médocain
Le grenier médocain est une charcuterie régionale spécifique au Médoc, à base de panse de porc, d'ail, et d'épices Rabelais, un mélange d'épices africaines et asiatiques, avant d'être cuite au court-bouillon.

### Grillon
Le grillon (grilhon) est une spécialité régionale du Sud-Ouest, localisée dans les Charentes, Dordogne et Limousin. Proche des rillettes, le grillon s'en distingue par sa texture (morceaux plus gros), le choix des morceaux de viande et par les aromates utilisés. Le gros grillon est élaboré avec des grosses tranches de poitrine de porc, cuites et confites dans la graisse, devenues ainsi très tendres ; il est consommé froid.

### Jambon de l'Ardèche
Le jambon de l'Ardèche (cambajon d'Ardècha, cambajoun d'Ardècho) est une spécialité des régions montagneuses de l'Ardèche. Sa préparation a la particularité de lui donner un goût prononcé de viande, ainsi qu'une légère saveur de châtaigne.

### Jambon de Bayonne

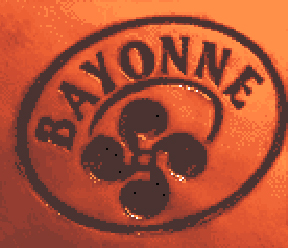
Sceau apposé sur chaque jambon de Bayonne.

Le jambon de Bayonne (cambajon de Baiona, cambajoun de Baiouno) est une spécialité des pays du Bassin de l'Adour. C'est un jambon à chair de couleur rouge foncé uniforme, avec une épaisseur de gras variable. Coupé en minces tranches, il est fondant en bouche, de saveur délicate et peu salée.

### Jambon de Lacaune
Le jambon de Lacaune (cambajon de Lacauna) est une charcuterie de montagne. L'élevage porcin est traditionnel dans les monts de Lacaune, et le climat semi-montagnard permet un séchage optimal du jambon. Une demande de reconnaissance en indication géographique protégée (IGP) est en cours.

### Magret
Le magret (diminutif de l'occitan magre, littéralement « petit maigre ») est un filet de viande maigre, découpé à partir de la poitrine d'une oie ou d'un canard gras (gavé). Cette précision à propos de canard gras, ou gavé, permet de distinguer le magret du filet ou de la simple poitrine. Bien qu'il paraisse avoir été connu de tous temps, le magret est une invention récente.
Traditionnellement, le canard était préparé en confit, plus rarement rôti entier. C'est André Daguin, chef de l’Hôtel de France, à Auch (Gers) qui, le premier, imagina cette manière de préparer les filets du canard, au début des années 1960. Il préconisait d'employer le terme francisé de « maigret ». Il n'a pas été suivi et le mot gascon s'est imposé.

### Magret séché
Le magret séché (magret secat) est un filet de canard, travaillé en salaison comme le jambon. Il est salé et parfumé avec des épices variées, selon le producteur : poivre, laurier.

### Melsát
Le melsát est un mets originaire des rougiers de l'Aveyron et du Tarn, consistant en une saucisse assez grosse à base de mèlsa (« rate » en français).

### Moutounesse
La moutounesse (motonessa) est une salaison provençale, dite aussi jambon d'agneau, ou fumeton, qui se présente sous la forme d'un bloc de viande roulé de couleur rouge foncé et d'un poids variant entre 1 et 3 kg. Découpée en tranches fines, elle se consomme tant en entrée qu'en accompagnement de mets montagnards dont la raclette.

### Porquette niçoise
La porquette, initialement spécialité charcutière niçoise, est devenue un des mets les plus emblématiques de Provence. C'est un porcelet, ou cochon de lait, farci de ses abats, qui pèse environ 12 kg. Cette préparation, qui fut uniquement ménagère paysanne, est issue très majoritairement maintenant de la petite industrie agroalimentaire.

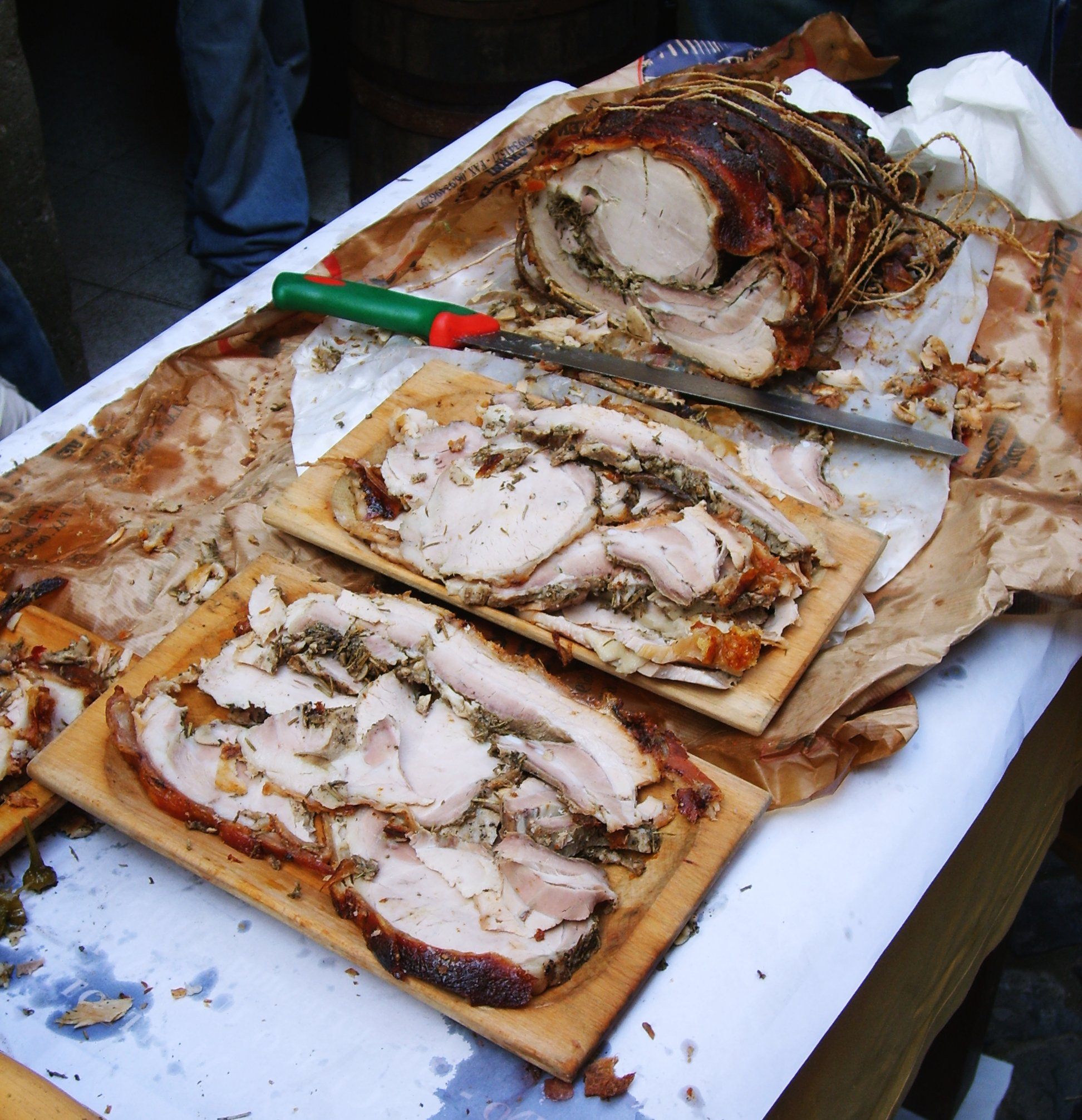
Porquette.
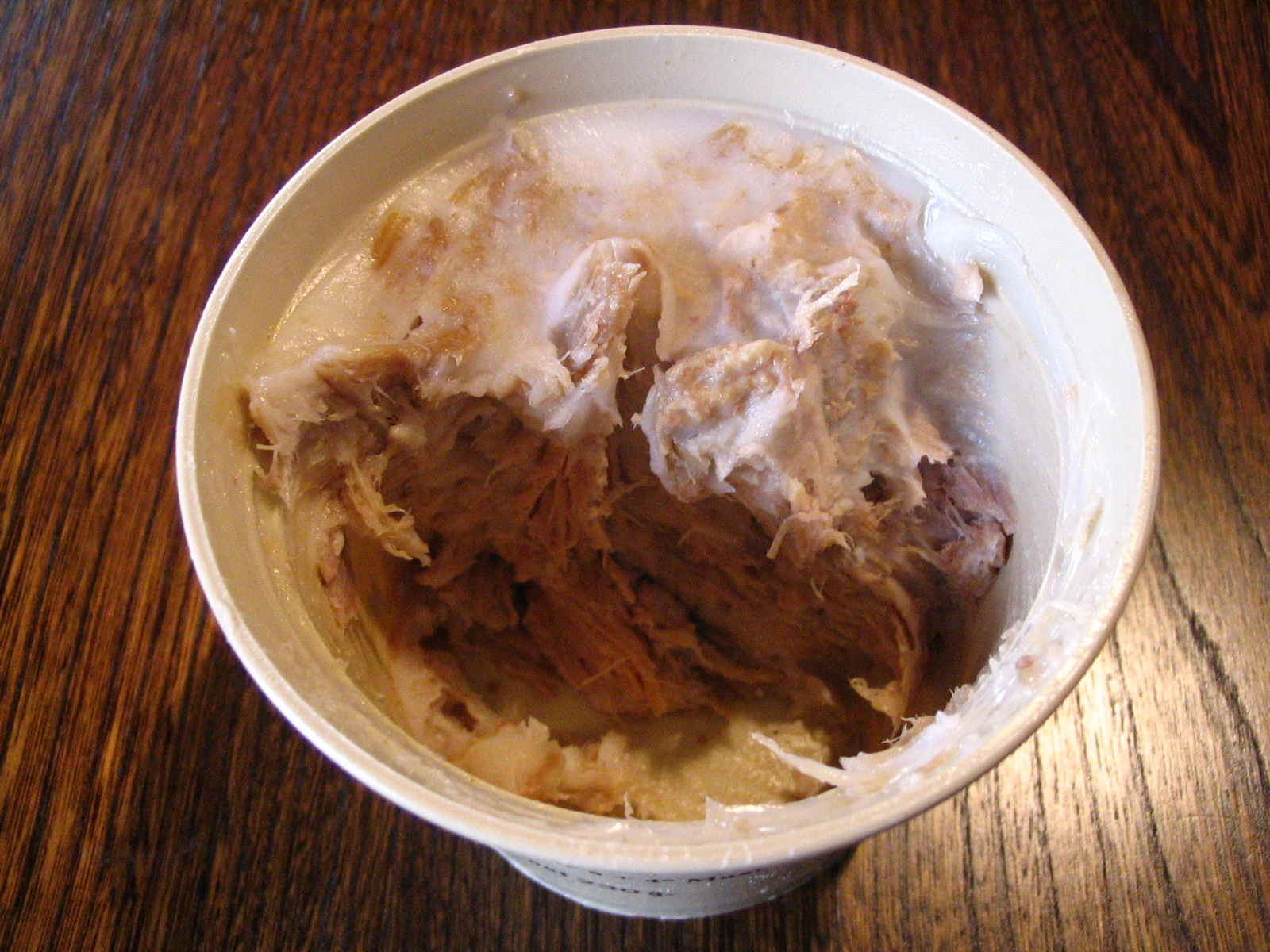
Rillettes de canard.

### Rillettes de canard
Les rillettes de canard et d'oie sont préparées à partir de tous les morceaux de chair et de peau qui n'ont pas pu être inclus dans les confits.

### Saucisse d'herbe
La saucisse d'herbe est une recette de saucisse particulièrement appréciée dans les départements de la Lozère et de l'Ardèche. Généralement faite avec du chou dans le nord de la Lozère, elle contient parfois des pommes de terre. Elle est communément appelée dans ce cas-là, la mauche (ou bien maouche). Dans le sud de la Lozère et en Ardèche, elle est plus communément faite avec de la blette charcutière, et est plus communément appelée saucisse de blettes ou saucisse d'herbe.

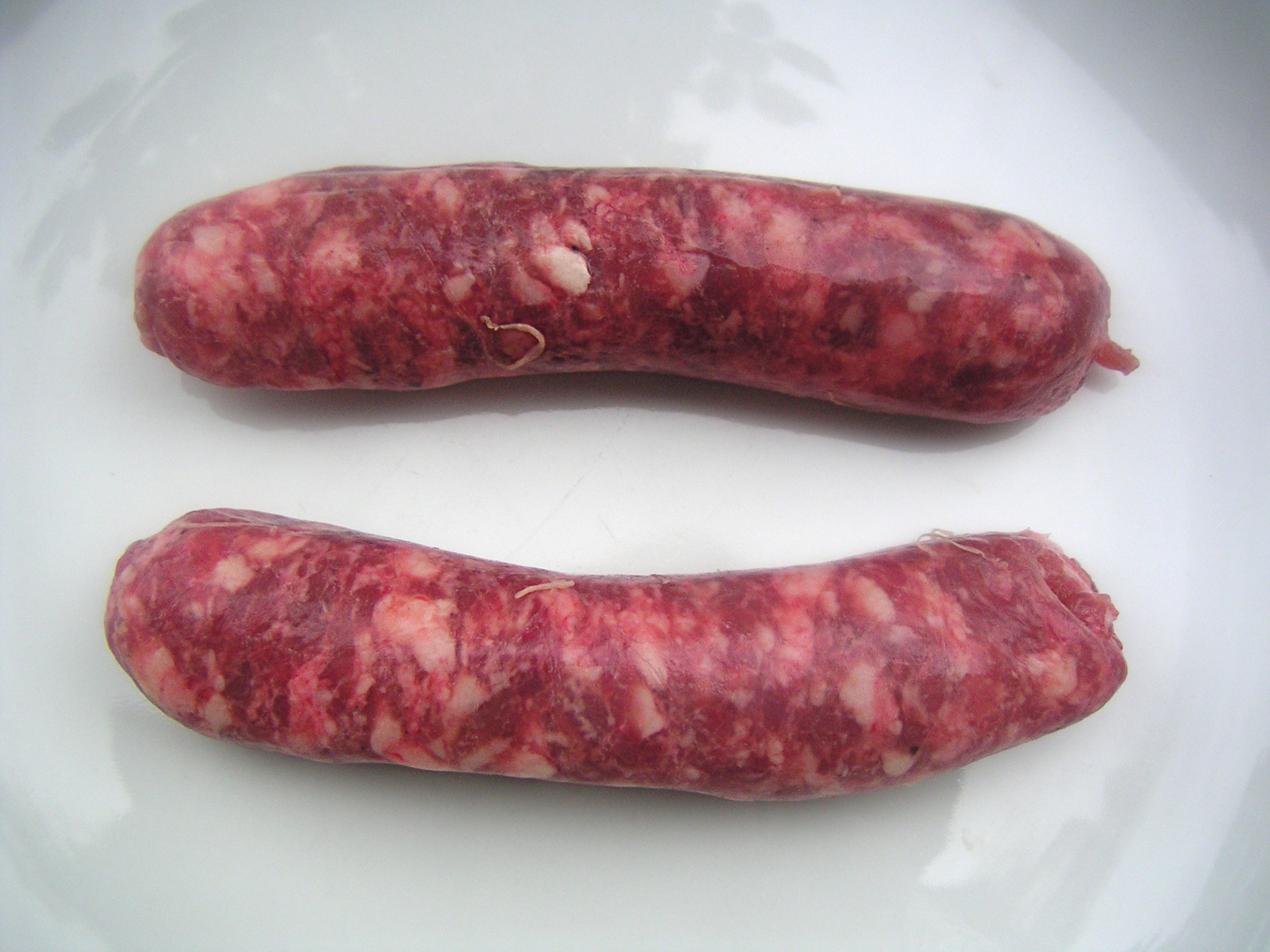
Deux saucisses de Toulouse crues.

### Saucisse de Toulouse
La saucisse de Toulouse (salsissa de Tolosa) est une préparation originaire de la ville du même nom. Elle a une chair de couleur rose, mesure de 26 à 28 mm de diamètre et se présente soit en portions de 12 à 15 cm de long, soit sous forme de brasse, sans coupe du boyau. Elle se compose de gras et de maigre de porc, de sel et de poivre.

### Saucisson d'Arles
En 1655, le charcutier arlésien Godart introduisit à Arles une recette de saucisson et créait le saucisson d'Arles, ou sosisol (saucisòl, saucisòu), qu'il commercialisa jusqu'à Paris. C'est un mélange de viande maigre d'âne, de porc et de bœuf, de gras de porc, de sel et de différentes épices. De forme cylindrique gris rose, et d'un poids de 300 g environ, il a une longueur de 15 à 20 cm, pour un diamètre variant entre 4 et 5 cm.

### Secca d'Entrevaux
La secca d'Entrevaux est un jambon sec de viande bovine séché et salé.

### Terrine de foie gras au sauternes

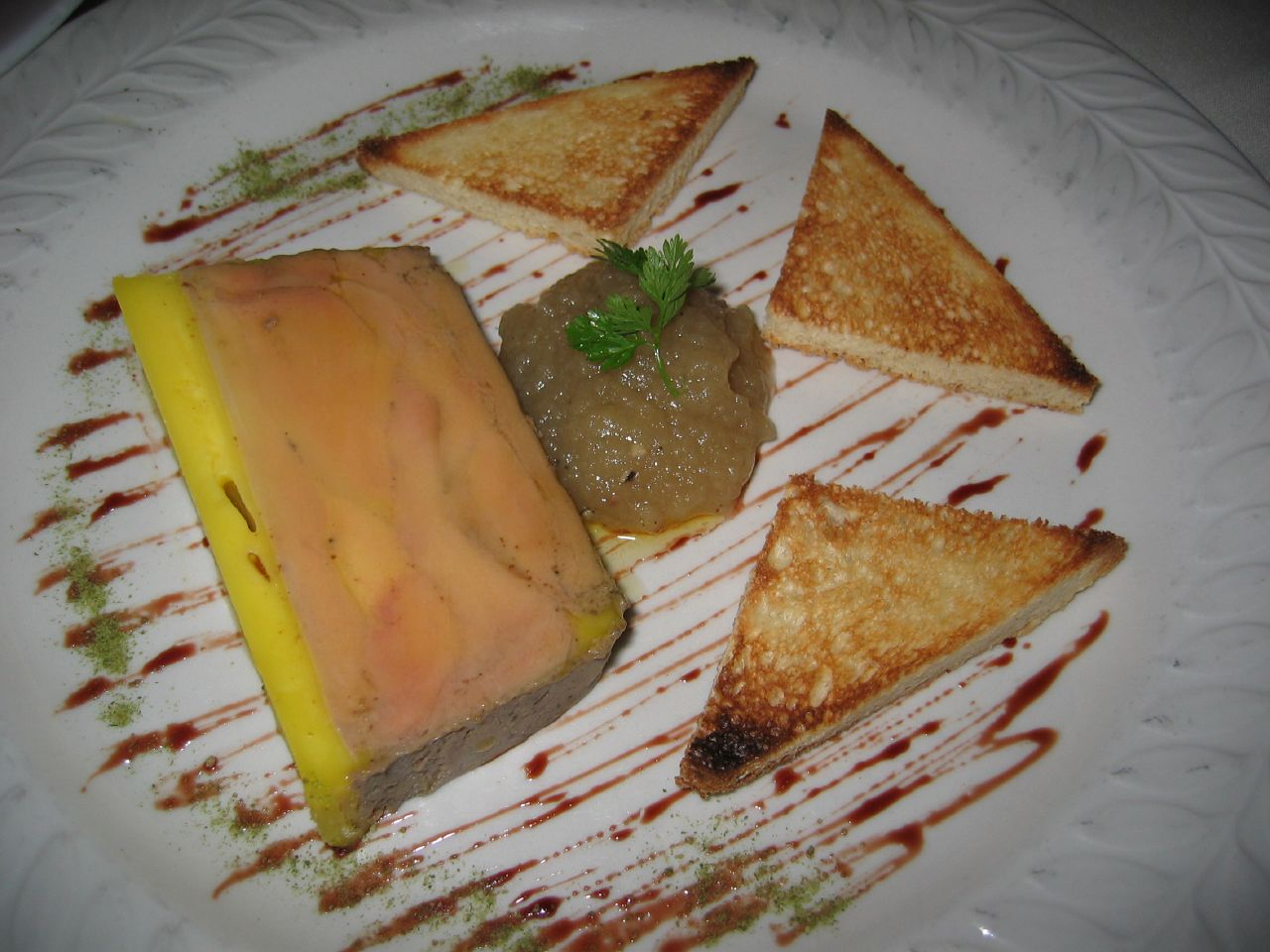
Terrine de foie gras au sauternes.

La terrine de foie gras au sauternes est un mets de prestige de la cuisine française. Cette préparation, originaire de l'Aquitaine, est inscrite à la carte des plus grands restaurants gastronomiques. La préparation de base de ce mets nécessite du foie gras cru, du sauternes, du poivre blanc et du sel.

### Trulle
La trulle (trula) est une variante niçoise du traditionnel boudin noir.

## Œufs

### Berlinguettes
Les berlinguettes (berlinguetas, berlingueto) sont une recette avignonnaise. Il s'agit d’œufs durs farcis avec une pâte d'anchois, de pain et de jaunes d’œufs, cuits en gratin.

### Crespeou
Le crespeou (crespèu) est un gâteau d'omelettes d'herbes et de légumes, empilées par couches, que l'on mange froid, accompagné ou non d'un coulis de tomate.

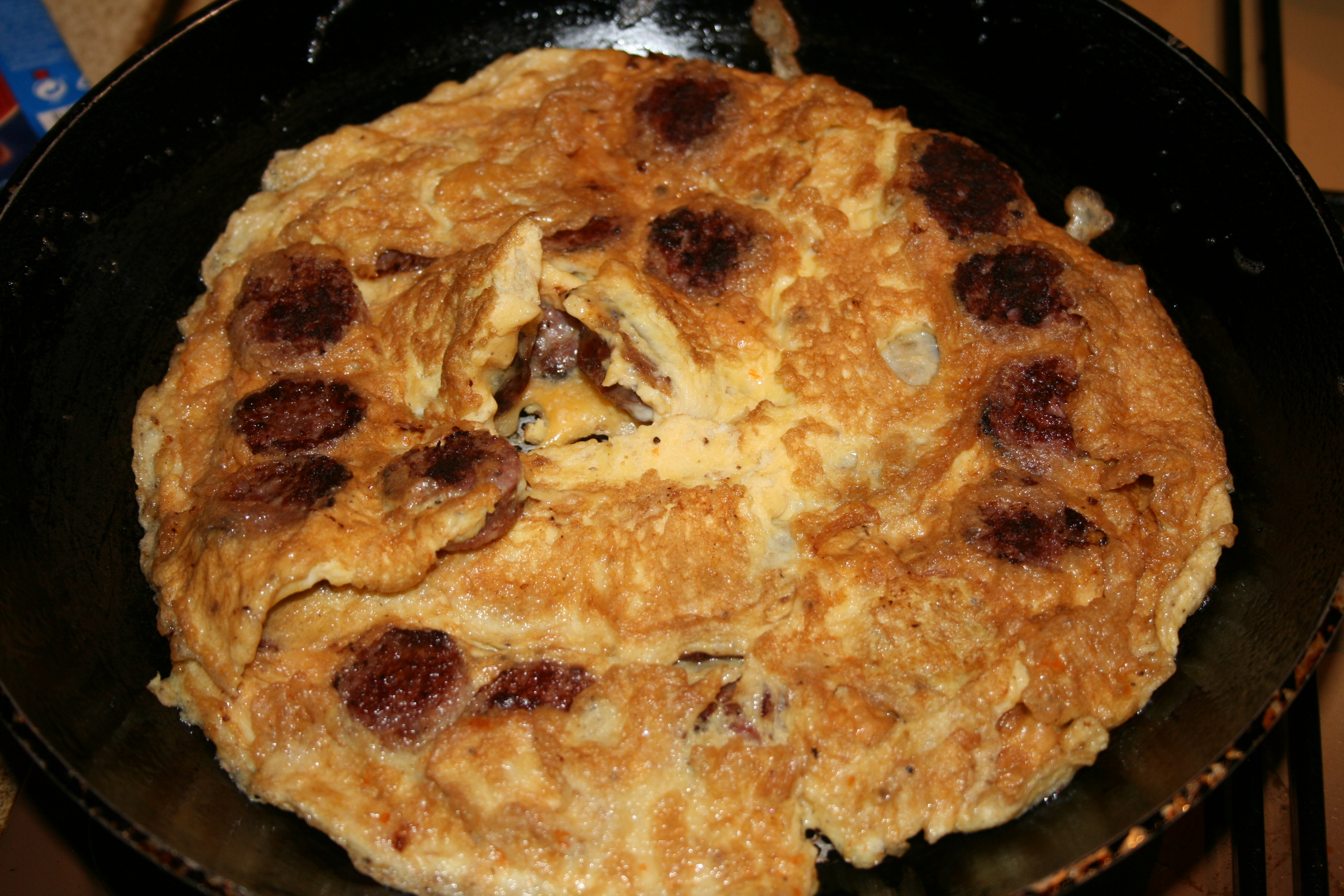
Crespeou de Piolenc.
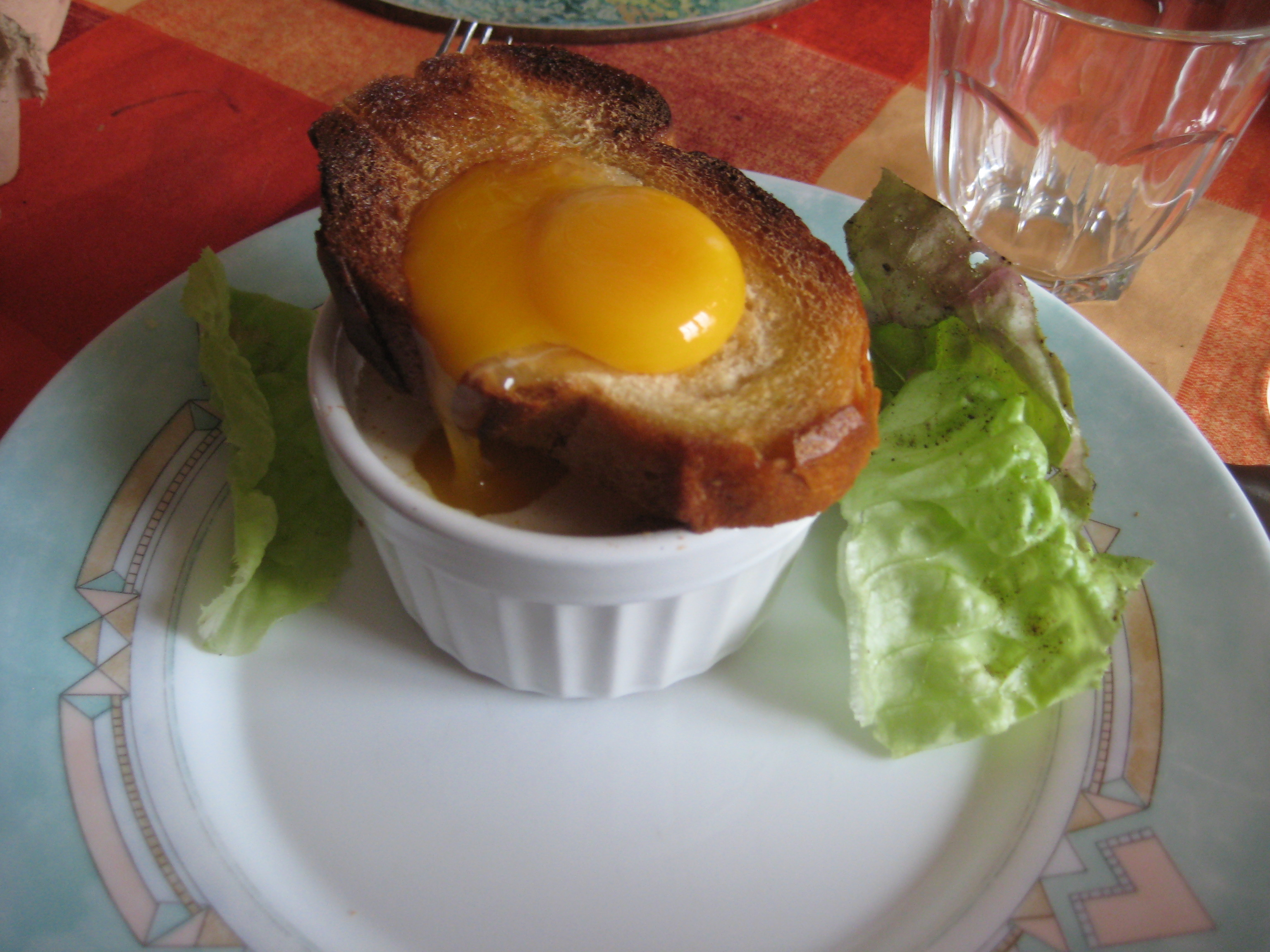
Œuf cocotte à la provençale.

### Œufs cocotte
Les œufs cocotte sont une recette d'œufs à la provençale, présentés en ramequin. Dans leur élaboration entrent aubergine, tomate, oignon et huile d'olive.

### Pascade
La pascade (pascada, pascado) est un mets du Rouergue, élaboré dans les fermes et que l'on ne trouve généralement que dans les petits restaurants familiaux de l'Aveyron. Elle est faite à partir d'œufs battus avec de la farine.

## Légumes

### Ail de la Drôme
L'ail de la Drôme est une indication géographique protégée (IGP) correspondant à une production d'ail cultivé dans une aire déterminée, située dans le département de la Drôme (France). Cette production s'élève à environ 2 900 tonnes par an. Cette IGP a fait l'objet d'une demande officielle auprès des services de l'Union européenne et a été enregistrée le 17 août 2008.

### Ail blanc de Lomagne

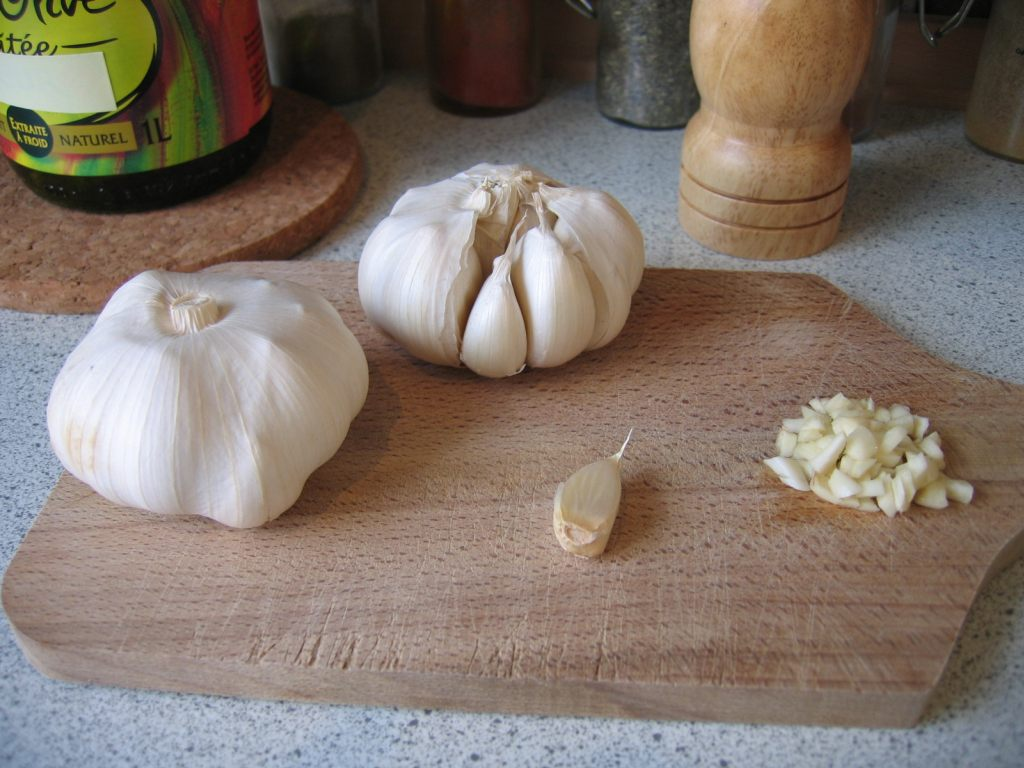
Têtes et gousse d'ail blanc.

L'ail blanc de Lomagne est une appellation qui désigne une production traditionnelle d'ail de la région de Lomagne.

### Ail rose de Lautrec
L'ail rose de Lautrec est une appellation qui désigne une production agricole d'ail de la région de Lautrec dans le département du Tarn.

### Ail violet de Cadours
L'ail violet de Cadours est une appellation d'origine contrôlée (2015) qui désigne la culture d'ail dans le pays de Cadours dans le département de Haute-Garonne.

### Asperges des sables des Landes
L'asperge des Sables des Landes est une asperge blanche labellisée indication géographique protégée, possédant une tige droite et cassante, surmontée d'un bourgeon aux écailles serrées. Elle est exclusivement cultivée sur la plaine sablonneuse des Landes de Gascogne, qui s'étend sur 1,4 million d'hectares.

### Asperge verte de Lauris

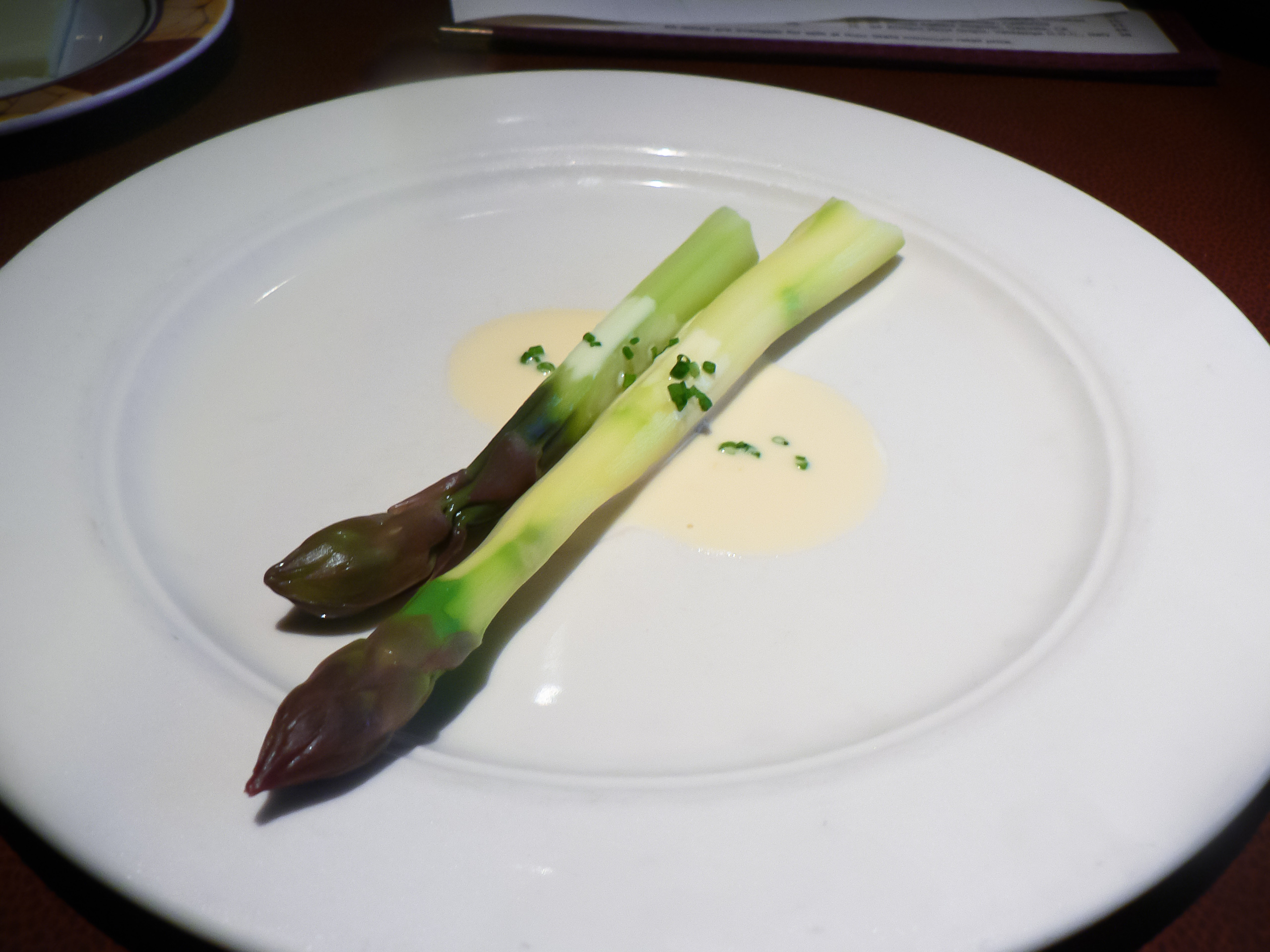
Asperges de Lauris.

L'asperge verte de Lauris est une asperge dite hâtive, dont la production est concentrée au sud du massif du Luberon, entre Lauris et Cavaillon.

### Beignet de fleurs de courgette
Les beignets de fleurs de courgette sont une spécialité culinaire de la région de Nice, aujourd'hui étendue à toute la Provence. Ils sont faits de fleurs de courgettes (ou de courges) enrobées de pâte à frire.

### Bohémienne
La bohémienne (boumiana, bóumiano), parfois confondue avec la ratatouille qui, elle, nécessite plus de deux légumes, la bohémienne comporte uniquement aubergines et tomates.

### Bombine
La bombine (bombina, boumbino) est une spécialité culinaire de l'Ardèche. Il existe presque autant de recettes que de villages. Dans certains, la bombine est composée de pommes de terre coupées en petits cubes, mijotées à la cocotte, accompagnées de carottes, d'oignons, d'olives noires, de morceaux de lard (ou d'agneau, ou de pied de veau…) et parfumées à la feuille de laurier.

### Carde
Ce légume d'hiver est une composante incontournable du gros souper. La carde, ou cardon, est apparentée à l'artichaut.

### Cassoulet

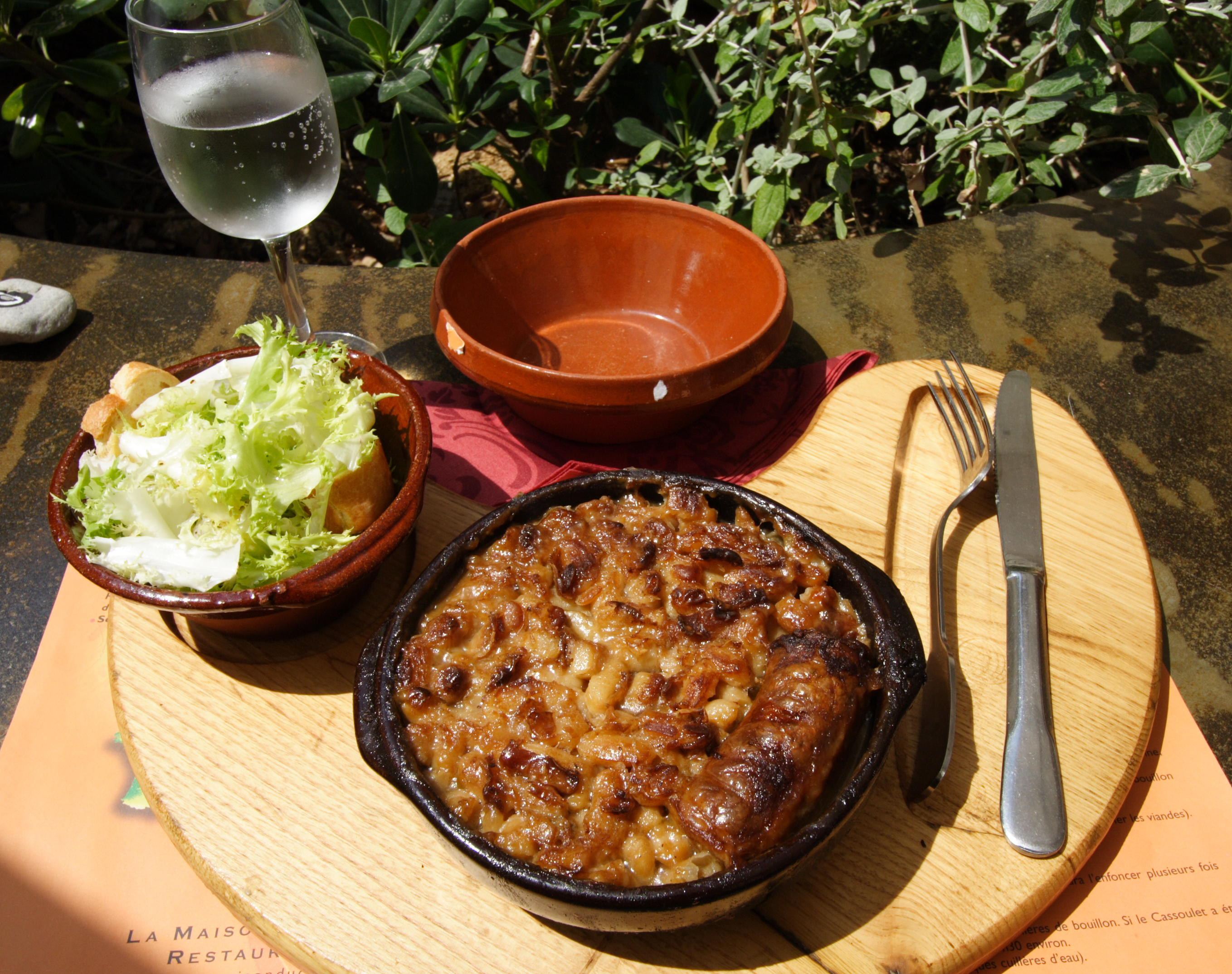
Cassoulet de Carcassonne.

Le cassoulet (cassolet, caçolet) est une spécialité régionale du Languedoc, à base de haricots secs généralement blancs, et de viande. À son origine, il était à base de fèves. C'est un plat traditionnel dont la base est un ragoût de haricots blancs longuement mijoté pour être confit et donc fondant à la consommation.

### Caviar d'aubergine

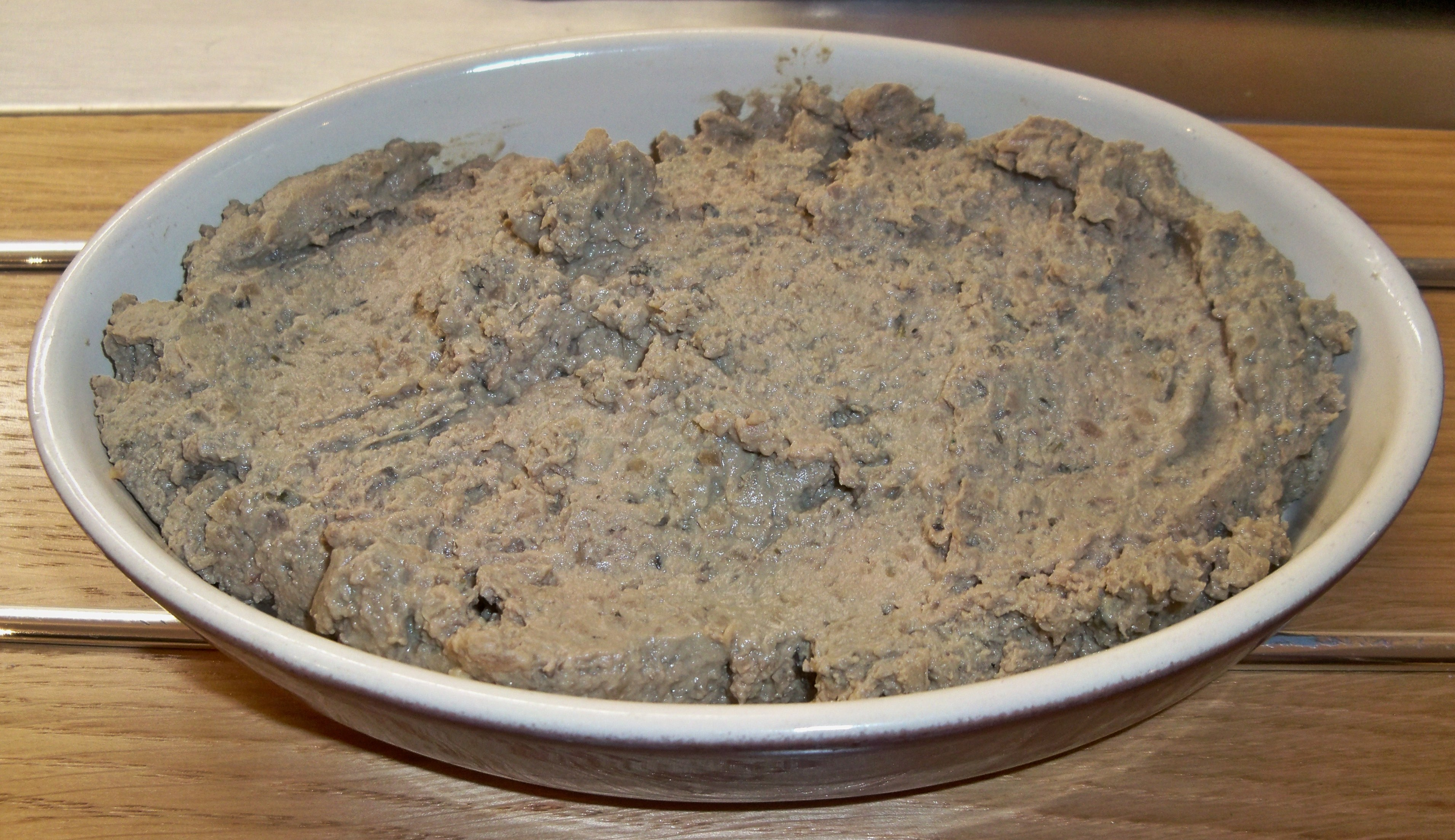
Caviar d'aubergine.

Le caviar d'aubergine est un mets provençal (merenjainade), à base d'aubergines entières cuites au four.

### Crique
La crique (crica, crico) est une galette de pommes de terre, revenue à la poêle. C'est une recette traditionnelle en Ardèche et dans la Drôme.

### Farcidure
La farcidure, ou « farce dure » (farcidura, farciduro) est une spécialité gastronomique corrézienne. Il s’agit d'un pain de pomme de terre cuit à l'eau.

### Farcis
Les farcis, ou petits farcis (farcits) sont une spécialité culinaire provençale, particulièrement sur toute la côte méditerranéenne. Ils sont faits à base de légumes — tomates, courgettes, oignons, artichauts, poivrons, choux, aubergines —, évidés et fourrés d'une farce composée de viande ou de chair à saucisse, mie de pain durcie bouillie dans du lait, aromates, et cuits au four. Les farcis sont consommés aussi bien chauds que froids.

### Farinade
La farinade (farinada, farinado) est un mets qui a fait son apparition vers 1880, en Auvergne. Elle est à base de farine de seigle, d'où son nom, et inclut une farce, traditionnellement à base de pomme de terre, échalotes et fromages du pays.

### Lou fassum
Lou fassum (farçum, farçun) est une spécialité de la ville de Grasse, à base de chou farci à la viande de porc, de riz et de pois nouveaux.

### Mounassou
Le mounassou, ou milhassou (monasson, milhasson), gâteau à base de pommes de terre, de crème, de porc et d'échalotes, est une spécialité culinaire du département de la Corrèze.

### Mounjetado
La mounjetado (mongetada) est le cassoulet ariégeois (de l'occitan mongeta, haricot).

### Oignon doux des Cévennes
L'oignon doux des Cévennes est un oignon cultivé dans une zone limitée des Cévennes.

### Oreilles d'âne
Les oreilles d'âne sont un mets traditionnel du Valgaudemar et du Champsaur. C'est un gratin d'épinards sauvages et de lasagnes.

### Papeton d'aubergine
Le papeton d'aubergine (papeton de merinjano, papetoun de merinjano) est un mets spécifique de la ville d'Avignon. Il se présente sous la forme d'un flan à base de caviar d'aubergine et d'œufs. Il a été nommé ainsi du fait qu'il était cuit dans un moule ayant la forme d'une tiare pontificale. Il se sert avec un coulis de tomates fraîches.

### Pâté aux pommes de terre

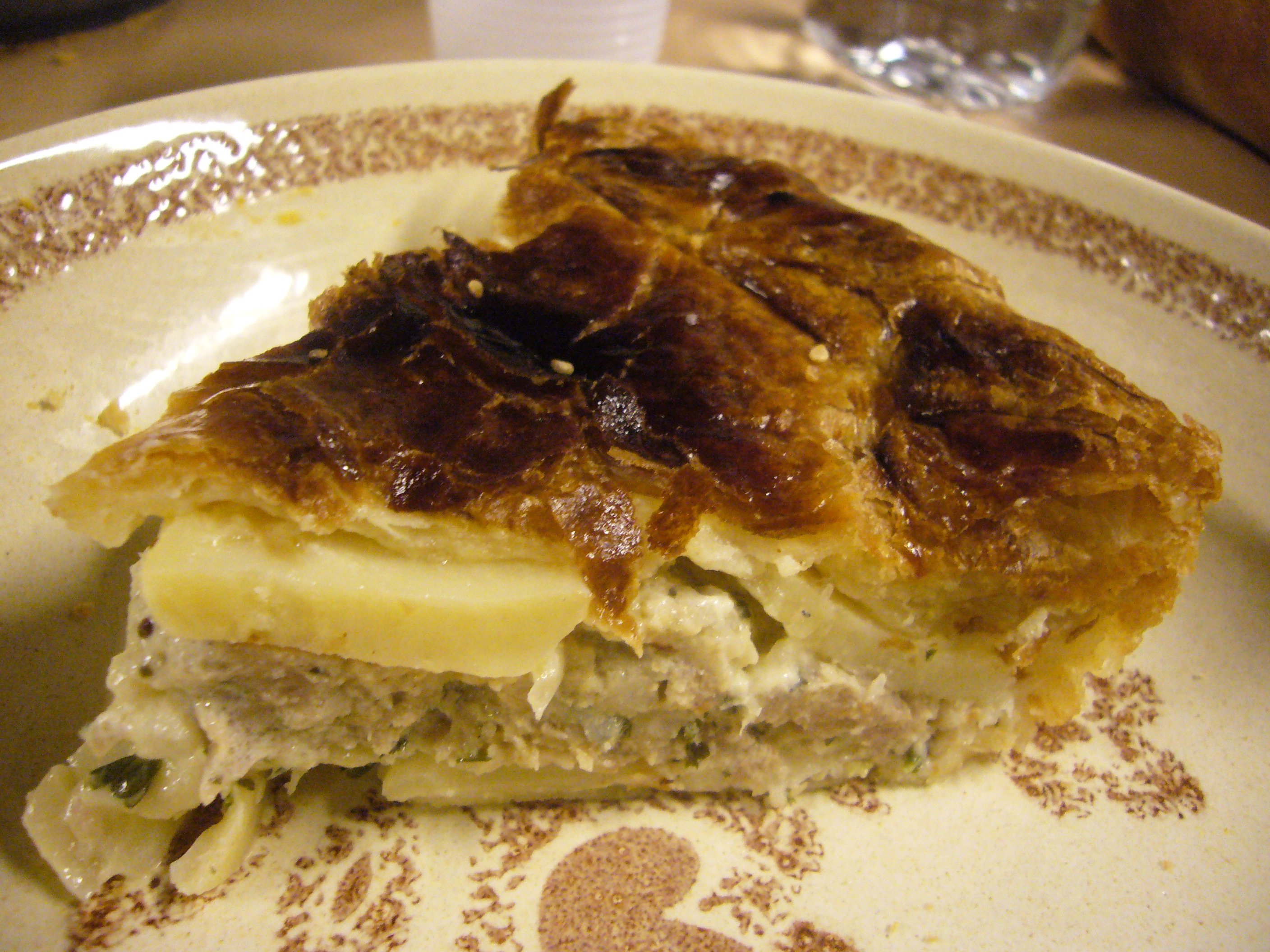
Pâté aux pommes de terre.

Le pâté aux pommes de terre est une spécialité du Limousin et du Bourbonnais. Il peut servir de plat principal ou d'accompagnement, mais se mange le plus souvent accompagné d'une salade verte. Il s'agit d'une sorte de tourte, contenant des pommes de terre coupées en lamelles, et parfois de la viande (surtout en Haute-Vienne), ou de la crème fraîche.

### Ratatouille
La ratatouille (ratatolha, ratatoulha) est une spécialité culinaire provençale, comtadine et niçoise, que l'on trouve également sur le pourtour méditerranéen, où elle existe sous d'autres noms. Il s'agit d'un ragoût de divers légumes qui nécessite tomates, oignons, courgettes, aubergines, poivrons et ail, le tout revenu à l'huile d'olive, salé et poivré. Plus longue est sa cuisson, plus goûteux est ce mets. Elle se mange aussi bien froide que chaude, soit en entrée, soit en accompagnement d'un plat de viande ou de poisson.

### Riste d'aubergine
La riste d'aubergine est un grand classique de la cuisine provençale. Très voisine de la ratatouille ou de la bohémienne, elle est originaire du pays d'Arles.

### Tian

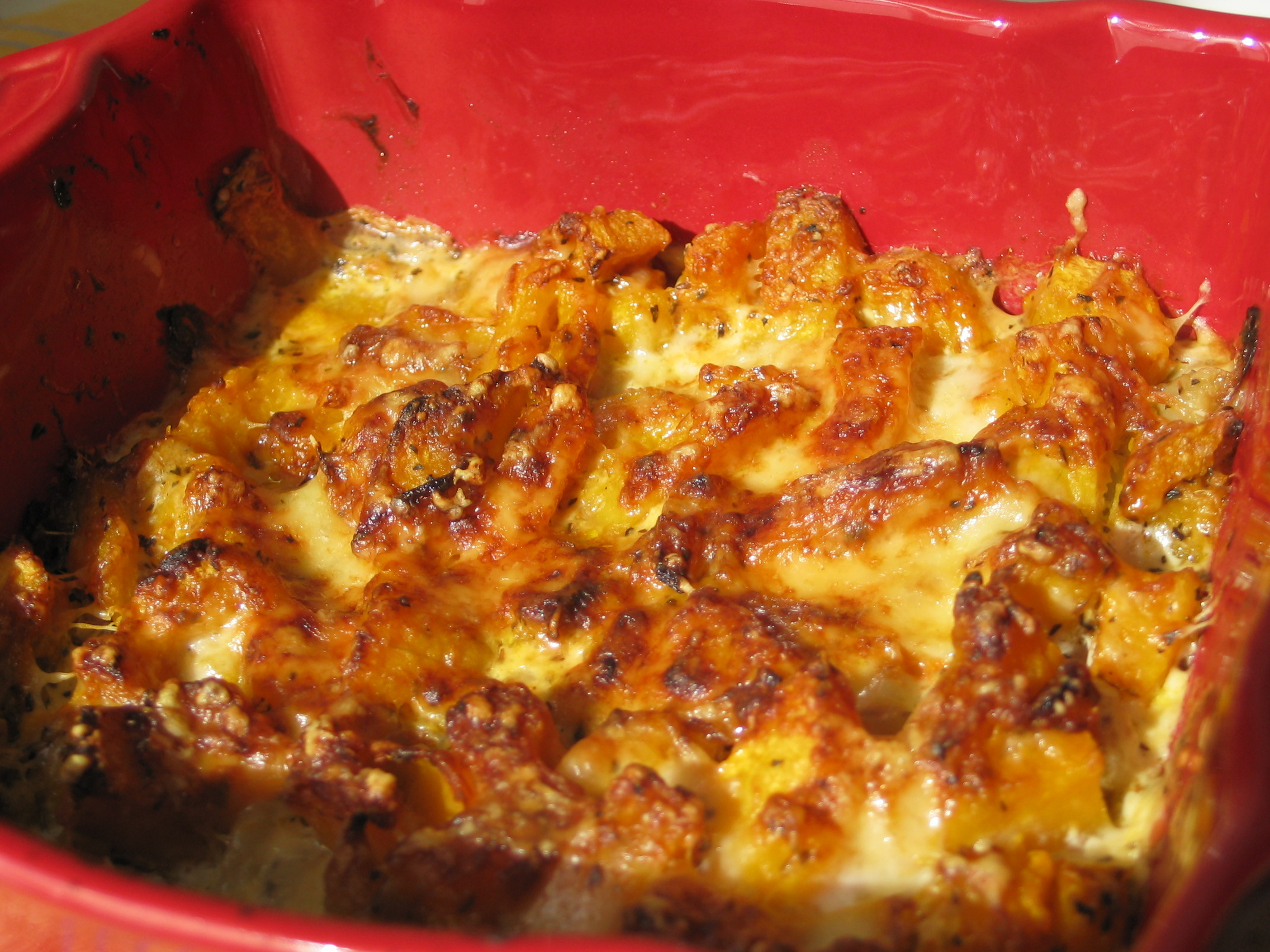
Tian de courge.

Le tian est à l'origine un mets typiquement comtadin et qui a été adopté par une grande partie de la Provence, jusqu'à être aujourd'hui considéré comme une spécialité culinaire provençale. À l'origine, le mot « tian » désignait d'abord le contenant (un tian est une forme de plat provençal) avant de donner son nom au contenu.

### Tomates à la provençale
Les tomates à la provençale (pomas d'amor a la provençala, poumo d'amour à la prouvençalo) sont un mets préparé à base de tomates coupées en deux, recouvertes de chapelure, de persil et d'ail et relevées d'un filet d'huile d'olive. Elles sont soit cuites au four, soit revenues à la poêle.

### Tomate de Marmande

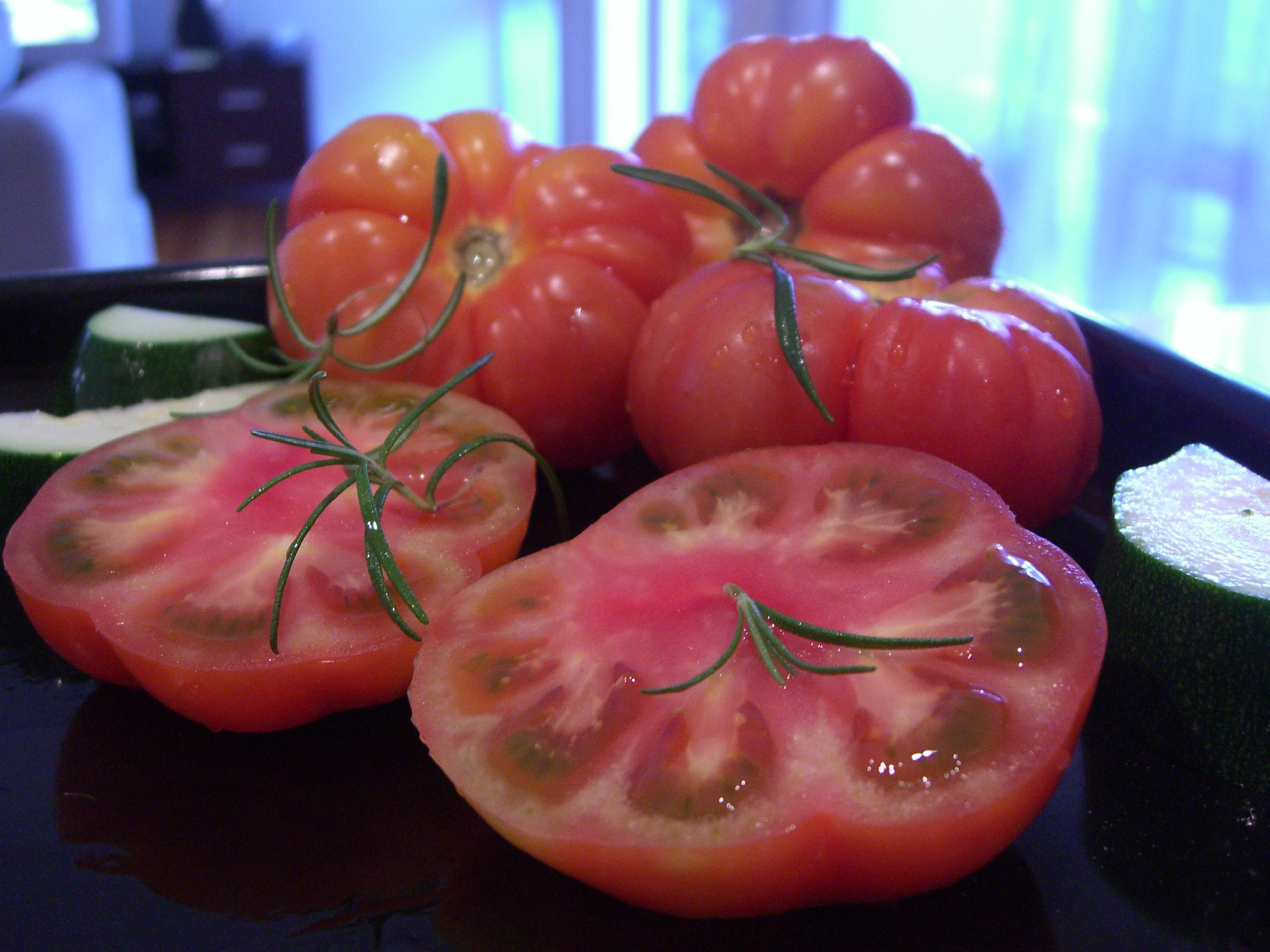
Tomates de Marmande.

La tomate Marmande est une variété de tomate (Solanum lycopersicum), issue de la région de Marmande, en Aquitaine (France).

## Légumes secs

### Haricot tarbais
Le haricot tarbais (mongeta, moungeto) est une variété locale du haricot (Phaseolus vulgaris). C'est un produit de terroir, emblématique de la Bigorre, devenue Hautes-Pyrénées.

### Lentille verte du Puy
La lentille verte du Puy (Lens esculenta puyensis) est originaire du Puy-en-Velay. Elle est produite dans une zone bien délimitée, située dans la Haute-Loire, sur les plateaux du Velay, où règne un microclimat unique.

### Lingot de Castelnaudary
Le haricot lingot de Castelnaudary est un haricot sec long et blanc. Issu des haricots ramenés d'Amérique après sa découverte par Christophe Colomb, Il arrive en Lauragais et remplace alors la fève dans l'élaboration du cassoulet.

### Panisse
La panisse (panissa, panisso) est une spécialité culinaire connue et appréciée également dans le sud-est de la France, de Nice jusqu'à Marseille. Il s'agit d'une préparation à base de farine de pois chiches, qui se mange en friture ou dorée au four. La panisse se présente en général sous forme de rouleaux de 20 cm de long et de 7 cm de diamètre environ, qu'on découpe en tranches ou en dés et qu'on frit dans l'huile.

### Socca

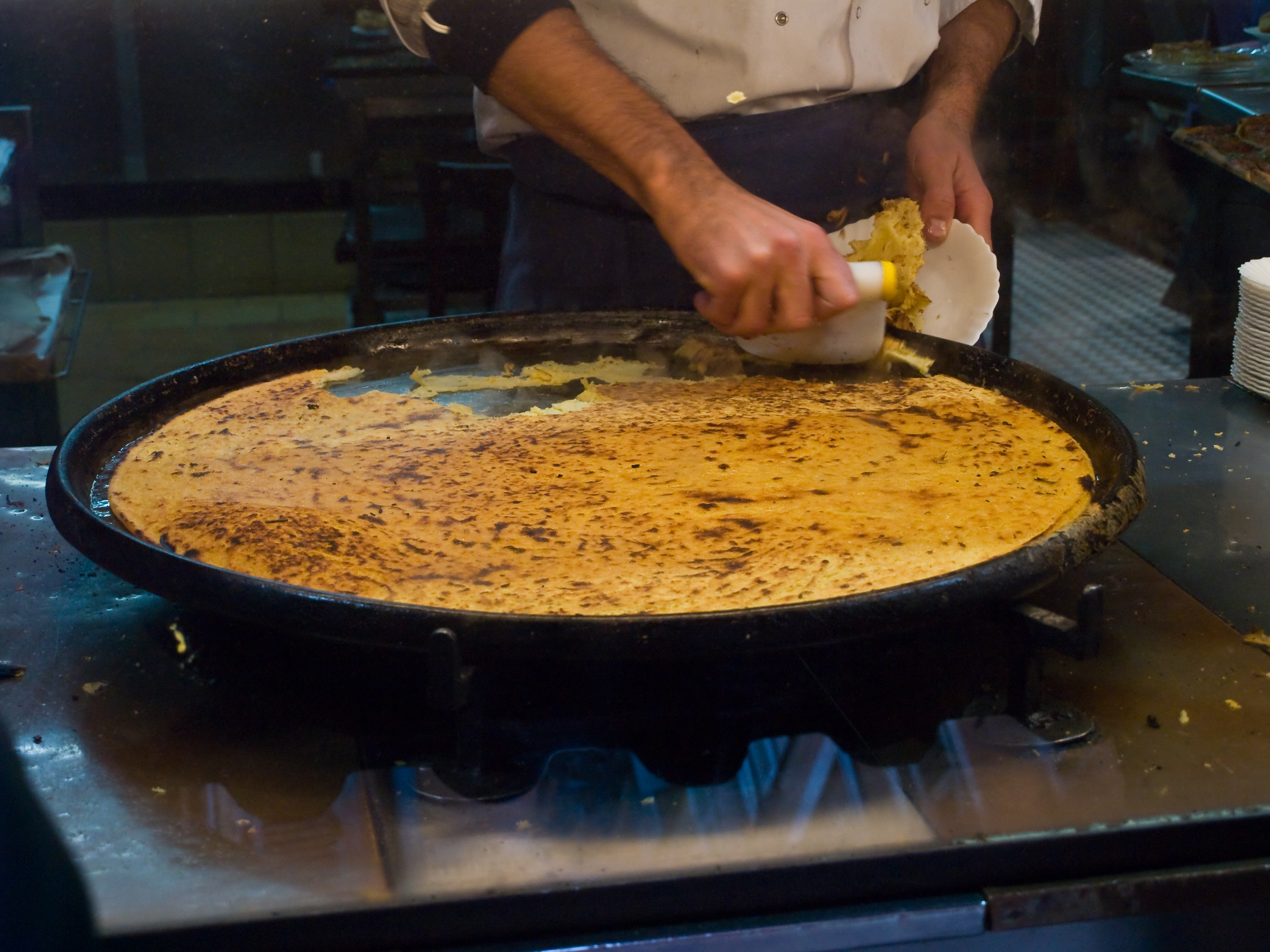
Socca sortant tout juste du four et servie chaude, dans le Vieux-Nice.

La socca est le nom donné à une spécialité culinaire à base de farine de pois chiches consommée à Menton et à Nice.

## Olives

### Olive des Baux-de-Provence

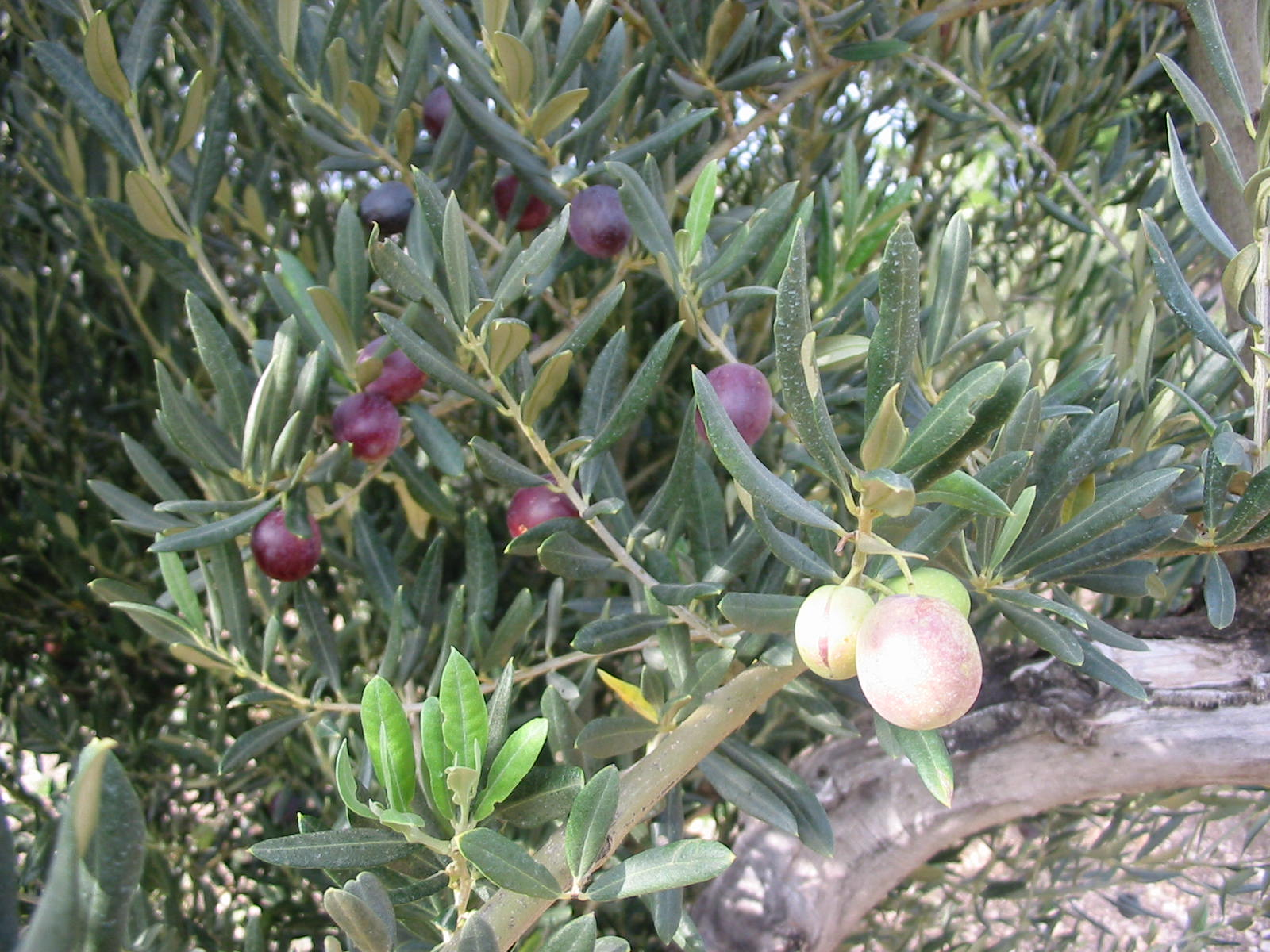
La variété salonenque sur un olivier de Mouriès.

L'olive de la vallée des Baux-de-Provence bénéficie de deux AOC ; la première concerne l'olive cassée, la seconde l'olive noire.

### Olive de Nice
L'appellation d'origine contrôlée Olive de Nice a été officiellement créée, le 20 avril 2001, par un décret gouvernemental.

### Olive de Nîmes
Les olives de Nîmes sont protégées par une appellation d'origine contrôlée (AOC) depuis un décret pris par l'INAO, le 2 mai 1995 et reconnues par l'Europe comme une appellation d'origine protégée. La zone de production s'étend sur deux départements, le Gard (184 communes) et l'Hérault (40 communes).

## Champignons

### Cèpe de Bordeaux

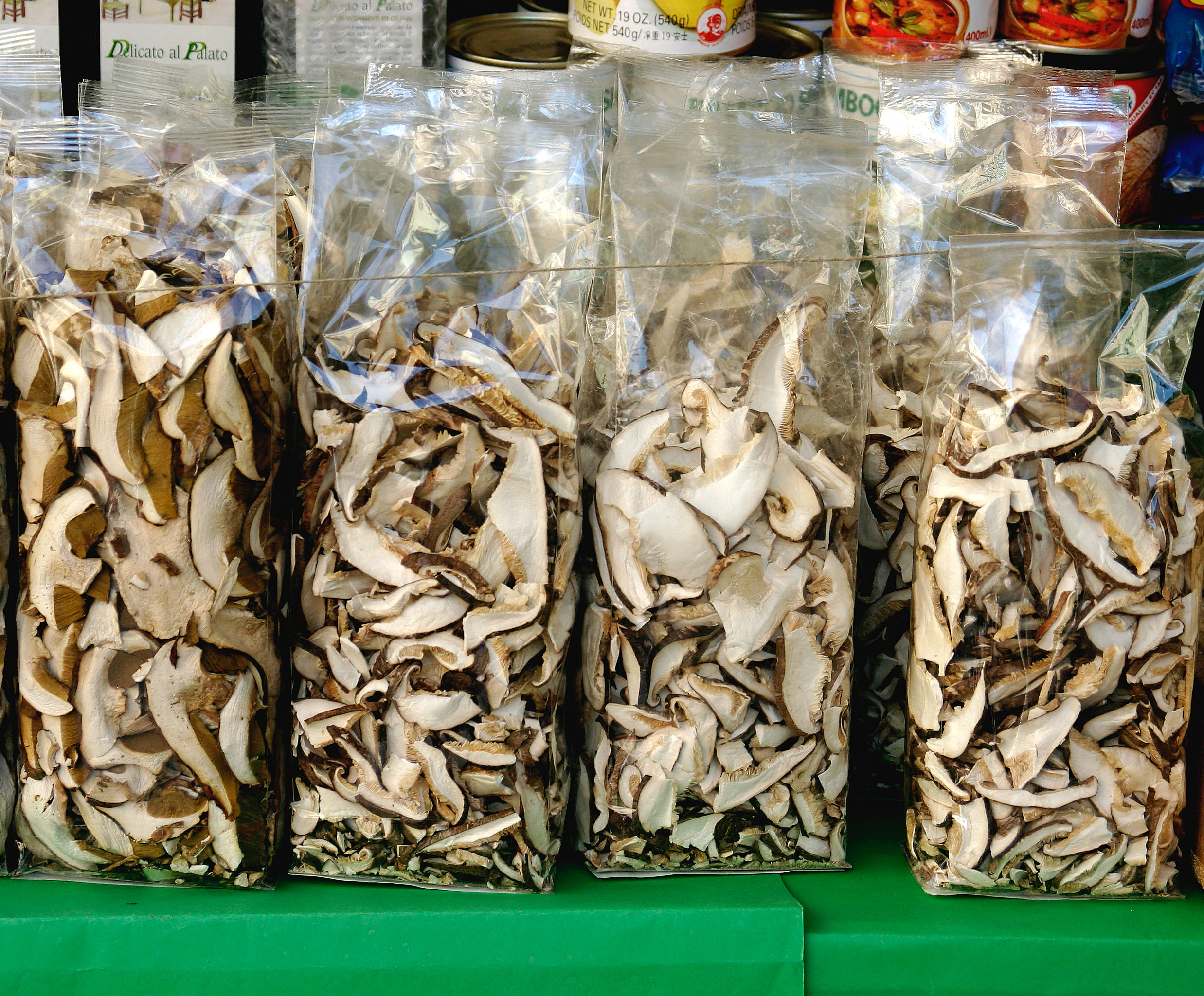
Cèpes de Bordeaux séchés.

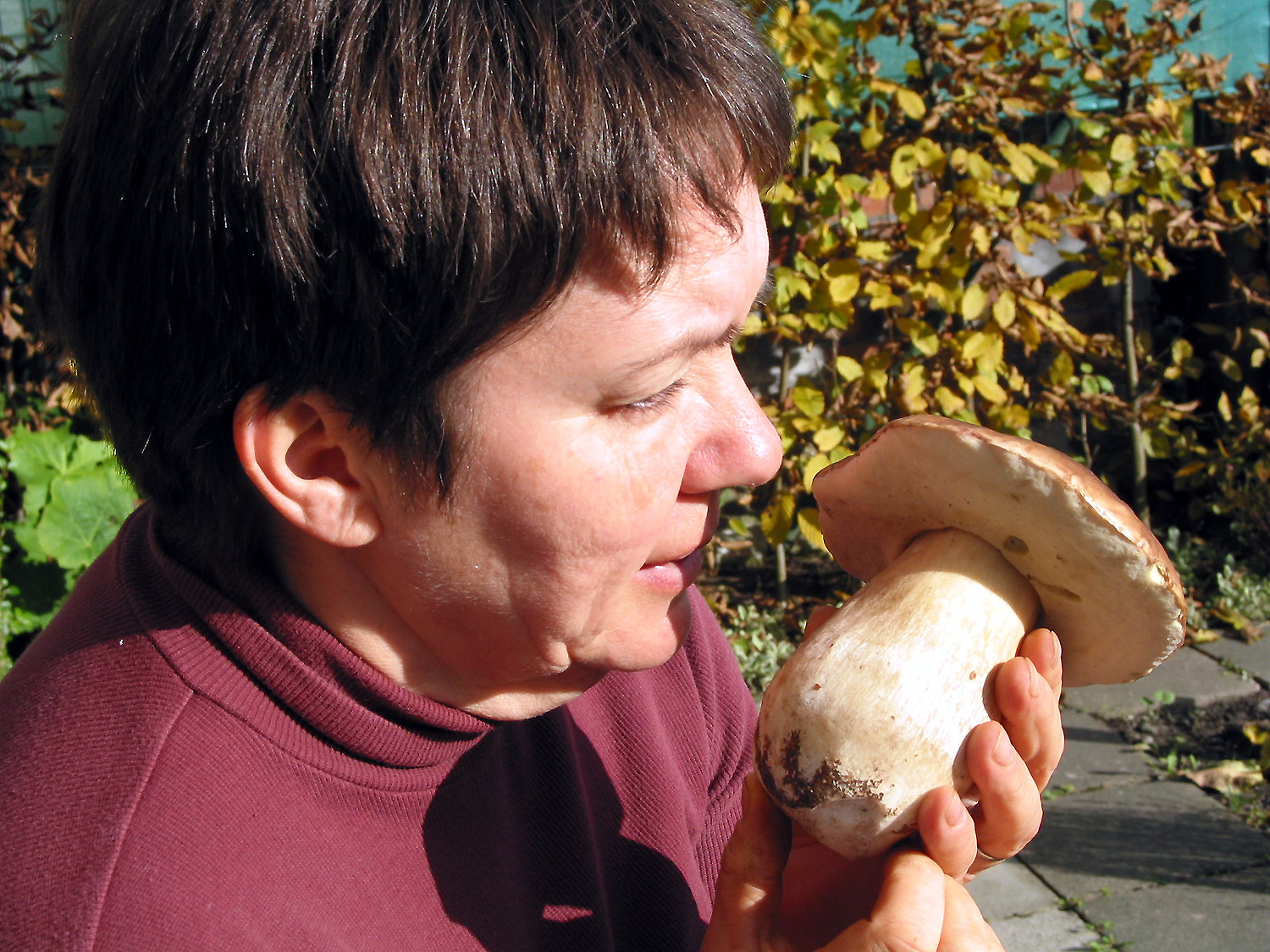
Cueillette du cèpe de Bordeaux.

Le cèpe de Bordeaux (Boletus edulis) appartient à la famille des bolets, qui sont des champignons dont le chapeau rond devient convexe à mesure qu’ils vieillissent. Il est connu sous le nom de cèpe, gros pied, potiron, polonais ou champignon polonais.

### Daube de cèpes

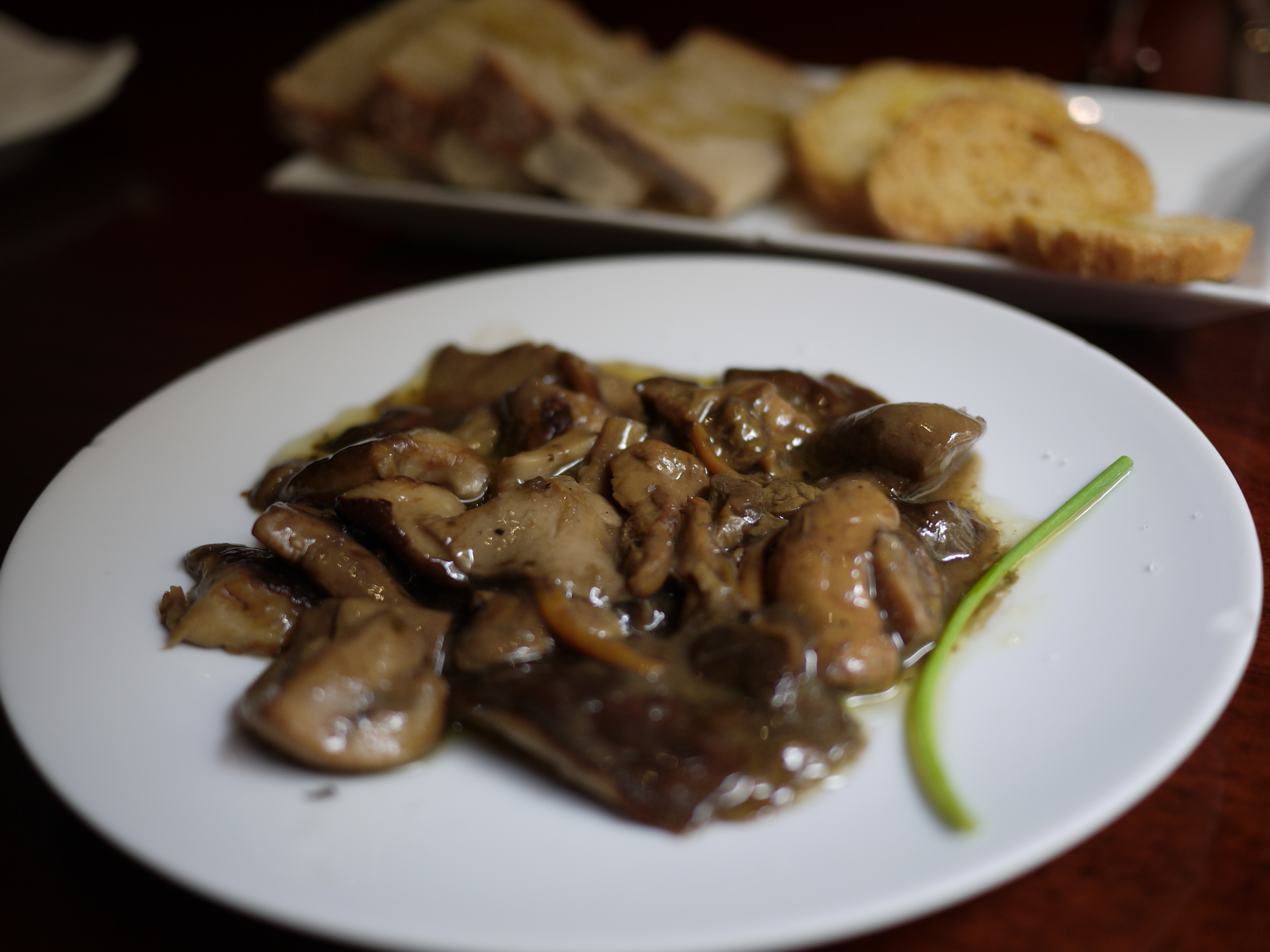
Daube de cèpes.

La daube de cèpes est une spécialité régionale du Sud-Ouest. Elle peut être indifféremment préparée avec du vin rouge ou du vin blanc.
Outre les cèpes frais et le vin rouge ou blanc, la préparation de ce mets nécessite de la poitrine salée, des échalotes, du beurre (ou de la graisse d'oie), de la farine ainsi que sel, poivre, feuille de laurier et mie de pain.

### Griset du Ventoux
Sur les pentes du mont Ventoux, parmi la centaine d'espèces de champignons liée aux différentes essences poussant dans ce massif, une espèce endémique se distingue particulièrement : le griset du Ventoux (Tricholoma portentosum). Ce tricholome typique de cette région se consomme généralement à la persillade, en omelette ou en accompagnement d'un gigot d'agneau.

### Truffe

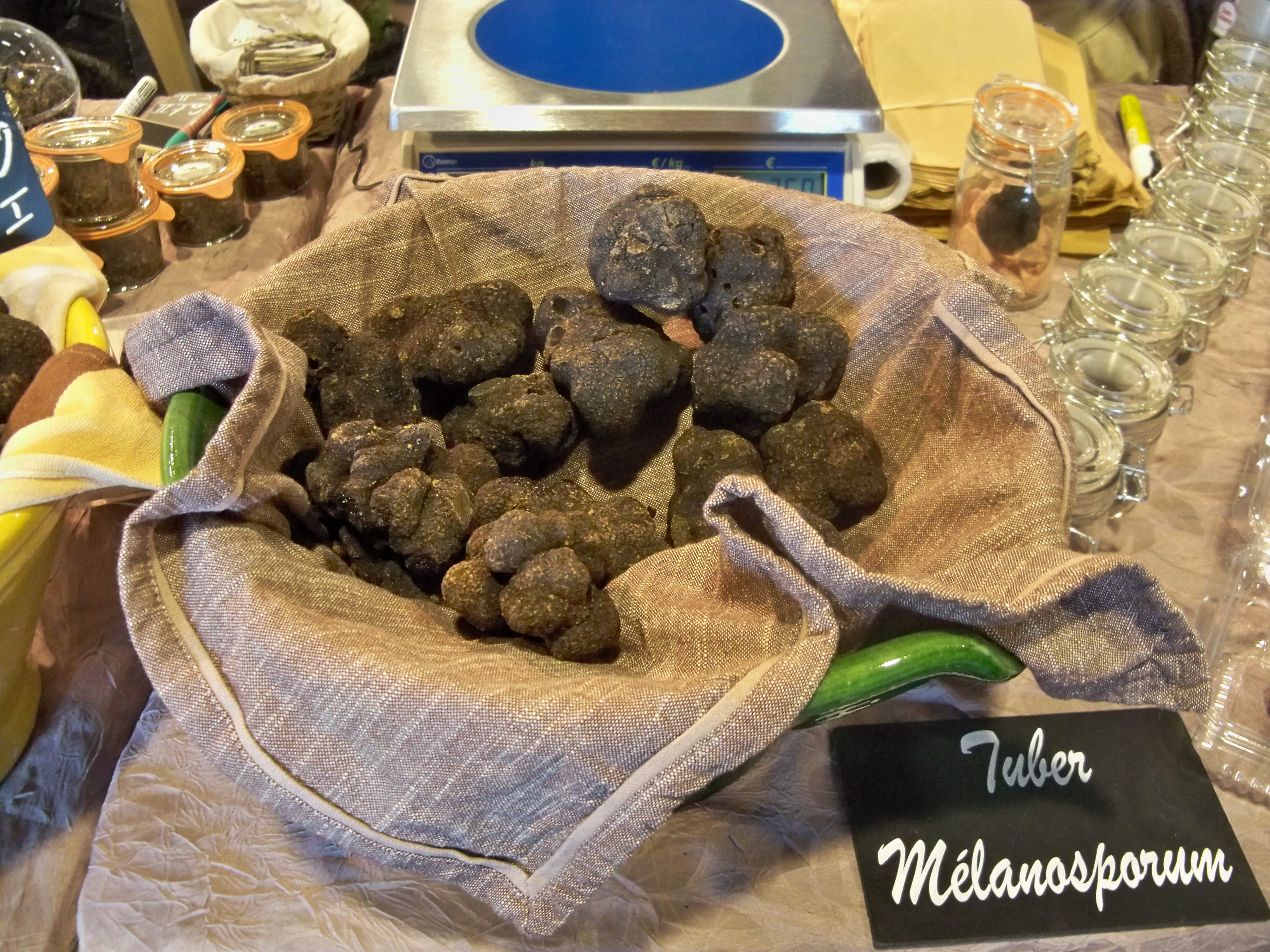
Tuber melanosporum, au marché de Carpentras.

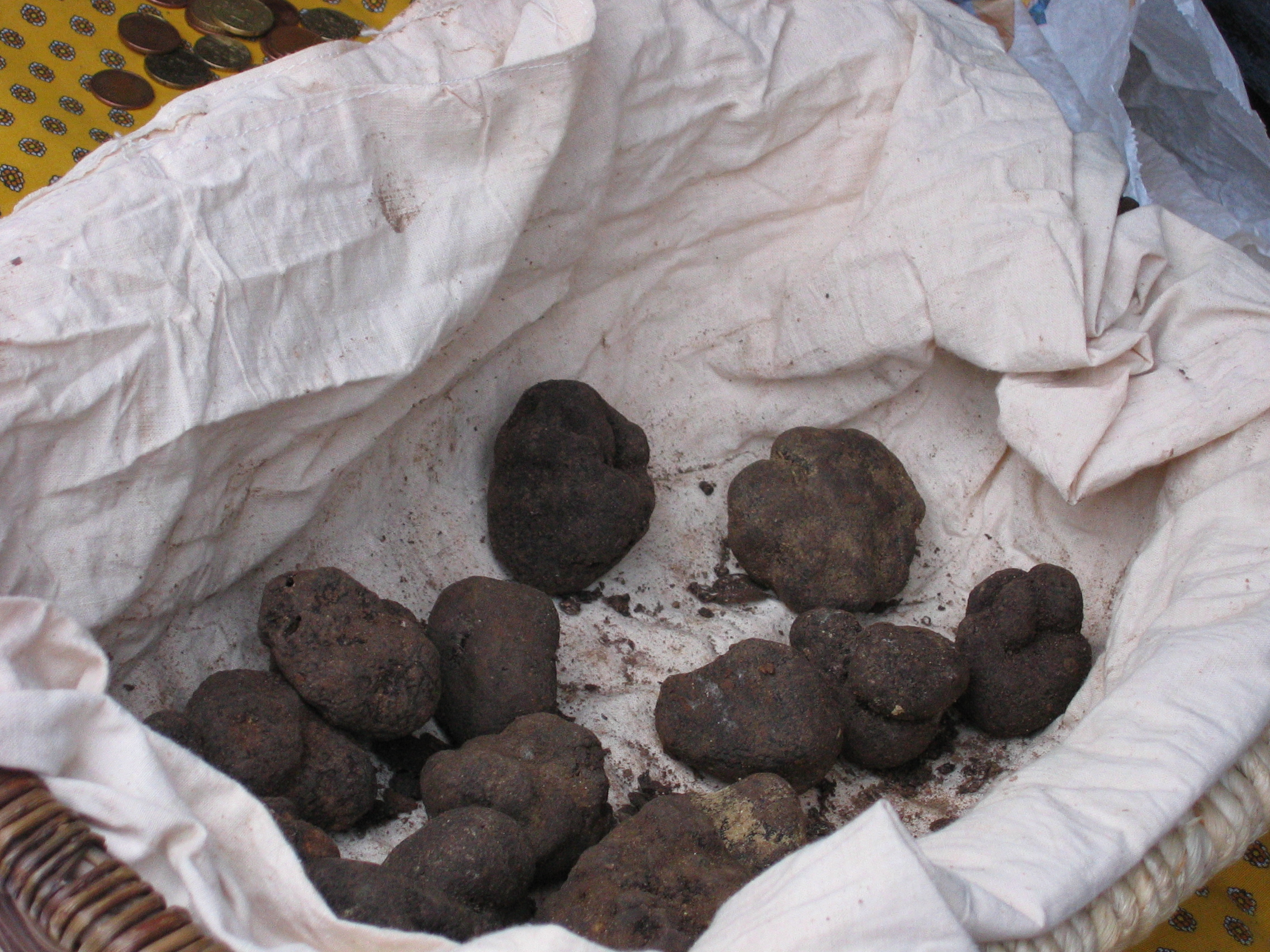
Panier de truffes du Ventoux.

Le piémont du Ventoux est, avec le Tricastin voisin, le premier producteur en France de Tuber melanosporum. Son marché reste hors normes car c'est la seule production à échapper aux inspecteurs de l'administration fiscale, aucune transaction n'étant réglée par chèque.

### Ragoût de truffes
Le ragoût de truffes est une spécialité originaire du sud de la France du Périgord à la Provence, les deux régions les plus productrices. C'est un mets aussi rare que cher puisque, en plat principal, il se prépare sur la base de huit truffes, soit entre 200 et 300 g de ce champignon. Outre les truffes et le vin rouge ou blanc, la préparation de ce mets nécessite de l'huile d'olive ou du beurre, des échalotes ou des oignons, du laurier, du thym, de la farine, du sel et du poivre, ainsi que du pain grillé ou frit,.

## Céréales

### Blé meunier d'Apt
Le blé meunier d'Apt est une variété de blé dite aussi touselle blanche de Pertuis, qui a été retrouvée et identifiée en 1985, chez un agriculteur retraité de Buoux, par les techniciens du Parc naturel régional du Luberon qui la firent immédiatement multiplier.

### Petit épeautre de Haute-Provence
Le petit épeautre de Haute-Provence et la farine issue de cette céréale sont tous deux protégés par une IGP (indication géographique protégée) depuis 2007 pour le premier et 2010 pour la seconde. Cette reconnaissance s'ajoute à celle l'association internationale Slow Food qui, depuis 2005, a classé cette production parmi les Sentinelles du goût,.

### Riz de Camargue

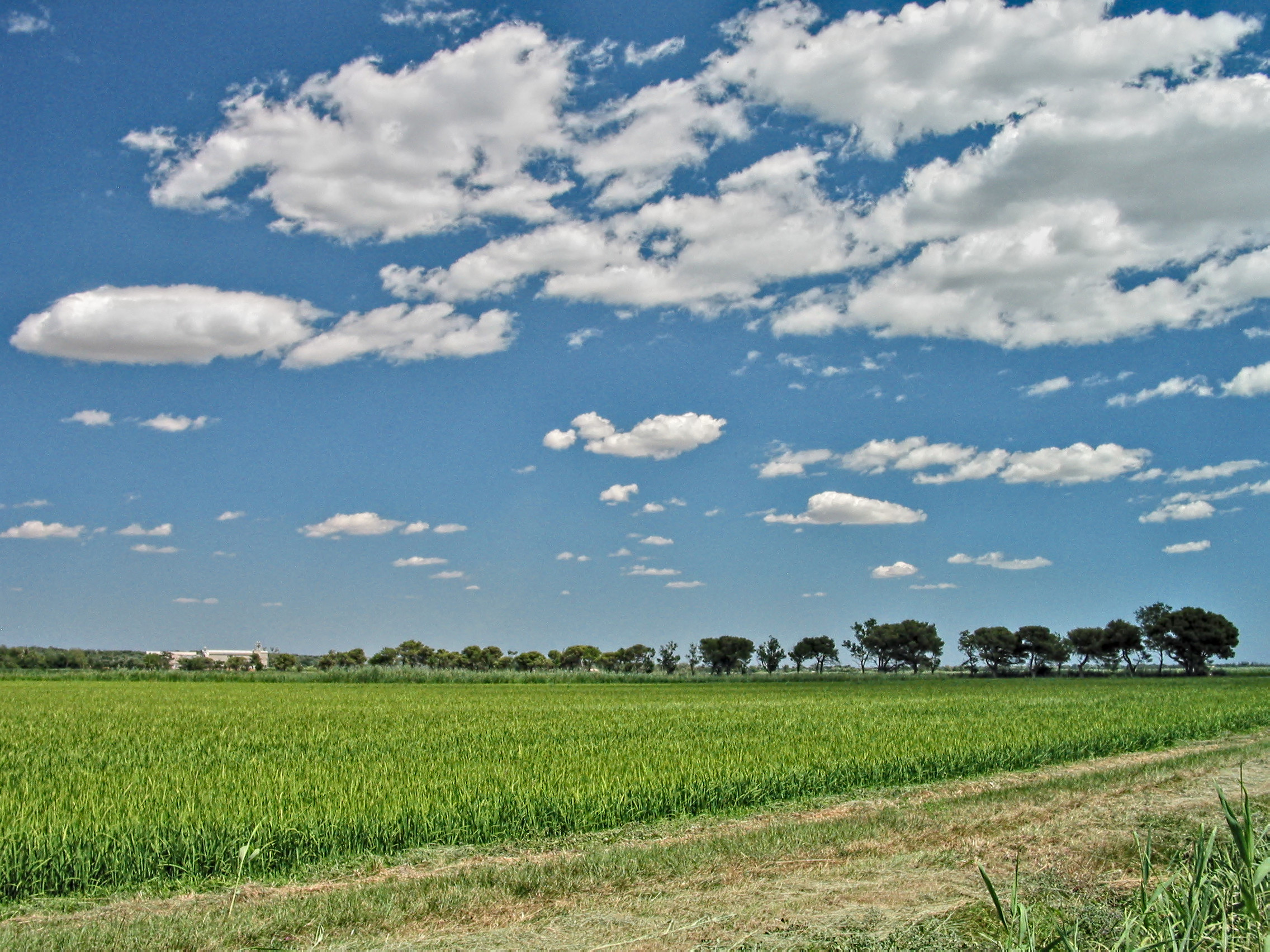
Rizière en Camargue.

Le riz de Camargue, qui est majoritairement un riz long, bénéficie d'une indication géographique protégée par l'INAO. En 2003, 11 200 hectares étaient consacrées à cette culture sur la commune d'Arles. La production, qui oscille autour de 120 000 tonnes par an, représente le 1/20e de celle de l'Europe. Elle est passée de 250 hectares en 1940, à 2 000 hectares en 1947, puis à 20 000 hectares en 1951. Actuellement[Quand ?], la riziculture se développe grâce à une nouvelle usine installée par Sud Céréales, en 2005.

## Pâtes

### Crouis
Les crouis (crois) sont des pâtes fraîches en forme d'oreille plissée. Ce mets est une tradition culinaire de la commune d'Entraunes, située aux sources du Var, dans les Alpes-Maritimes.

### Crouzet
Le crouzet (crotzet) désigne différentes sortes de pâtes élaborées dans les Alpes provençales.

### Macaronade
La macaronade (macaronada, macarounado) est une spécialité traditionnelle sétoise, composée de macaronis et de brageoles (un mélange particulier de viande de bœuf et de sauce tomate).

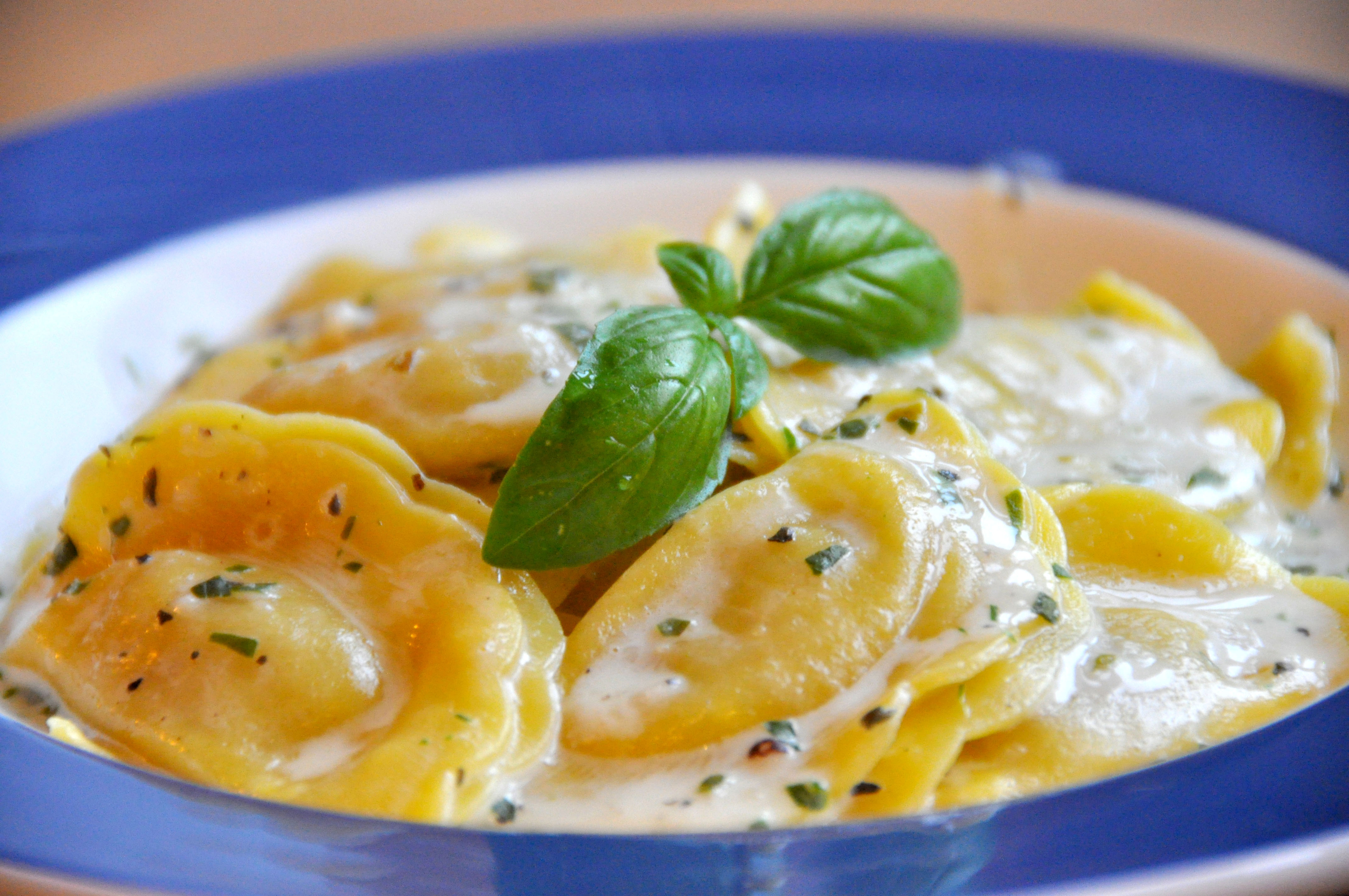
Ravioles aux pointes d'asperge et au basilic.

### Ravioles
Les ravioles (raviòlas, raïoles) sont un mets typique de la cuisine traditionnelle du Pays niçois, de la Provence et de la Drôme (sous forme de ravioles du Dauphiné).
Les ravioles se présentent souvent sous la forme de carrés de pâte remplis d'une farce généralement à base de viande, de légumes et de fromage. Quand on les nomme ravioles du Dauphiné, il s'agit d'une recette farcie de fromage, cuisinée dans la Drôme.

## Viandes

### Agneau de l'Aveyron
IGP

### Agneau de Lacaune
L'agneau de Lacaune est issu de la première race française en effectif avec 800 000 brebis laitières, pour la fabrication du roquefort et 300 000 brebis pour la production exclusive d'agneaux de boucherie. Elle tire son nom de Lacaune. Près de 75 % des ovins sont concentrés sur les départements du Tarn et de l'Aveyron, et 20 % en Languedoc-Roussillon.

### Agneau du Limousin
IGP

### Agneau de Lozère
IGP

### Agneau de Pauillac

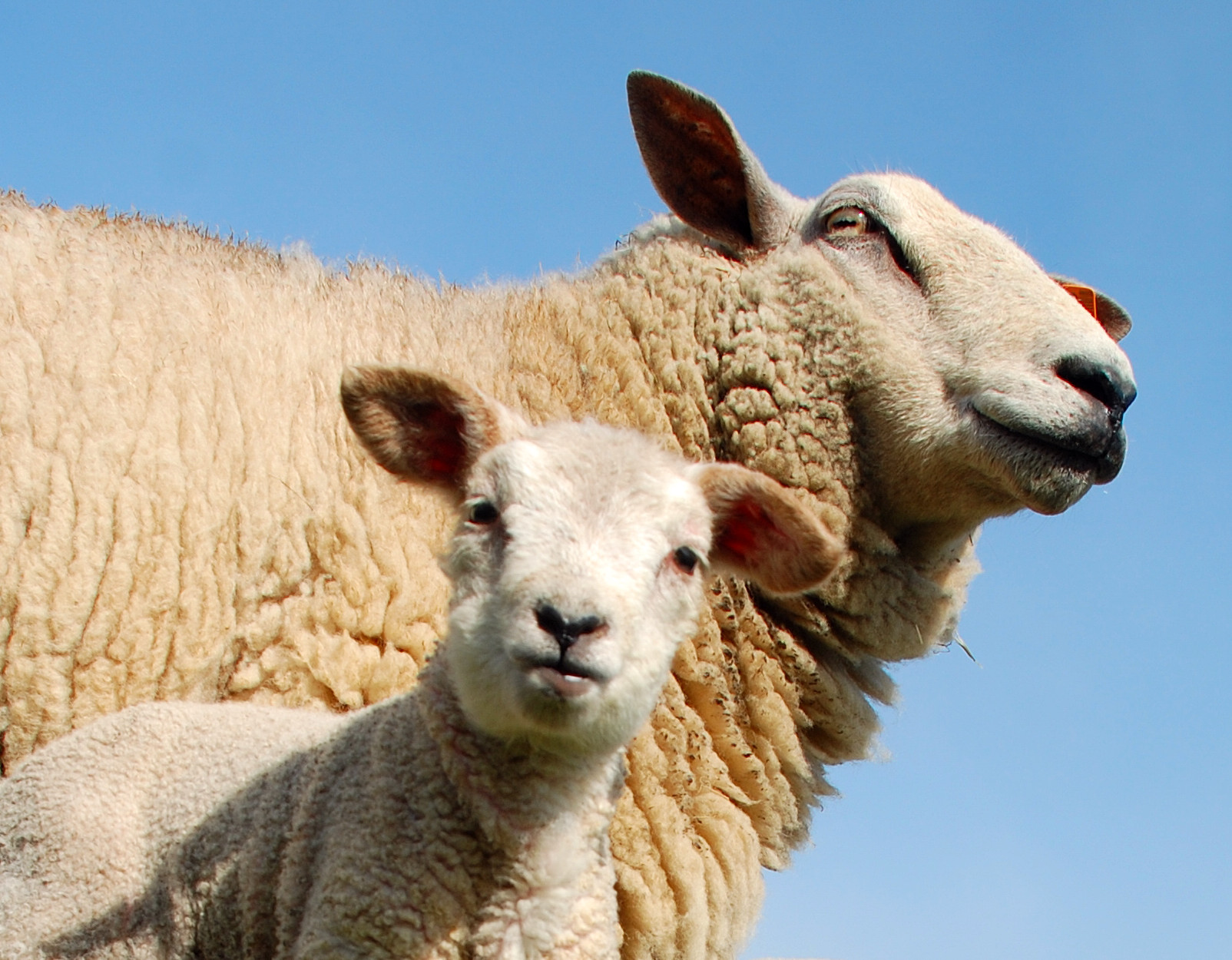
Agneau et sa mère.

L'agneau de Pauillac bénéficie d'un Label rouge et d'une IGP. Son origine et sa qualité remontent au XIIIe siècle, quand les bergers de la lande girondine et des Pyrénées pratiquaient la transhumance vers les régions viticoles de l'Aquitaine, qui correspondent aujourd'hui au département de la Gironde.

### Agneau du Périgord
IGP

### Agneau du Quercy
IGP

### Agneau de Sisteron
L'agneau de Sisteron est un agneau de quatre mois, élevé sous la mère, et originaire des Alpes provençales et de la Drôme provençale. Issus d'élevages traditionnels, avec des mères de races Mérinos d'Arles, Mourérous ou Préalpes du Sud qui les allaitent au moins pendant deux mois, sur un espace pastoral comptant moins de 10 brebis à l'hectare et comportant au minimum 10 hectares de parcours.

### Agriade saint-gilloise
L'agriade saint-gilloise (agrelhada de Sant Gèli, agrihado de Sant Gèli), mets typique de la région de Saint-Gilles et du bas Rhône, n'est pas une grillade revenue à la cocotte. Elle se compose de paleron coupé en tranches, d'oignons, d'huile d'olive, de câpres, de cornichons, d'anchois, d'ail et de persil.

### Alouettes sans tête

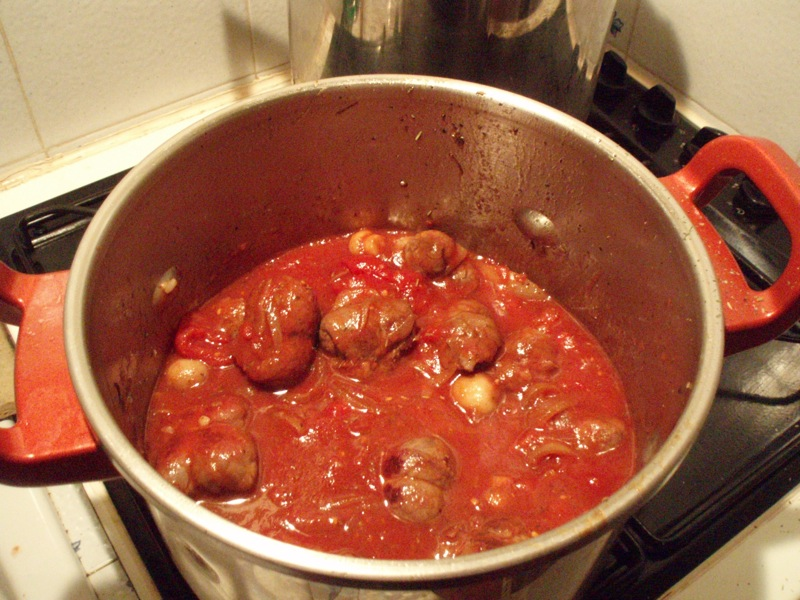
Alouettes sans tête.

Les alouettes sans tête (paqueton de boeuf, paquetoun de biòu) sont des paupiettes de bœuf. Ce mets provençal, très populaire, se compose d'un hachis recouvert d'une mince tranche de viande et cuit dans une sauce où entrent du vin, des champignons, des herbes de Provence et des tomates.

### Bœuf de Bazas
Bœuf de Bazas est une indication géographique protégée (IGP), qui désigne commercialement de la viande bovine devant être issue des races bazadaise, blonde d'Aquitaine ou de leur croisement. Cette marque de viande peut être utilisée, par exemple, pour l'entrecôte à la bordelaise bien que qu'elle puisse être aussi cuite en sauce, au bouillon ou mangés froide. Le cahier des charges attaché  indique que les juvéniles doivent être élevés sous leur mère, puis à l'herbe, avant une finition aux céréales de la région.

### Bœuf de Chalosse

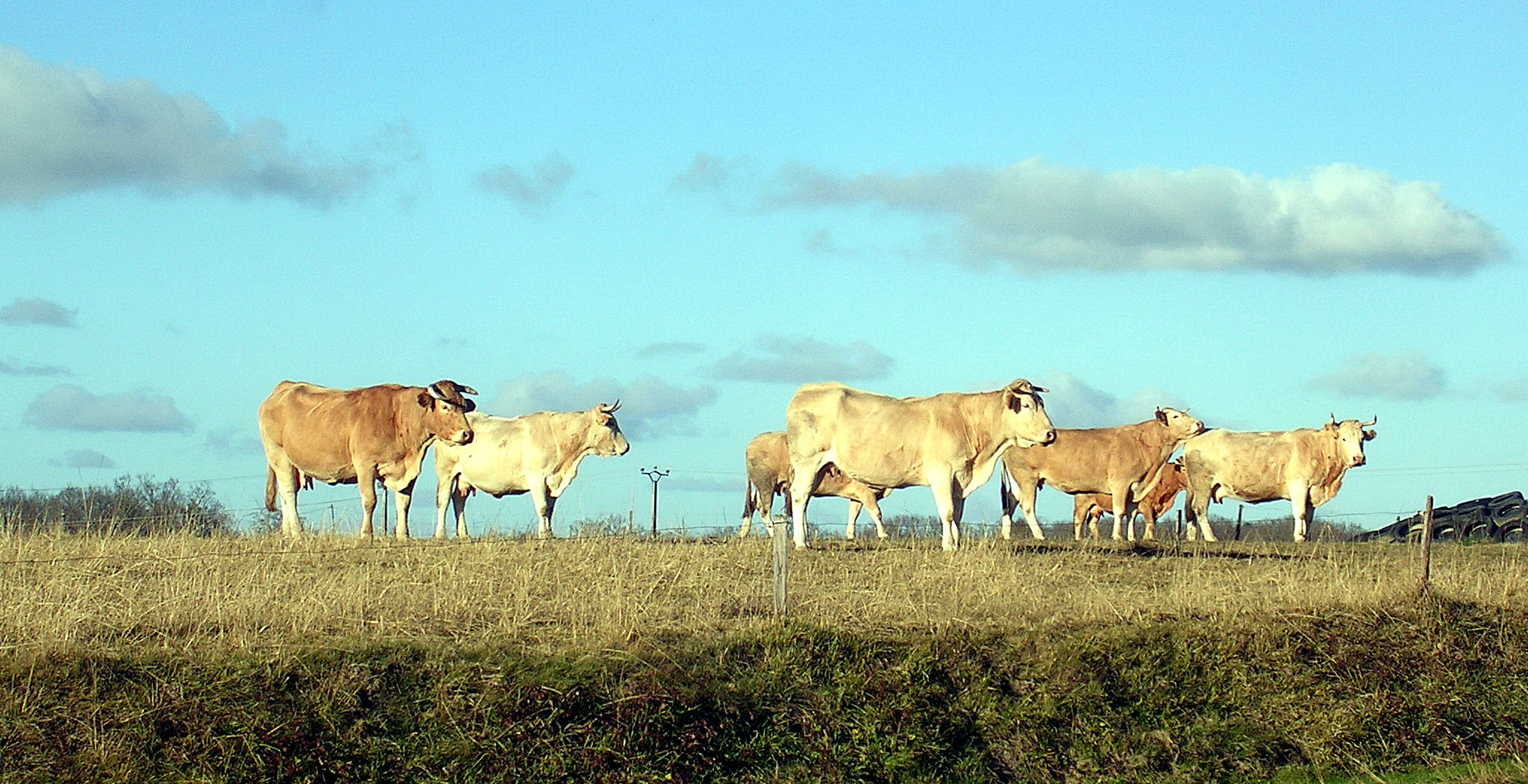
Reproductrices de race blonde d'Aquitaine alimentant la filière Bœuf de Chalosse, à Eyres-Moncube.

Le bœuf de Chalosse est une viande bovine labellisée et certifiée, issue de l'espèce Bos taurus. C'est une viande de qualité, produite dans le sud du département français des Landes et le nord des Pyrénées-Atlantiques, considérée comme l'un des fleurons de l'élevage et de la gastronomie régionale, mettant en valeur la notion de terroir.

### Brageole
La brageole (brajòla) est une spécialité sétoise, faite de rouleaux de viande, essentiellement des escalopes de paleron de bœuf, assaisonnés à l'intérieur avec de l'ail, du persil, du sel et du poivre. Elles sont souvent tenues avec une pique en bois.

### Broufade
La broufade (brofada, broufado) est un mets spécifique aux mariniers du Rhône, à Arles. C'est un ragoût de bœuf, longuement mijoté — entre trois et quatre heures —, dans la garniture duquel entrent anchois, ail, oignons, câpres et huile d'olive. Il est traditionnellement accompagné de pommes de terre, de carottes, de tomates et de riz.

### Canard à foie gras du Sud-Ouest
L'élevage du canard gras, gavé pour produire du foie gras, est une tradition séculaire du grand Sud-Ouest (Aquitaine, Midi-Pyrénées, sud du Limousin et ouest de l'Aude) Cette tradition donne des produits de qualité, préservés par la création d'une indication géographique protégée « canard à foie gras du Sud-Ouest », depuis 2003.
L'activité de gavage au maïs donne un engraissement des animaux. Il s'agit de canards musqués ou de Barbarie ou de canards mulards, hybrides entre le canard de Barbarie et le canard domestique. Les morceaux crus sont le foie gras, les cuisses, les magrets, les ailerons, le cœur, le gésier et le manchon. Leur traitement en salaison et en conserve donne le confit de canard, le foie gras, le magret séché ou fumé…

### Confit de canard
Le confit de canard (ou le confit d'oie) est une spécialité culinaire de Gascogne. Il se prépare avec des oiseaux gras (les mêmes dont on a réservé les foies).

### Croustade avigonnaise à la viande
La croustade avignonnaise à la viande est un mets de la cuisine provençale, à base de pâte feuilletée et de viande d’agneau hachée.

### Daube avignonnaise
La daube avignonnaise (adòba avinhonenca, adobo avignounenco) est une variante de la daube classique. Au lieu de bœuf, il est utilisé de l'épaule d'agneau ou de mouton, et la marinade se fait dans du vin blanc. Cette recette est proche de celle de la carbonnade (carbonada, carbounado).

### Daube comtadine
La daube comtadine est une autre variante de la daube classique. Elle diffère de sa voisine d'Avignon, car il n'y a pas de carottes mais des olives.

### Daube provençale
La daube provençale est une spécialité d'origine provençale (en provençal adòba, adobo), cuisinée à base de viande de mouton, d'agneau, de bœuf ou de taureau, marinées dans du vin blanc ou du vin rouge.

### Daube niçoise

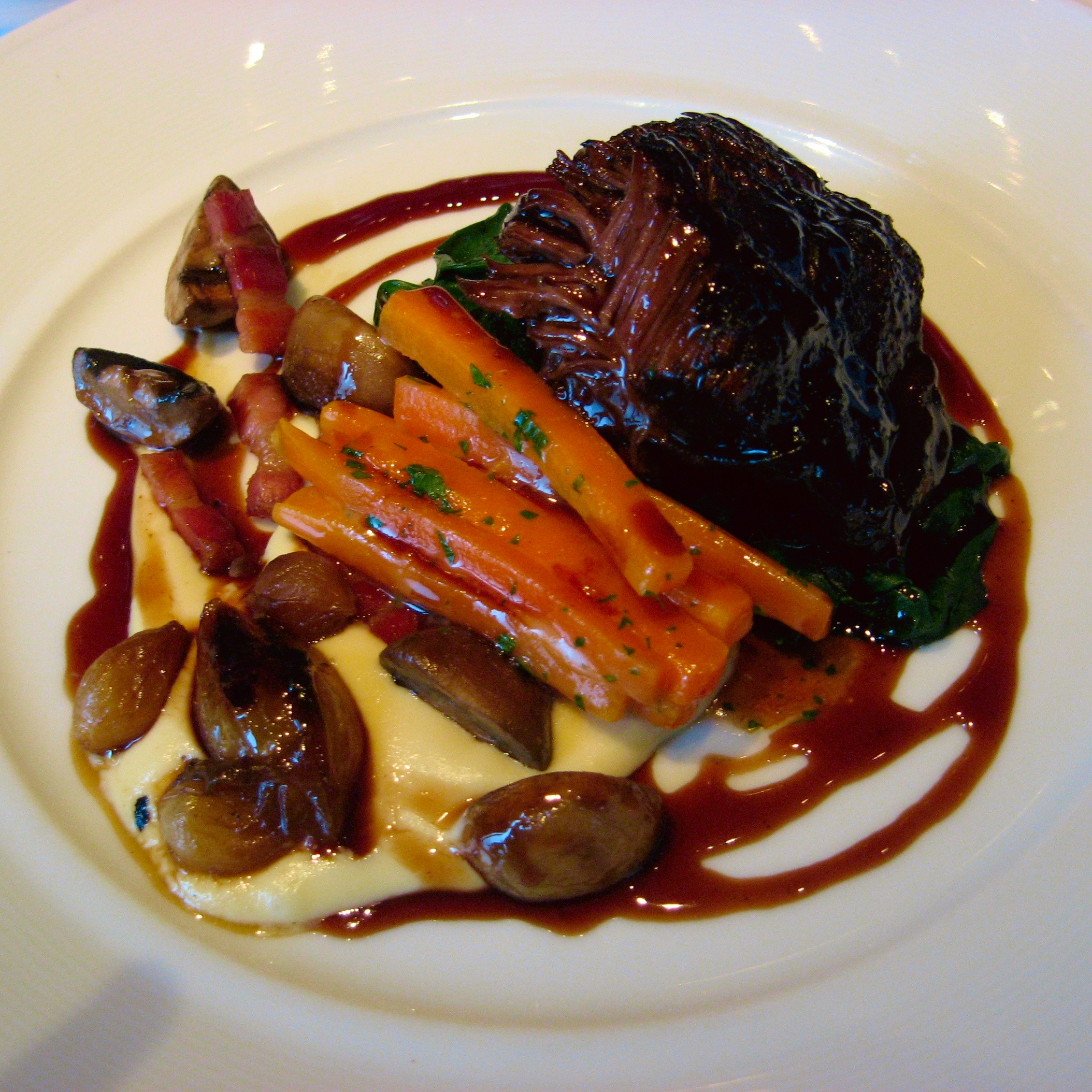
Daube niçoise.

La daube niçoise (doba a la nissarda) est une variante de la daube, qui consiste à y incorporer des champignons, le plus souvent des cèpes.

### Enchaud
L'enchaud est une spécialité du Limousin et du Périgord à base de viande de porc et constitue l'une des conserves par salaison les plus anciennes.

### Escargots à la provençale

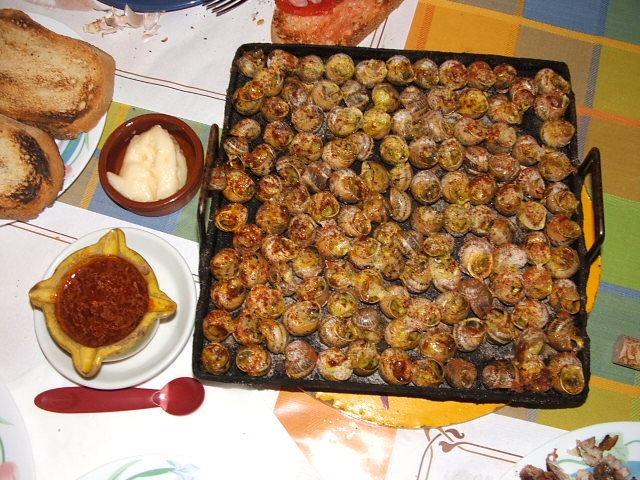
Escargots à la provençale.

Les escargots à la provençale (limaçons, limassoun) sont un des mets les plus traditionnels de Provence. Ce sont des mourguettes, ou Petits-gris de Bourgogne, qui se consomment accompagnés d'un aïoli ou d'une sauce tomate faite maison.

### Escaoudoun landais
L'escaoudoun landais (escaudon, escaudoun) est une estouffade, faite à base de porc noir de Gascogne, dont les morceaux cuisent dans une sauce au vin moelleux et aux légumes.

### Farçous
Les farçous (farçons, farçouns) sont un mets de ménage rouergat. Ils sont composés d'un hachis salé et poivré, fait avec de la viande ou de la chair à saucisse, du lard gras, du vert de blette, du persil, des œufs, de la farine de céréale. Le tout est lié avec du lait ou de la crème pour obtenir une pâte.

### Foie de veau à la bordelaise
Le foie de veau à la bordelaise est une spécialité de Bordeaux et de sa région, qui se cuisine au vin blanc.

### Fricot des barques
Le fricot des barques, mets spécifique aux mariniers du Rhône d'Arles, est une variante de la broufado. C'est un ragoût de bœuf, longuement mijoté — entre trois et quatre heures, dans un toupin —, dans la garniture duquel entrent anchois, ail, oignons et huile d'olive. La différence essentielle est l'absence de câpres. Il est, lui aussi, traditionnellement accompagné de pommes de terre, de carottes et de tomates.

### Fin Gras du Mézenc

Logo de l'association Le Fin Gras du Mézenc.

Le Fin Gras du Mézenc, ou fin gras, est une appellation d'origine protégée par une AOP, désignant une carcasse bovine. Elle trouve son origine dans un vieil usage des paysans du massif du Mézenc, consistant à engraisser lentement, à l'étable, des génisses et des bœufs rigoureusement triés, avec le foin naturel, trié lui aussi, fauché dans les prairies d'altitude, afin de les mettre à la vente aux foires à la période de Pâques.

### Gardianne
La gardianne (gardiana, gardiano) est une spécialité d'Arles et de la Camargue qui se cuisine au vin rouge. C'est une daube cuisinée à base de viande de taureau de Camargue.

### Génisse fleur d'Aubrac
IGP

### Gigot pascal

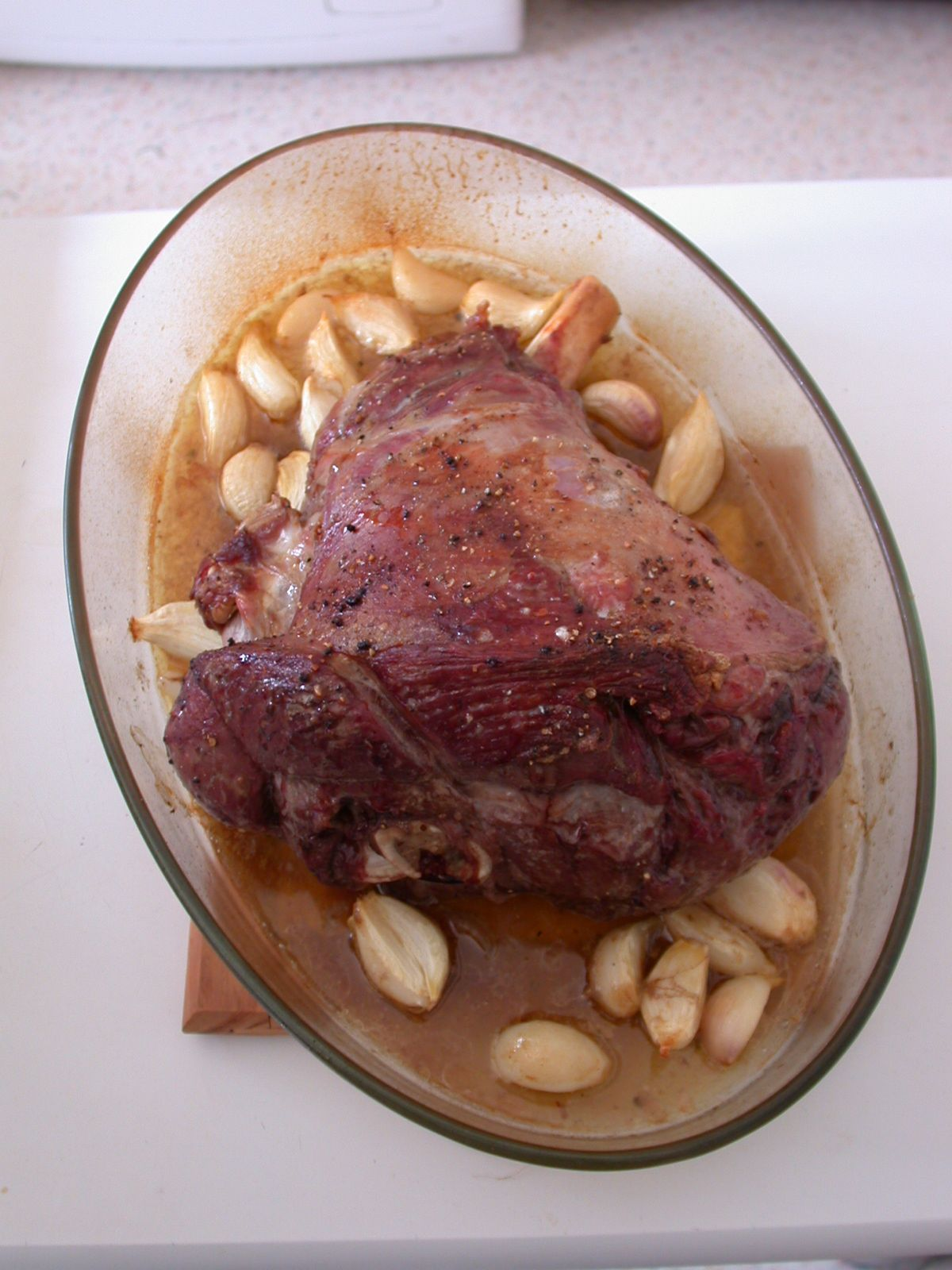
Gigot d'agneau cuit à l'ail.

Le gigot pascal est un mets du temps de Pâques, à base d'agneau ou de chevreau. En Provence, il est dénommé menoun.

### Maôche
La maôche, (maucha, maucho) est une panse de porc farcie, selon les variantes locales, de choux, de chair à saucisse, de carottes, de pruneaux et relevée de baies de genièvre.

### Manouls de La Canourgue
Les manouls de La Canourgue (manols) sont des tripes et des panses de mouton cuites avec une fraise de veau, de la poitrine salée et assaisonnées de sel et de poivre.

### Ortolans à la provençale
Les ortolans à la provençale sont un mets dont Alexandre Dumas donna la recette dans son Grand dictionnaire de cuisine, paru en 1873. La chasse et la commercialisation des ortolans étant interdites depuis la fin du XXe siècle, la façon de préparer ce plat est entrée dans l'histoire de la gastronomie, tout en sortant des assiettes des gourmets.

### Palombe

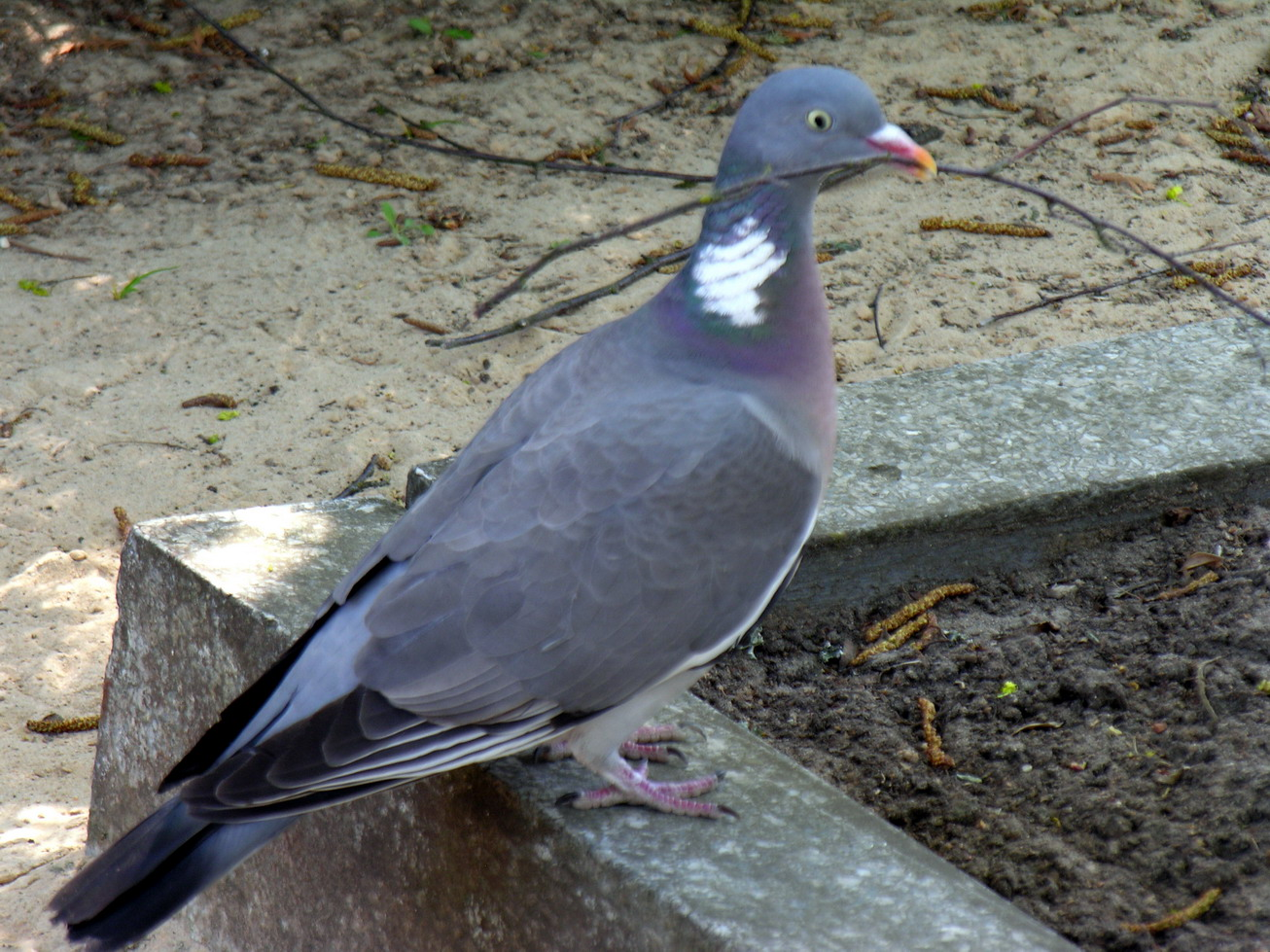
Palombe.

La palombe (Columba palumbus), ou pigeon ramier, est la plus grande et la plus commune des espèces de pigeons européens. Elle est désignée localement sous les termes de ramier, rouquet, biset ou roussotte.

### Pieds paquets

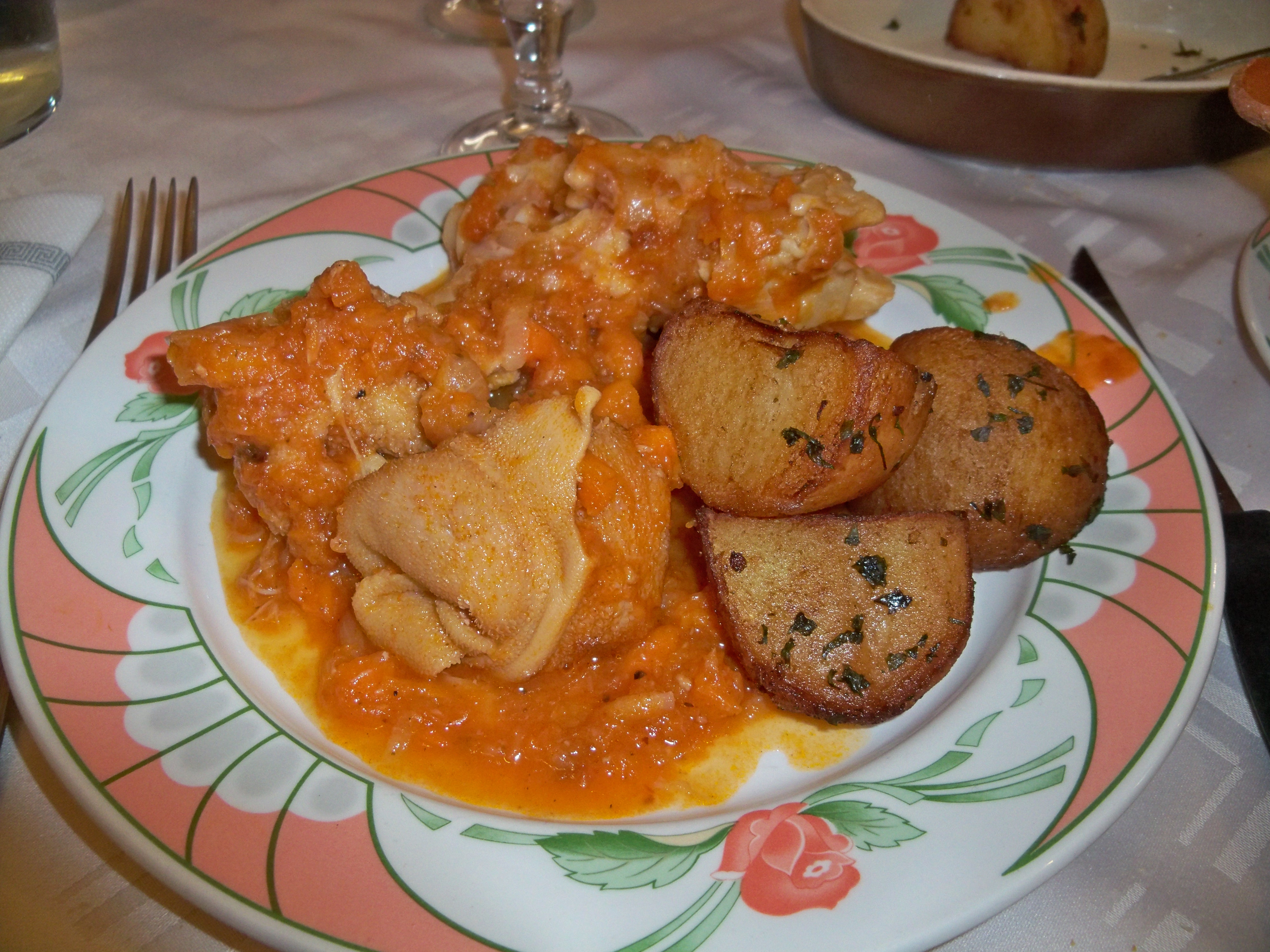
Pieds paquets de Sisteron.

Les pieds paquets ou « pieds et paquets » (pès e paquets, pè e paquet) sont une spécialité commune à Marseille et à Sisteron. C'est un mets composé d'abats de mouton (tripes et pieds), mijotés dans une sauce au vin blanc et à la tomate. Les tripes sont découpées et roulées en forme de paquets pour être farcies de persil, d'ail et de poivre. Préparés sans sauce tomate, les pieds et paquets peuvent être dégustés en vinaigrette, ce sont les tripo à la reboulado.

### Porc du Limousin
Le porc du Limousin est une viande de porc bénéficiant d'une indication géographique protégée (IGP). Cette production est issue d'une tradition d'élevage porcin depuis le XIIIe siècle, grâce à un élevage très important. La zone de production englobe le Limousin et les départements limitrophes de l'Allier, du Cantal, de la Charente, de la Dordogne, de l'Indre, du Lot, du Puy-de-Dôme et de la Vienne.

### Porc du Ventoux

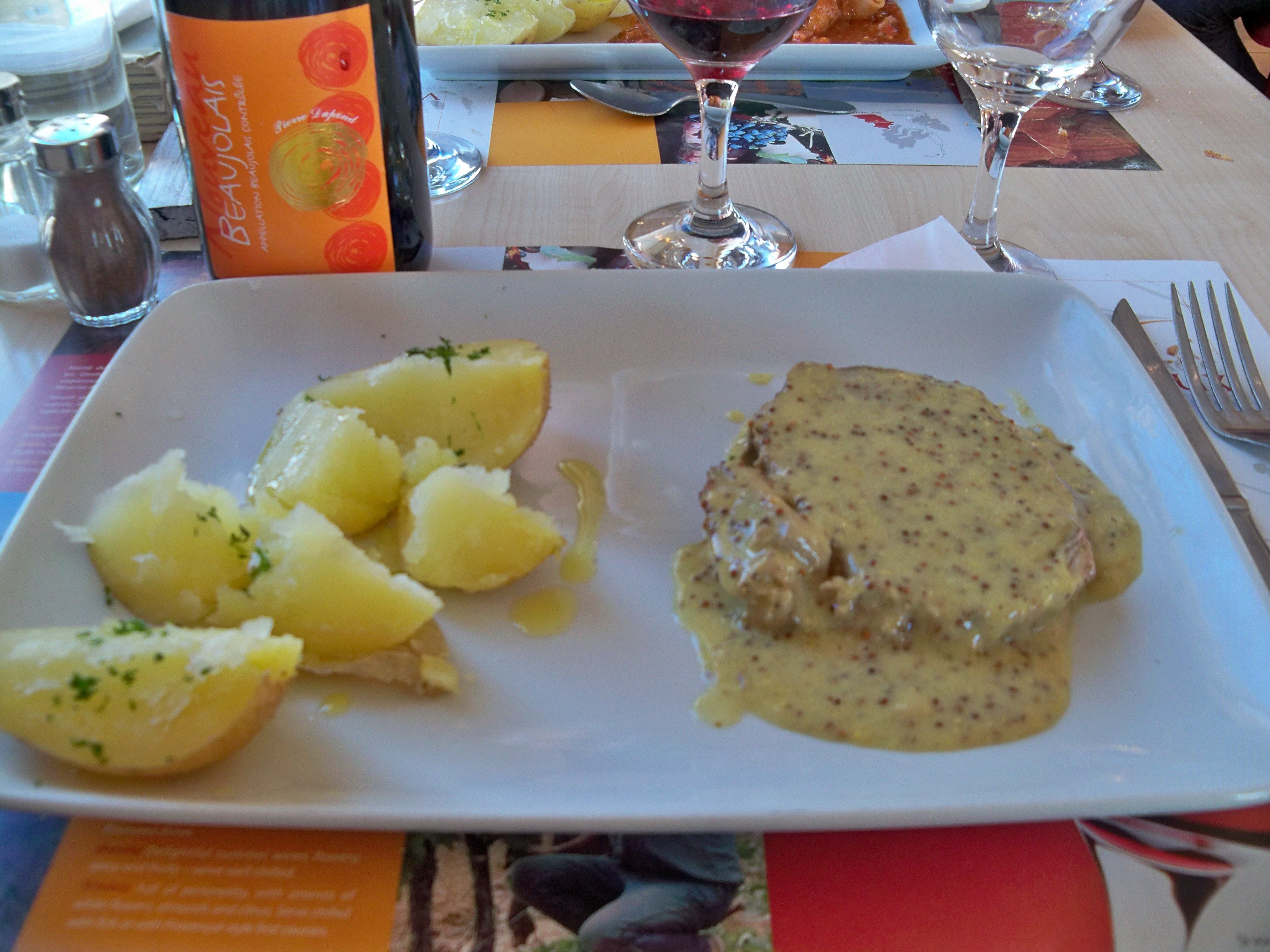
Échine de porc du Ventoux, sauce moutarde.

Le porc du Ventoux est un label de qualité, créé en 1998, regroupant les éleveurs porcins en plein air autour du mont Ventoux. Les porcins de cette filière sont élevés en plein air, à une altitude de 800 à 1 000 m.

### Poule au pot
La poule au pot est un plat appartenant à la tradition gastronomique française. Il consiste à accompagner une poule de légumes (carottes, navets, poireaux, oignons, clous de girofle). La poule est farcie avec un mélange de jambon et de pain mouillé au lait. Il s'agit d'un plat bouilli à l'eau. Il doit une bonne part de sa popularité à la promotion qu'en fit le roi Henri IV, natif de Pau. C'est un plat de fête.

### Poulet sauce rouilleuse
Le poulet sauce rouilleuse est un mets typique de la région du sud-ouest de la France. Il doit son nom à une sauce préparée à base de vin et du sang de la volaille. Il nécessite un poulet découpé en morceaux, un gros oignon émincé et une douzaine de petits oignons, de la farine, du vin blanc, le sang de la volaille et un verre d'armagnac.

### Pouteille du Gévaudan
La pouteille (potelha, poutelho) est une spécialité culinaire traditionnelle lozérienne, liée plus particulièrement au village de La Canourgue. Dans sa préparation entrent pieds de porc, morceaux de bœuf, pommes de terre, oignons et vin rouge,.

### Potée auvergnate

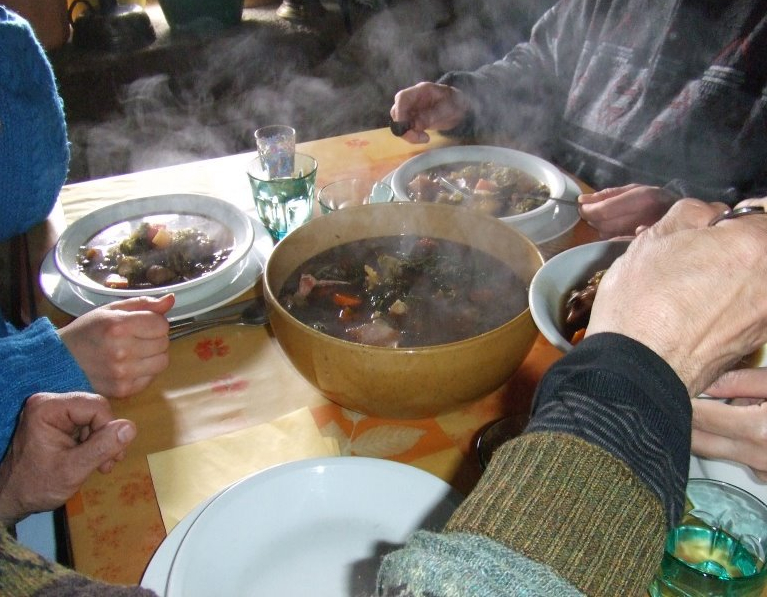
Potée auvergnate.

La potée auvergnate (olhada, oulhado) est un mets traditionnel du Massif central. La potée est faite à base de choux, de pommes de terre, de lard maigre, de jarret de porc et de saucisses. Afin de mélanger les saveurs, ils sont d'abord cuits ensemble. Puis les choux sont braisés avec la charcuterie. Ce mets se sert arrosé de son bouillon.

### Potée limousine
La potée limousine (olhada, oulhado) est un mets traditionnel du Limousin, assez proche de la potée auvergnate. Elle se compose de lard, de poitrine fumée, de petit salé, de choux, de poireaux, de navets, de carottes et de pommes de terre.

### Salmis de palombe
Le salmis de palombe (salmís) est un mets traditionnel de la région du Sud-Ouest, préparé à partir des pigeons ramiers tués lors de la chasse à la palombe. D'autres gibiers peuvent être aussi cuisinés en salmis : la perdrix, le canard, le faisan, la bécasse, le lièvre ou le chevreuil.

### Taureau de Camargue

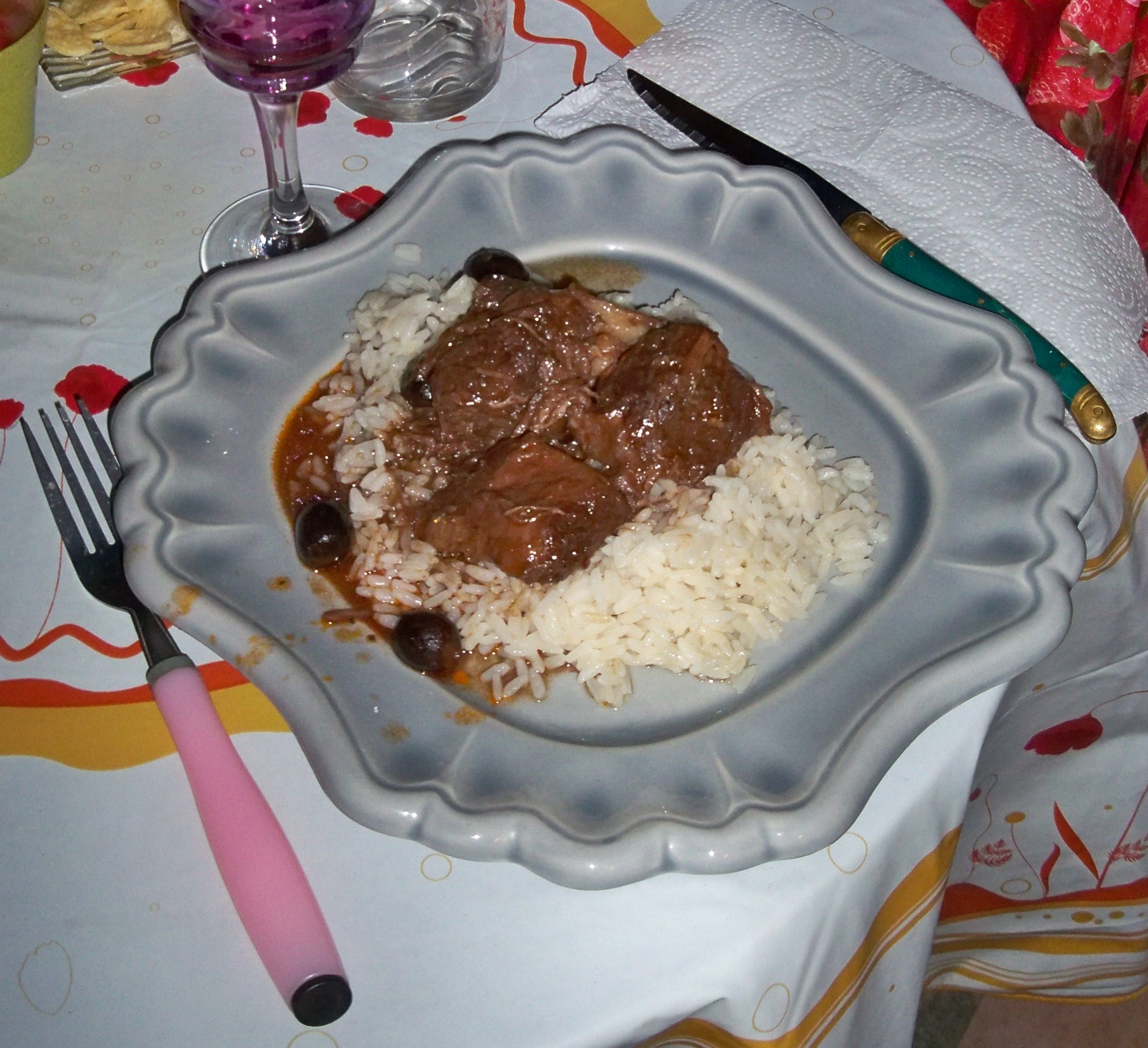
Gardianne de taureau.

Le taureau de Camargue, ou raço de biou, est une AOC bouchère française. Les vaches de réforme, les génisses et les taurillons non retenus pour les courses camarguaises sont vendus pour la boucherie. Leur viande bénéficie d'une AOC depuis le décret du 8 décembre 1996.

### Trenèls du Massif central
Préparation tripière du Massif central, les trenèls sont un plat de ménage rural, élaboré sur les territoires d'élevage ovins du sud de l'Aveyron. Il s'agit d'une panse de brebis ou d'agneau garnie, fermée grâce à une ficelle.

### Tripes à la provençale
Les tripes à la provençale sont un mets spécifique à la Provence, où il est consommé de septembre à juin. Outre le gras-double de bœuf et une bouteille de vin blanc sec, il faut une cuillerée à soupe d’huile d’olive, du lard de poitrine, une cuillerée à soupe de farine, un oignon, une carotte, un bouquet garni, des clous de girofle, une gousse d'ail, du concentré de tomate, un verre à liqueur d'eau-de-vie de marc de Provence, du sel et du poivre du moulin.

### Tripoux du Massif central
Les tripoux ou tripous (tripons, tripouns) sont un mets de l'Aveyron (Rouergue), du Cantal (Haute-Auvergne), de la Lozère et de la région naturelle du Ségala.

### Veau de l'Aveyron et du Ségala
IGP

### Veau du Limousin
IGP

### Volailles d'Auvergne
IGP

### Volailles du Béarn
IGP

### Volailles de la Drôme
Les volailles de la Drôme IGP

### Volailles de Gascogne

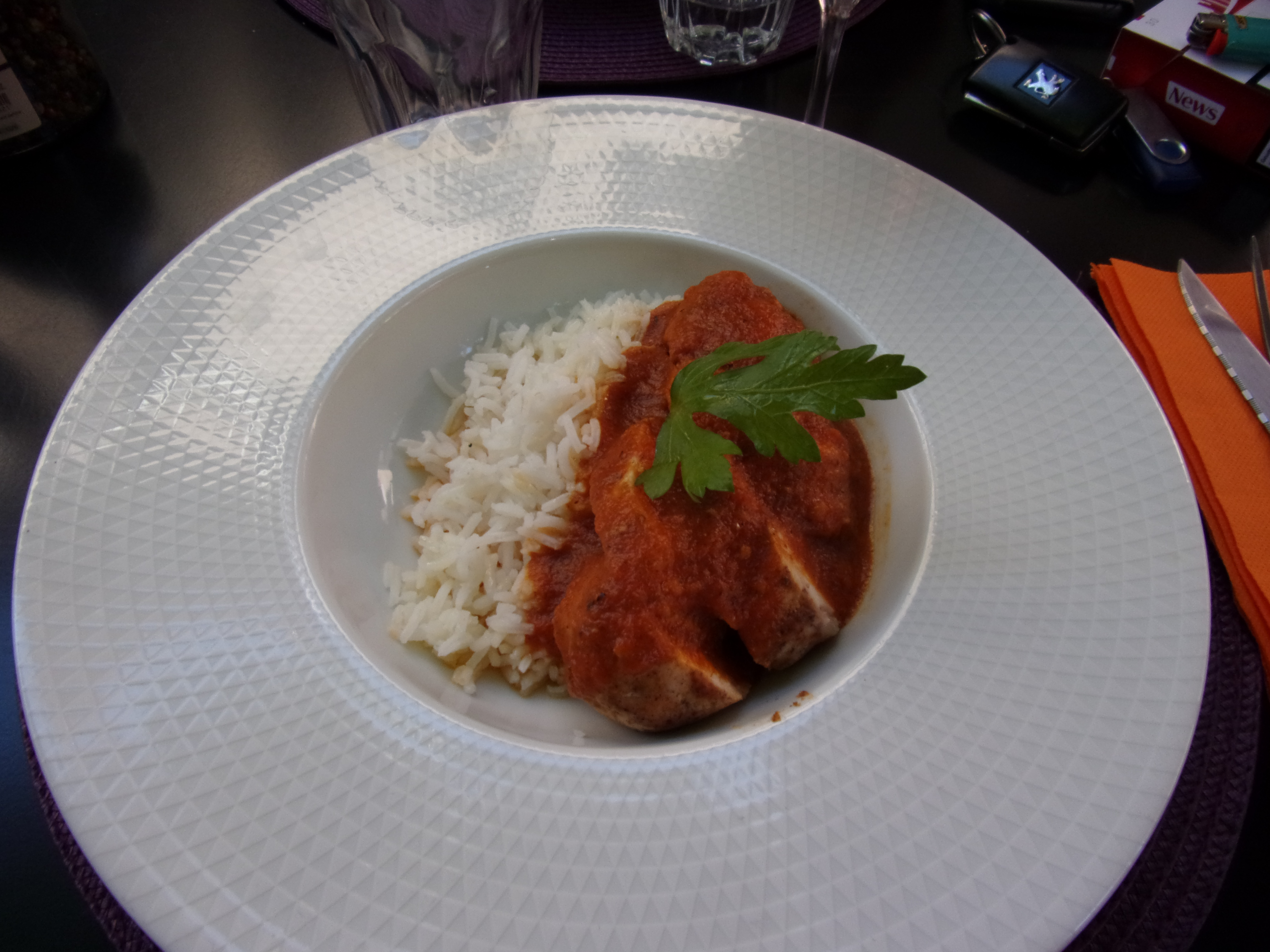
Suprême de volaille de Gascogne.

IGP

### Volailles du Gers
IGP

### Volailles des Landes

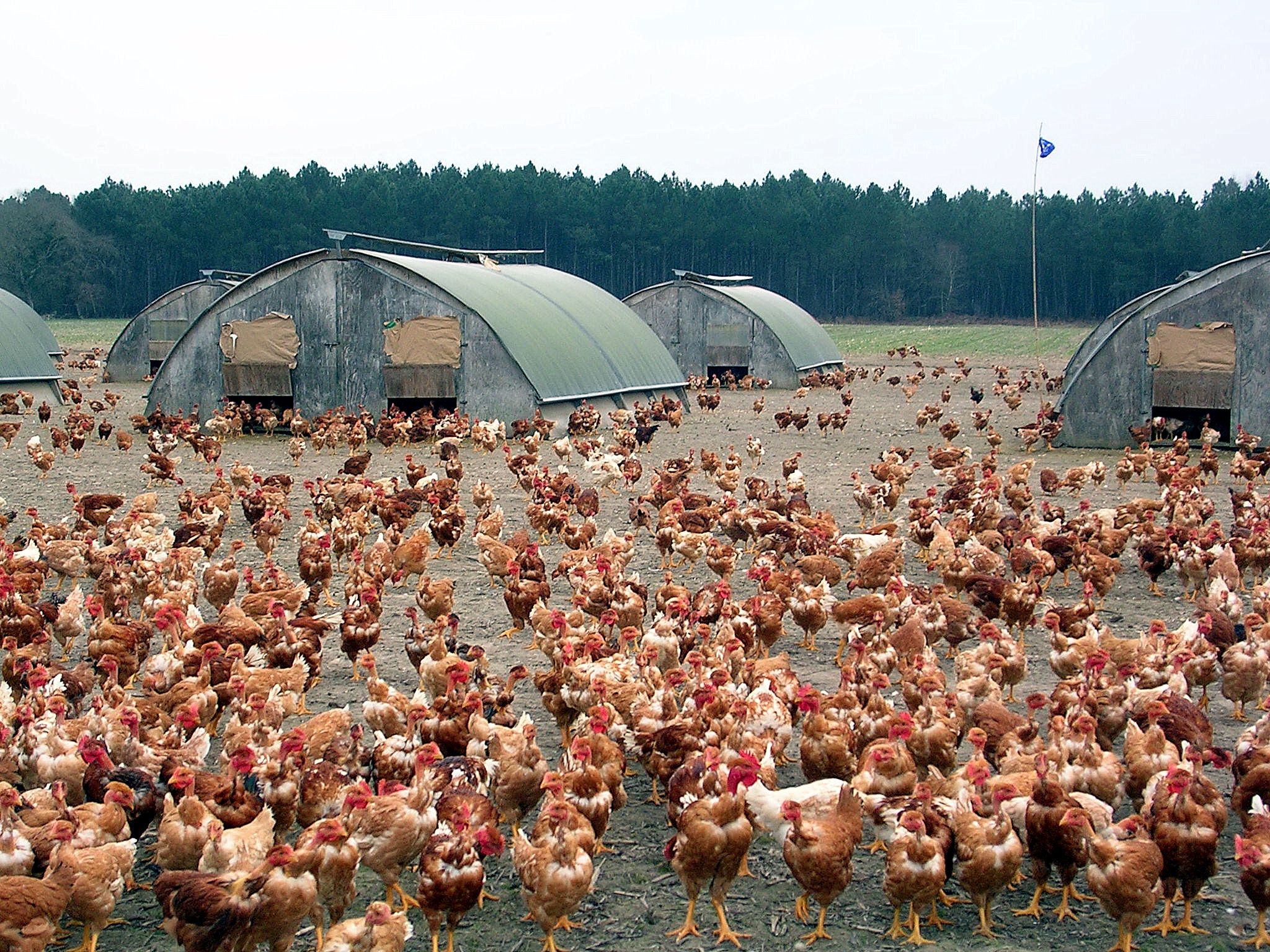
Élevage de volailles des Landes, à Benquet.

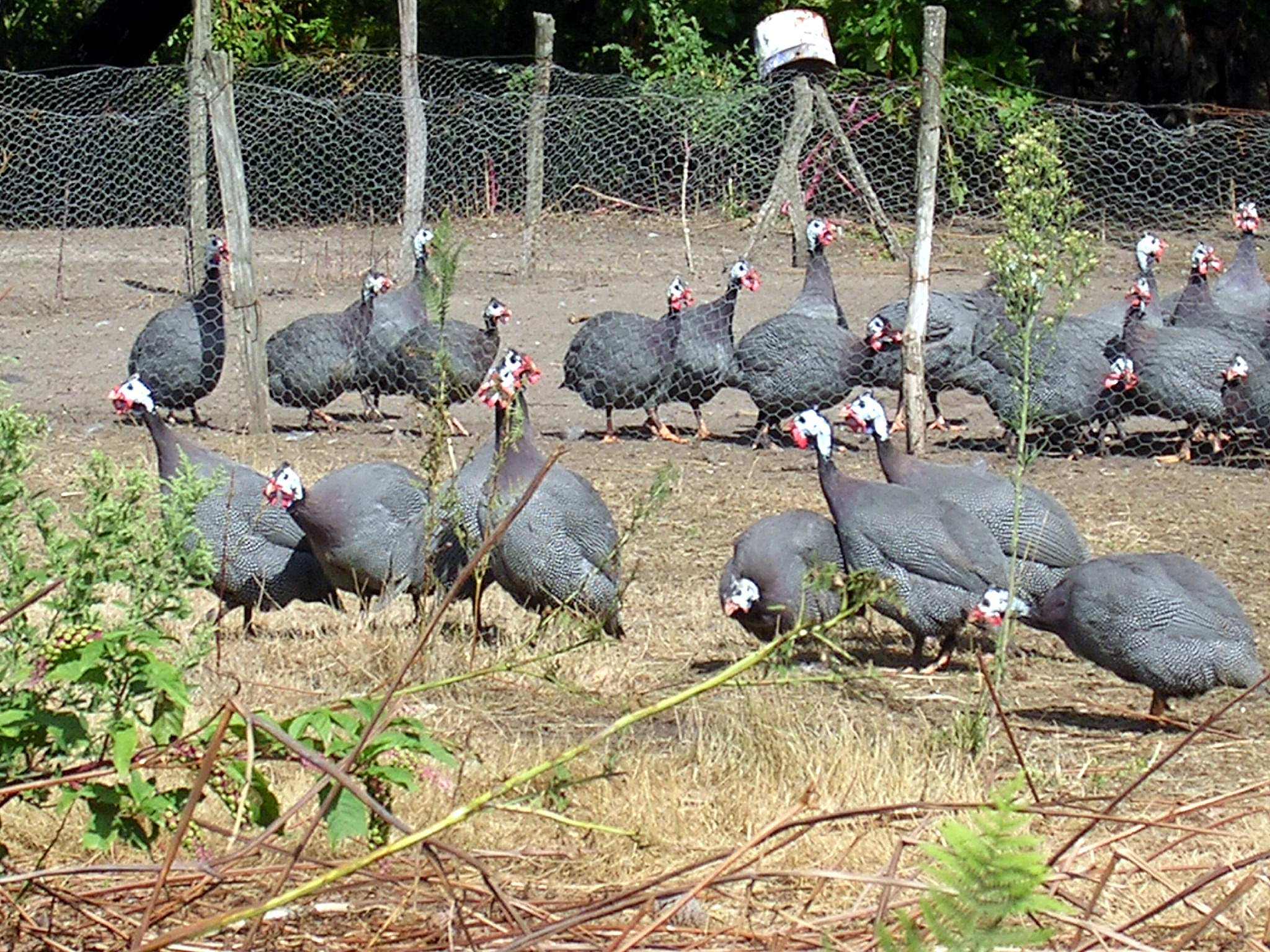
Élevage de pintades fermières, à Bascons.

Les volailles des Landes sont l'un des fleurons de l'élevage et de la gastronomie d'Aquitaine, justifiant l'octroi en 1965 du premier Label rouge en France, sous l'appellation « volailles fermières des Landes » et de l'indication géographique protégée « Volailles des Landes », le 12 juin 1996.

### Volailles du Languedoc
IGP

### Volailles du Lauragais
IGP

### Volailles du Velay
IGP

## Poissons

### Aïoli garni

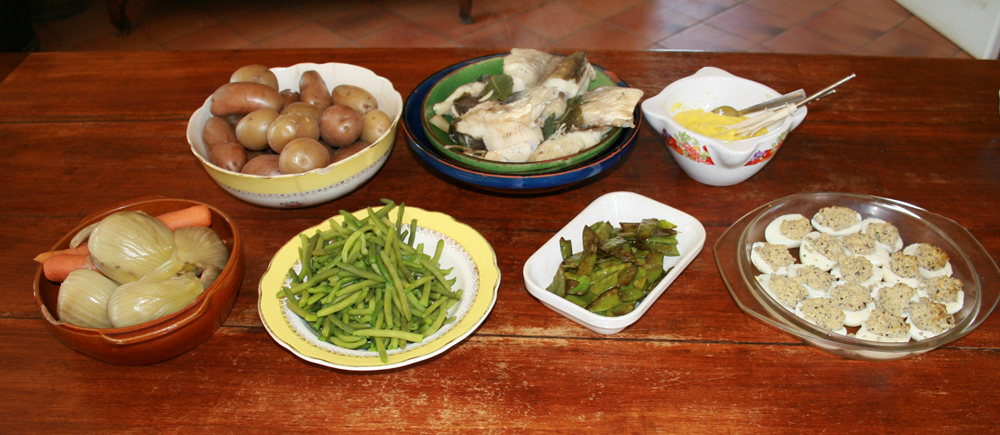
Aïoli garni.

L'aïoli garni (alhòli, aiòli) est un plat traditionnel provençal, à base de morue et de légumes bouillis, accompagnés d'une sauce à l'huile d'olive et à l'ail dont il tire son nom, l'aïoli.

### Alose à l'étouffée
L'alose à l'étouffée (alausa a l'estofada, alauso à l'estoufado), ou alose à l'avignonnaise (alausa a l'avinhonenca, alauso à l'avignounenco) est un mets typiquement avignonnais à base de poisson et d'oseille.

### Bouillabaisse
La bouillabaisse (bolhabaissa, boui-abaisso, de bolh, « il bout » et abaissa, « il abaisse », en parlant du feu) est un plat traditionnel marseillais de poissons originaires de la Méditerranée.

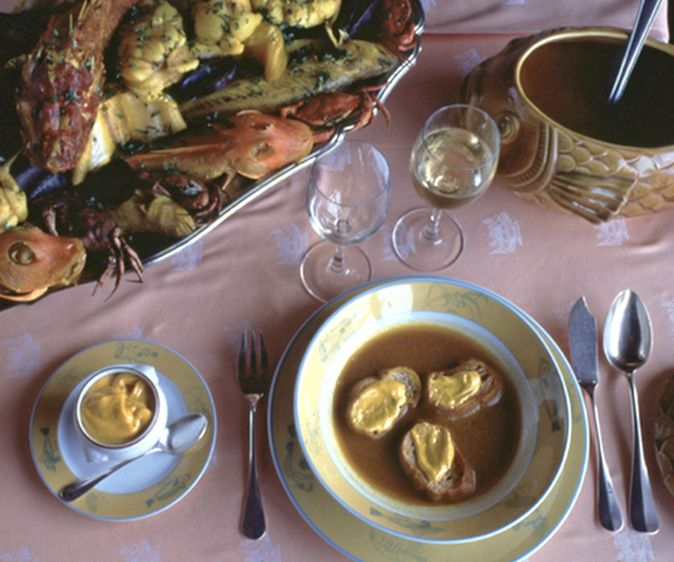
Bouillabaisse de Marseille.
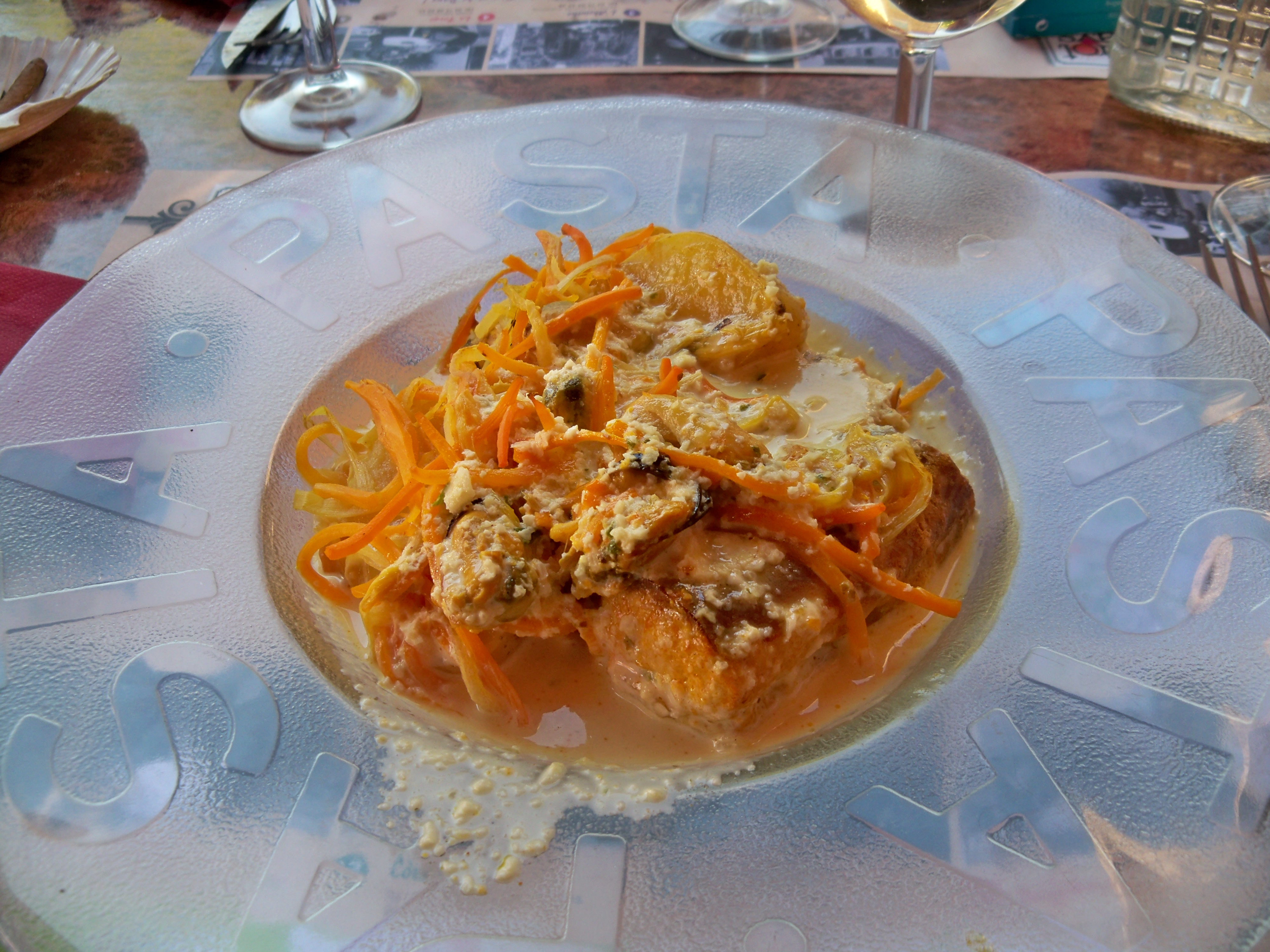
Bourride de fruits de mer.

### Bourride à la sétoise
La bourride (borrida, bourrido) est un mets originaire de Provence. Cette cousine de la bouillabaisse s'est étendue jusqu'au Languedoc, en particulier à Sète. La bourride à la sétoise est un ragoût de baudroie ou de poissons blancs lié à l'aïoli. C'est une spécialité de la ville de Sète et du littoral languedocien.

### Brandade de morue

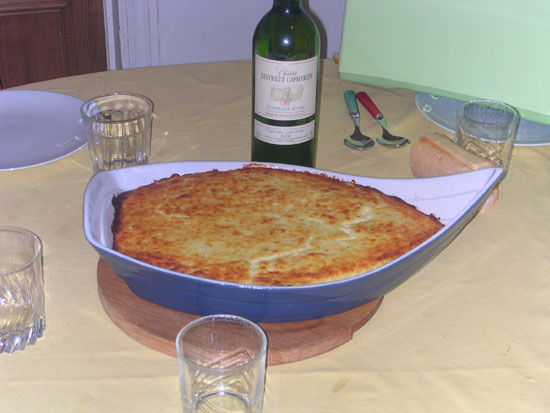
Brandade de morue.

La brandade de morue (brandada, brandado) est un mets à base de poisson, spécialité de toute l'Occitanie orientale, du Languedoc aux vallées occitanes des Alpes en passant par la Provence, en plus des pays catalans. Elle est originaire de Nîmes et on l'appelle donc parfois brandade de Nîmes. Elle est faite à base de cabillaud et d'huile d'olive. Il peut y avoir du jus de citron, de l'ail, du persil ou d'autres herbes ou épices (thym, laurier, oignon, etc.). Son nom lui vient du verbe brandar, qui signifie « secouer », « agiter », en occitan.

### Catigot d'anguilles
Le catigot d'anguilles (catigòt) est un ragoût provençal qui est préparé en faisant cuire des gousses d'ail, un morceau d'écorce d'orange séchée, un morceau de piment rouge, un bouquet garni mouillé de vin rouge et assaisonné de sel, de poivre et de trois cuillerées à soupe d'huile d'olive.

### Civelle

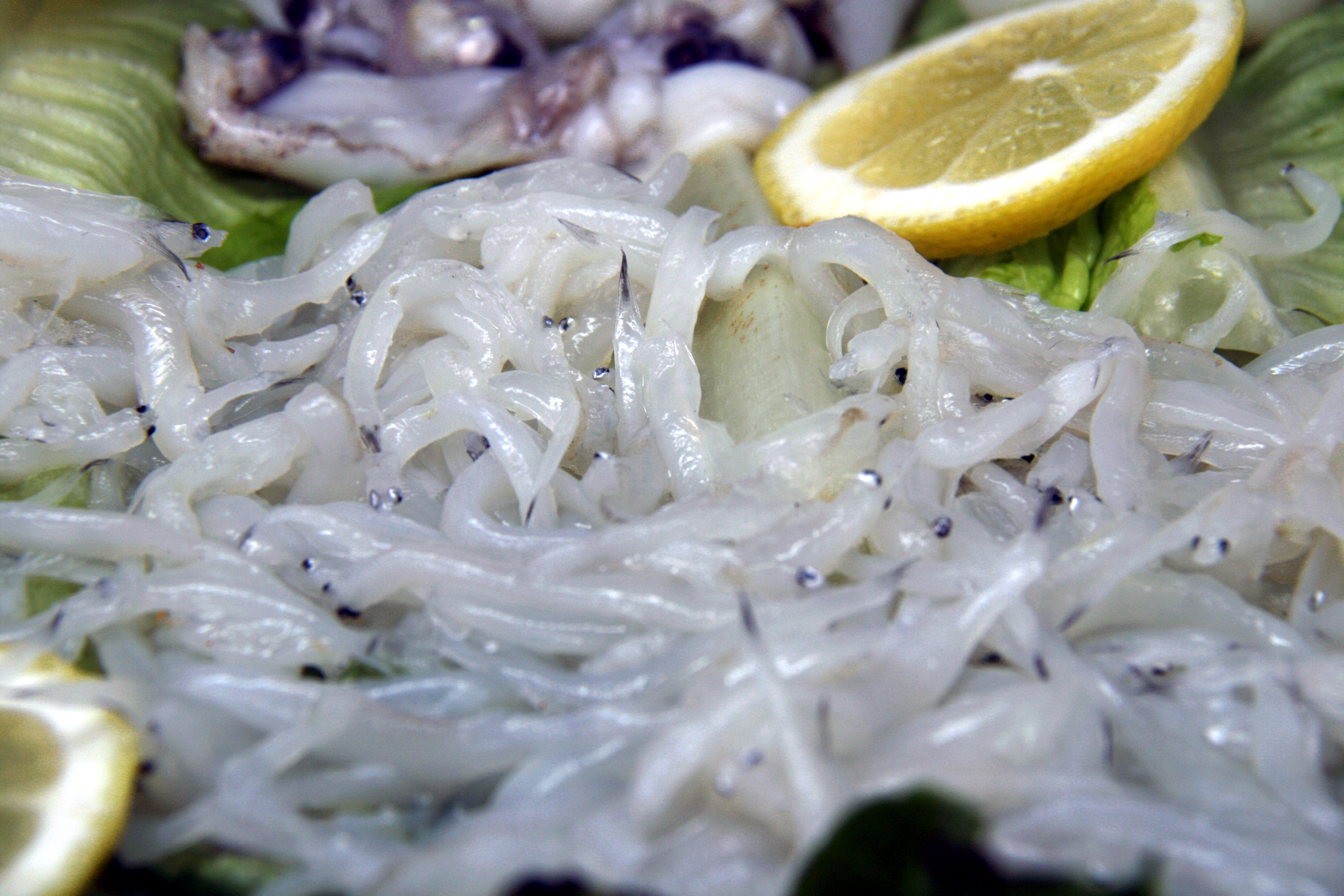
Civelles prêtes pour la cuisson.

La civelle, ou pibale, est un alevin d'anguille européenne. Ce produit de la pêche est traditionnel de la côte atlantique, de l'Espagne à la région nantaise.

### Écrevisse à la bordelaise
L'écrevisse à la bordelaise est un mets de prestige de la cuisine française. Outre les écrevisses et le vin blanc, la préparation de ce mets nécessite beurre, huile d'olive, oignons, carottes, échalotes, ail, tomates, cognac, thym, laurier, estragon, persil, sel et poivre.

### Estocafic
L’estocafic est le nom donné à un mets niçois à base de morue séchée. Ce plat est également appelé stockfisch niçois.

### Estofinade
L'estofinade (estofinada, estoufinado) est un mets originaire de la vallée du Lot, autour du bassin de Decazeville. C'est une préparation culinaire à base de pommes de terre et de poisson séché.

### Lamproie à la bordelaise
La lamproie à la bordelaise est un mets traditionnel de la cuisine aquitaine. Elle se pêche entre février et mars, quand elle remonte les courants de la Dordogne, près de son confluent avec la Garonne.

### Moules à la provençale
Les moules à la provençale sont un mets traditionnel de Provence, qui doit son nom à son accompagnement à base de tomates, d'huile d'olive, de vin blanc, de gousses d'ail, de basilic et de persil.

### Oursinade
Une oursinade (orsinada, oursinado) désigne à la fois une sauce à base de corail d'oursins qui accompagne généralement un plat de poisson.

### Poupeton
Le poupeton (popeton, poupetoun) est l'art d'accompagner les restes d'une bouillabaisse. Les poissons, auxquels ont été retirés peaux, arêtes et têtes, sont mélangés à du pain rassis trempé dans du lait.

### Poutargue de Martigues
La poutargue de Martigues (potarga, poutargo), surnommée le caviar de Martigues, est un mets de luxe préparé à partir d'œufs séchés de muge, nom provençal du mulet.

### Poutine
La poutine (potina, poutina), ou nonat, est le nom vernaculaire utilisé pour désigner un alevin de poisson, particulièrement le Sardina pilchandrus et l’Engraulidae encrasicolus. La poutine se consomme en soupe (à peine blanchie), au lait, en beignet, en omelette. Les amateurs l’apprécient crue avec un filet d’huile d’olive et quelques gouttes de citron, ou pochée dans une soupe aux vermicelles.

### Raïto de morue
La raïto de morue (raita de merluça, raito de merluço), dite aussi morue en raïto, est une très ancienne recette provençale. C'est un mets servi lors du gros souper. Il nécessite des filets de morue dessalés pendant plus d'une demi-journée et cuits dans un bouillon avec un bouquet garni. La raïto, dite aussi réito, raite ou rayte, est une sauce composée d'oignons émincés, de farine, d'huile d'olive, d'ail et de tomates, mouillée au vin rouge.

### Sardinade
La sardinade (sardinada, sardinado) est une recette de cuisine méditerranéenne et festive qui se pratique surtout dans le sud de la France. C'est un mets qui se prépare généralement sur les bords de la Méditerranée, puisque les sardines doivent être très fraîches, pêchées le jour ou la veille. Elles se cuisent entières sur un gril placé au-dessus des braises, sans être vidées et sans avoir coupé les têtes. Elles sont simplement arrosées d'un filet d'huile d'olive et saupoudrées de fleur de thym ou d'herbes de Provence.

### Tielle de Sète

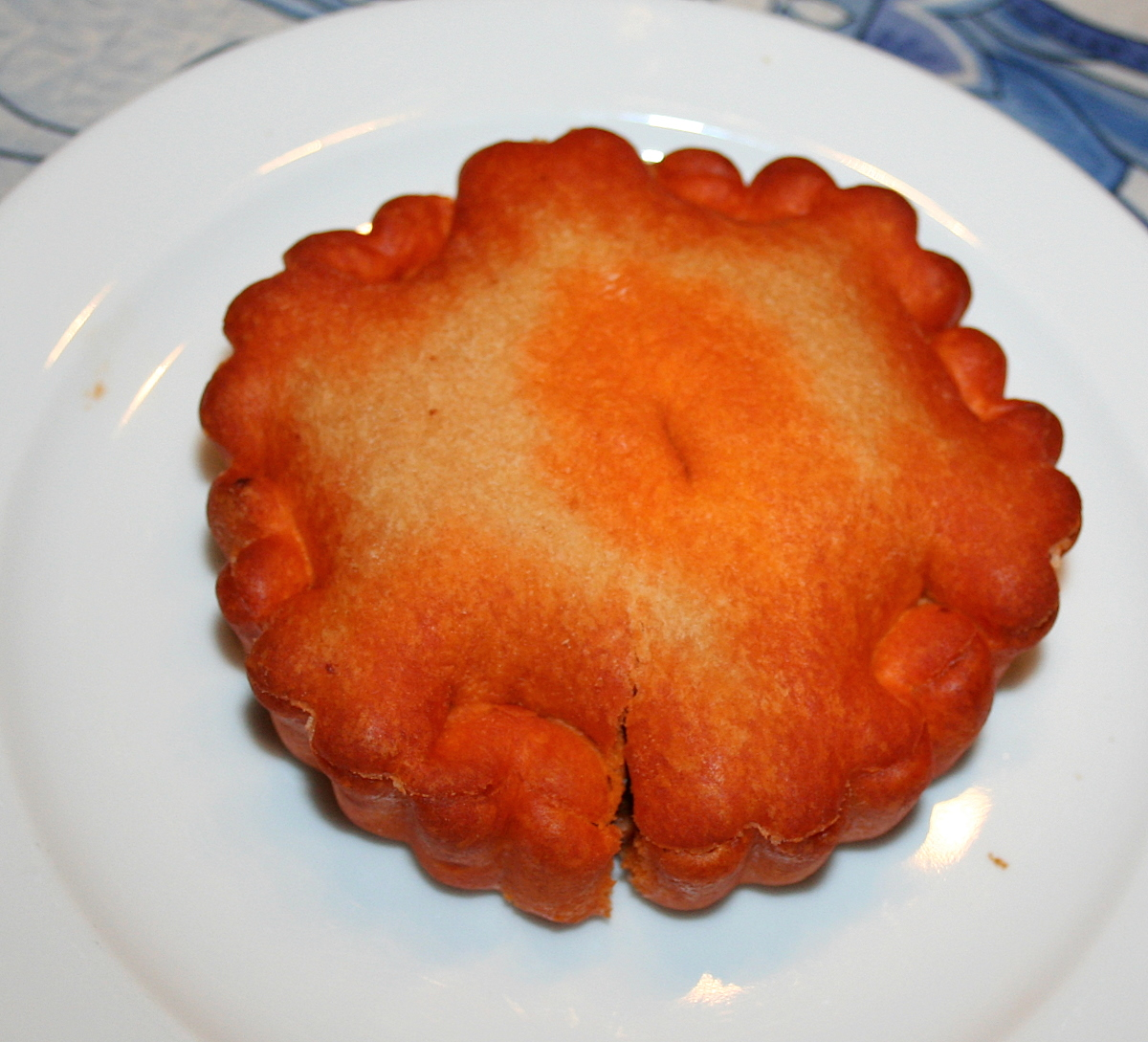
Tielle à la sétoise.

La tielle (tièla), ou tielle à la sétoise, est une spécialité culinaire de Sète. C'est une tourte composée d'une garniture faite de poulpes de roc coupés plus ou moins finement à l'aide d'une paire de ciseaux, mélangés à une sauce tomate pimentée. La pâte est généralement une pâte à pain. Tiéla est en fait le nom du plat dans lequel était cuite la tourte.

### Truite à la vauclusienne
La truite à la vauclusienne doit son qualificatif à la fontaine de Vaucluse, située au pied d’une falaise abrupte de 230 m, sur la commune de Fontaine-de-Vaucluse.

## Sauces

### Anchoïade
Une anchoïade (anchoiada) désigne un mets traditionnel, sa sauce, ou l'ensemble du repas construit autour de cette fondue méridionale. La sauce est composée d'anchois, d'olives noires, d'huile d'olive et d'ail. Le mets, lui, consiste en des crudités de saison accompagnées de cette sauce.

### Aioli

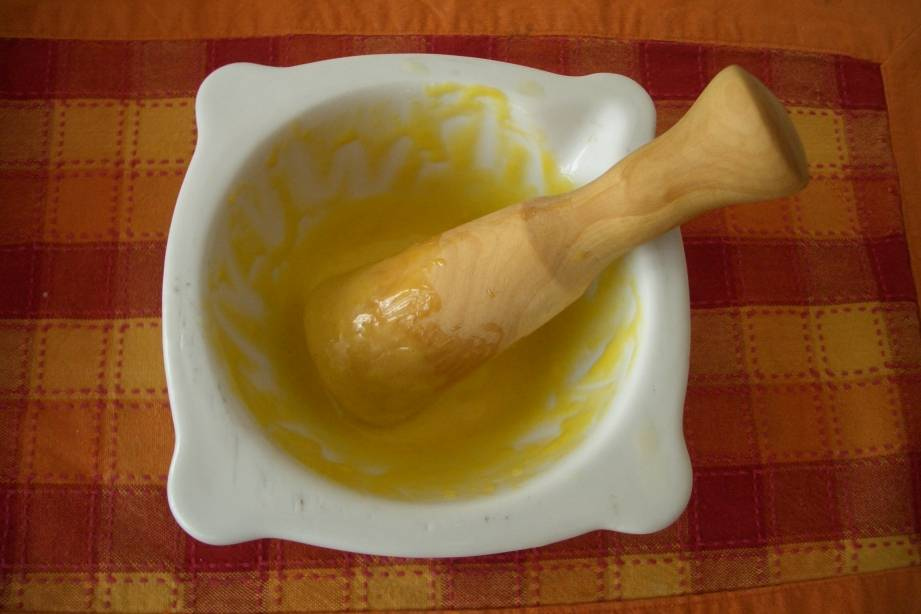
Aïoli composé d'ail, de sel, de jaune d'œuf et d'huile d'olive.

L'aïoli provençal (alhòli, [aˈjɔli]) est la composante essentielle et éponyme de l'aïoli garni, plat traditionnel à base de morue et de légumes bouillis. Comme la mayonnaise, l'aïoli est une émulsion, un mélange de deux substances liquides non miscibles. Il faut donc nécessairement faire intervenir un liquide autre que l'huile pour que l'aïoli prenne. Dans la version traditionnelle, conforme à l'étymologie, la sauce est uniquement composée d’alh (« ail ») et d’òli (« huile d'olive »). C'est alors le jus de l'ail qui joue le rôle de second liquide.

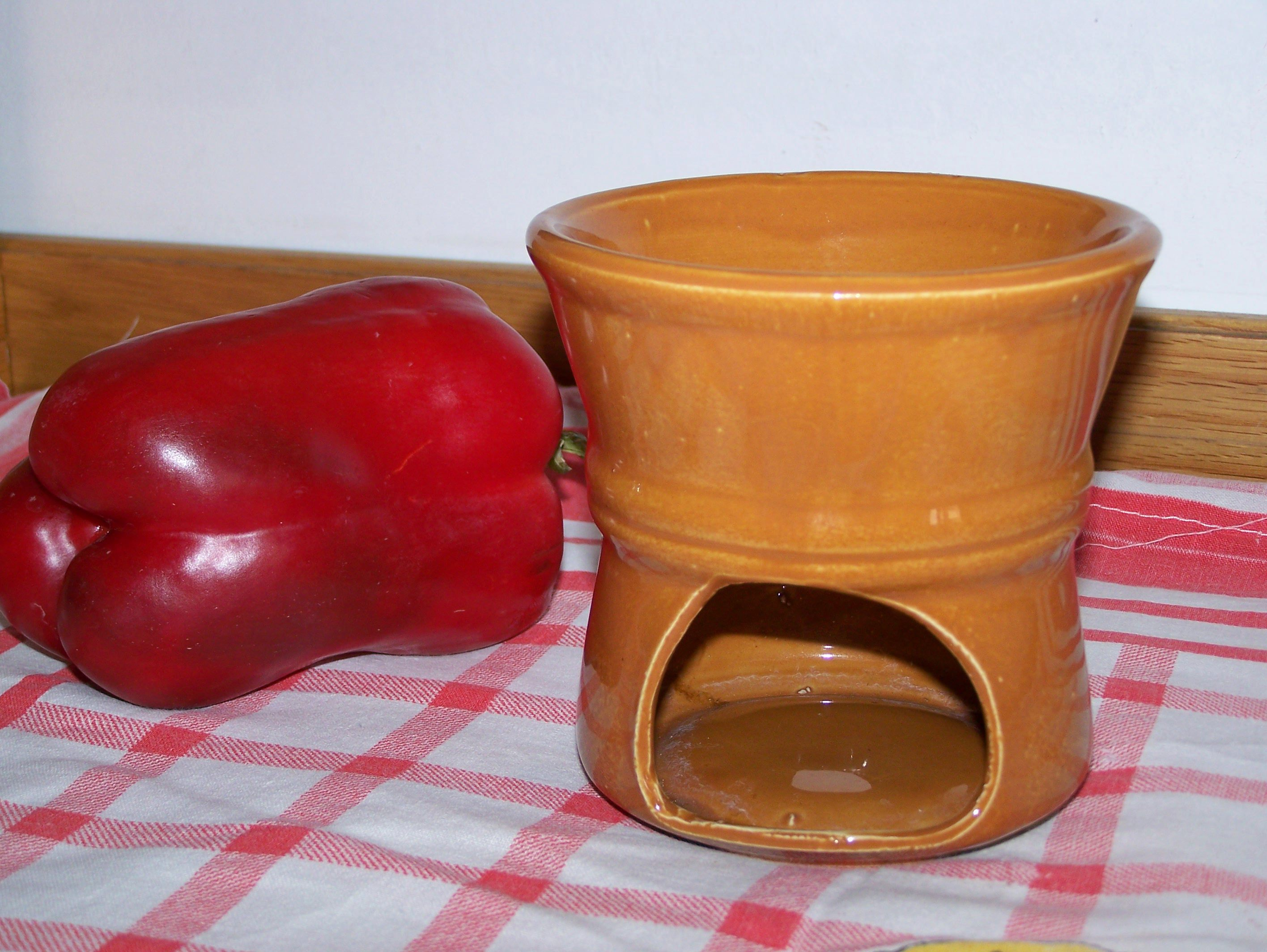
Bagna cauda.

### Bagna cauda
La bagna cauda (banha cauda) est un plat provençal. Il s'agit d'une sauce tiède à base d'anchois, d'ail et d'huile d'olive, dans laquelle chaque convive trempe des crudités (carotte, poivron, courgette, radis, céleri, etc.) à la manière d'une fondue.

### Pissalat
Le pissalat (peis salat, qui signifie « poisson salé ») est une spécialité niçoise qui se présente sous la forme d'une purée assez liquide,, dont on trouve des variantes dans l'ensemble du pourtour méditerranéen depuis les Romains.

### Pistou

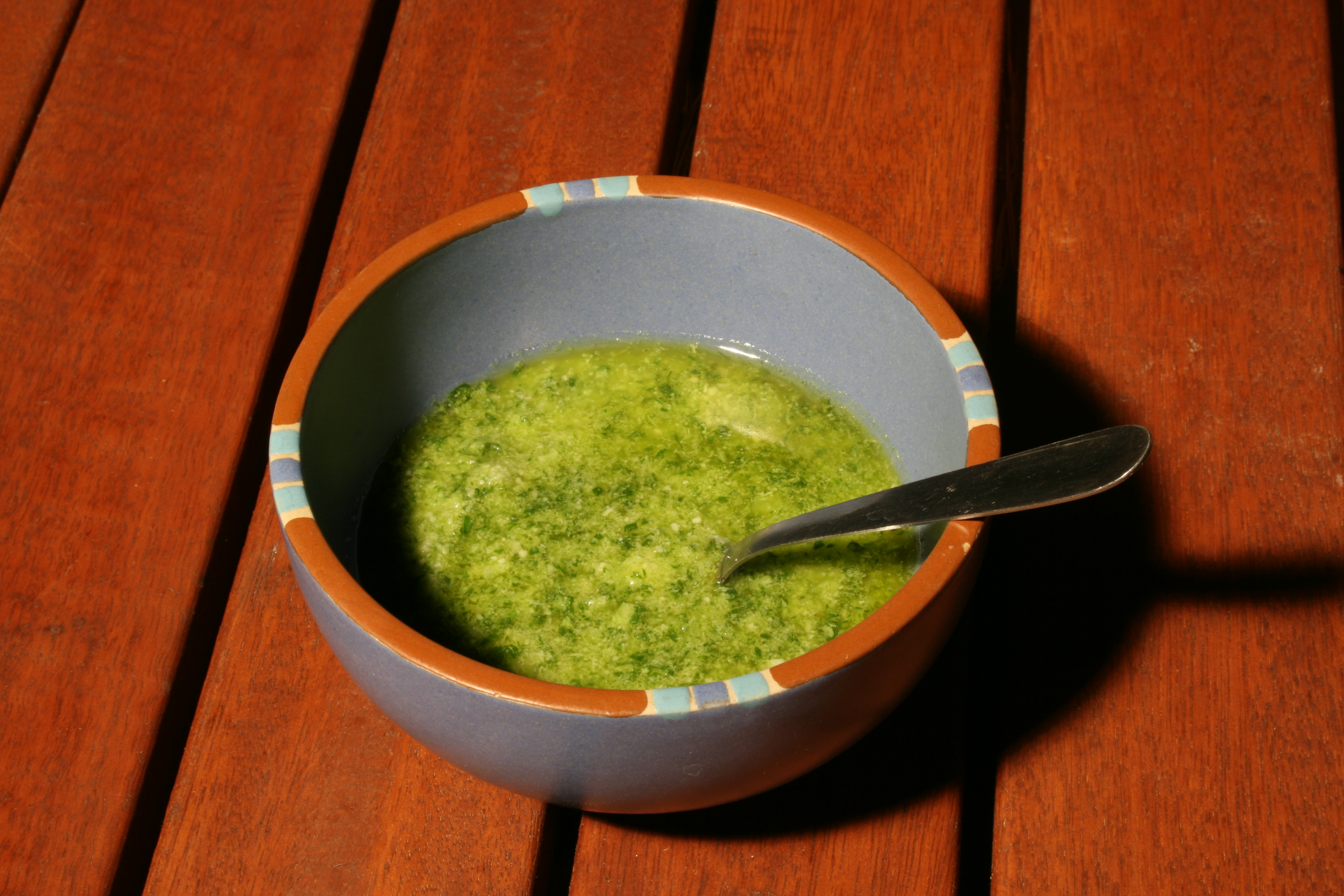
Pistou.

Le pistou (písto, pístou) est une sauce à base de basilic pilé, d'ail, d'huile d'olive et de sel typiquement provençale. Le pistou constitue l'ingrédient essentiel de la soupe au pistou, une soupe de légumes frais et secs à laquelle on ajoute des pâtes.

### Raïto
La raïto (raita, raito) est une sauce provençale aux tomates, au vin rouge, aux olives et aux câpres.

### Rouille

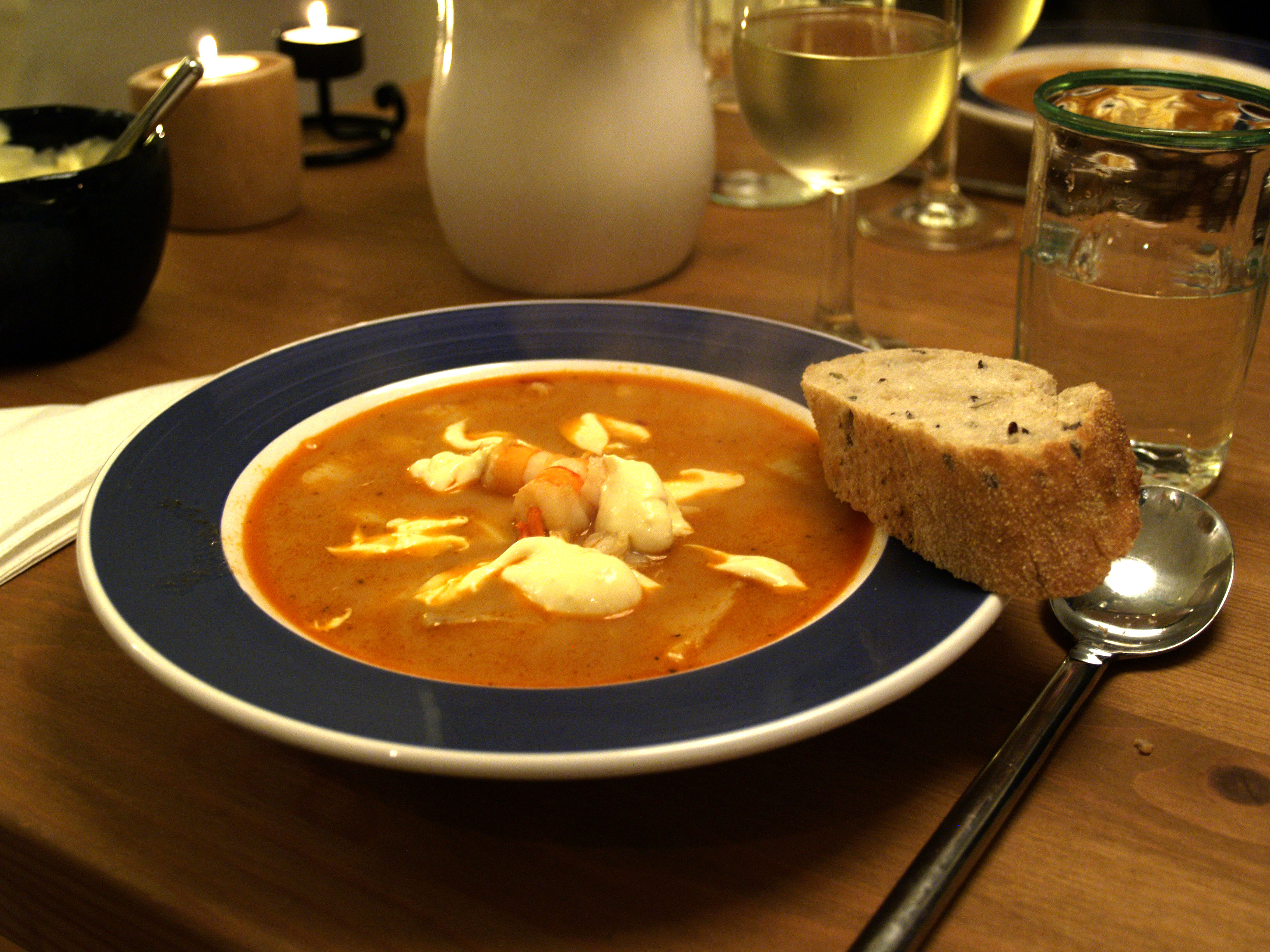
Bouillabaisse avec rouille.

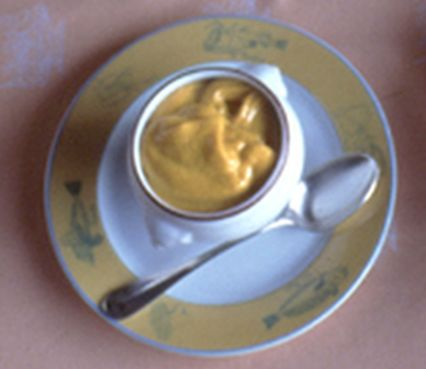
Rouille.

La rouille (rolha, rouïo) est une sauce provençale épicée et relevée, qui est habituellement servie avec la soupe de poisson ou la bouillabaisse. Elle est composée de foie de lotte, de piments rouges, de pommes de terre ou de mie de pain, de tomates ainsi que d'un peu d'ail et d'huile d'olive, le tout broyé au pilon et au mortier, agrémenté d'un peu de fumet du plat de poisson.

### Sauce au vin muscat
La sauce au vin muscat est l'une des nombreuses déclinaisons culinaires des vins doux naturels de Beaumes-de-Venise, Frontignan, Lunel, Mireval et Saint-Jean-de-Minervois.

### Sauce bordelaise

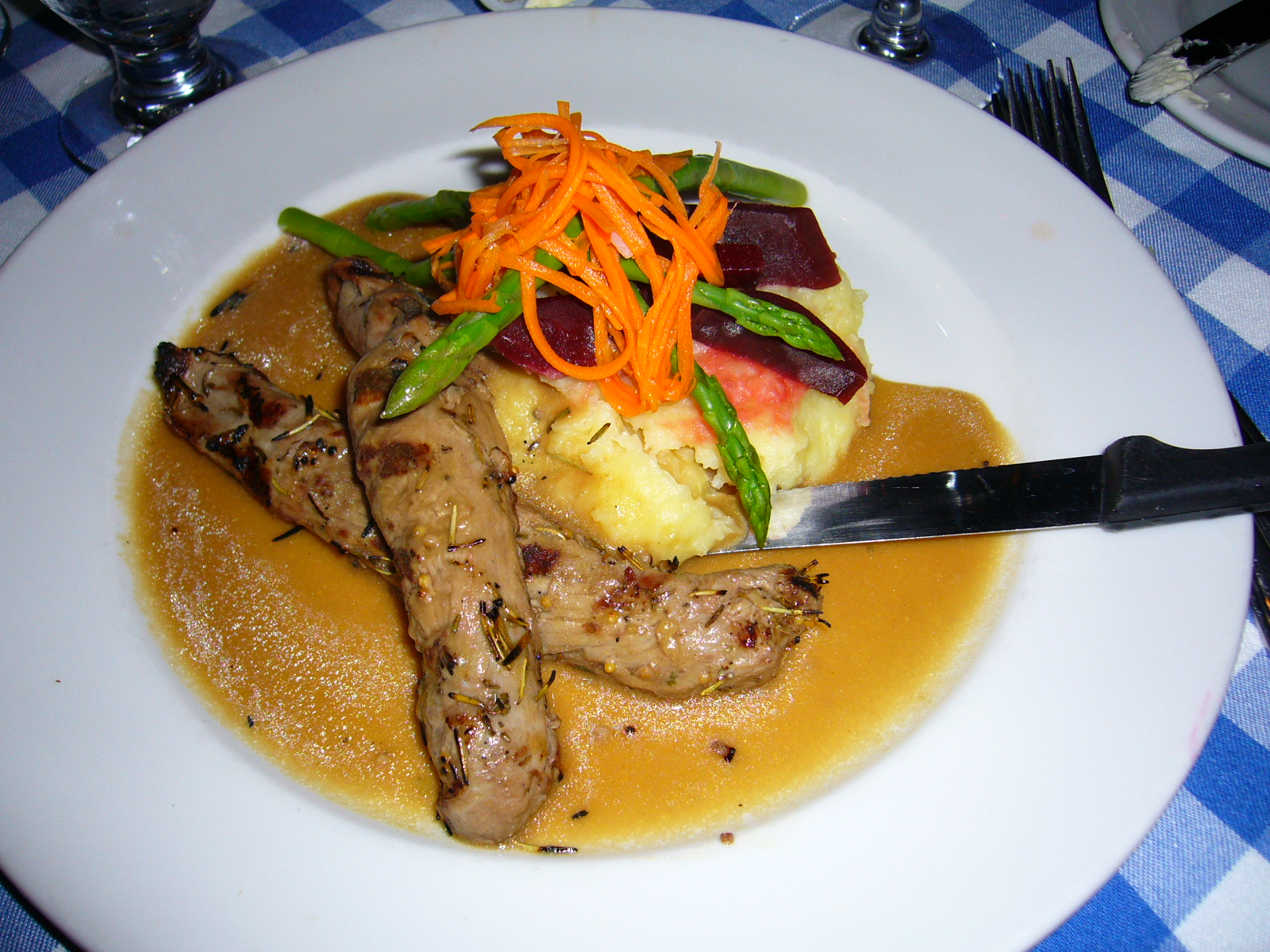
Filet de porc et sa sauce bordelaise.

La sauce bordelaise est une sauce classique de la cuisine française, originaire de la région de Bordeaux. Elle est aussi connue sous le nom de sauce marchand de vin. Sa réalisation nécessite du vin rouge (Bordeaux (AOC), un os à moelle, des échalotes, du thym, du poivre, du bouillon de bœuf et une sauce demi-glace.

## Desserts

### Ardéchois à la crème de marrons
L'ardéchois à la crème de marrons est un gâteau léger et frais. Il est réalisé à base de farine, de levure, de crème de marrons et de rhum. Il est traditionnellement conseillé de servir avec ce gâteau un vin blanc sec, un vin doux naturel ou un champagne.

### Biscotin d'Aix
Le biscotin (biscoutin) d'Aix est un biscuit typique de la gastronomie aixoise. C'est une petite sphère de pâte sablée parfumée à la fleur d'oranger. Il a la taille d'une noisette et pèse environ 5 g. Dans sa composition entrent farine de blé, eau et sucre. Sa fabrication est attestée depuis 1740, à Aix-en-Provence.

### Canelé bordelais

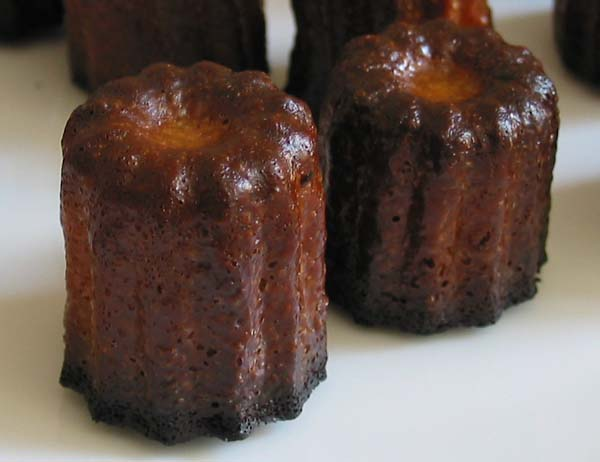
Canelés.

Le canelé (canelets) est un petit gâteau, spécialité du Bordelais, à pâte molle et tendre, parfumé au rhum et à la vanille, et recouvert d’une épaisse croûte caramélisée.

### Carré de Salers
Le carré de Salers est une pâtisserie auvergnate, originaire de Salers dans le Cantal. Dans sa composition entrent farine, sucre, beurre, œufs et sel.

### Cassolade
La cassolade est une spécialité du Narbonnais. Il s'agit d'un ancien gâteau fait de farine de maïs et de miel, aromatisé de bergamote, qui était un dessert pour les jours de fête.

### Chanteclair
Le chanteclair est un gâteau à base de meringue, de crème chantilly glacée, parfumée de praline et de moka. Cette spécialité pâtissière de Toulon a la particularité d'être décorée d'un coq.

### Chichi frégi
Le chichi frégi (chichí fregit, chichi fregi) est l'appellation provençale du chichi sur la côte méditerranéenne. On le trouve aussi sur les plages, les foires et les fêtes foraines.

### Clafoutis

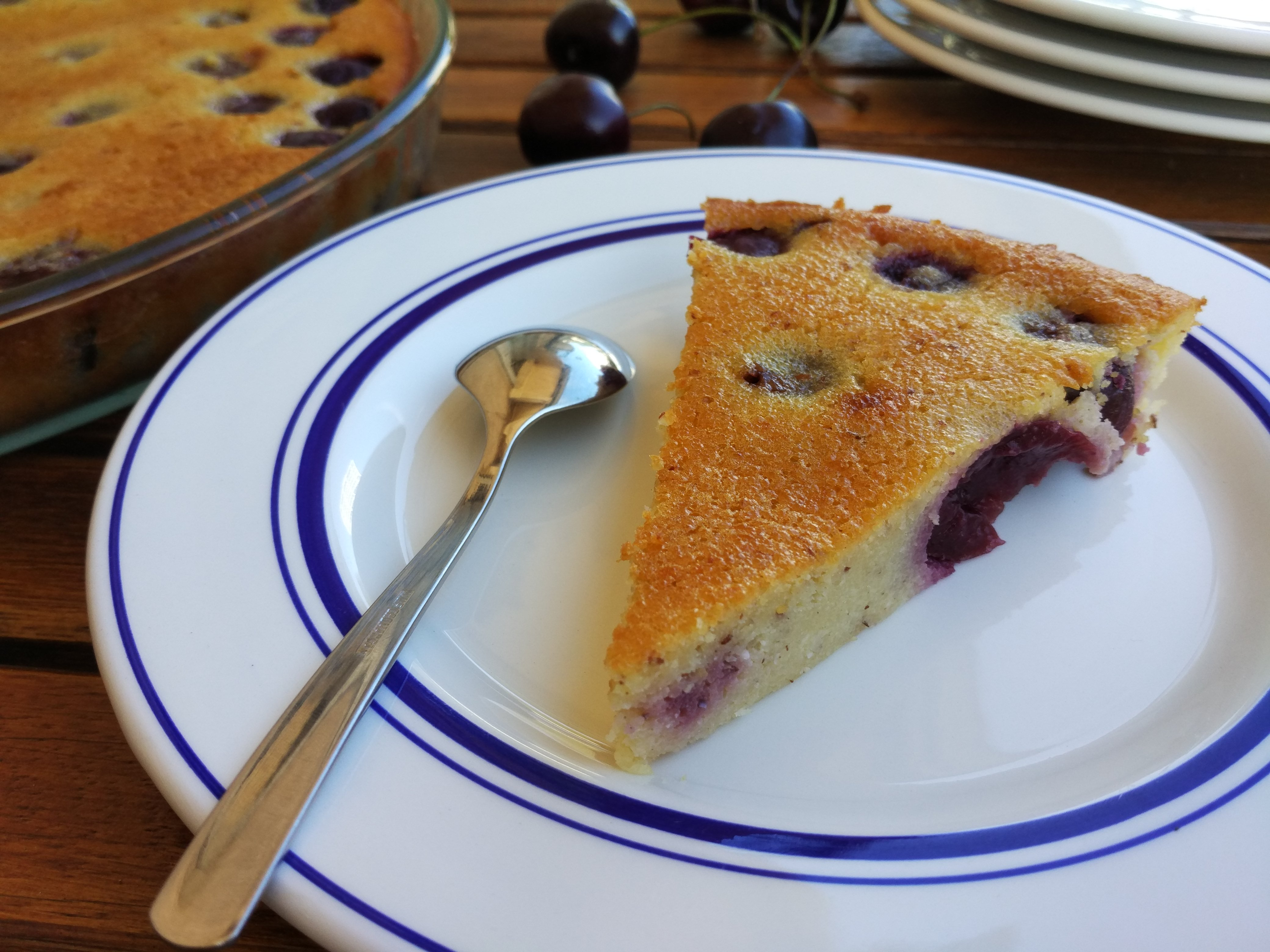
Clafoutis aux cerises.

Le clafoutis, ou clafouti (clafotís), est un gâteau composé de cerises masquées d'un appareil à flan. Traditionnellement, les cerises ne sont pas dénoyautées. C'est un dessert originaire du Limousin dont le nom provient de l'occitan clafotís, du verbe clafir, qui signifie « remplir » (sous-entendu : « la pâte de cerises »).

### Cornet de Murat
Le cornet de Murat (cournet) est une pâtisserie auvergnate, originaire de Murat, dans le Cantal. Il s'agit de « comas » (biscuits roulés à la main en forme de cornes), garnis de fromage blanc soufflé à la crème Chantilly.

### Crème de marrons
La crème de marrons est une crème inventée en 1885 par l'industriel Clément Faugier, qui cherchait à récupérer les brisures de marrons créées accidentellement lors de la production des marrons glacés. La recette d'origine de la crème de marrons de l'Ardèche contient des brisures de marrons glacés, de la pulpe de marrons, du sirop de confisage, du sucre et de la vanille. La marque Crème de marrons de l'Ardèche a été déposée en 1924.

### Croquant
Le croquant est un biscuit sec, souvent aux amandes, fabriqué majoritairement dans la moitié sud de la France. On trouve de nombreuses variétés de croquants : le croquant de Cordes, le croquant de Saint-Paul-de-Fenouillet, le croquant de Nîmes, le croquant de Marseille (appelé aussi « casse-dents »), le croquant de Provence (amandes et miel), le croquant de Loudun, le croquant de Bordeaux, le croquant de Carpentras (amandes et olives), le croquant de Saint-Étienne-de-Chomeil, le croquant de Mende, le croquant du Périgord.

### Les croquignoles d'Uzès
Les croquignoles d'Uzès sont une pâtisserie sous forme de biscuit contenant une amande ou une noisette, qui en Uzégeois font partie des 13 desserts de Noël. Connues à partir du milieu du XVIIIe siècle sous le nom de « pralines chinoises », elles sont commercialisées à partir de 1909 en tant que croquignole.

### Croustade
Une croustade (crostada, croustado) est une spécialité culinaire du Sud-Ouest (Tarn, Haute-Garonne, Ariège, Aude, Gers, Landes). C'est un dessert fait de deux pâtes feuilletées extrêmement fines, généralement fourrées aux pommes ou aux raisins secs.

### Croustade aux pommes
La croustade aux pommes est une spécialité de Toulouse et du Couserans. Il s'agit d'un gâteau composé d'une couche de pommes, puis garni sur le dessus avec le reste de pâte que l'on étire en fine couche avant de la badigeonner de beurre fondu. Ce gâteau est ensuite cuit au four.

### Dacquoise

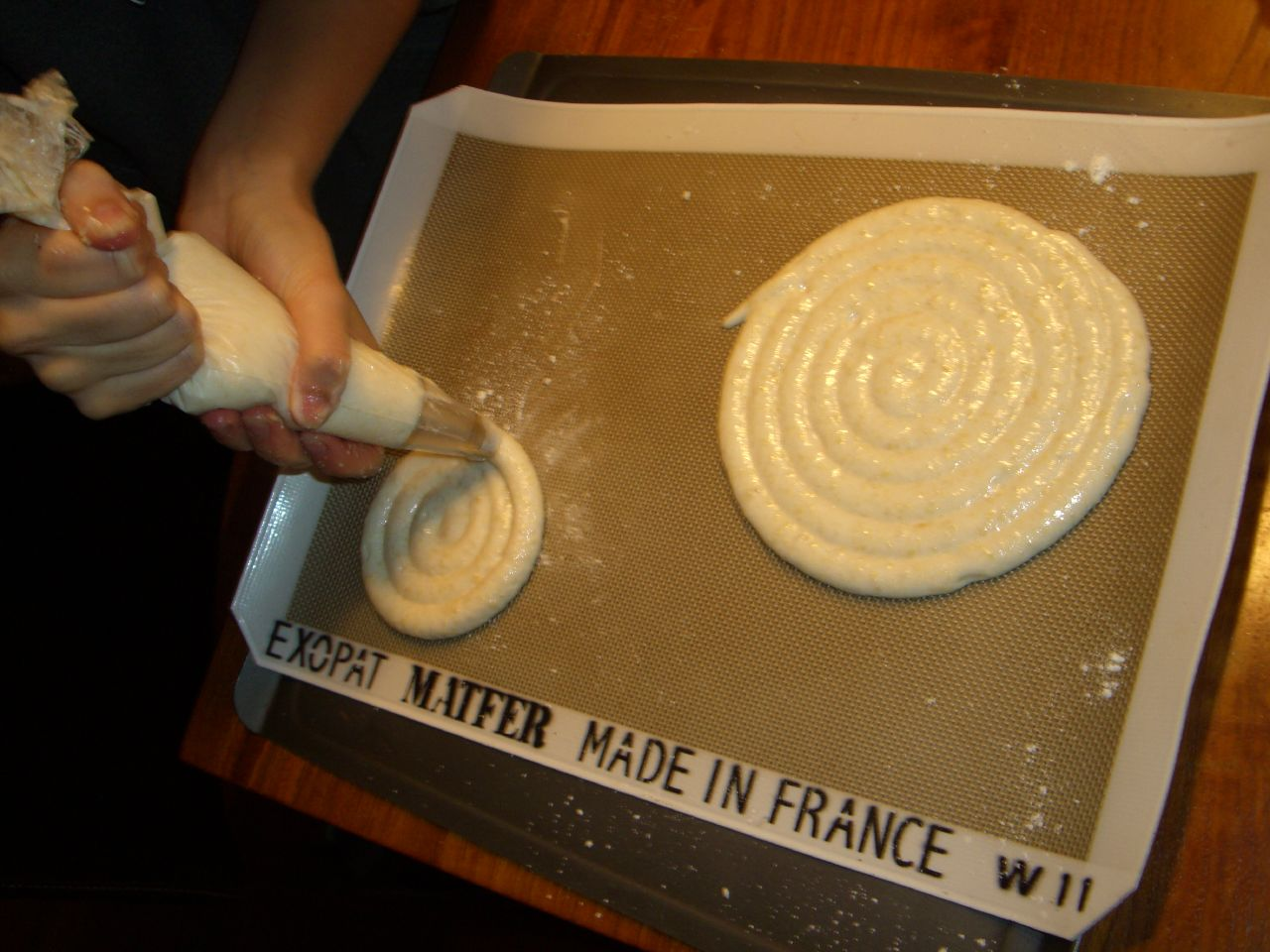
Confection des disques pour les dacquoises.

Une dacquoise est un gâteau originaire du Sud-Ouest, également appelé palois (les Dacquois étant les habitants de Dax, les Palois ceux de Pau), constitué de deux ou trois disques de pâte meringuée aux amandes (mélangées éventuellement avec des noisettes, de la noix de coco, des pistaches), séparés par des couches de crème au beurre diversement parfumée, et poudrés de sucre glace.

### Échaudés
Les échaudés (los chaudèls, lous chaudèls) sont une pâtisserie élaborée à la façon d'un biscuit très ferme, qui tire son nom de la première phase d'échaudage de sa pâte : un pochage dans l'eau chaude avant cuisson au four.

### Flaugnarde
La flaugnarde, ou flognarde (flaunharda, flaugnardo), est un dessert originaire du Limousin, voisin du clafoutis. La principale différence est qu'on y intègre d'autres fruits que la cerise.

### Flaune
La flaune, (flausona, flauna, flausouno, flauno) est une préparation pâtissière de ménage, réalisée sous forme de tarte dans l'Aveyron, le Rouergue. Elle est élaborée à partir d'une pâte brisée garnie d'un mélange d'œufs, de recuite, de sucre et d'eau de fleur d'oranger.

### Fouace
La fouace ou fouasse (foaça, fouaço) est une appellation pour une pâtisserie du Rouergue. À l'origine, il s'agissait d'une galette de fleur de froment non levée, qui était cuite sous la cendre, ce qui explique son étymologie : du latin focus (« foyer »), qui a donné focacia, devenu ensuite fouace, ou fouasse. La fougasse, héritière provençale de la fouace rouerguate, est, quant à elle, salée et huilée.

### Fougasse d’Aigues-Mortes

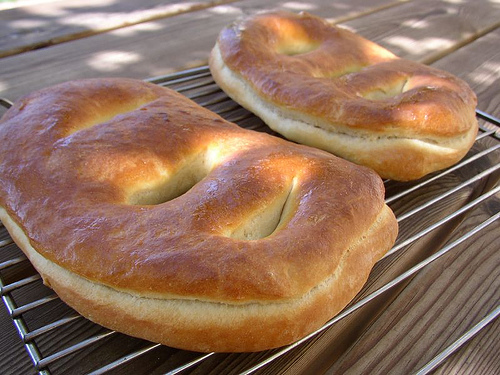
Fougasse d’Aigues-Mortes.

La fougasse (fogaça, fougaço) appartient aux premières pâtisseries à pâte levée. Elle peut être sucrée (dénommée parfois « tarte au sucre »), ou salée (avec ou sans gratillons, gratelons ou gratons). Traditionnellement, la confection de la fougasse au sucre, à Aigues-Mortes, était réservée à la période de Noël, au sein des treize desserts. À base de pâte à brioche, sucre, beurre et fleur d'oranger, elle était fabriquée par le boulanger avec les ingrédients apportés par le client. À présent, la fougasse d'Aigues-Mortes se vend toute l'année.

### Frescati
Le frescati est un entremets issu de la grande tradition pâtissière française, introduit à Sète vers 1890, dans les milieux aisés des négociants en vin et des commerçants qui, au début du siècle, faisaient la fortune de la ville. Il est présent depuis sur toutes les tables familiales en fête, notamment pour célébrer la fête de la ville le 25 août, la Saint-Louis. Ce gâteau d'apparat se compose d'un disque de pâte sablée sucrée, supportant un biscuit aux raisins blonds, gorgé de rhum, lui-même surmonté d'une épaisse et moelleuse couche de meringue italienne. Un glacé d'un fondant café lui confère son aspect bombé, d'une couleur mordorée à la croûte luisante et sucrée.

### Galapian d'Apt

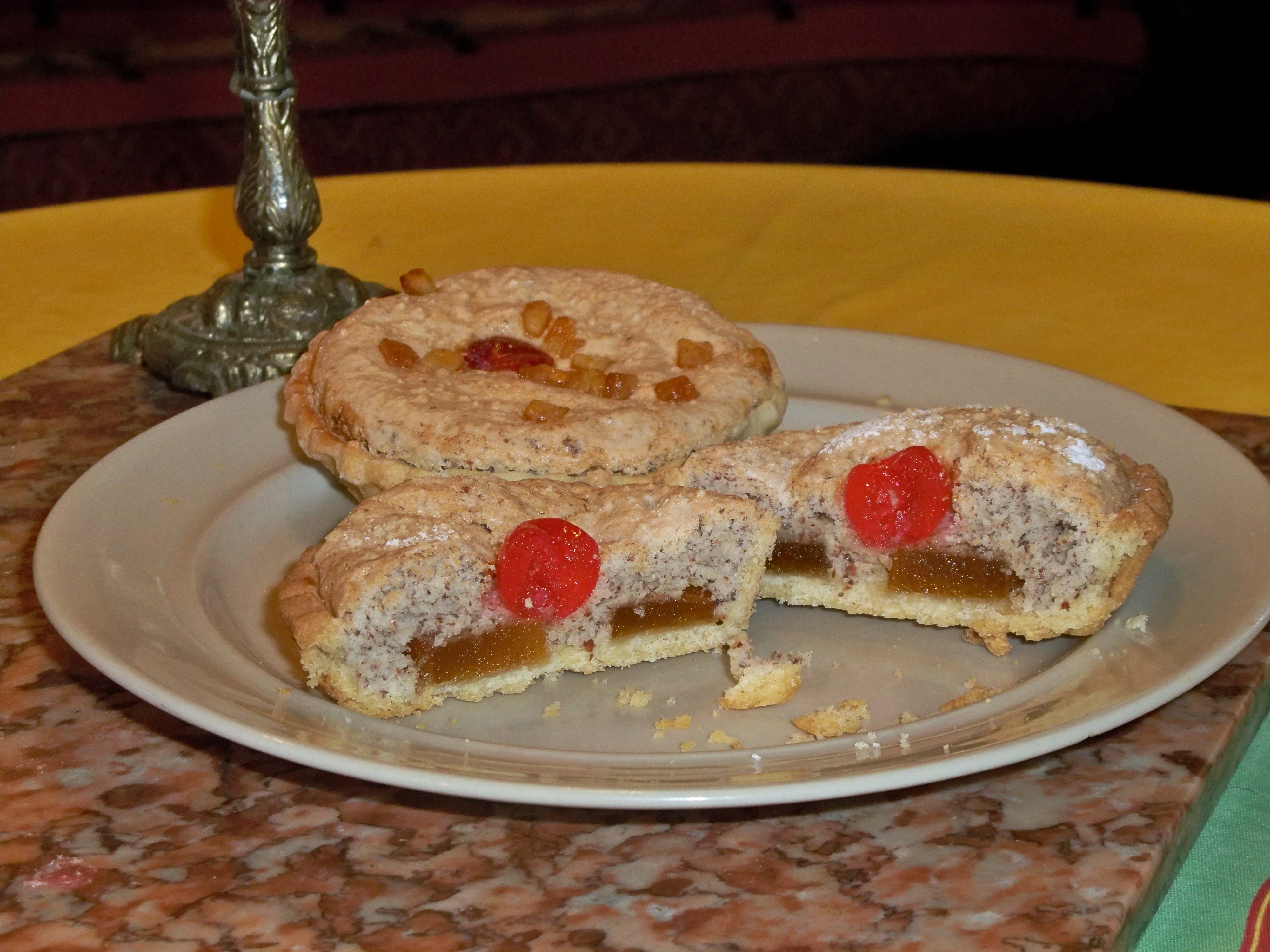
Le galapian, pâtisserie aux fruits confits.

Le galapian d'Apt est un gâteau dont la recette, qui date de 1994, a été concoctée par le maître-pâtissier, Alain Bouchard, lors d'un concours organisé par la Confrérie du fruit confit d'Apt. Il est réalisé à base de farine meunière du pays d'Apt, de poudre d'amandes, d'œufs, de sucre, de miel de lavande et de fruits confits.

### Gâteau à la broche
Le gâteau à la broche est une pâtisserie obtenue par la cuisson d'une pâte liquide, versée lentement sur une broche en rotation, traditionnellement devant un feu de cheminée. C'est une spécialité notamment de la Bigorre et de l'Aveyron.

### Gâteau creusois
Le gâteau creusois est un dessert typique de la Creuse, dans le Limousin, à base de noisettes.

### Gâteau des Rois
Le gâteau des Rois (reiaume) est une brioche de forme torique (en forme de bouée) parfumée à l'essence de fleur d'oranger, recouverte de sucre et de fruits confits d'Apt ; c'est la version du sud de la France, surtout en Provence et en Languedoc, de la galette des Rois, pour célébrer l'Épiphanie. Comme pour les autres galettes, il existe la même tradition, celle de tirer les Rois.

### Gibassié
Le gibassié (gibassier) est le nom provençal d’une galette à l'huile d’olive légèrement fruitée.

### Jausiereine
La jausiereine (jausierena, jausiereno) est une spécialité pâtissière de la ville de Jausiers, dans les Alpes-de-Haute-Provence. C'est un gâteau rond, d'un diamètre proche de 35 cm, très fin (environ 1 cm), composé de farine, de sucre, de beurre, d'œufs et d'une garniture intérieure aux framboises ou aux myrtilles.

### Madeleine du Pic

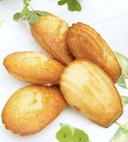
Madeleines du Pic

La madeleine du Pic est un gâteau moelleux parfumé au miel et aux amandes.
Elle est originaire et fabriquée à Saint-Mathieu-de-Tréviers dans la région du Pic Saint-Loup..

### Marron glacé
Le marron glacé est une confiserie composée d'un marron (châtaigne) confit dans un sirop de sucre et glacé au sucre glace.

### Mesturet
Le Mesturet est une spécialité occitane du Tarn à base de farine de mais, de froment ou de blé à laquelle on rajoute de la courge.

### Millas
Le millas (milhàs) est une spécialité landaise et pyrénéenne, à base de farine de maïs et de froment (également appelé millassous ou millassons).

### Navette de Marseille
La navette de Marseille (naveta de Marselha, naveto de Marsiho) est une pâtisserie provençale, généralement préparée pour la Chandeleur à la place des crêpes, à Marseille.

### Navette provençale

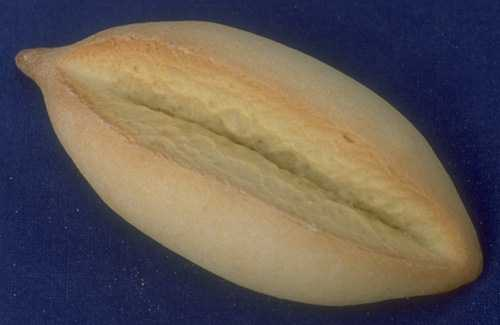
Navette provençale.

La navette provençale (naveta, naveto) est une pâtisserie préparée pour les fêtes de la Chandeleur. Sa forme symboliserait la barque qui amena les Saintes Maries sur la côte de Provence.

### Oreillette
Cette pâtisserie boulangère et pâtissière (aurelheta, óuriheto), est fabriquée traditionnellement en Provence entre le Jour de l'an et Pâques. Mais son pic de consommation est le Mardi gras.

### Pain-coing

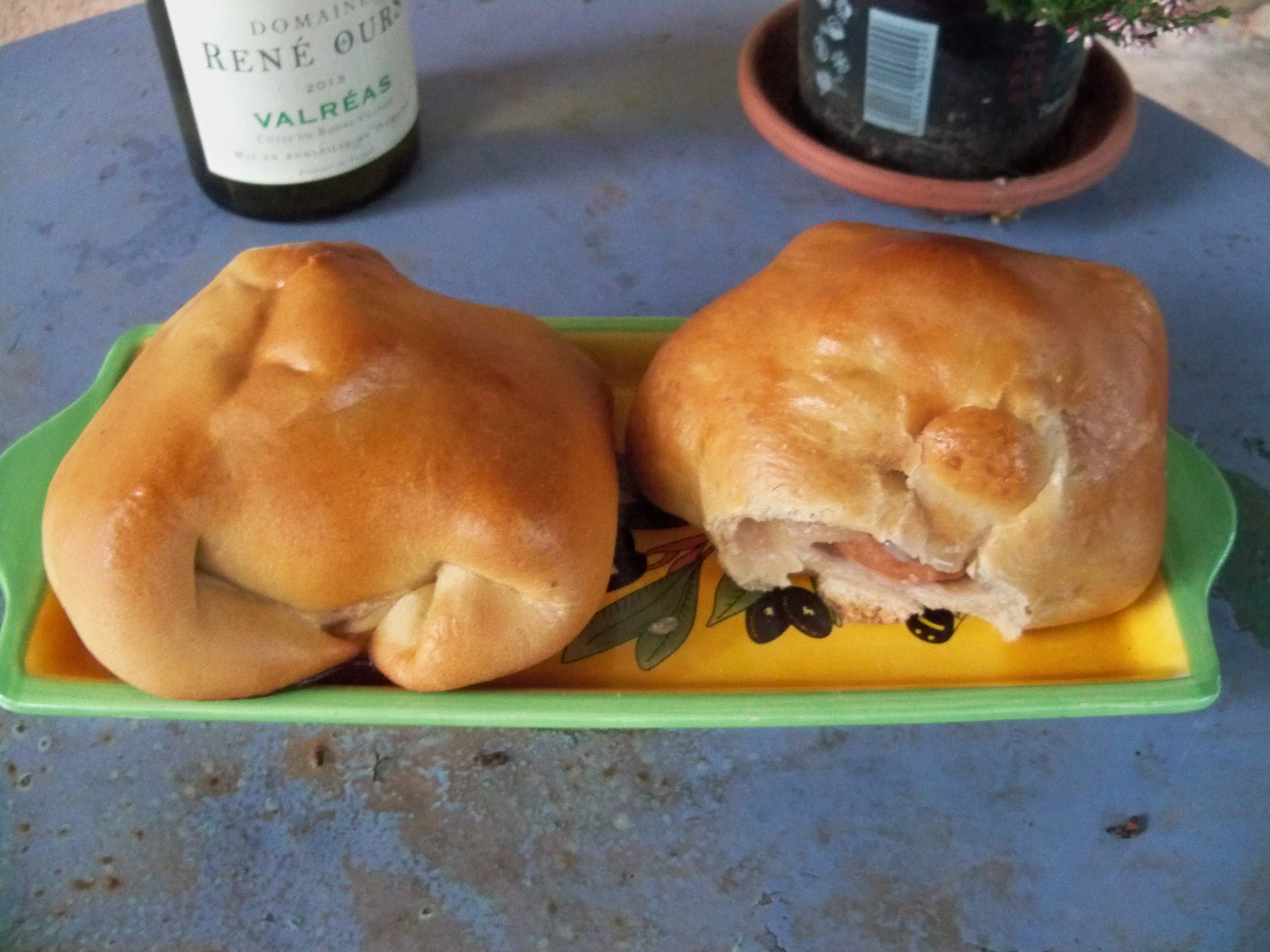
Pain-coing.

Le pain-coing est une pâtisserie provençale, qui est élaborée à base de pâte à pain et de coing. Ce mets automnal est élaboré aussi bien en boulangerie qu'en pâtisserie ou familialement. Il se trouve principalement dans le Vaucluse, les Bouches-du-Rhône, la partie rhodanienne de la Drôme, de l'Ardèche et du Gard, en Drôme provençale et dans la partie méridionale des Alpes-de-Haute-Provence.
Le fruit qu'il utilise est le coing de Provence, qui « se distingue des autres coings par sa taille plus petite, sa forme plus régulière, son parfum agréable et persistant, sa couleur jaune vif à maturité avec, occasionnellement, des traces un peu verdâtres sur le côté resté à l’ombre ». Dénommé pan coudoun en Provence, c'était « un régal réservé aux pauvres qui attendaient la fin de la cuisson du pain au four banal pour amener leurs sucreries ». Puis il devint le régal des petits écoliers, sa consommation commençant à la rentrée des classes et se faisant à l'heure du goûter. Les enfants surnommaient leur pain-coing, le « pingouin ».

### Pastis landais

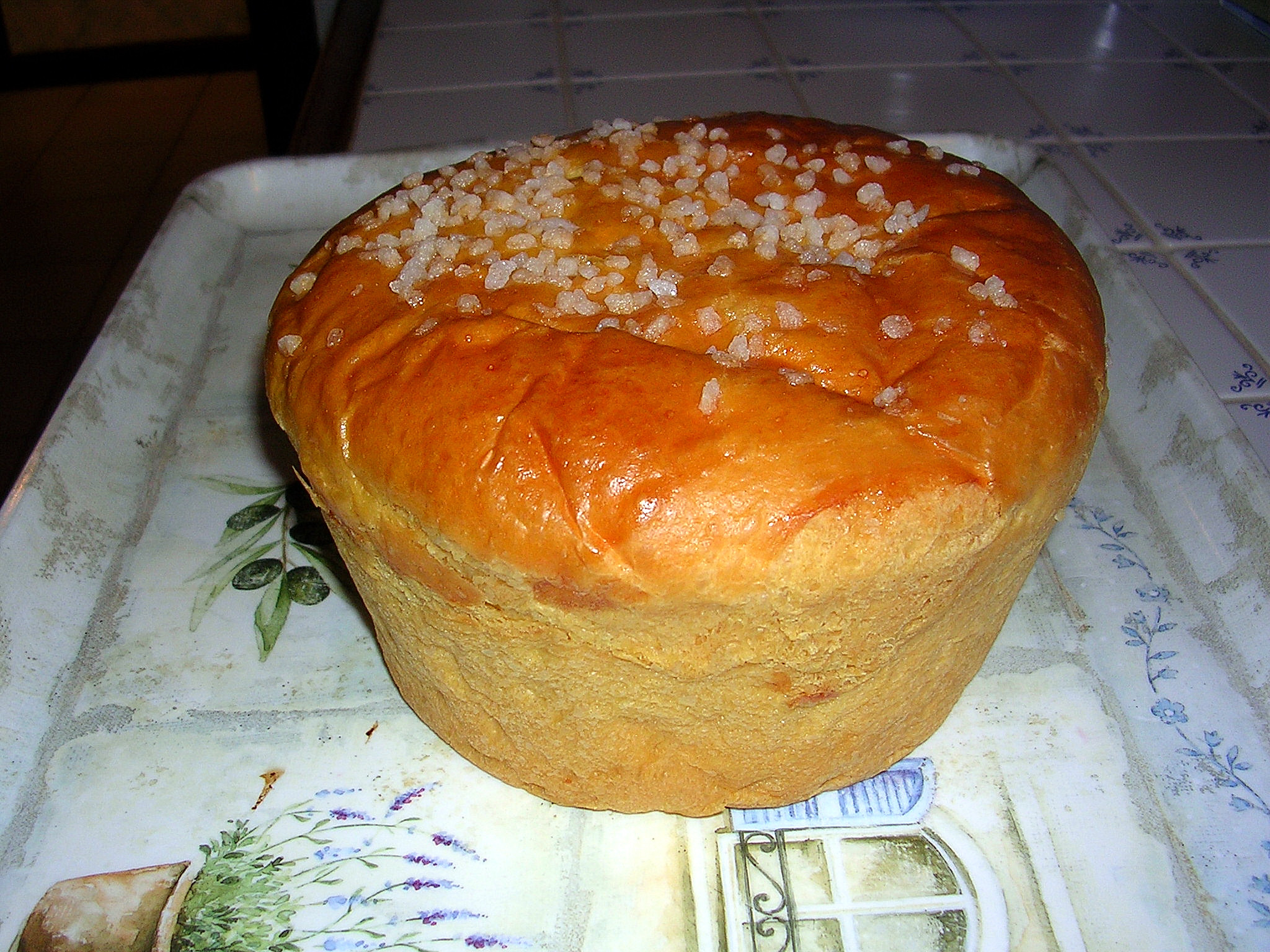
Pastis landais.

Le pastis landais (pastís landés) est une pâtisserie, parfois parfumée à l’eau de fleur d'oranger, à la vanille et au rhum, que l'on trouve couramment dans les Landes de Gascogne.

### Patience fraxinoise
La patience fraxinoise est un petit biscuit, spécialité de La Garde-Freinet.

### Pignolat de Nostradamus
Le pignolat de Nostradamus (pinholat, pignoulat) est une spécialité pâtissière de Saint-Rémy-de-Provence, dans laquelle entrent pignons, sucre, eau de rose et fenouil.

### Pompe à l'huile

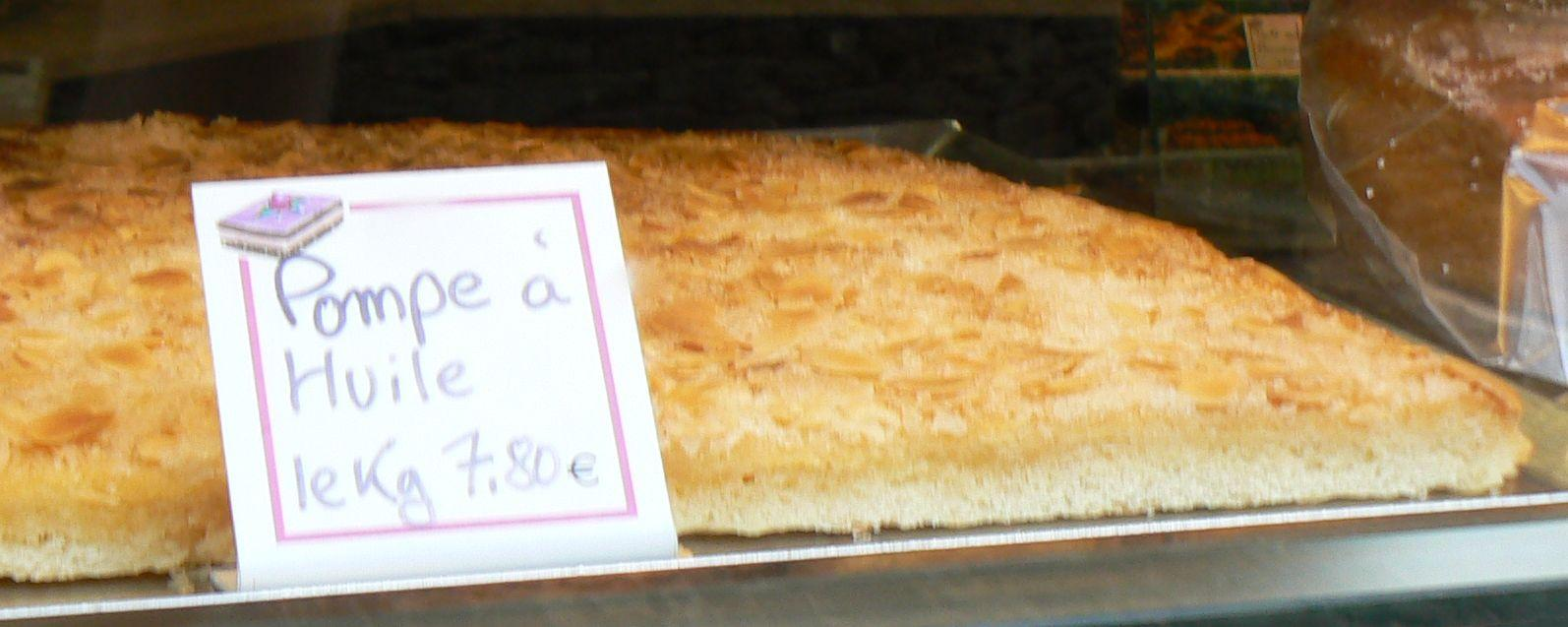
Pompe à l'huile.

La pompe à l'huile (pompa d'òli, poumpo d'òli), ou fougasse d'Arles, est un dessert réalisé sur une pâte à pain, à base d'huile d'olive, de sucre et d'œuf.

### Poumpet
Le poumpet, pompet, soualais ou feuillât est une pâtisserie produite dans le sud du Tarn, près de la montagne Noire. Il s'agit d'un feuilleté fourré avec une pâte au citron.

### Quatre mendiants
Les quatre mendiants font partie de la composition des treize desserts en Provence. Ces fruits secs représentent les différents ordres religieux ayant fait vœu de pauvreté : noix ou noisettes pour les Augustins, figues sèches pour les Franciscains, amandes pour les Carmes et raisins secs pour les Dominicains.

### Tarte à la tomme

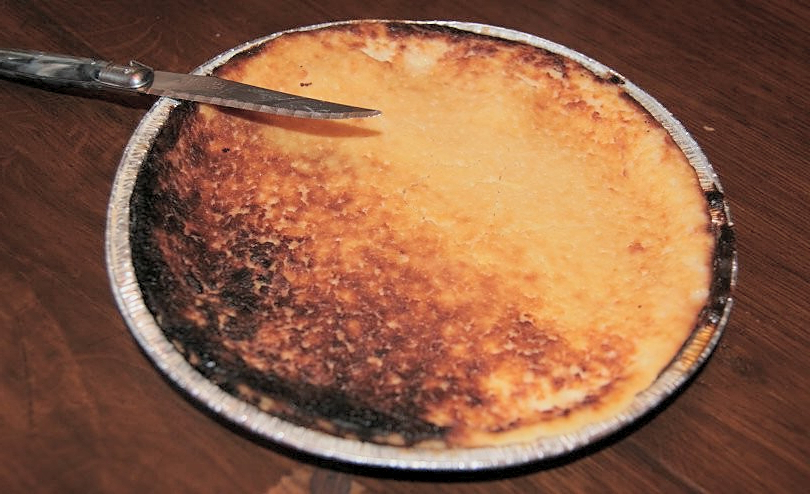
Tarte de Vic.

La tarte à la tomme, ou tarte de Vic (Vic-sur-Cère), ou tarte de Mur (Mur-de-Barrès), ou encore tarte de Raulhac (Raulhac), est une spécialité pâtissière du Carladès. Elle se sert à la maison en dessert, à la fin des repas, le dimanche et les jours de fête, presque toujours accompagnée d'une tarte aux pruneaux. Il s'agit d'une tarte garnie d'une préparation à base de caillé ou, éventuellement, de tomme (ou tome) fraîche, d'œuf et de sucre, cuite au four et très légèrement caramélisée.

### Tarte tropézienne
La tarte tropézienne est un gâteau composé d' une brioche au sucre, avec un mélange de crème au beurre et de crème pâtissière.

### Tortillon
Le tortillon (tortilhon, tourtihoun) est une pâtisserie élaborée à la façon d'un biscuit.

### Tougnol
Le tougnol (tonhol) est une spécialité audoise, ariégeoise et chalabroise. C'est un pain à l'anis qui se mange le matin au déjeuner ou pour dessert. C'est aussi une gourmandise de fin de repas, trempée dans du muscat, pour faire la chaucholle (prononcez « tchautchole »).

### Tourte de blettes
La tourte de blettes (tòrta de blèa) est une spécialité culinaire niçoise, à base de blettes, qui peut être servie aussi bien comme un plat salé que comme un dessert.

### Tourtière de Gascogne
La tourtière de Gascogne (tortièra de Gasconha, tourtièro de Gascougno) est un gâteau aux pommes ou aux pruneaux de Gascogne. Il s'agit d'un gâteau constitué de très nombreuses et fines couches de pâte beurrée et sucrée, cuit au four puis agrémenté de feuilleté sucré, pour sa recette traditionnelle.

### Treize desserts

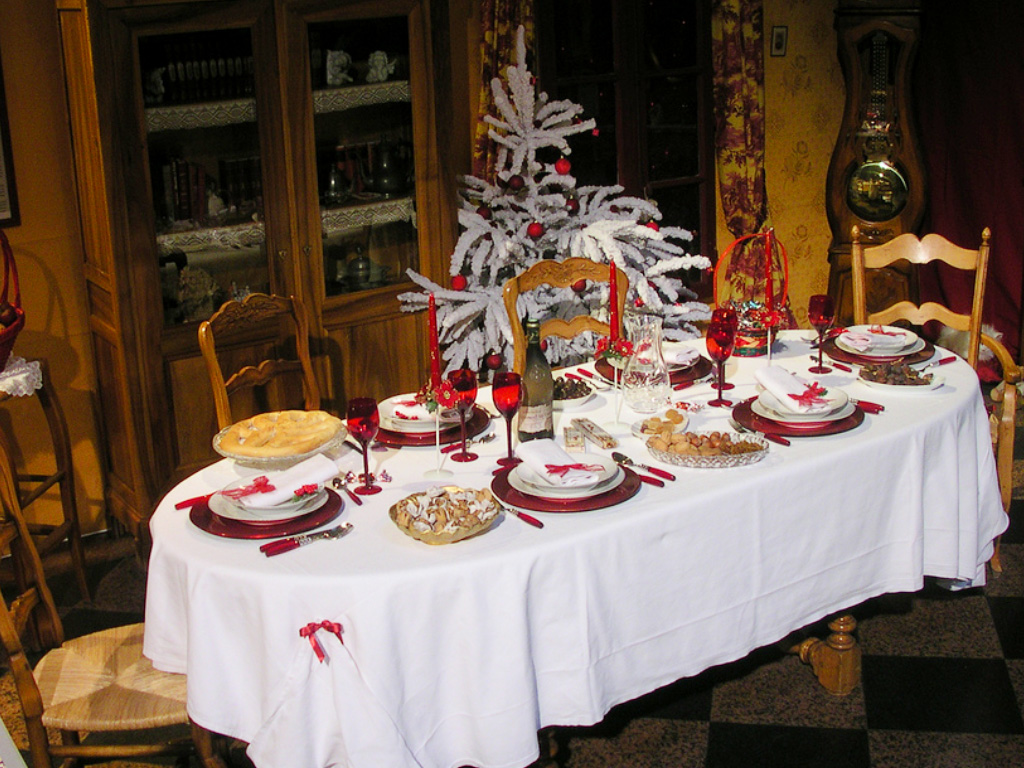
Les treize desserts : pompe à l'huile, fougasse, noix, noisettes, nougat blanc, fruits confits, pommes, poires, oranges, raisins frais, vin cuit, dattes, pâte de fruits.

Les treize desserts (tretge desserts, trege dessert) qui suivent le « gros souper » de Noël font partie de la tradition méridionale de Noël, tradition ancienne pour ce qui est des desserts et assez jeune en ce qui concerne le chiffre treize. À Marseille, au XVIIe siècle, fruits frais, fruits secs et pompes « régalent les gens les deux derniers jours » avant Noël.

### Treipaïs
Le treipaïs (tres país, « trois pays » en occitan, qui symbolisent les trois départements limousins), est une spécialité gastronomique du Limousin. Il consiste en un gâteau de forme triangulaire à base de chocolat, de noisette et de crème de marrons.

### Zézette de Sète
La zézette de Sète est un biscuit sablé qui est fait à base d'huile d'olive, de vin blanc, mélangés à de la farine, avec du sucre en poudre et de l'eau de fleur d'oranger.

## Confiseries

### Berlingots de Carpentras

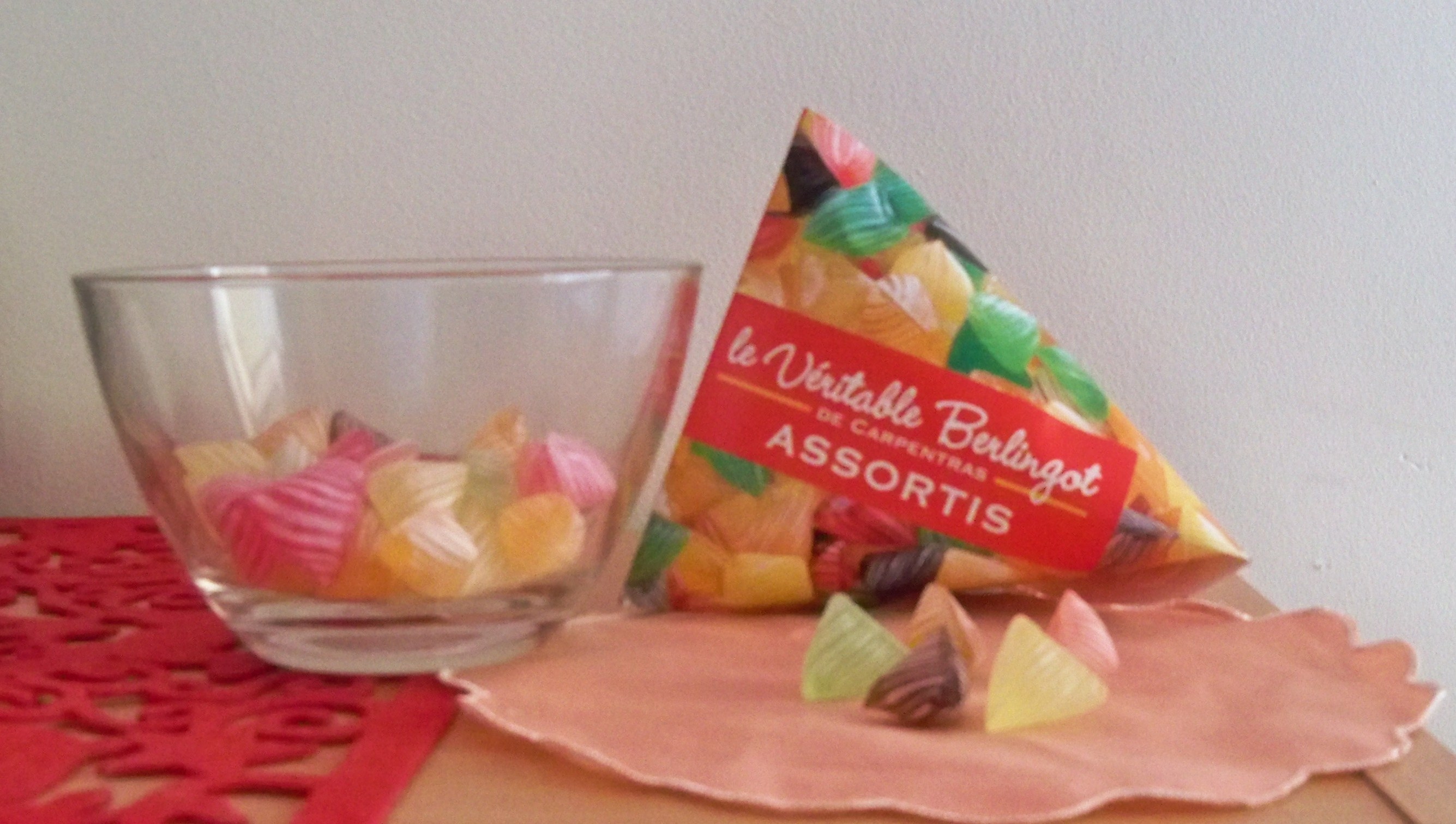
Berlingots de Carpentras.

Spécialité de la ville de Carpentras, le berlingot est un bonbon dur et translucide confectionné à base de sirop de fruits confits.

### Bonbon à la violette

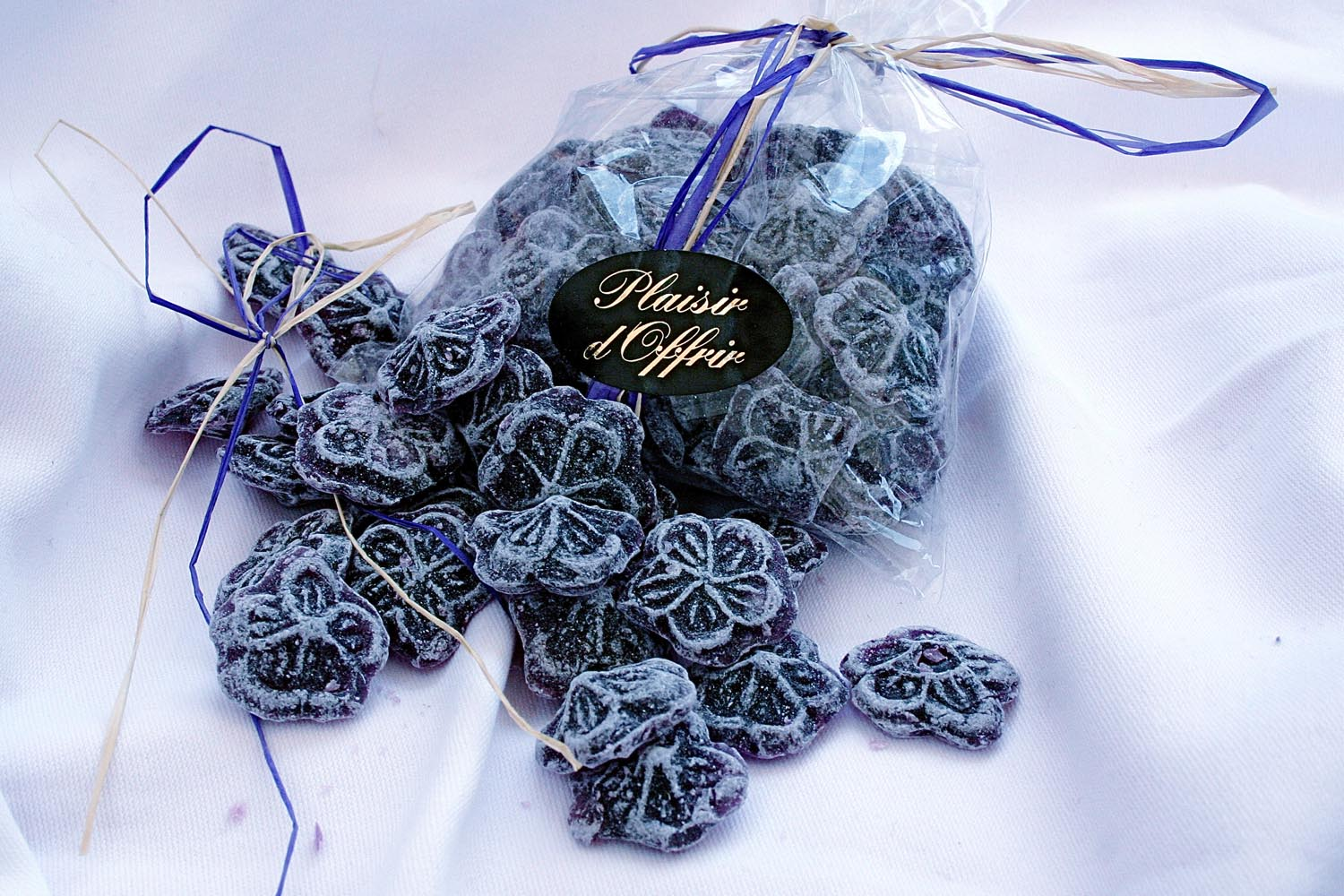
Bonbons à la violette.

Le bonbon à la violette est une friandise élaborée à partir de fleurs fraîches de violettes cristallisées dans le sucre, utilisée pour décorer les desserts.

### Cachou Lajaunie
Le cachou Lajaunie est une pastille carrée de couleur noire, à la réglisse, qui vit le jour en 1880 à Toulouse, chez un pharmacien nommé Léon Lajaunie, et qui est vendue dans une boîte métallique ronde.

### Calisson d'Aix
Le calisson (canisson, canissoun) est une confiserie faite d'une fine pâte de melon confit et d'amandes broyés ensemble, et nappée de glace royale. C'est une spécialité d'Aix-en-Provence depuis le XVe siècle.

### Confiture de pastèques

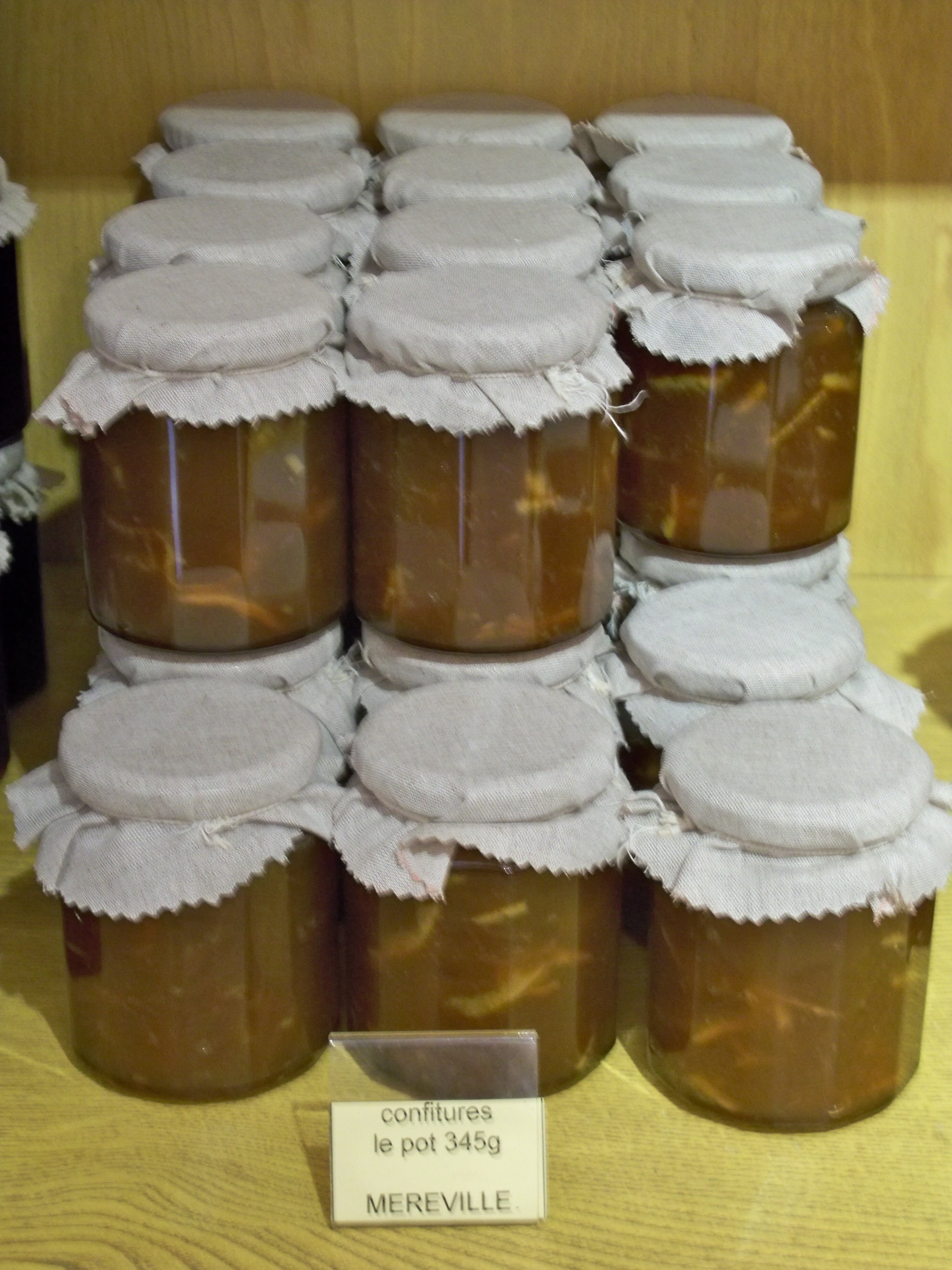
Confiture de mérévilles.

La confiture de pastèques est une spécialité des confiseurs de Provence occidentale. Elle est réalisée à base de gigérines et de zestes de citron. Sa fabrication, restée longtemps ménagère, est actuellement industrialisée. La chair de cette pastèque à confiture est verdâtre et contient des graines rouges. Cette cucurbitacée est relativement pauvre en vitamines et ne présente pas de valeurs nutritives particulières. Elle porte le nom de confiture de citres, dans l'arrondissement d'Apt, et de confiture de mérévilles, dans celui de Carpentras.

### Coucougnettes
Les coucougnettes (coconhetas, coucougnetos) sont des bonbons délicats qui font explicitement allusion à la vigueur sexuelle du roi palois Henri IV.

### Couille du pape
La couille du pape est une confiture élaborée avec une variété de figue de Provence, connue aussi sous le nom de Marseillaise.

### Fruits confits d'Apt

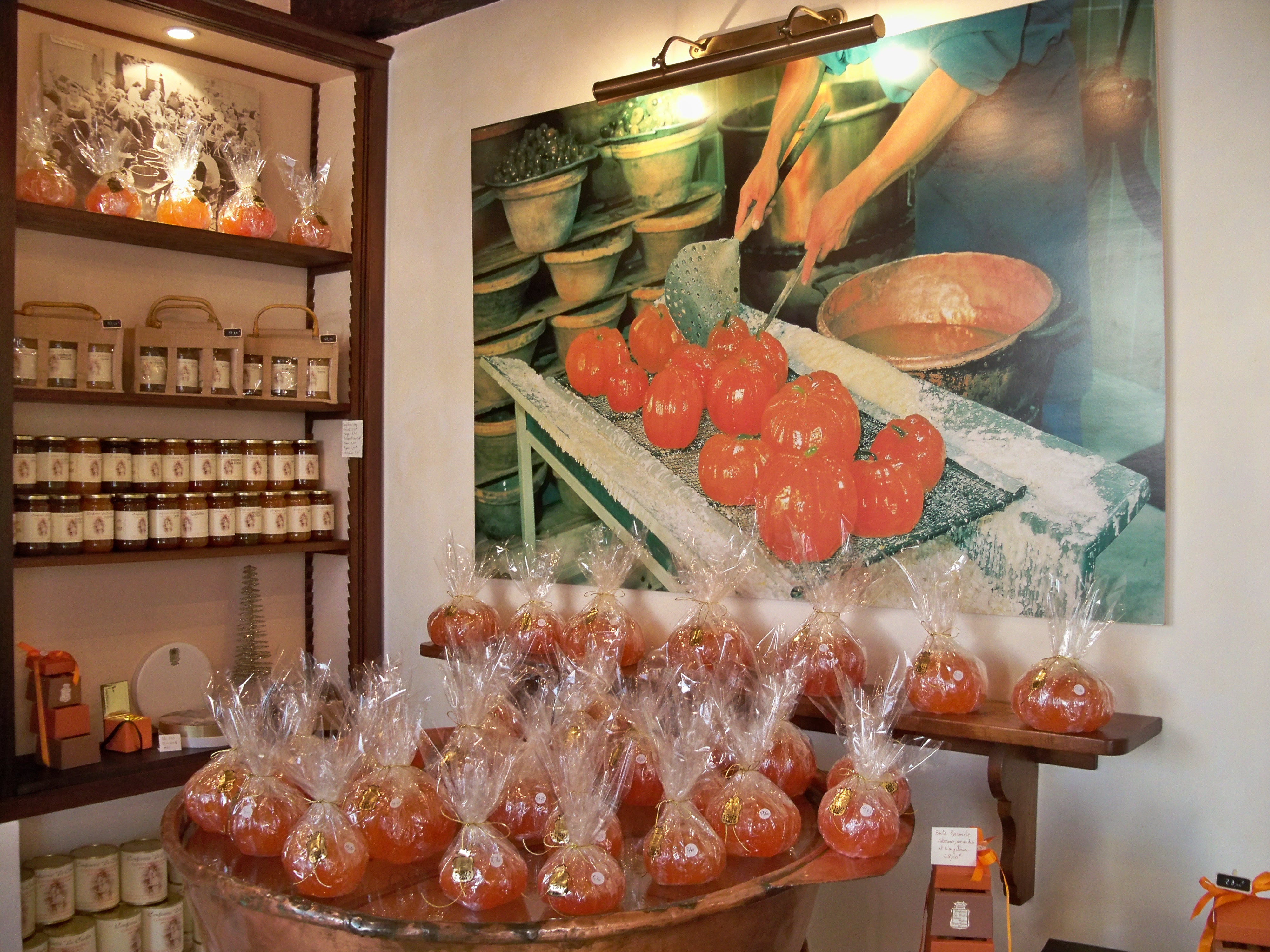
Melons confits d'Apt.

Les fruits confits d'Apt doivent leur essor à la papauté d'Avignon. En 1365, les consuls aptésiens offrirent des fruits confits, dits alors confitures sèches, à Urbain V, venu dans leur ville se recueillir sur le tombeau de son parrain, Elzéar de Sabran. Aujourd'hui, les fruits confits d'Apt, confiserie glacée au sucre, sont utilisés en pâtisserie pour la décoration des gâteaux.

### Grisettes de Montpellier

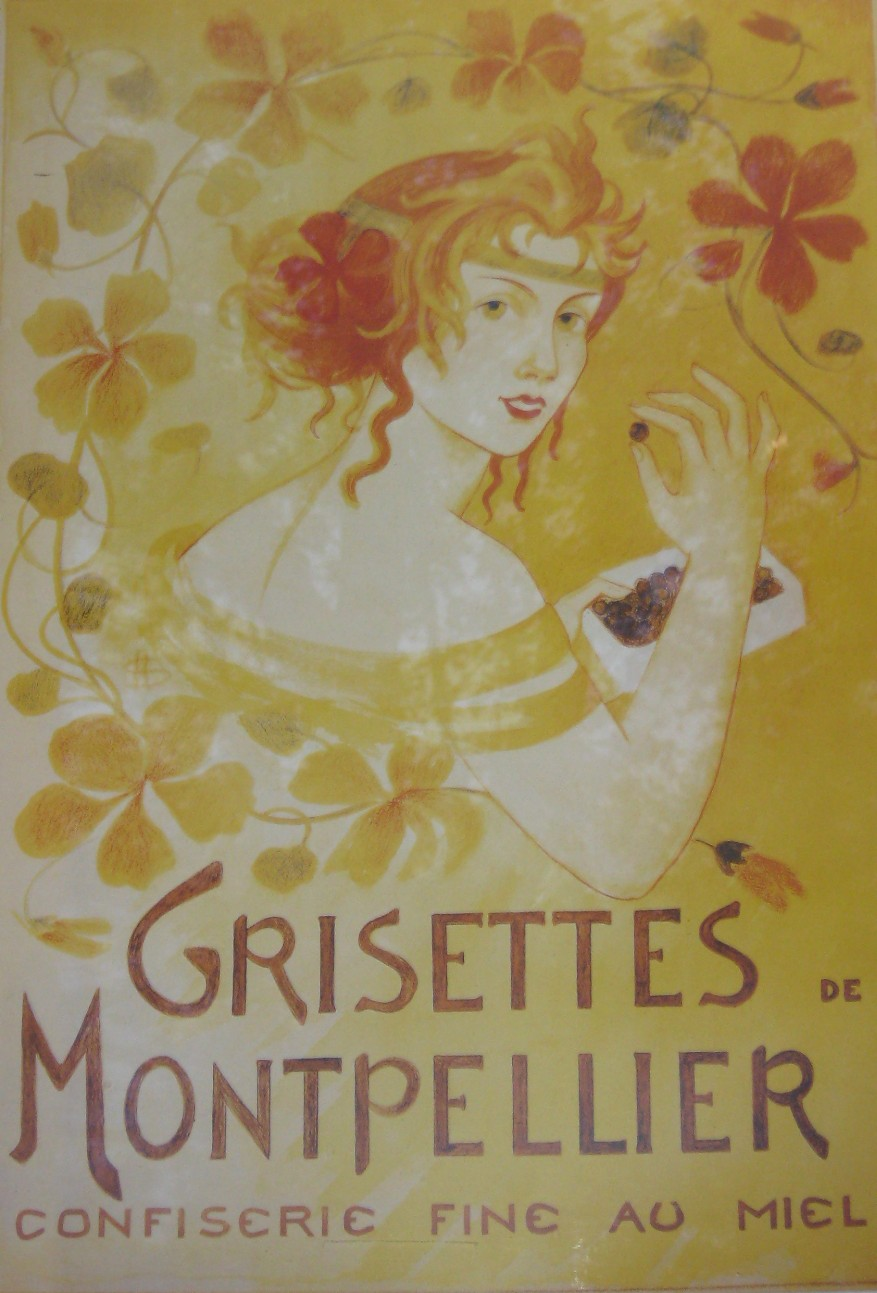
Ancienne affiche faisant la réclame pour les grisettes.

Les grisettes de Montpellier (grisetas) sont des bonbons en forme de petites billes noires, dont la consommation remonte au Moyen Âge.

### Miel de Provence

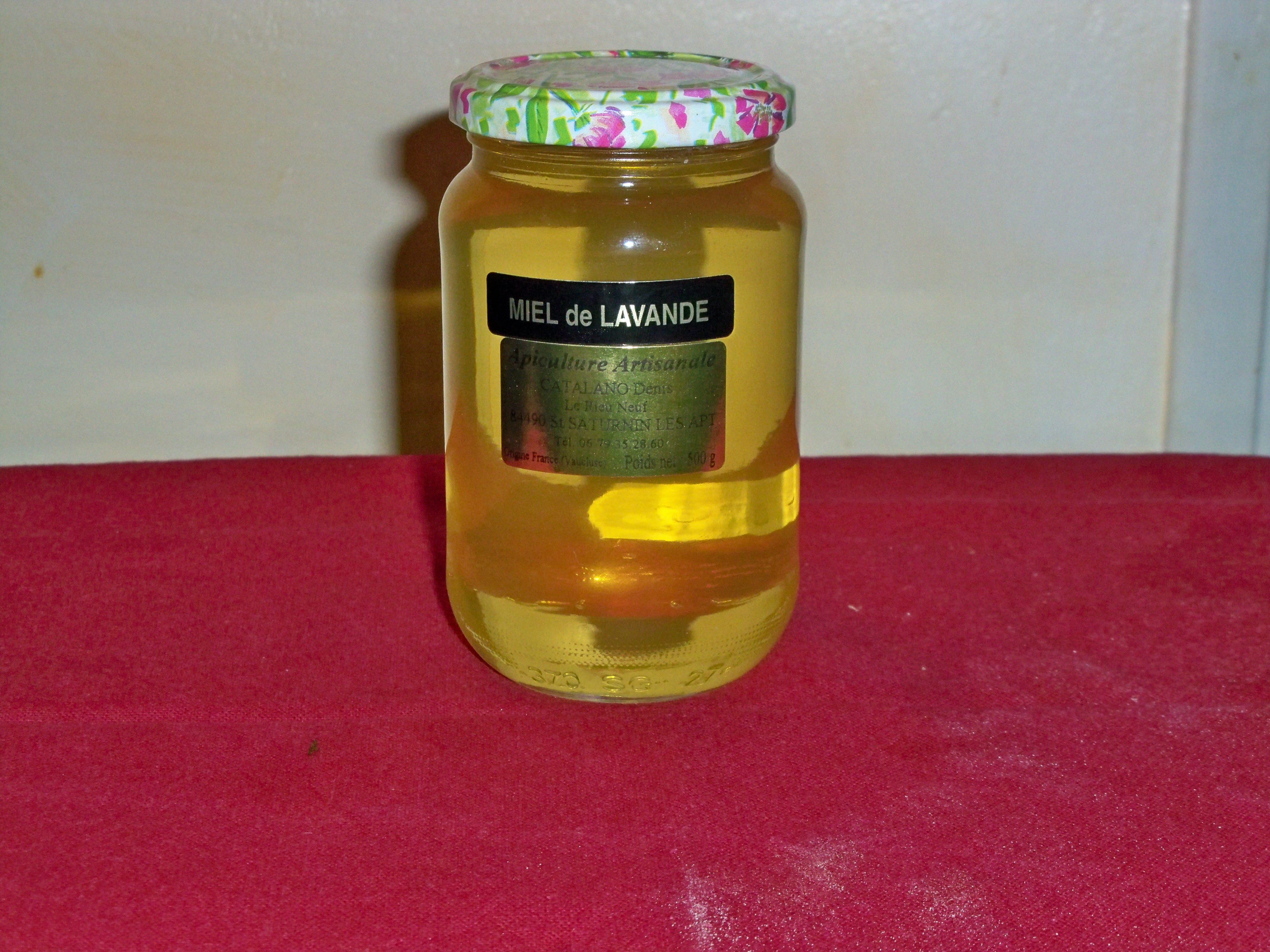
Miel de lavande du plateau d'Albion.

Le miel de Provence est protégé par un Label rouge associé à une indication géographique protégée, tant pour le miel toutes fleurs que pour le miel de lavande et lavandin. L'apiculture mobilise nombre de producteurs. Ils sont estimés à 4 500 dont 700 possèdent entre 70 et 150 ruches. La production régionale est de 2 000 T/an, soit 8 % de la production nationale. Nombre d'entre eux pratiquent la transhumance, selon un trajet allant du littoral vers la Haute-Provence.

### Noisettine du Médoc
La noisettine du Médoc est élaborée à Blaignan à partir d'une recette qui date de 1649. Ces noisettes sont préparées pour être enrobées d'un caramel blond. Présentées en ballotin, elles peuvent accompagner une dégustation de café ou un apéritif au champagne.

### Nougat de Sault
Le nougat de Sault (nogat de Sault) est une production traditionnelle toujours perpétuée depuis 1887. Ce nougat est élaboré à base de blancs d'œuf battus en neige, de miel de lavande et d'amandes récoltées sur le plateau d'Albion et en Haute-Provence.

### Papaline d'Avignon
La papaline d'Avignon est un petit chardon formé de deux fines robes de chocolat retenant de la liqueur d'origan du Comtat.

### Pâte de fruits
La pâte de fruits est une confiserie obtenue à partir de fruits cuits avec du sucre.

### Sarment du Médoc
Le sarment du Médoc est élaboré dans une chocolaterie, créée en 1969 à Margaux. Celle-ci s'était fait une réputation dans la fabrication des barres de chocolat pour garnir les chocolatines.

## Fruits

### Châtaigne d'Ardèche

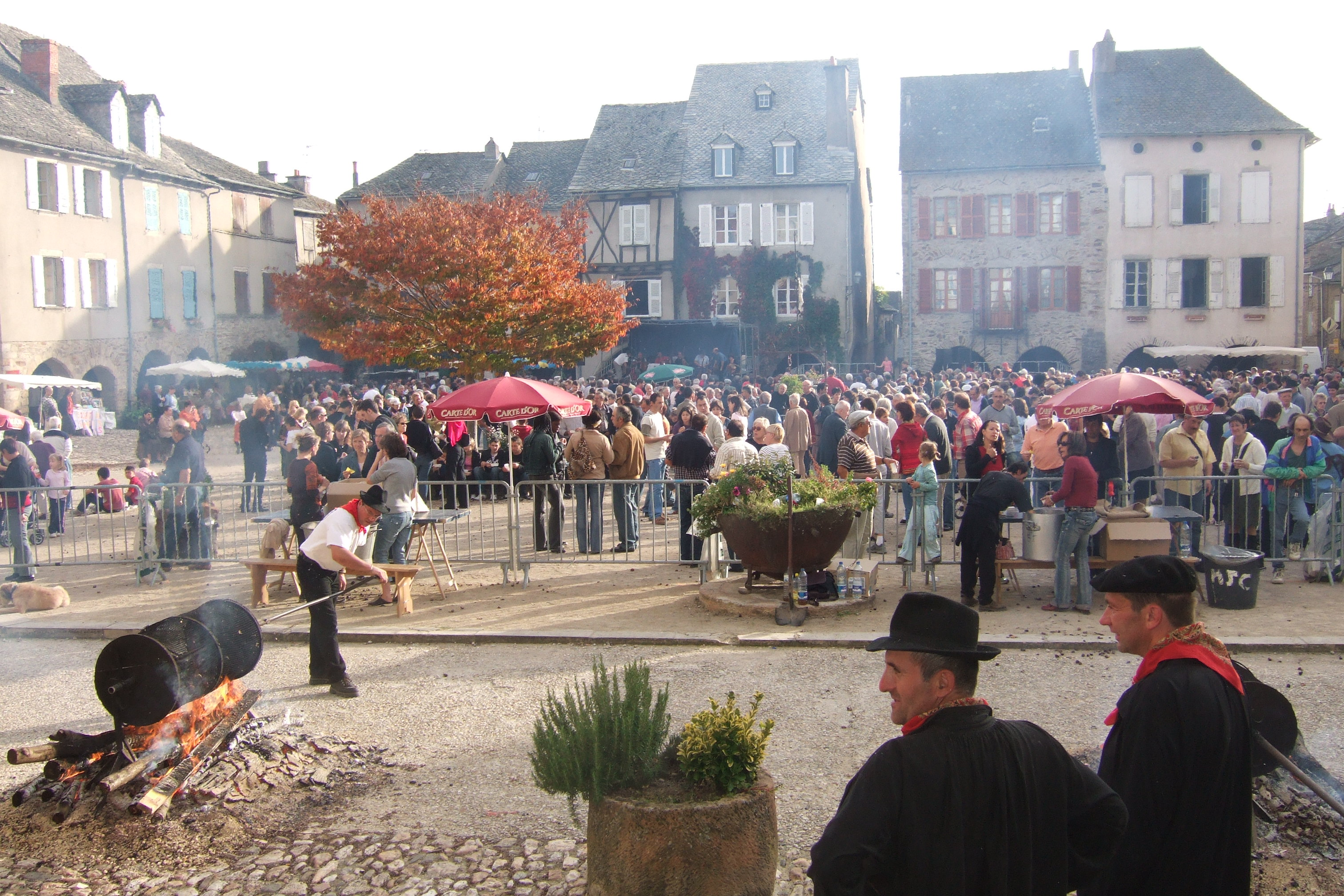
Castagnade.

La châtaigne d'Ardèche est protégée par une AOC depuis le 30 juin 2006. Cette AOC concerne la châtaigne fraîche et sèche, les brises de châtaignes sèches, la farine, la purée et les châtaignes entières épluchées.

### Chasselas de Moissac
Le chasselas de Moissac est connu depuis le Moyen Âge. Son aire de plantation se situe dans le nord-ouest du Tarn-et-Garonne et le sud-ouest du Lot, dans le Quercy. Il s'agit d'un raisin commercialisé en frais. Les grains doivent avoir gardé leur pruine. La richesse en sucre doit être au moins de 150 g/l. Les grappes doivent peser au moins 100 g.

### Figue de Bordeaux
La figue dite Ronde de Bordeaux ou Rouge de Bordeaux est une espèce endémique de la région bordelaise. Cette petite figue à la peau noire, à la pulpe rouge, de forme ronde, pousse spontanément encore dans la région bordelaise sous la forme de petits figuiers sauvages partout où un terrain vague ou des ruines lui en laissent la place.

### Figue de Solliès
Les figues de Solliès sont un cultivar de figue originaire du bassin de Solliès, au nord-est de Toulon (Var).

### Fraise de Carpentras

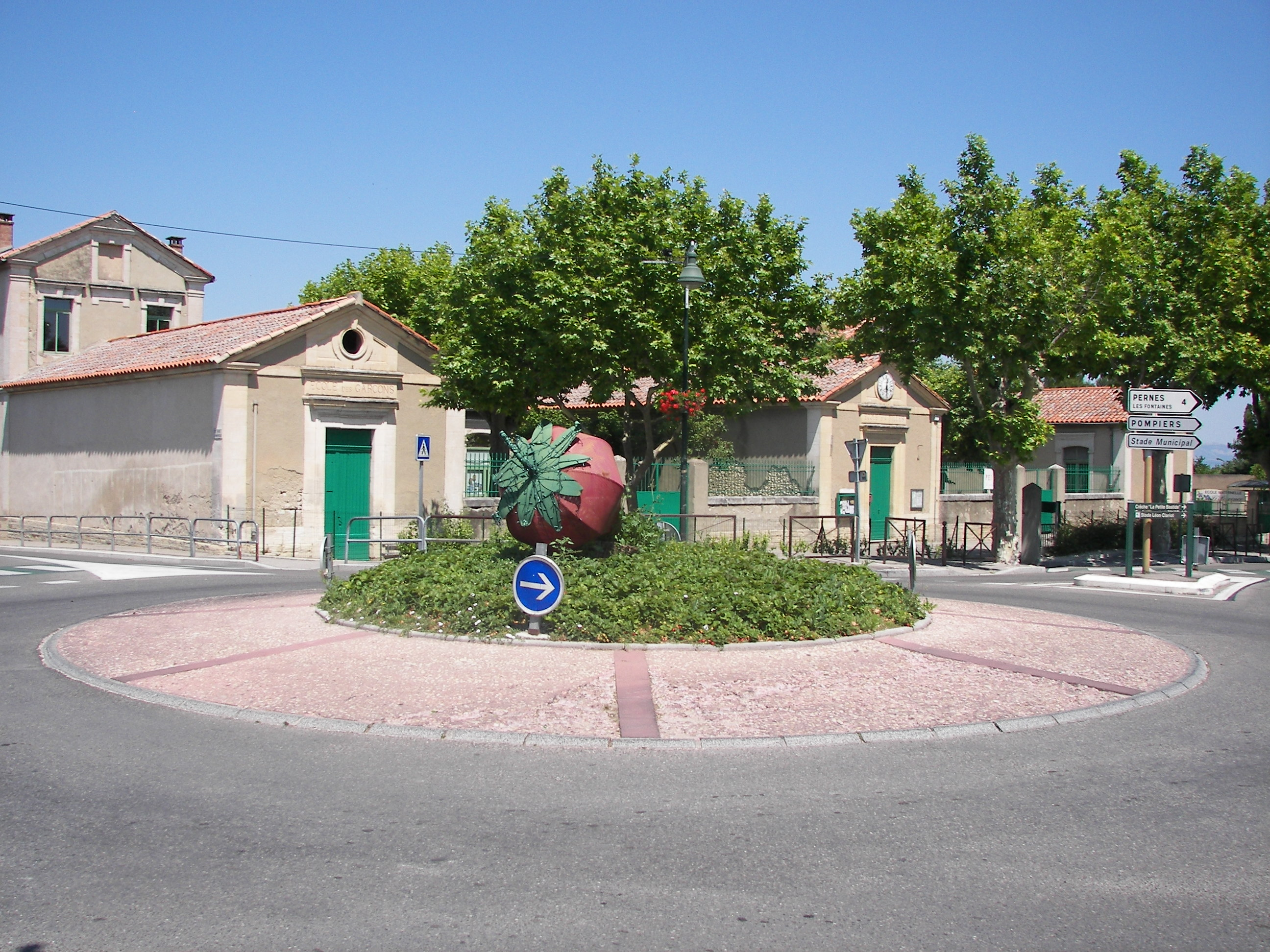
Rond-point de la fraise à Velleron, entre Carpentras et Pernes.

La fraise de Carpentras est une marque déposée depuis 1987. Trois variétés sont cultivées, la pajaro, la ciflorette et la gariguette.

### Fraise de Pessac
La fraise de Pessac est une espèce disparue depuis les années 1930, même si des pieds revenus à l'état sauvage semblent avoir redécouverts dernièrement. Appelée la Borruda ou la Crémone, ou encore la Belle de Pessac, la fraise pessacaise était une petite fraise ronde, que l'on cultivait en joalas, entre les rangs de vigne.

### Fraise du Périgord
La fraise du Périgord est une indication géographique protégée (IGP) depuis 2004.

### Kiwi de l'Adour
Le kiwi de l'Adour est l'un des fleurons de la production fruitière du sud-ouest de la France. Il est le seul kiwi à bénéficier de la double certification Label rouge et indication géographique protégée (IGP). L'aire géographique de l'IGP Kiwi de l'Adour s'étend sur des communes de l'ouest du département du Gers, du sud des Landes et du nord des Pyrénées-Atlantiques.

### Melon de Cavaillon

Le cantaloup, le plus connu des melons de Cavaillon.

Le melon de Cavaillon est une désignation qui recouvre des variétés de différentes provenances suivant les époques de l'année. Le plus connu est le cantaloup.

### Melon de Cavaillon au Beaumes-de-Venise

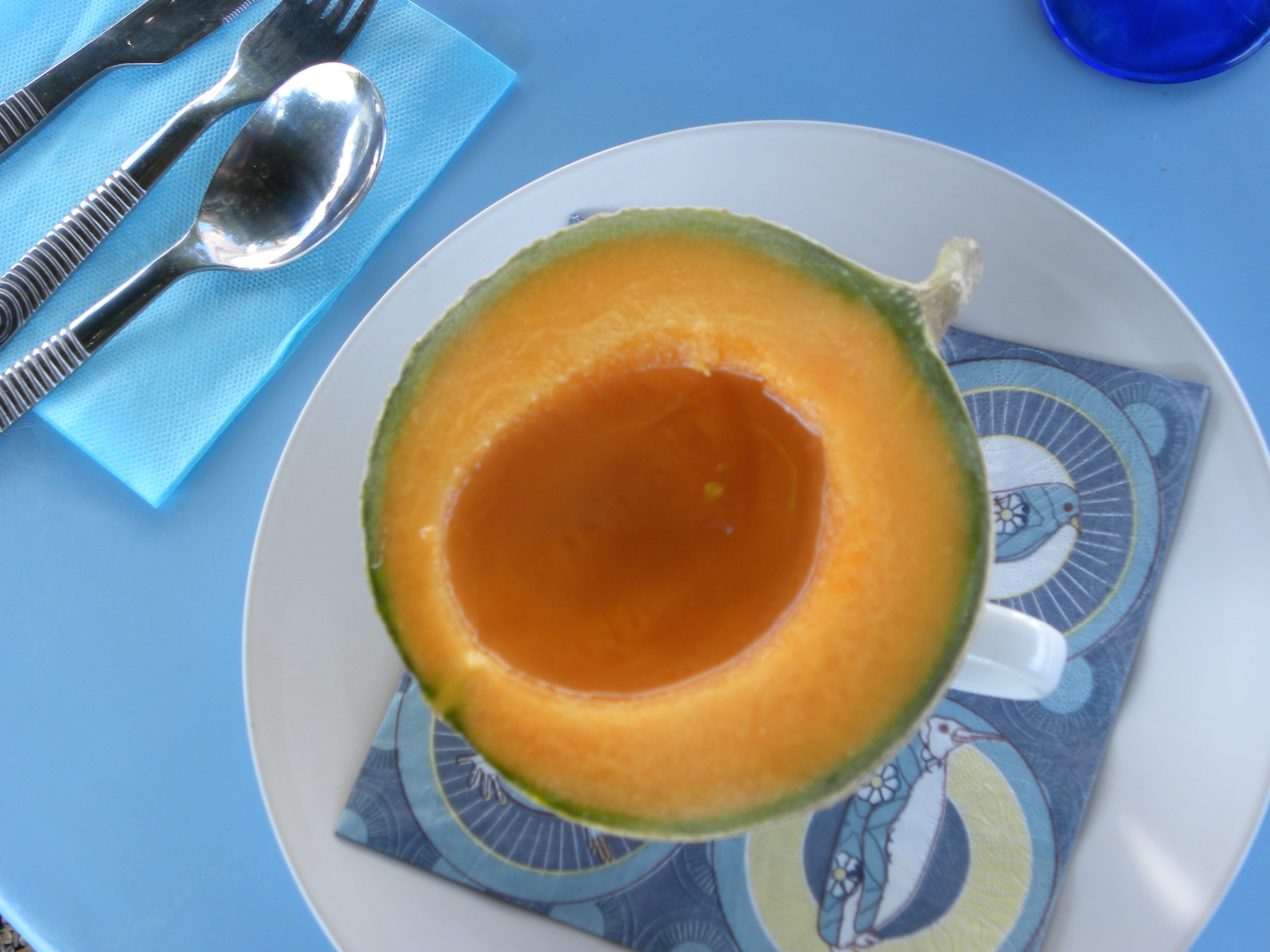
Melon de Cavaillon au Beaumes-de-Venise.

Le melon de Cavaillon au Beaumes-de-Venise est le mariage gastronomique de deux produits phares du Comtat Venaissin.

### Melon de Lectoure
Le melon de Lectoure est une culture développée, à partir des années 1950, dans la commune de Lectoure et les communes avoisinantes.

### Melon du Quercy
IGP

### Muscat du Ventoux

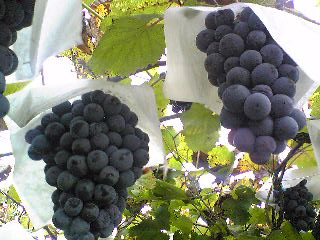
Grappes de muscat du Ventoux protégées par des cônes de papier.

Ce raisin de table est produit sur le piémont du mont Ventoux depuis le XIXe siècle. Cette variété bénéficie d'une AOC depuis 1997.

### Noix du Périgord
La noix du Périgord est le nom d'une AOC fruitière. Elle est destinée à la consommation comme fruit de bouche, de cuisine et de pâtisserie.

### Pommes des Alpes de Haute-Durance

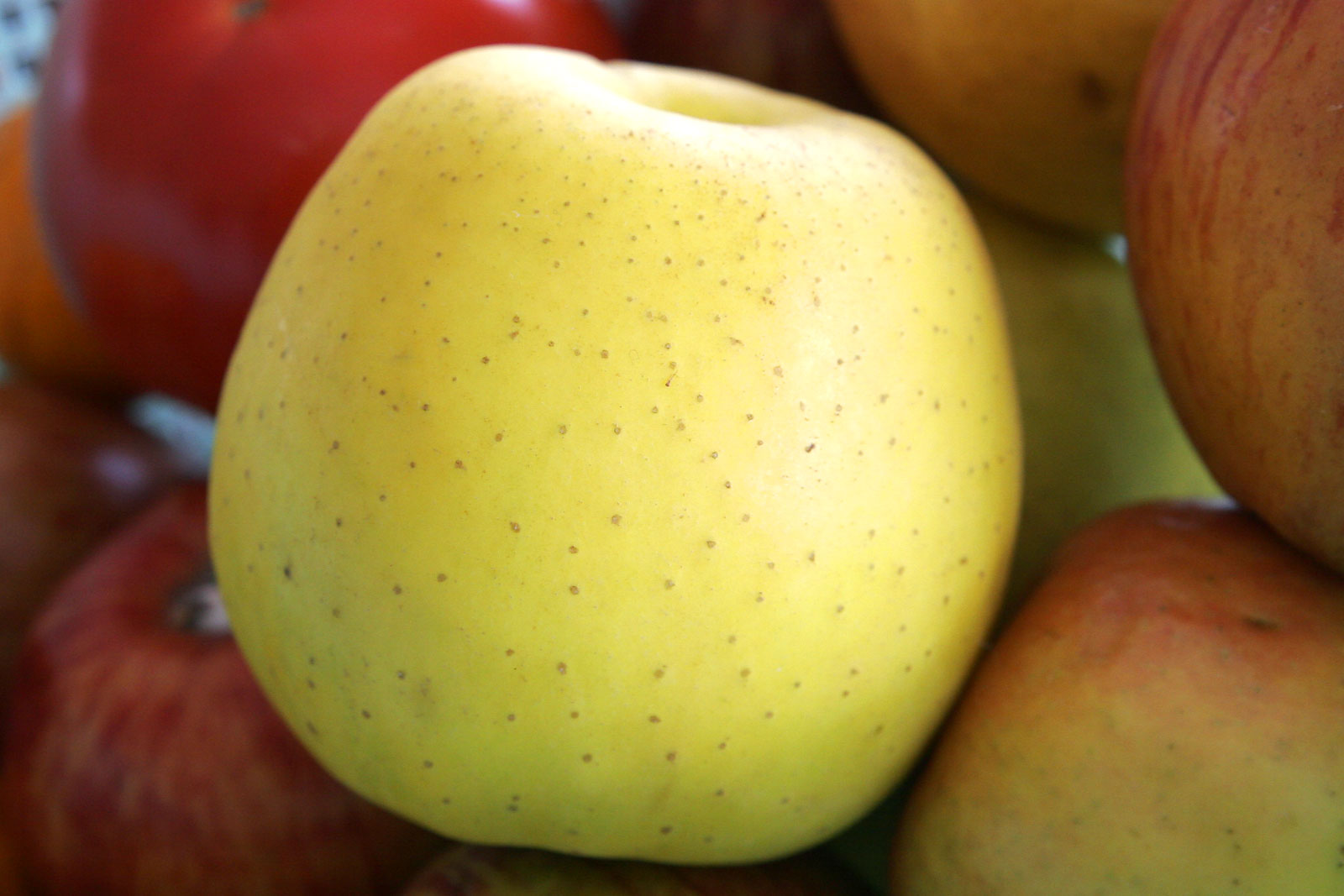
Golden et Gala.

Les pommes des Alpes de Haute-Durance ont obtenu une indication géographique protégée qui a été publiée au Journal officiel de l'Union européenne, le 17 avril 2010.

### Pomme du Limousin
La pomme du Limousin est une AOC fruitière depuis 2005 et, depuis 2007, d'une appellation d'origine protégée (AOP).

### Pomme de Risoul
La pomme de Risoul est un fruit de taille moyenne, jaune et vermillon strié, au goût acidulé et très parfumé.

### Pruneau d'Agen
Le pruneau d'Agen est issu de la prune d'Ente, variété du Lot-et-Garonne, séchée pour devenir un pruneau. Il bénéficie d'une indication géographique protégée (IGP) depuis 2002.

## Fromages

### Aligot
L'aligot (aligòt) est une préparation culinaire rurale de l'Aubrac, haut plateau du Massif central, divisé administrativement entre l'Aveyron, le Cantal et la Lozère, et qui s'est répandu dans le dernier quart du XXe siècle dans tout le Massif central et de plus en plus en France aujourd'hui.

### Amou
L'amou est un fromage de brebis de Gascogne, fabriqué à Amou, dans le département français des Landes. Sa pâte est pressée et non cuite et il présente une matière grasse de 45 %. Sa croûte est mince, dorée, et sa pâte ferme, assez homogène. Il fait l'objet d'un affinage en cave, humide de préférence, pendant 8 à 10 semaines.

### Artison
Le fromage aux artisons, ou fromage aux artisous, est un fromage fabriqué dans la Haute-Loire, au Puy-en-Velay.

### Banon

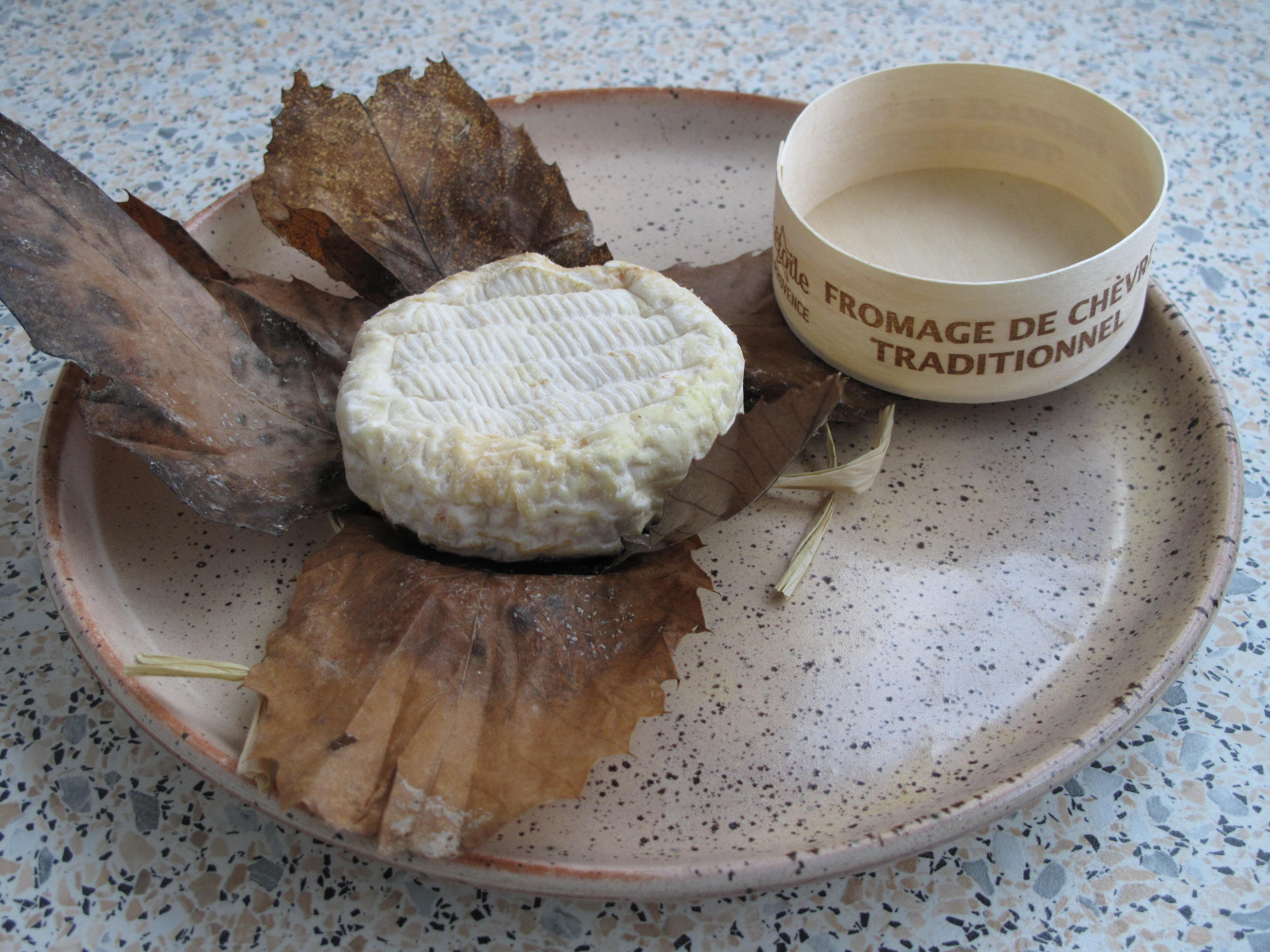
Banon sorti de son enveloppe de feuilles de châtaignier.

C'est un petit fromage au lait cru de chèvre, dont le nom provient d'un petit village adossé au plateau d'Albion, entre Lure et Ventoux. Il a entre 6 et 7 cm de diamètre et pèse une centaine de grammes. Il est fabriqué avec du lait de chèvre de races provençale, rove et alpine exclusivement.

### Bethmale

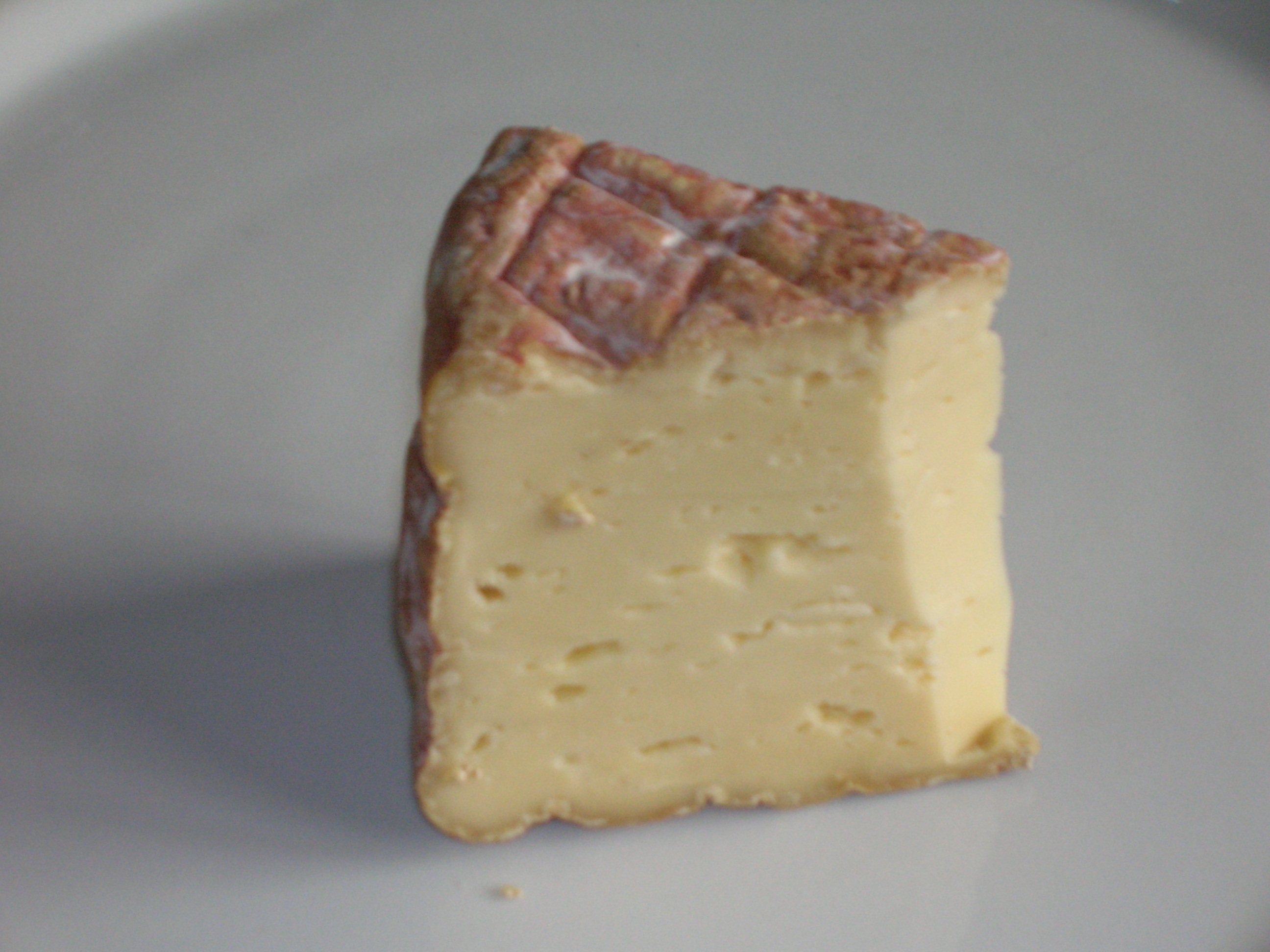
Bethmale affiné six mois.

Le bethmale, ou oustet, est un fromage français, originaire des Pyrénées ariégeoises. C'est un fromage à base de lait de vache, à pâte pressée non cuite, d'un poids moyen de 4,5 kg.

### Bleu d'Auvergne
Le bleu d'Auvergne est un fromage français, de la région d'Auvergne, à pâte persillée, fabriqué à partir de lait cru ou pasteurisé de vache, traditionnellement cylindrique.

### Bleu des Causses

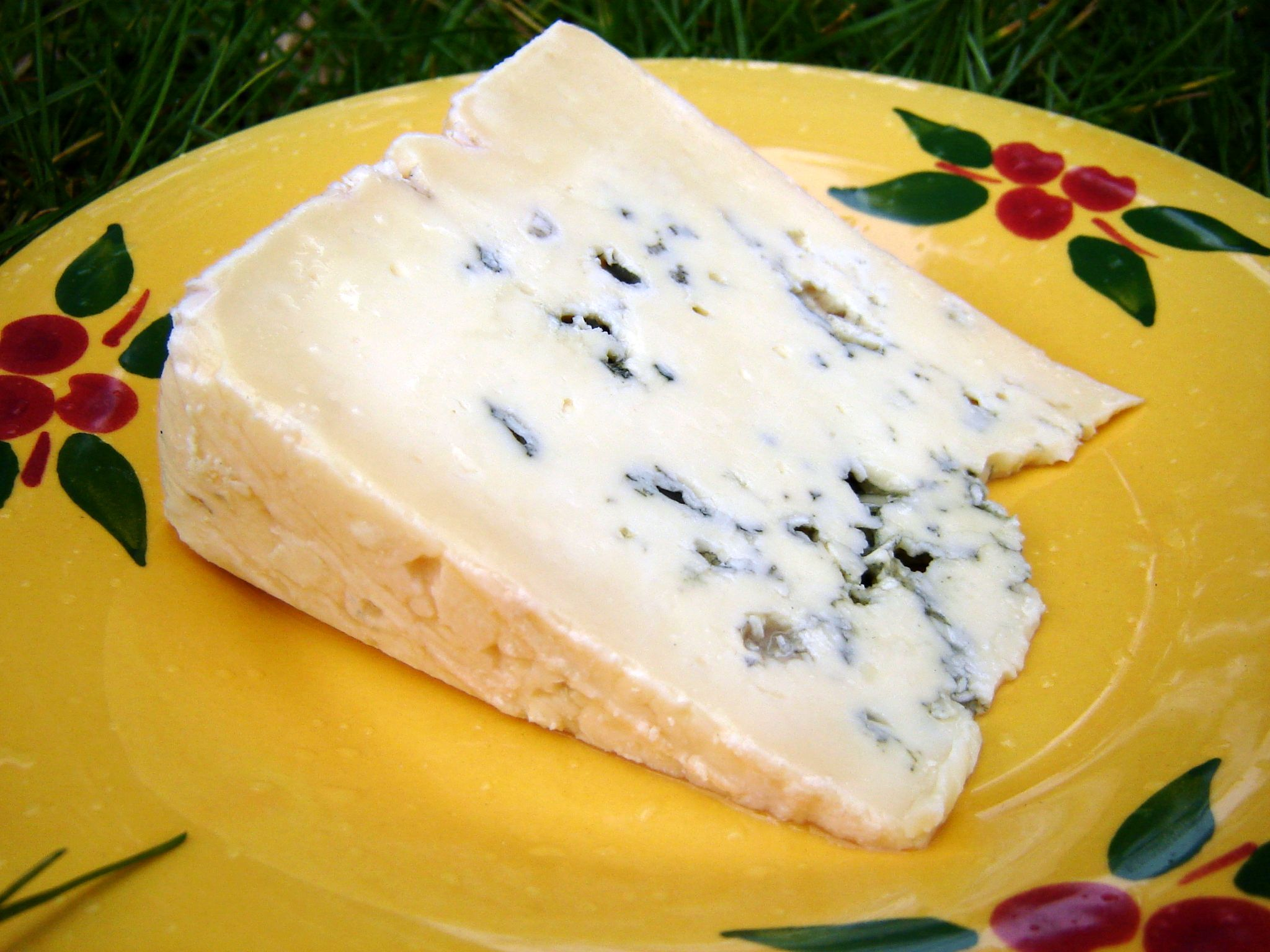
Bleu des Causses.

Le bleu des Causses est une appellation fromagère qui a remplacé l'appellation, jugée trop globale, de bleu de l'Aveyron. C'est un fromage de lait cru de vache à pâte persillée, d'un poids moyen de 2,5 kg, affiné dans les caves naturelles du sous-sol calcaire des causses du Massif central, essentiellement dans celles des falaises des gorges du Tarn.

### Bleu du Queyras
Ce fromage à pâte persillée est élaboré à partir de lait de vache des Alpes. Celui-ci est quelquefois mélangé à 5 % de lait de chèvre. Il se présente en trois variantes : bleu du Pelvoux, bleu du Briançonnais et bleu de l'Olan. Il est de forme cylindrique, son diamètre varie entre 20 et 50 cm et sa hauteur de 8 à 10 cm.

### Brousse du Rove
La brousse (brossin, broussin) est un fromage frais originaire de Provence.

### Cabécou
Le cabécou (cabecon, cabecoun) est une appellation fromagère au lait cru de chèvre, originaire des régions du Quercy, du Rouergue, de Haute-Auvergne. Il s'agit d'un petit fromage rond, de 4 à 5 cm de diamètre sur 1,5 cm d'épaisseur, à pâte fraîche non pressée, non cuite, tendre et crémeuse et à croûte naturelle et fine.
Le rocamadour est un cabécou protégé par une AOC, le cabécou d'Autan est distingué par un Label rouge.

### Caillé
Le caillé est une désignation fromagère du Midi de la France. C'est un produit solide issu du lait par précipitation de ses caséines sous l'effet d'une substance acide. C'est l'état premier de tout fromage.

### Cantal
Le cantal est un fromage à pâte pressée en fourme (forme de cylindre haut pour ce fromage), non cuite, originaire du Massif central, fabriqué à partir de lait cru de vache ou pasteurisé.

### Cathare

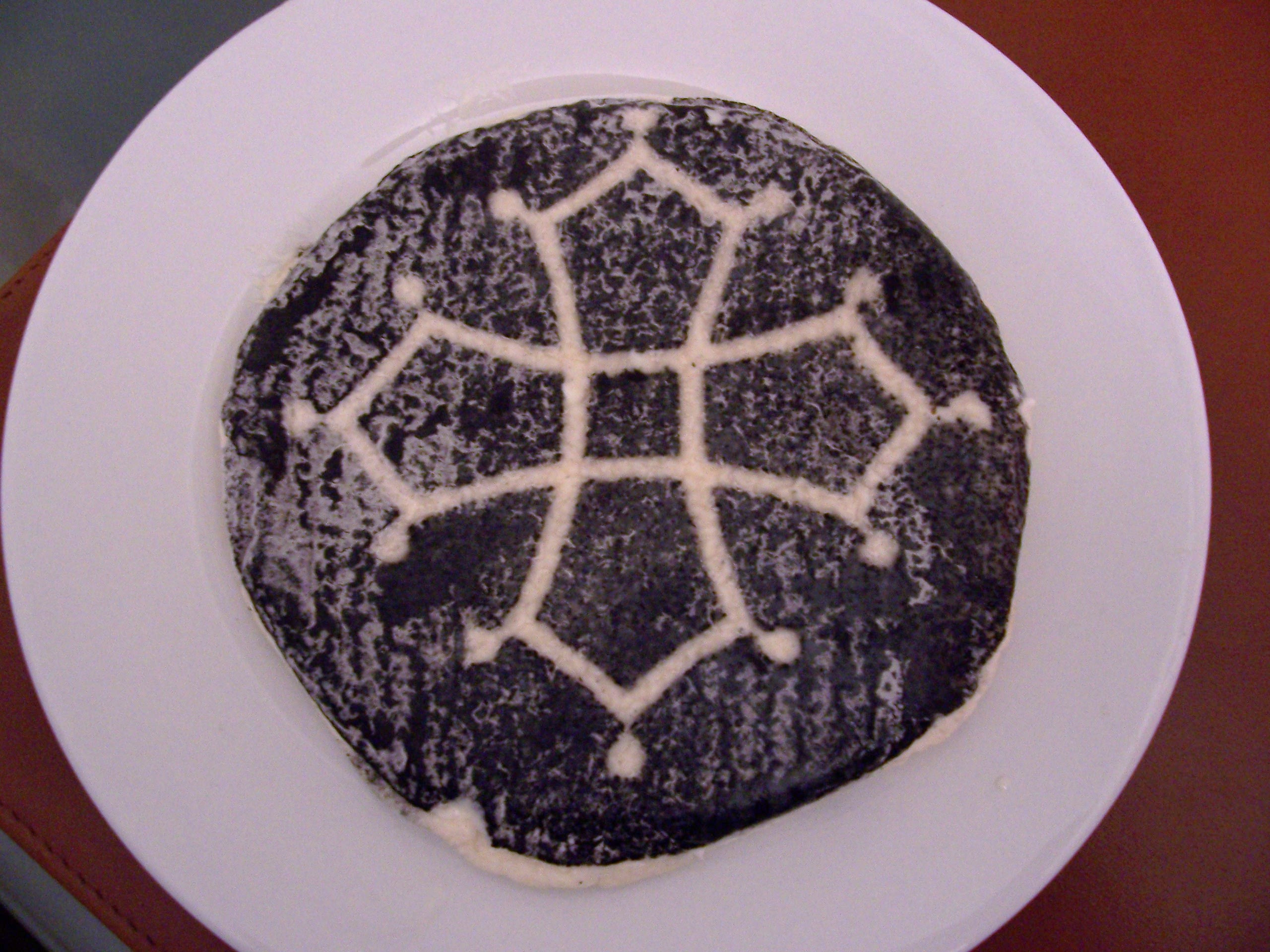
Le cathare.

Le cathare est un fromage au lait de chèvre cru, originaire du Lauragais, dans le Languedoc.

### Champoléon
Le champoléon est un fromage à pâte pressée non cuite, originaire de la vallée du Drac, dans le Champsaur.

### Chèvre du mont Ventoux
Le chèvre du mont Ventoux est produit artisanalement à partir de lait de chèvre du Rove, au pied du mont Ventoux. Le principal producteur se trouve près de Saumane, dans les Alpes-de-Haute-Provence, commune située à cheval sur le plateau d'Albion et la Montagne de Lure.

### Coucouron
Le coucouron est un fromage ardéchois, originaire du village de Coucouron, en Ardèche.

### Figou
Le figou est un fromage frais au lait de chèvre. Il se présente sous la forme d'une grosse figue blanche, et doit son nom à un fourrage à cœur, constitué de confiture ou de marmelade de figue. Élaboré pour la première fois par une fromagère de Limoges et commercialisé par une fromagerie de Saint-Jouvent, qui en a déposé la marque en 2005.

### Fédou
Le Fédou est une marque commerciale de fromage de brebis fabriqué en laiterie ou fromagerie sur le causse Méjean.

### Fondu creusois
Le fondu creusois est un mets traditionnel de la Creuse. Il était réalisé à partir du maigre fromage de montagne et, aujourd'hui, avec du camembert débité en fines lamelles. Celles-ci sont mises à bouillir dans un peu d'eau poivrée. Quand le fromage est fondu, on ajoute de la crème fraîche, un jaune d'œuf et une cuillerée de farine.

### Cachat
Le cachat (cacha), connu aussi sous le nom de « fort du Ventoux », est un fromage fort, élaboré tout autour du Ventoux et cousin de la pétafine ou de la cachaille. Généralement fabriqué à base de lait de chèvre, il peut l'être avec celui des brebis ou en mêlant les deux.

### Fourme d'Ambert
La fourme d'Ambert (forma, fourmo) est un fromage français de la région Auvergne (mais également du département de la Loire), créé à l'origine dans les environs d'Ambert (Puy-de-Dôme), et qui bénéficie d'une appellation d'origine contrôlée (AOC). C'est un fromage à base de lait de vache, à pâte persillée, non cuite et non pressée, à croûte sèche et fleurie, d'un diamètre de 13 cm, d'une hauteur de 19 cm et d'un poids avoisinant les 2,2 kg.

### Gaperon
Le gaperon (gaperoun) est une appellation fromagère française de Basse-Auvergne. Il est fabriqué avec du lait cru de vache et de la gaspe (babeurre en occitan) dans les fermes du Puy-de-Dôme.

### Laguiole

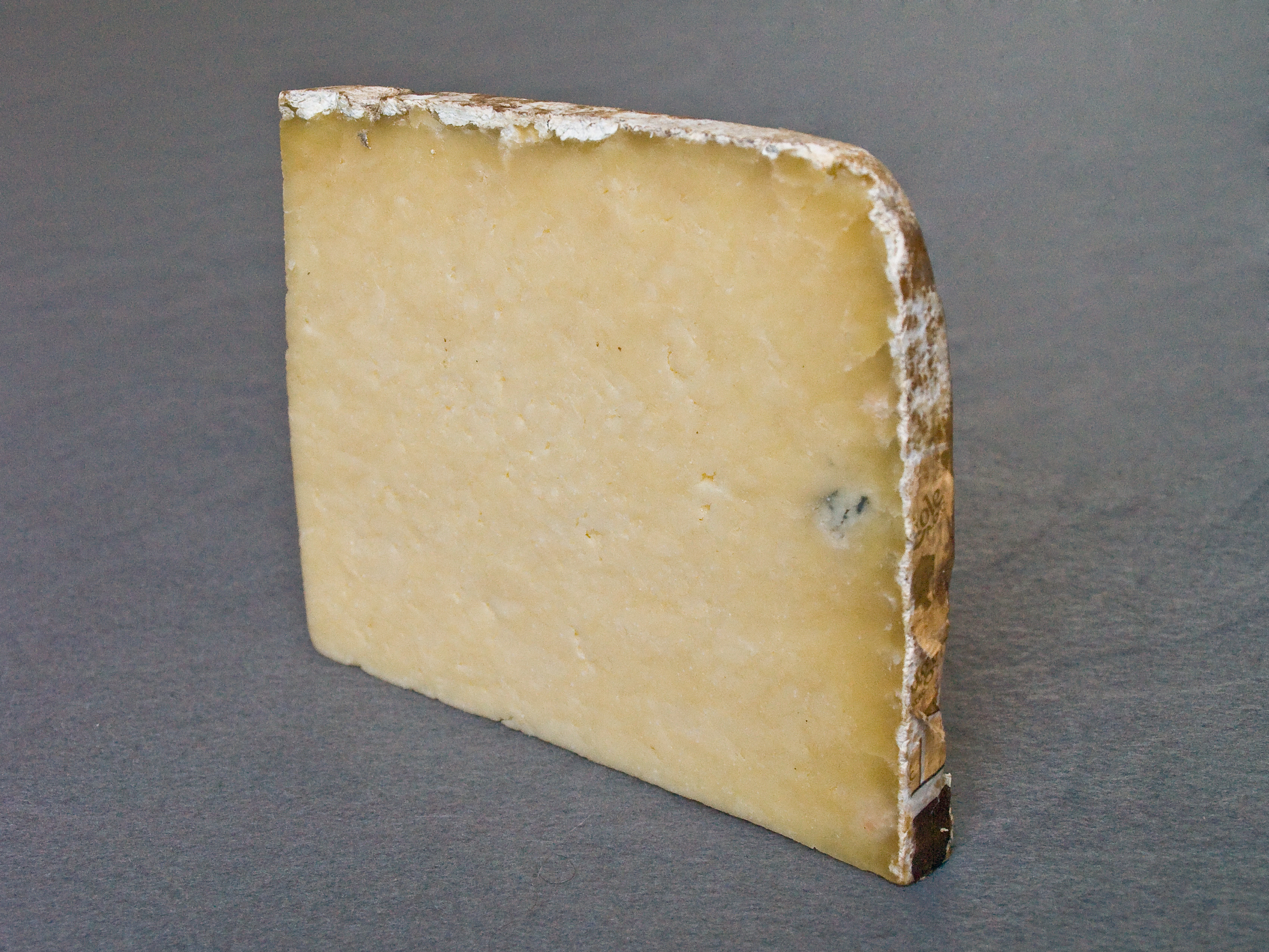
Tranche de laguiole.

Le laguiole (la Guiòla, laguiolo), parfois appelé fourme de Laguiole, est un fromage français de la région de l'Aubrac, qui doit son nom au village de Laguiole.

### Lévéjac

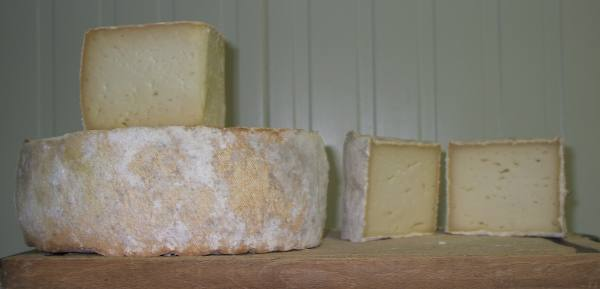
Lévéjac et Tome de Lévéjac.

Le Lévéjac et la Tome de Lévéjac sont des marques commerciales du GAEC Le Lévéjac désignant deux fromages fermiers de lait cru de brebis.

### Montségur au lait de chèvre
Le montségur au lait de chèvre (montsegur) est une tomme fabriquée par la marque Riches Monts, du groupe Sodiaal, dans la région de Montségur, au cœur des Pyrénées françaises, dans le pays des Cathares, dans les caves de Saint-Girons.

### Moulis
Le moulis (molins, moulins) est un fromage français fabriqué en Ariège. C'est un fromage à pâte pressée non cuite qui peut être élaboré à base de différents laits (brebis, chèvre ou vache).

### Ossau-iraty

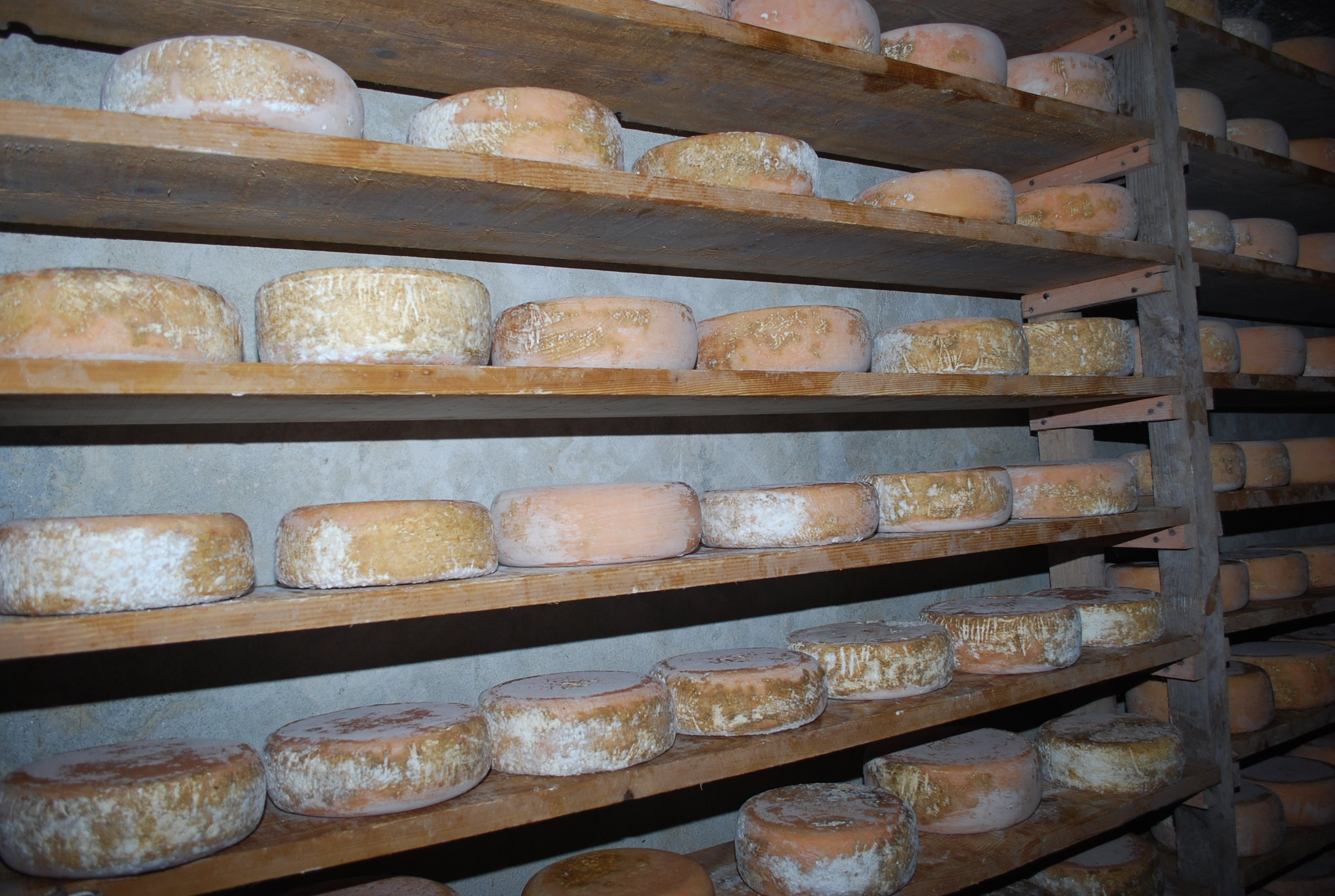
Affinage d'ossau-iraty en cave.

L'ossau-iraty est un fromage au lait de brebis à pâte pressée non cuite. Il provient des Pyrénées-Atlantiques.

### Ovalie
L'ovalie est un fromage artisanal élaboré en Corrèze, dans le Limousin. C'est un fromage à pâte molle à croûte naturelle, fait à base de lait de brebis. Quelques producteurs en ont fait également une marque commerciale.

### Pavé corrézien
Le pavé corrézien est un fromage a pâte pressée non cuite, à base de lait de vache, typique de la Corrèze, dans le Limousin.

### Pérail
Le pérail (peralh, peral) est une appellation fromagère française du Massif central aveyronnais. Il est élaboré à base du caillé de lait cru de brebis. Il se classe dans les fromages à pâte molle et à croûte fleurie.

### Pélardon

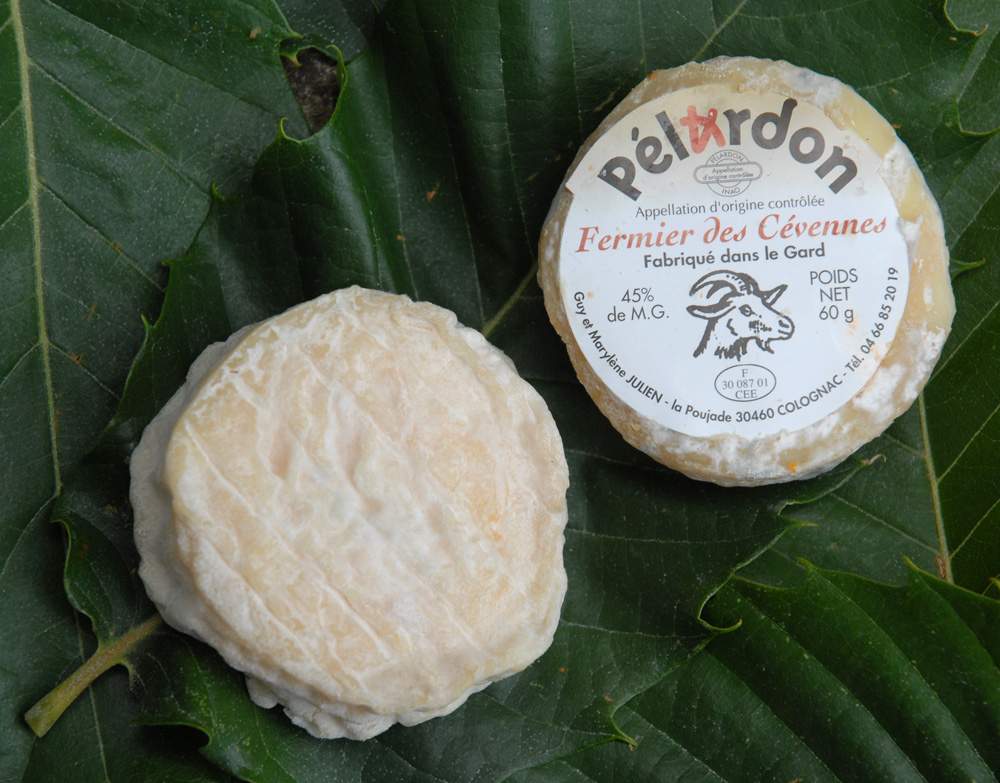
Pélardon fermier des Cévennes.

Le pélardon (pelardon, pelardoun), autrefois appelé paraldon, pélardou ou encore péraudou, est un fromage français de la région Languedoc-Roussillon.

### Picodon
Le picodon (picoudoun) est un fromage au lait cru de chèvre à pâte fraîche et à croûte fleurie blanche ou bleue, d'un poids moyen de 100 g.

### Poivre d'âne
Le poivre d'âne (pèbre d'ai) est un fromage français à pâte molle. Il est fabriqué en Provence à partir de lait de chèvre ou de vache.

### Rabarbe
La rebarbe, (rebarba, rebarbo) est une sorte de fromage fermenté à base de lait de brebis, produit dans le Gévaudan, les départements de l’Ardèche, l’Aveyron, le Gard, l’Hérault et la Lozère, et réservé à l’usage familial.

### Rocamadour
Le rocamadour (ròcamador, ròco-madour) est un fromage de chèvre produit dans le département du Lot et quelques communes des départements limitrophes. C'est un petit fromage rond et plat de 35 g environ.

### Rochebaron
Le rochebaron (ròchabaron, ròcho-baroun) est un fromage français de la région des monts de Haute-Loire, fabriqué à Beauzac. C'est un fromage à base de lait de vache, à pâte persillée, d'un poids moyen de 600 g.

### Recuite
La recuite (bescuècha, bescuècho) est une appellation désignant une préparation laitière de l'Aveyron sud. Le produit de base est la gaspe (petit lait) de fède (brebis) que l'on recueille lors de l'élaboration du pèral (pérail).

### Rogallais

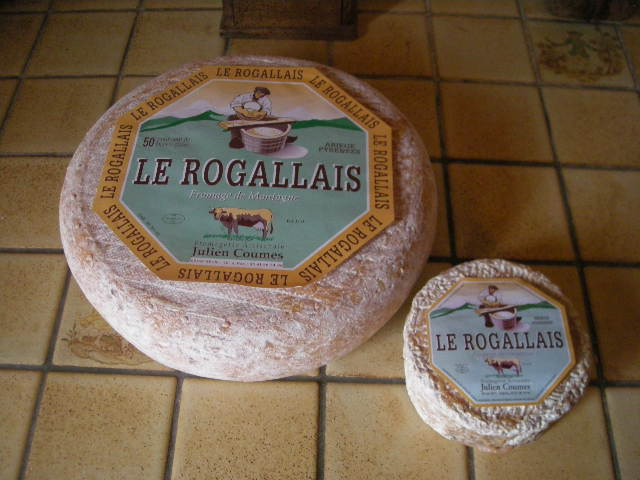
Rogallais.

Le rogallais (rogalés, rougalés) est un fromage français originaire de la région Midi-Pyrénées. Très exactement du Couserans, des montagnes de Rogalle, dans le département de l'Ariège. C'est un fromage à base de lait de vache, à pâte pressée non cuite, d'un poids moyen de 4,3 kg.

### Rogeret des Cévennes
Le rogeret des Cévennes est un fromage français originaire du département de l'Ardèche, dans le Vivarais et les Cévennes (Languedoc), mais il est aussi produit dans la région de Lyon.

### Roquefort

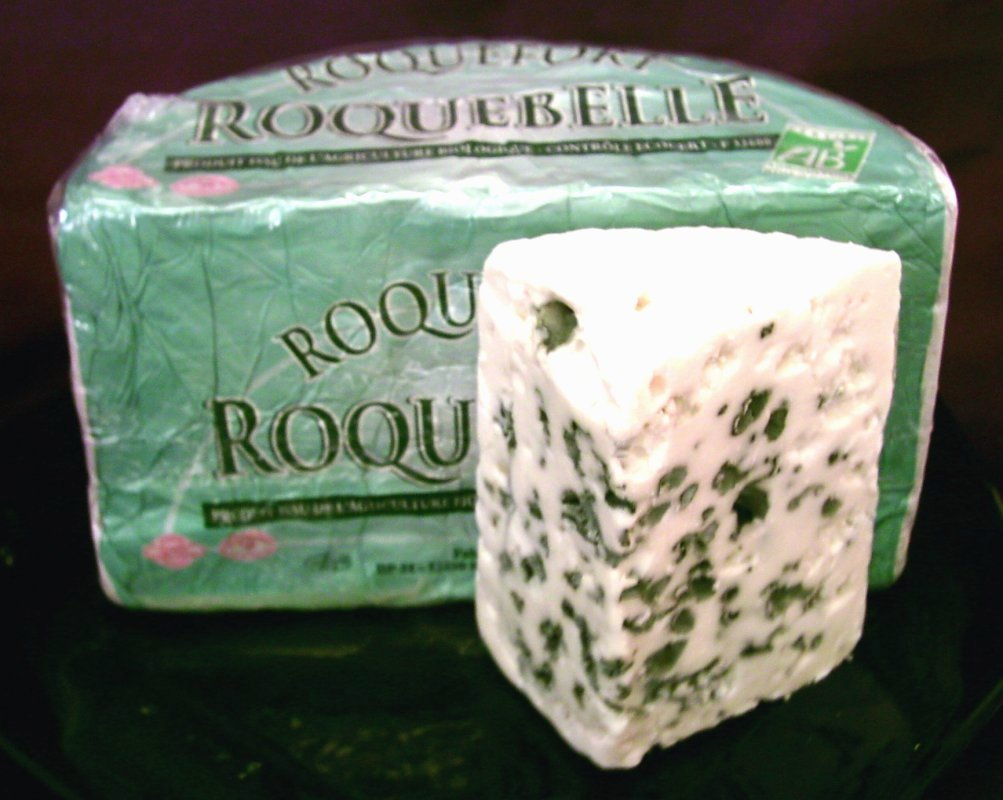
Roquefort.

Le roquefort (ròcafòrt, roco-fort) est une appellation fromagère française à pâte persillée, élaborée exclusivement avec des laits crus de brebis. Cette appellation n'existe aujourd'hui que sous une forme industrielle laitière. Il bénéficie d'une appellation d'origine (AO) depuis 1925, d'une appellation d'origine contrôlée (AOC) depuis 1979 et d'une appellation d'origine protégée (AOP) depuis 1996.

### Saint-nectaire
Le saint-nectaire est un fromage de la région d'Auvergne, à pâte pressée non cuite, de forme circulaire. Il est fabriqué à partir de lait de vache cru (saint-nectaire fermier, non fabriqué en laiterie) ou pasteurisé (saint-nectaire laitier qui, comme son appellation l'indique, est fabriqué en laiterie).

### Salers

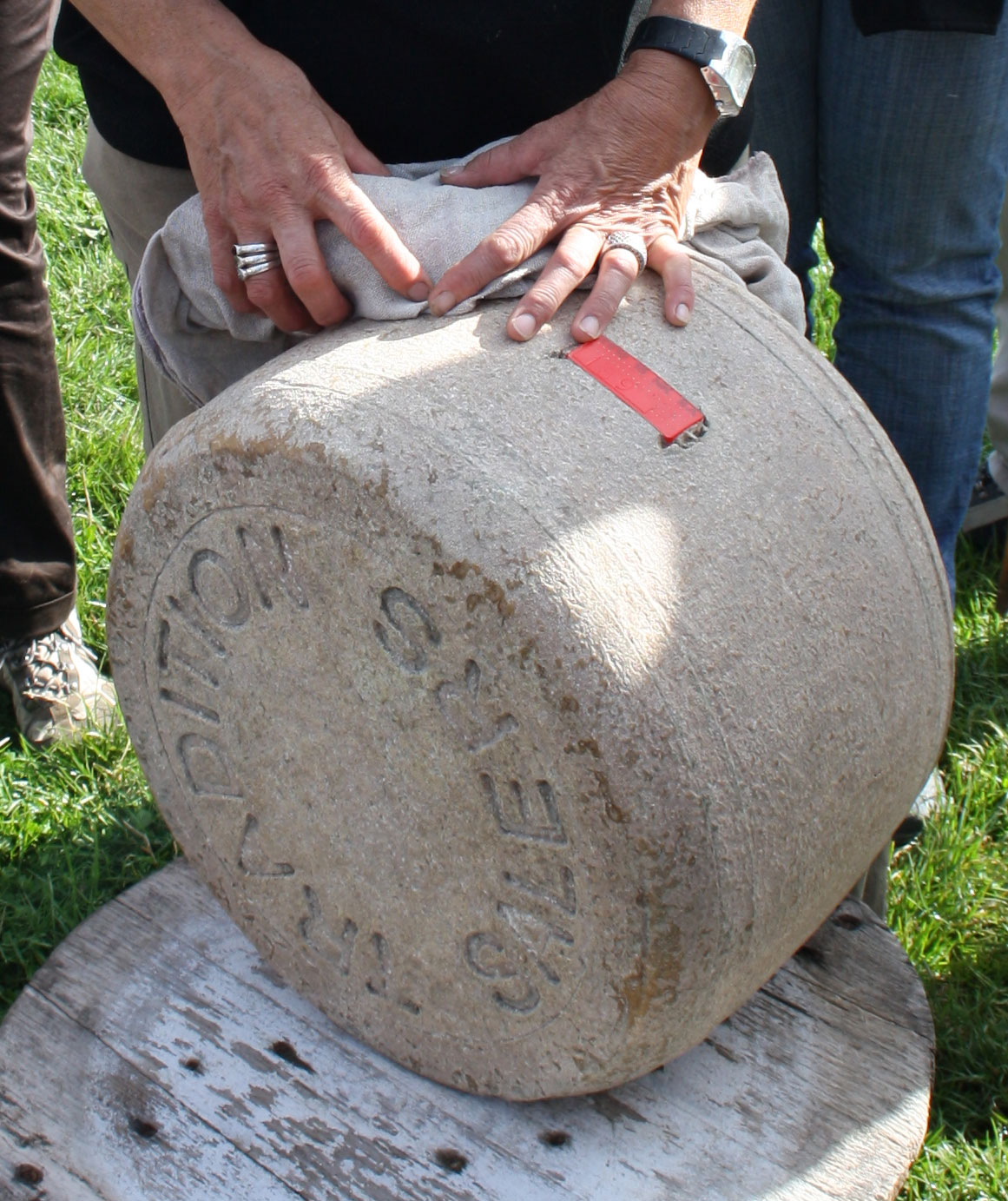
Fromage salers tradition.

Le salers est un fromage au lait cru de vache, élaboré dans une partie de l'Aveyron, du Cantal, de la Corrèze et du Puy-de-Dôme. Ce fromage à pâte pressée non cuite est exclusivement un fromage fermier élaboré durant l'été.

### Tomme d'Arles
La tomme d'Arles (toma d'Arle, toumo d'Arle) est un fromage à pâte molle, fabriqué artisanalement à base de lait de brebis dans des moules ronds, par une vingtaine de producteurs dont la plupart se situent dans les régions d'Avignon et de Nîmes. Cette tomme ronde au départ, prend lors de son affinage une forme rectangulaire, les fromages étant stockés côte à côte. Cette brique a alors 5 à 6 cm de côté et une épaisseur de 1,5 cm. Lors de sa commercialisation, elle est ornée d'une feuille de laurier.

### Tomme de Provence

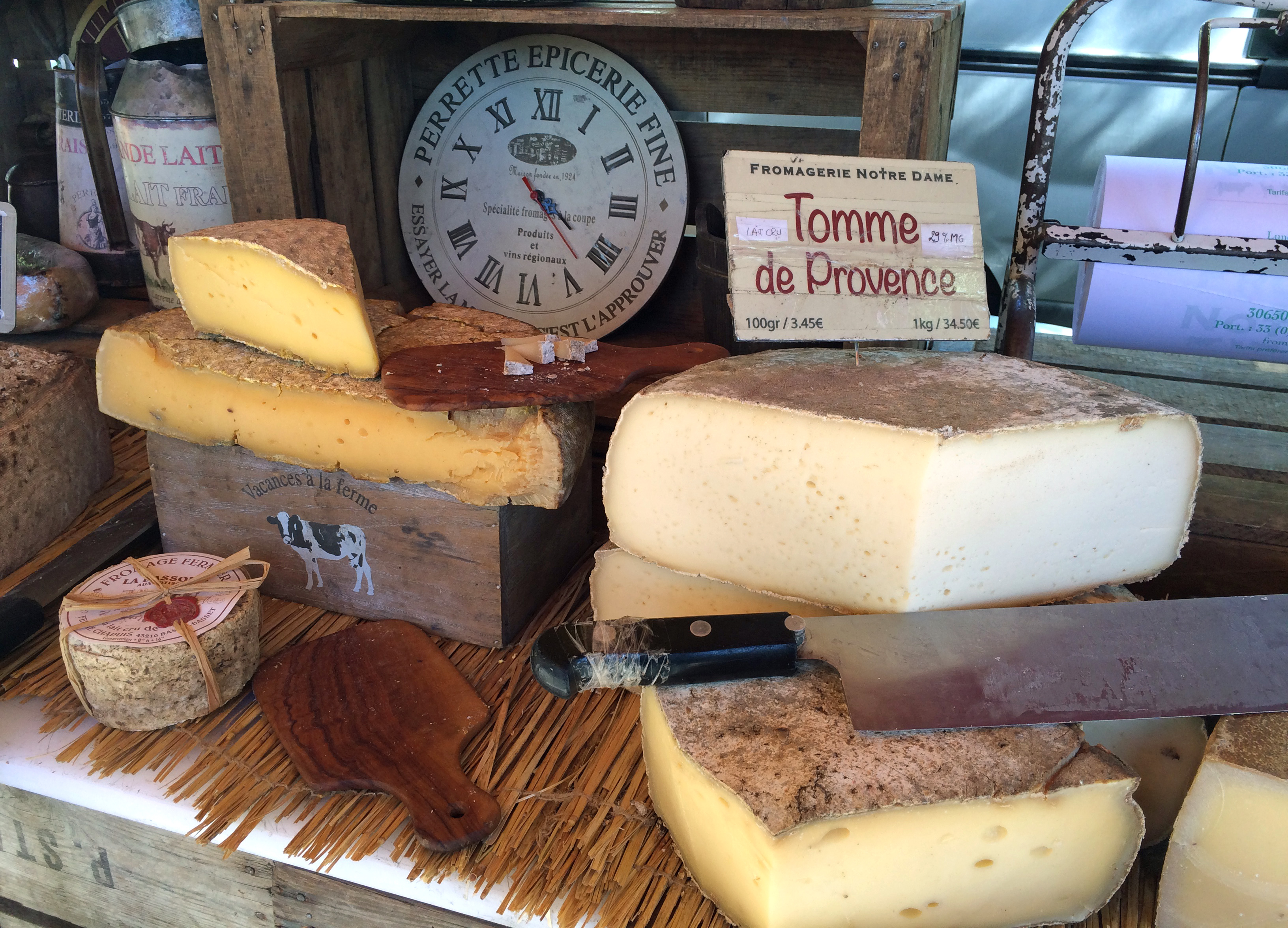
Tomme de Provence dans une fromagerie d'Arles.

La tomme de Provence (toma de Provença, toumo de Prouvènço), dite aussi « tomme à l'ancienne », est un fromage à pâte molle et à croûte fleurie, dont la fabrication est traditionnelle dans toute la Provence. Élaborée uniquement à base de lait cru de chèvre, son histoire se perd dans la nuit des temps puisqu'elle serait fabriquée, selon la même technique, depuis le Néolithique, comme l'attestent les antiques faisselles retrouvées par les archéologues sur des sites où se pratiquait l'élevage caprin. Ces tommes, suivant les lieux de production, se présentent soit sous la forme d'un petit palet d’environ 6 à 7 cm de diamètre et de 1 à 2 cm de hauteur ou d'un palet un peu plus grand de 8 cm de diamètre et de 2 à 3 cm, de haut pour un poids de 100 g. En fonction du temps d'affinage, elles se présentent généralement avec une croûte fleurie, très fine, poudreuse et souple qui peut évoluer jusqu'à une couleur marron ou cendrée. La croûte recouvre une pâte blanche brillante, avec un léger arôme lactique, qui va de crémeuse à coulante,.

### Tomme du Champsaur
La tomme du Champsaur (toma de Champsaur, toumo de Champsaur) est un fromage à pâte pressée non cuite.

### Tomme des Pyrénées
IGP

### Tomme de l'Ubaye
La tomme de l'Ubaye (toma d'Ubaia, toumo d'Ubaio) est un fromage de la vallée de l'Ubaye, dans les Alpes-de-Haute-Provence. C'est un fromage au lait de vache, à pâte molle et à croûte fleurie. Il a environ 10 cm de diamètre et une épaisseur de 6 cm.

### Trappe Échourgnac
Le Trappe Échourgnac est un fromage fabriqué depuis 1868 en l'abbaye d'Échourgnac (Dordogne).

### Truffade

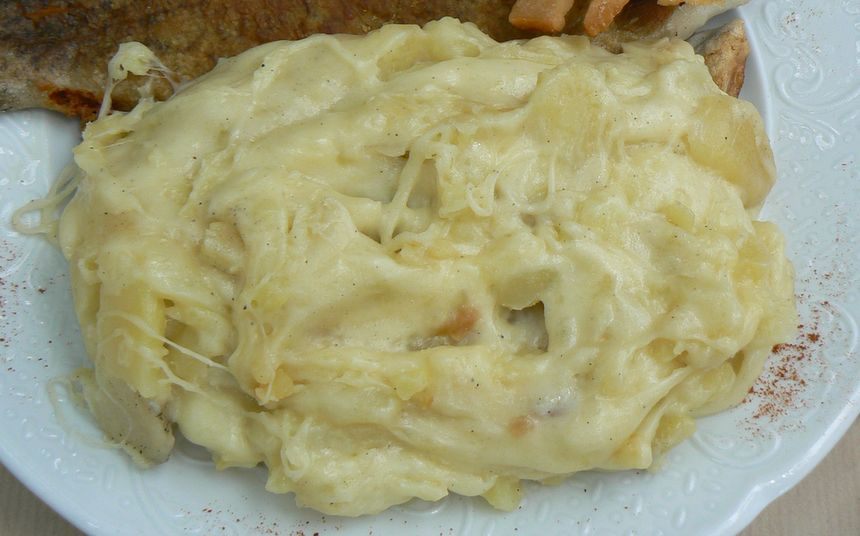
Truffade.

La truffade (trufada, trufado) est un mets de l'Aveyron septentrional et du Cantal méridional, élaboré à base de pommes de terre, de tome fraîche de cantal ou de laguiole, ainsi que de lard grillé.

## Boissons

### Apéritifs et liqueurs de Forcalquier

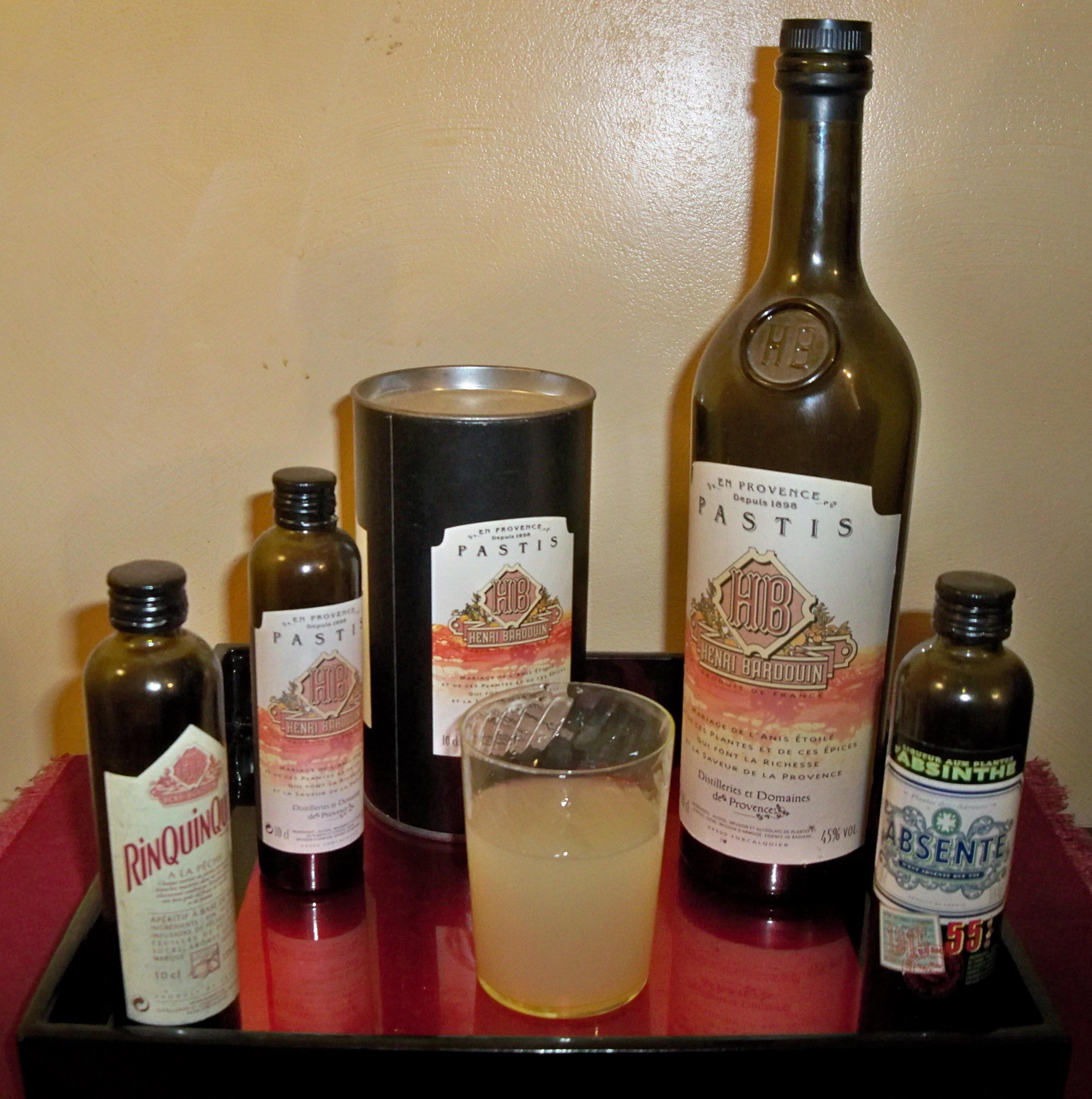
Apéritifs de la Distillerie de Provence.

Fondée à Forcalquier, en 1898, sous le nom de Distillerie de Provence, aujourd'hui devenue Distilleries et Domaines de Provence, cette maison fabrique et commercialise des apéritifs et liqueurs de tradition, à base d'herbes aromatiques, cueillies dans la montagne de Lure.

### Cacolac
Cacolac est une boisson lactée au cacao, créée en 1954, par les familles Lanneluc et Lauseig à Bordeaux.

### Cartagène
La cartagène est une boisson alcoolisée de type mistelle, consommée à l'apéritif. Typique du Languedoc, elle est issue de l'assemblage de 80 % de moût de raisin frais et de 20 % d'eau-de-vie de vin.

### Castagnou
Le castagnou est un apéritif typiquement ardéchois, mélangeant de la liqueur de châtaigne et du vin blanc, à raison d'un tiers de liqueur pour deux tiers de vin.

### Eaux-de-vie de la Distillerie Manguin
Installée depuis un demi-siècle dans l'île de la Barthelasse, cette distillerie artisanale produit des eaux-de-vie blanches de fruits, en particulier la poire Williams.

### Élixir du révérend Père Gaucher
L'Élixir du révérend Père Gaucher, dit encore « norbertine », est une liqueur élaborée initialement à l'abbaye Saint-Michel de Frigolet, par les prémontrés, ou pères blancs.

### Gambetta

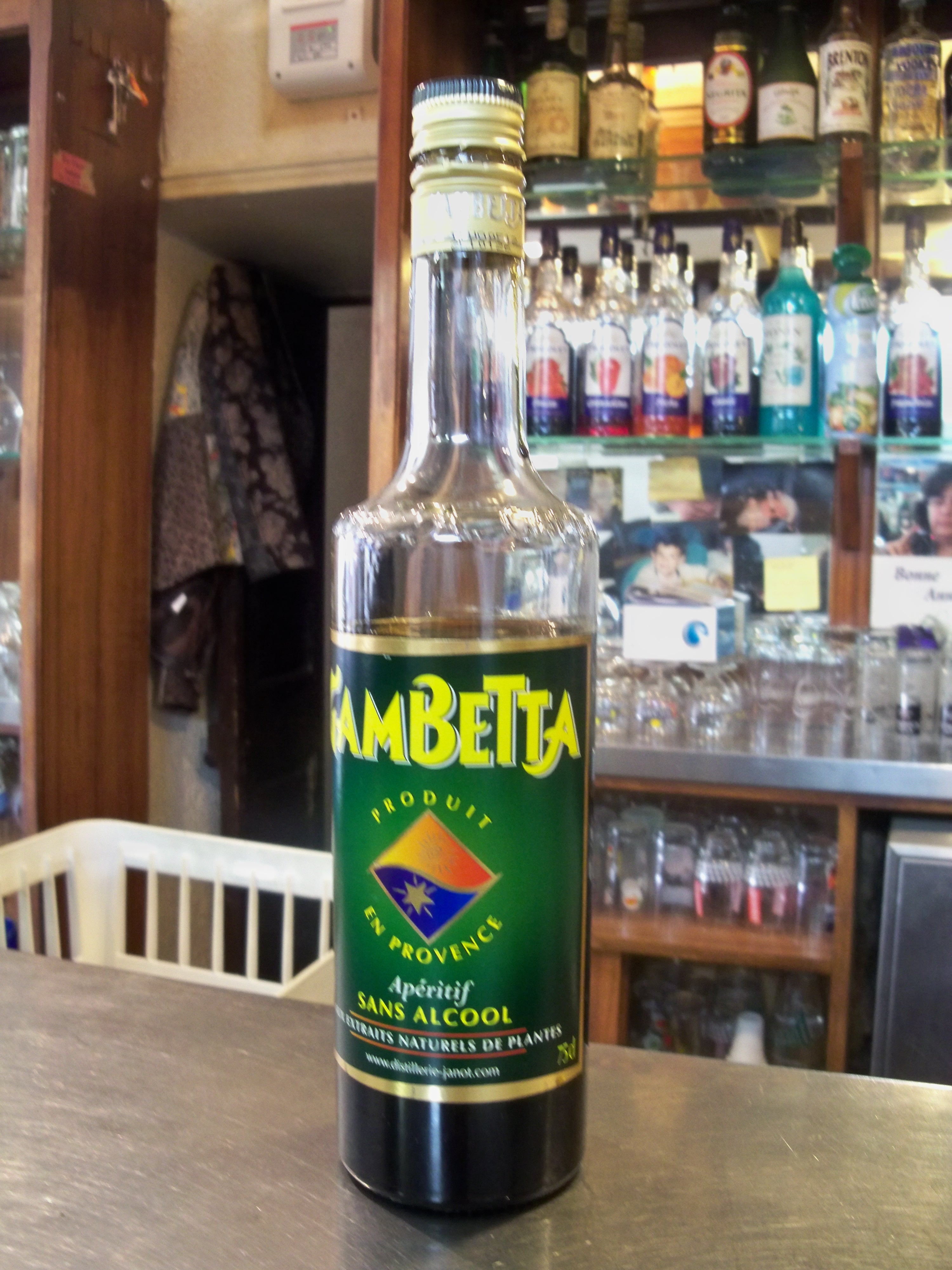
Gambetta dans un bar des Alpes-de-Haute-Provence.

Le Gambetta est un sirop d'origine provençale ancienne, que l'on trouve principalement dans le sud de la France. Il est obtenu par macération de plantes, de fruits et d'écorces de plantes (une cinquantaine, dont la mandarine, la gentiane) et additionné de caramel, de sucre, d'acide citrique, de sirop de glucose et de sirop de fructose.

### Garhiofilatum
Le garhiofilatum est un vin médiéval élaboré avec des épices et des plantes. Sa fabrication date du XIIe siècle et était faite dans la région de Montpellier, dont le port de Lattes recevait les épices venues d'Orient.

### Génépi
Cette liqueur alpine, considérée comme typique de la Savoie est aussi élaborée dans les Alpes du Sud.

### Get 27

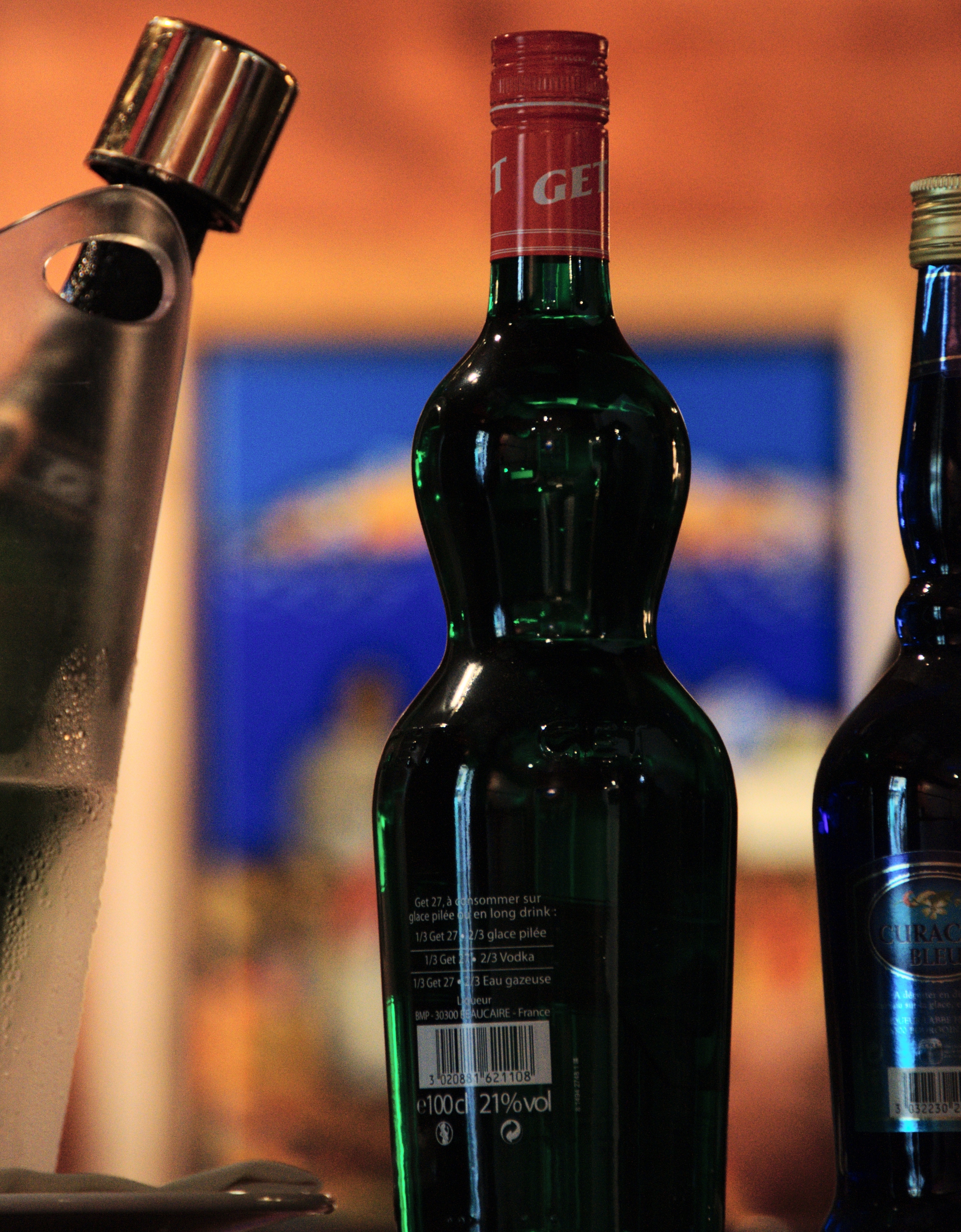
Bouteille de Get 27.

Le Get 27 est une marque de liqueur. La société productrice a été créée à la fin du XVIIIe siècle, d'abord sous le nom de Pippermint.

### Lérina
Cette liqueur est une production des moines de l'abbaye de Lérins, et le résultat de la macération et de la distillation de 44 plantes différentes, dont la majorité est issue de l'île (géranium rose, thym, romarin, etc.).

### Lillet
Le Lillet est un apéritif à base de vin de Bordeaux (85 %) et de liqueurs de fruits (15 %). Il est élaboré à Podensac, près de Bordeaux. Il nécessite plusieurs mois de macération dans l’alcool de fruits (oranges douces du sud de l'Espagne, oranges amères d'Haïti, oranges vertes du Maroc ou de Tunisie, quinquina du Pérou).

### Liqueur de gentiane
La liqueur de gentiane est une boisson apéritive amère et alcoolisée, fabriquée par macération et distillation de racines de gentiane jaune d'Auvergne (Gentiana lutea) qui lui confèrent son amertume bien spécifique.

### Marquisette
La marquisette est une boisson alcoolisée, que l'on trouve notamment en Ardèche, dans la Haute-Loire et dans le département de la Drôme.

### Myro
Le myro est un apéritif mélangeant de la crème de myrtille des montagnes d'Ardèche et du vin rosé, à raison d'une dose de crème pour sept doses de vin. Il a été promu au rang d'apéritif vigneron dans tout le vignoble de la vallée du Rhône par Inter Rhône.

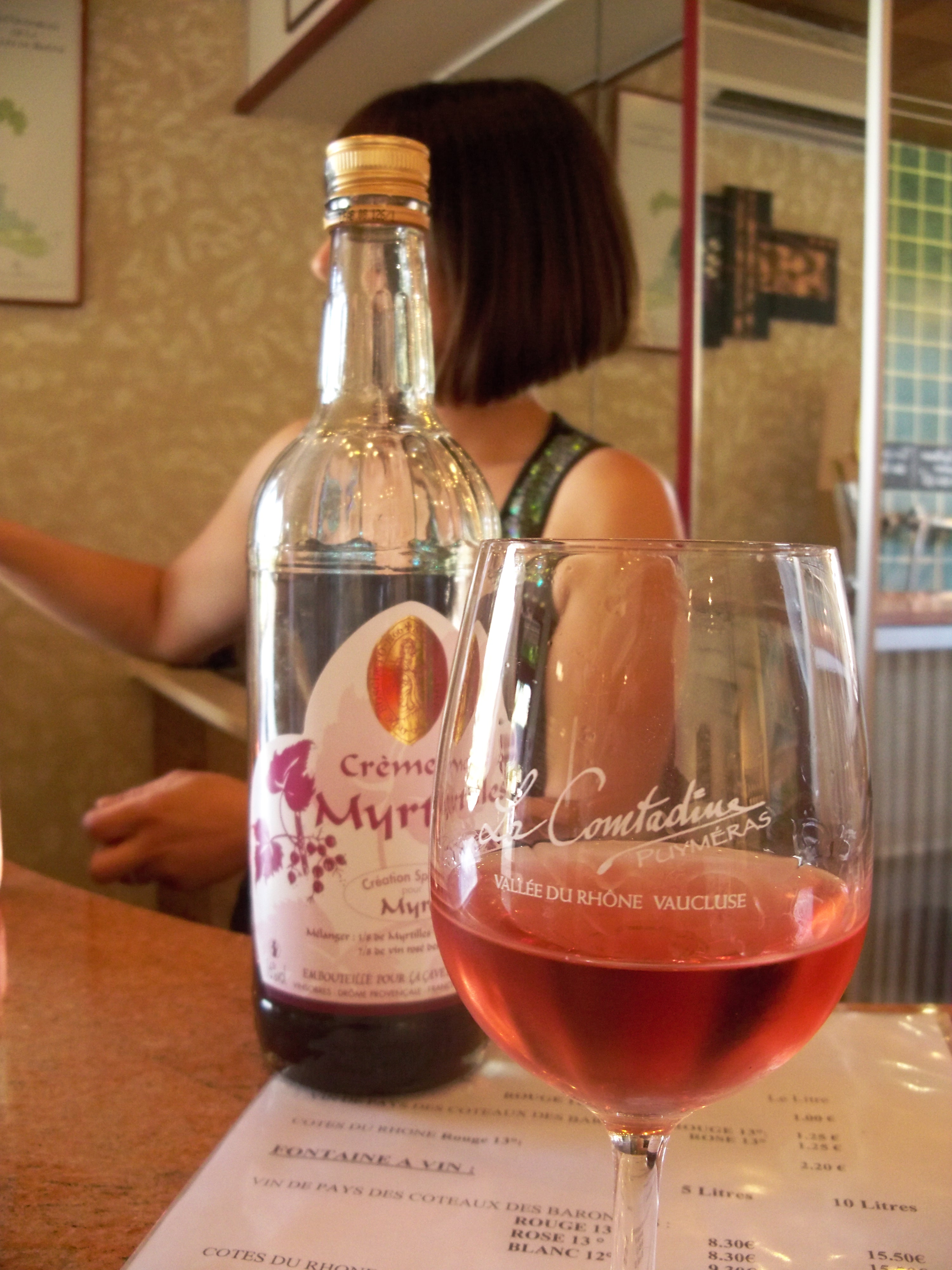
Crème de myrtille et myro.
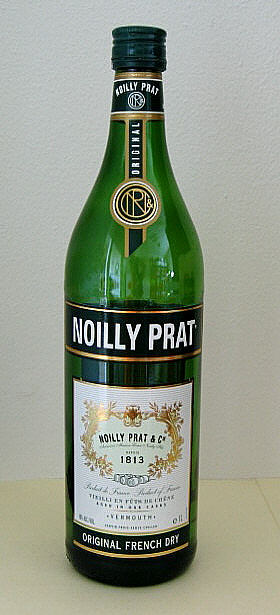
Bouteille de Noilly Prat.

### Noilly Prat
Le Noilly Prat est un vermouth, élaboré à Marseillan, qui vise à reconstituer le goût du vin importé en bateau et exposé sur le pont au soleil et aux embruns. Il assemble deux cépages blancs issus de la région, le picpoul, variété de plaine, et la clairette, variété de coteau.

### Origan du Comtat
L'origan du Comtat, liqueur produite à base d'origan, est une spécialité de la Distillerie A. Blachère, une des plus anciennes de Provence, qui était alors installée à Avignon. Elle fut créée par Auguste Blachère, vers 1870, et devint rapidement l'un des digestifs les plus célèbres de France.

### Pastis

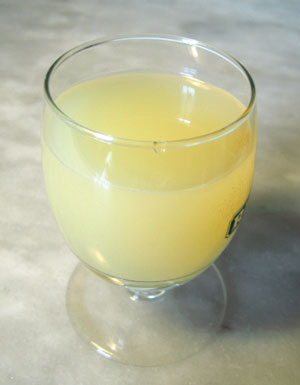
Un verre de pastis.

Le pastis (de l'occitan provençal pastís : « pâté », ou « mélange ») est le nom donné à des boissons alcoolisées parfumées à l'anis. Il est le résultat de la macération de plusieurs plantes : le fenouil et la réglisse. Le fenouil a été remplacé par la badiane chinoise, dont les fruits sont beaucoup plus riches en anéthol. Il se boit en apéritif, complété avec de l'eau.

### Verveine du Velay

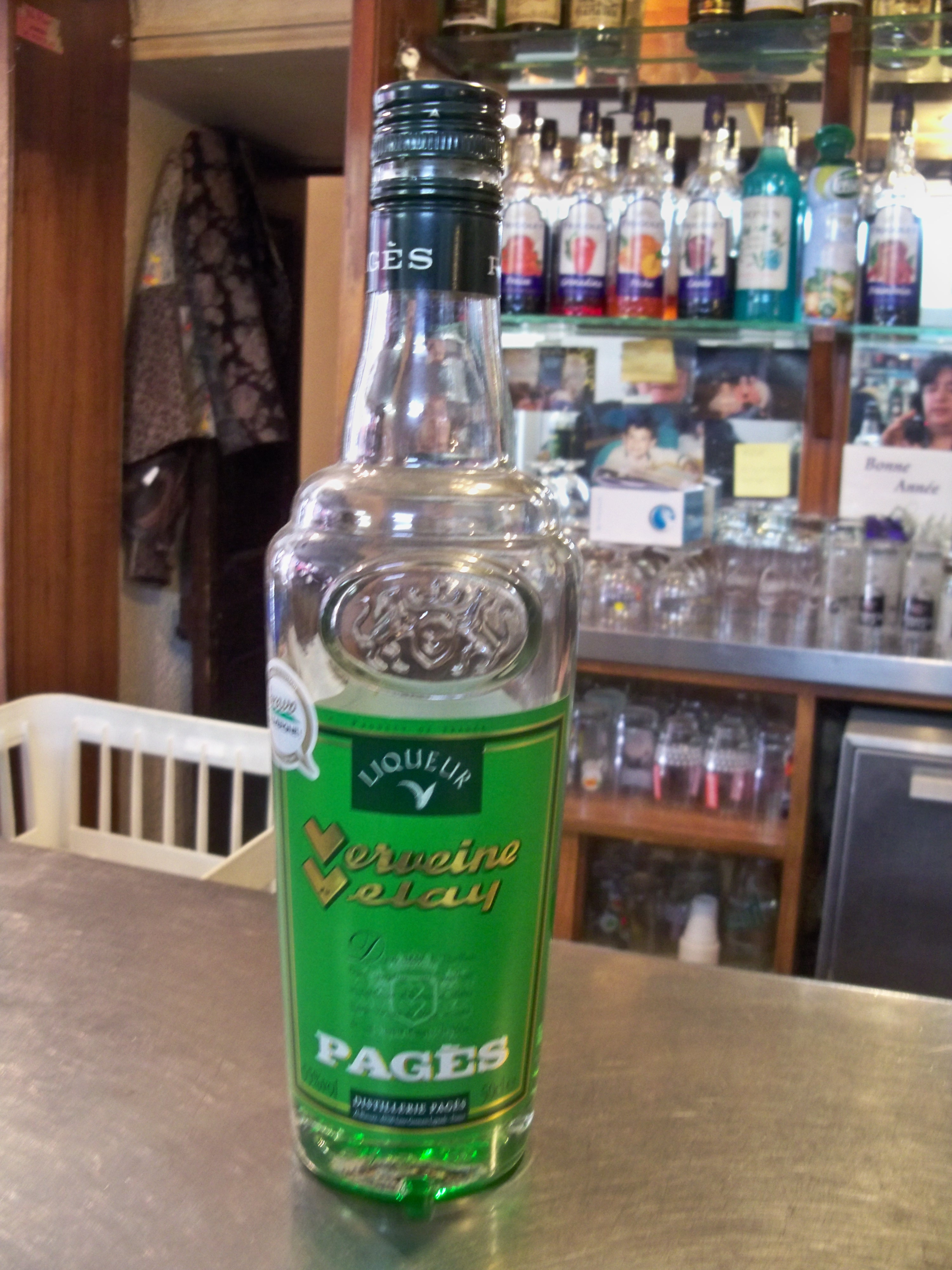
Verveine du Velay verte.

La Verveine du Velay est une liqueur dont l'élaboration est faite à partir de 32 plantes, dont la verveine cultivée, et qui est vieillie en fût de chêne.

## Eaux minérales

### Arcens
Arcens est une marque française d'eau minérale gazeuse, dont la source se trouve à Arcens, dans le département de l'Ardèche. Cette eau minérale puise sa minéralisation et sa fraîcheur légèrement pétillante dans les roches volcaniques des montagnes de la Haute-Ardèche.

### Eau de source de Sainte-Cécile

Logo de l'eau de source de Sainte-Cécile.

L'eau de source de Sainte-Cécile provient de forages réalisés en nappe profonde sur le territoire de Cairanne, dans le département du Vaucluse. Pour des raisons de stratégie commerciale, ces eaux ont pris le nom de la commune voisine Sainte-Cécile-les-Vignes.

### La Salvetat
La Salvetat est une marque d'eau minérale naturelle pétillante, appartenant au groupe agroalimentaire français Danone, division Eaux. Sa source se situe à La Salvetat-sur-Agout, au cœur du parc naturel régional du Haut-Languedoc (département de l'Hérault).

### Perrier

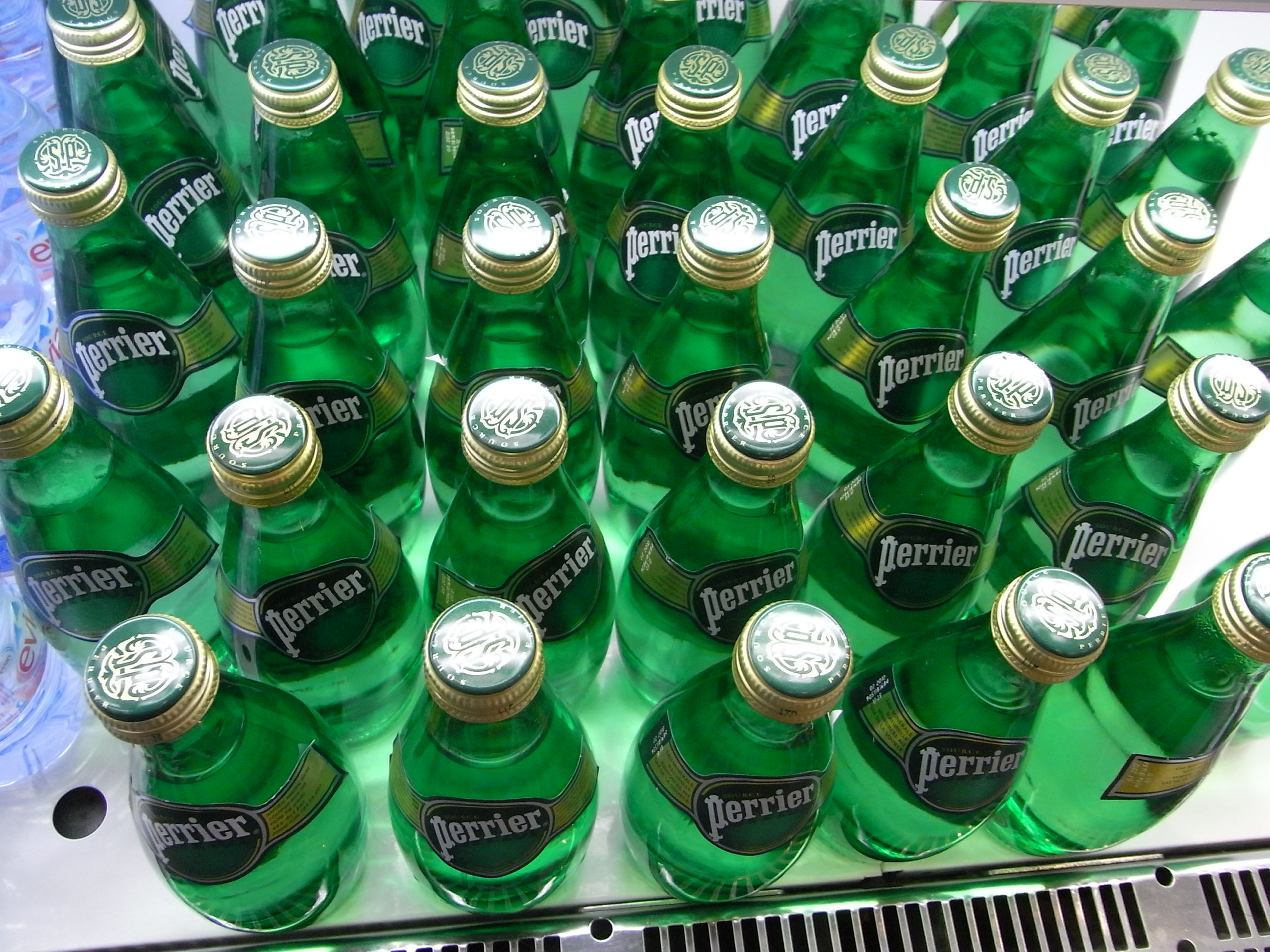
Bouteilles de Perrier.

Perrier est une eau minérale gazeuse issue de la source des Bouillens, nommée depuis 1903 source Perrier. Sa source se situe à Vergèze, dans le Gard, à 15 km de Nîmes.

### Quézac
Quézac est une marque d'eau minérale naturelle gazeuse, appartenant à Nestlé Waters, division Eau du groupe suisse Nestlé, depuis 1992. Sa source se situe à Quézac, dans le département de la Lozère, à 30 km de Mende.

### Reine des Basaltes
La Reine des Basaltes est une eau minérale gazeuse qui prend sa source en Ardèche, dans la commune d'Asperjoc. Cette eau est connue pour ses propriétés thérapeutiques.

### Vals

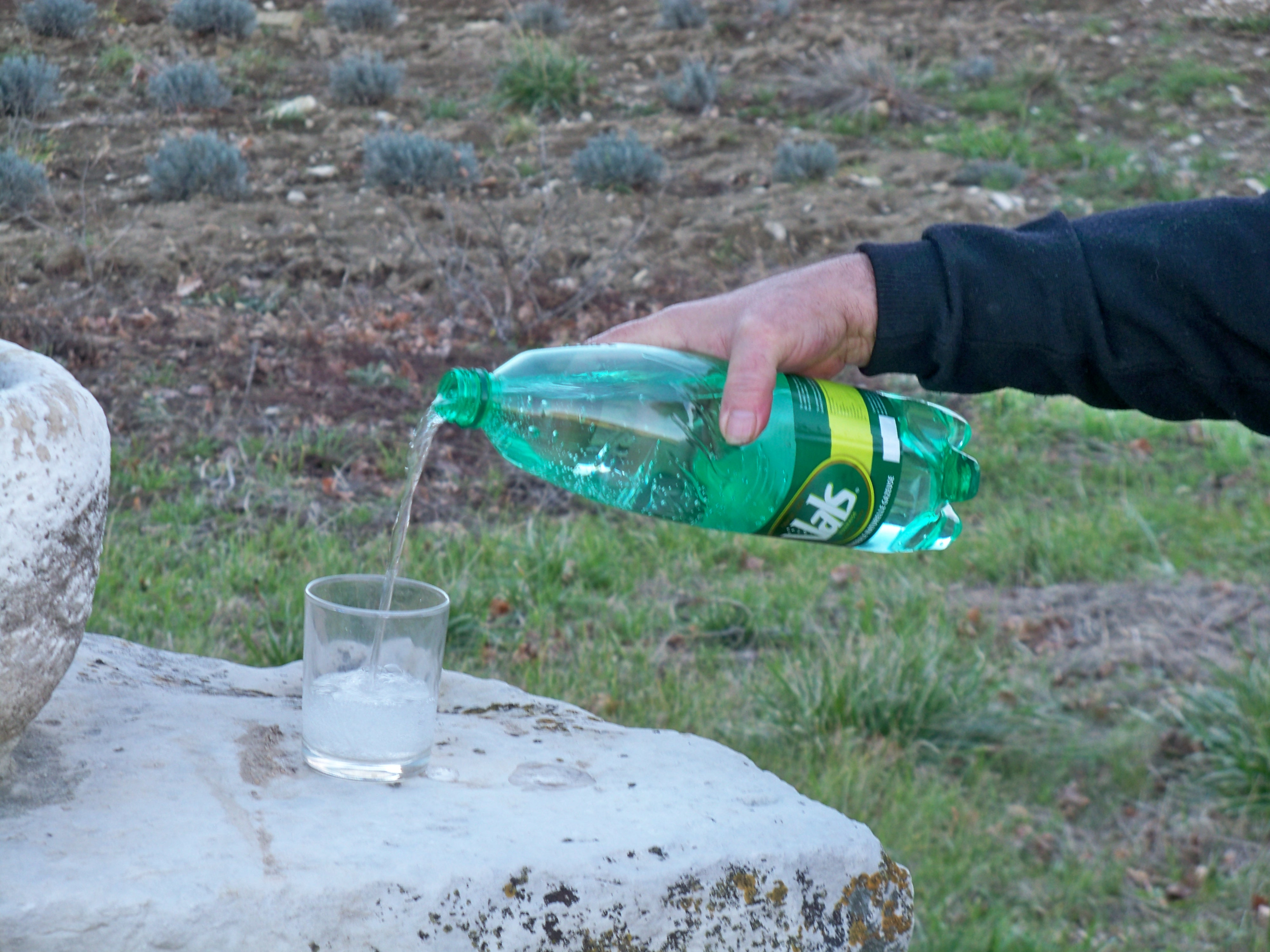
Eau de Vals.

Vals est une marque d'eau minérale gazeuse, dont la source est située à Vals-les-Bains en Ardèche, près d'Aubenas.

### Volvic

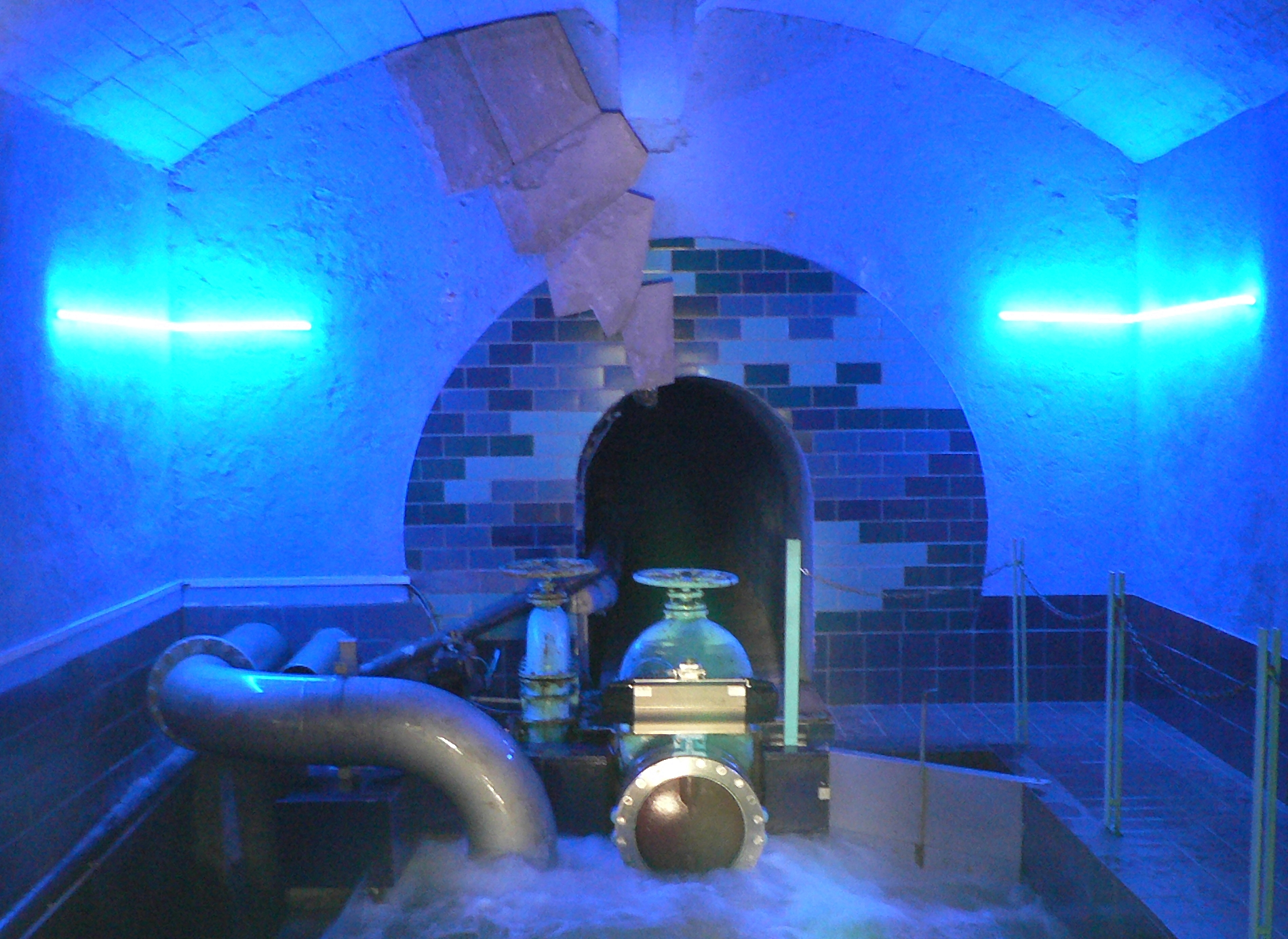
Captage à la source de Volvic.

Volvic est une marque d'eau minérale appartenant au groupe agroalimentaire français Danone, division Eaux. Sa source se situe à Volvic, dans le département du Puy-de-Dôme, en Auvergne.

## Vins
À de rares exceptions près, l'ensemble des vins se présente en rouge, rosé et blanc. En fonction de leur robe, ils peuvent traditionnellement accompagner les viandes rouges ou blanches, le gibier ou les venaisons, les poissons d'eau douce ou de mer, toute la cuisine occitane et même les desserts, avec les vins doux naturels du département de Vaucluse et du Languedoc.

### Bordeaux
Le vignoble de Bordeaux se trouve autour de la ville éponyme. C'est le plus important vignoble d'appellation de France. Il produit trois appellations régionales : bordeaux, bordeaux supérieur et crémant de Bordeaux. Il est aussi divisé en zones sous-régionales qui regroupent des AOC homogènes.
Le vignoble du Médoc est exclusivement consacré au vin rouge, de grands vins rouges de garde, dont quatre domaines sont classés premiers grands crus dans la classification officielle des vins de Bordeaux de 1855. Situé au nord de Bordeaux, il regroupe deux AOC sous-régionales, médoc et haut-médoc, et six AOC locales : margaux, moulis-en-médoc, listrac-médoc, saint-julien, pauillac et saint-estèphe.

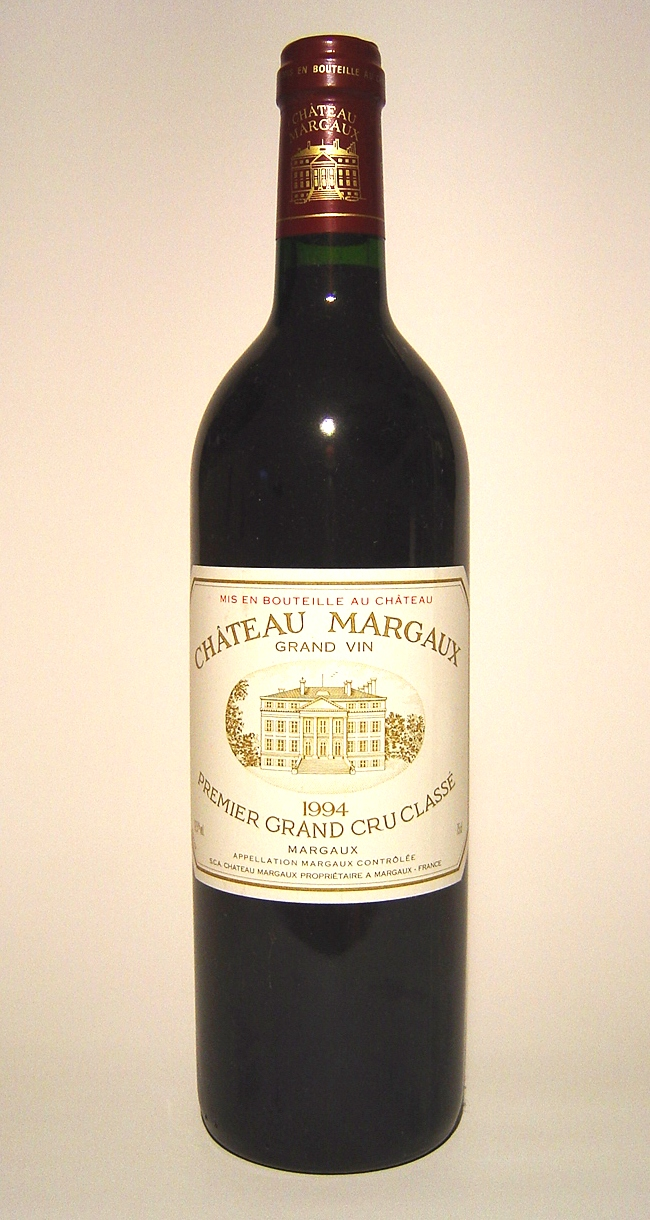
Château Margaux.
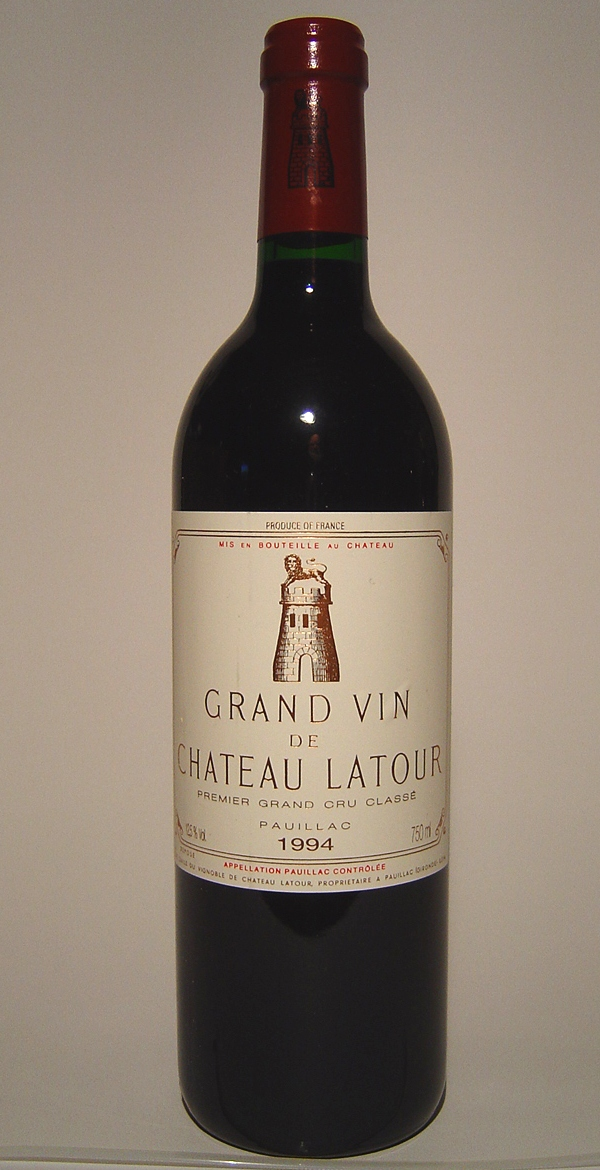
Château Latour.
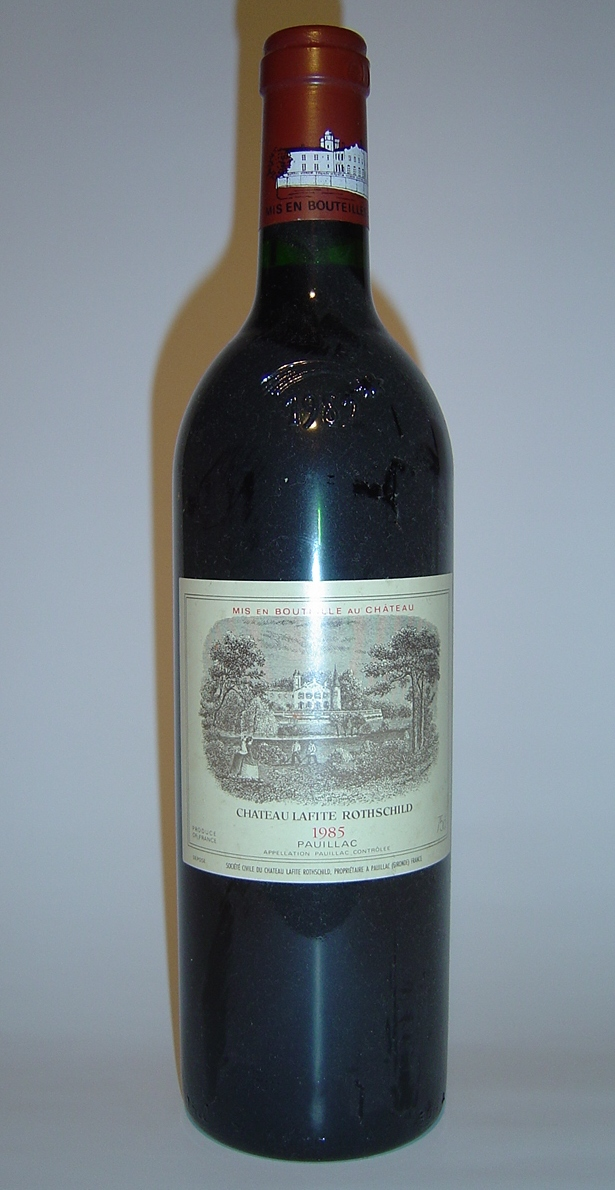
Lafite-Rothschild.

Le vignoble des Graves s'étend au sud de Bordeaux, le long de la rive gauche de la Garonne, jusqu'à Langon, sur une trentaine de kilomètres. Il produit des vins des trois couleurs et des vins moelleux. C'est la seule entité où un classement pour les vins blancs secs a été fait. Un grand cru est concerné par la Classification officielle des vins de Bordeaux de 1855, mais un classement a été établi dans les années 1950 pour tenir compte des châteaux prestigieux qui n'avaient pas bénéficié de classement en 1855. Outre les sous-régionales graves et graves-supérieures, elle comporte deux appellations communales ou locales : pessac-léognan et cérons.
Le vignoble du Sauternais regroupe deux appellations de vins liquoreux, sauternes et barsac. Trois AOC de l'autre côté de la Garonne, cadillac, loupiac et sainte-croix-du-mont, produisent des vins du même style. Ces communes bénéficient d'un climat particulier : les brouillards matinaux dus à la rivière Ciron, suivis d'après-midis ensoleillés, favorisent la pourriture noble. De très grands vins liquoreux y sont produits, le plus prestigieux étant classé premier cru supérieur en 1855.
Le vignoble de l'Entre-deux-Mers est situé entre les rivières Garonne et Dordogne. La zone produit des vins des trois couleurs, mais la production est majoritairement du vin blanc sec. Ce n'est pas une zone classée pour ses crus, mais des vins de qualité y existent. L'appellation entre-deux-mers est sous-régionale, pouvant être revendiquée dans les autres zones délimitées.
Le vignoble du Libournais est situé sur la rive droite de la Dordogne, en amont du confluent avec l'Isle. Elle est renommée par les zones très qualitatives des appellations saint-émilion, saint-émilion grand cru et pomerol. Elle produit majoritairement du vin rouge, c'est la patrie du merlot N, qui domine quantitativement les autres cépages dans les assemblages.
Le vignoble du Blayais et du Bourgeais est une région qui produisait autrefois beaucoup de vin blanc, la limite avec le cognac étant floue. La délimitation l'ayant classé dans le vignoble bordelais, il produit du vin blanc destiné à la production du crémant de Bordeaux, mais la surface dédiée au rouge est en augmentation.

### Languedoc
Dans le vignoble du Languedoc-Roussillon, de nombreux vins appartiennent à la cuisine occitane (ceux du Roussillon sont à rattacher à la zone de parler catalan).
Cette vaste région viticole produit des vins variés. Toutefois, la majorité concerne des vins rouges et, pour des terroirs particuliers, des vins doux naturels et des vins blancs et rosés.
Une appellation régionale, languedoc, a remplacé l'ancien nom « coteaux-du-languedoc ». Cette appellation est divisée en quinze terroirs dont le nom peut suivre celui de l'AOC générale. Elle s'étend du nord de l'Aude au sud du Gard, en englobant la majorité de l'Hérault. Les appellations cabardès, corbières, corbières-boutenac, faugères, fitou, malepère, minervois, minervois-la-livinière et saint-chinian sont des AOC sous-régionales ou locales. Elles sont toutes tricolores, blanc, rouge et rosé, bien que le vin rouge domine et que le vin blanc soit souvent une simple diversification de la production.
Les vins doux naturels sont à base de muscat blanc à petits grains B. Leur production est disséminée là où le terroir leur est favorable. Il s'agit du muscat de Saint-Jean-de-Minervois, du muscat de Mireval, du muscat de Lunel et du muscat de Frontignan. Leurs zones permettent une maturité exceptionnelle, gage de sucrosité et d'arômes du vin.
La région de Limoux produit des vins effervescents depuis plusieurs siècles, avant même l'invention du champagne, à base du cépage mauzac B : la blanquette de Limoux. La création du crémant de Limoux a entériné l'introduction de cépages exogènes, le chardonnay B et le chenin B. Des vins tranquilles blancs et rouges sont concernés par l'AOC limoux.

### Provence

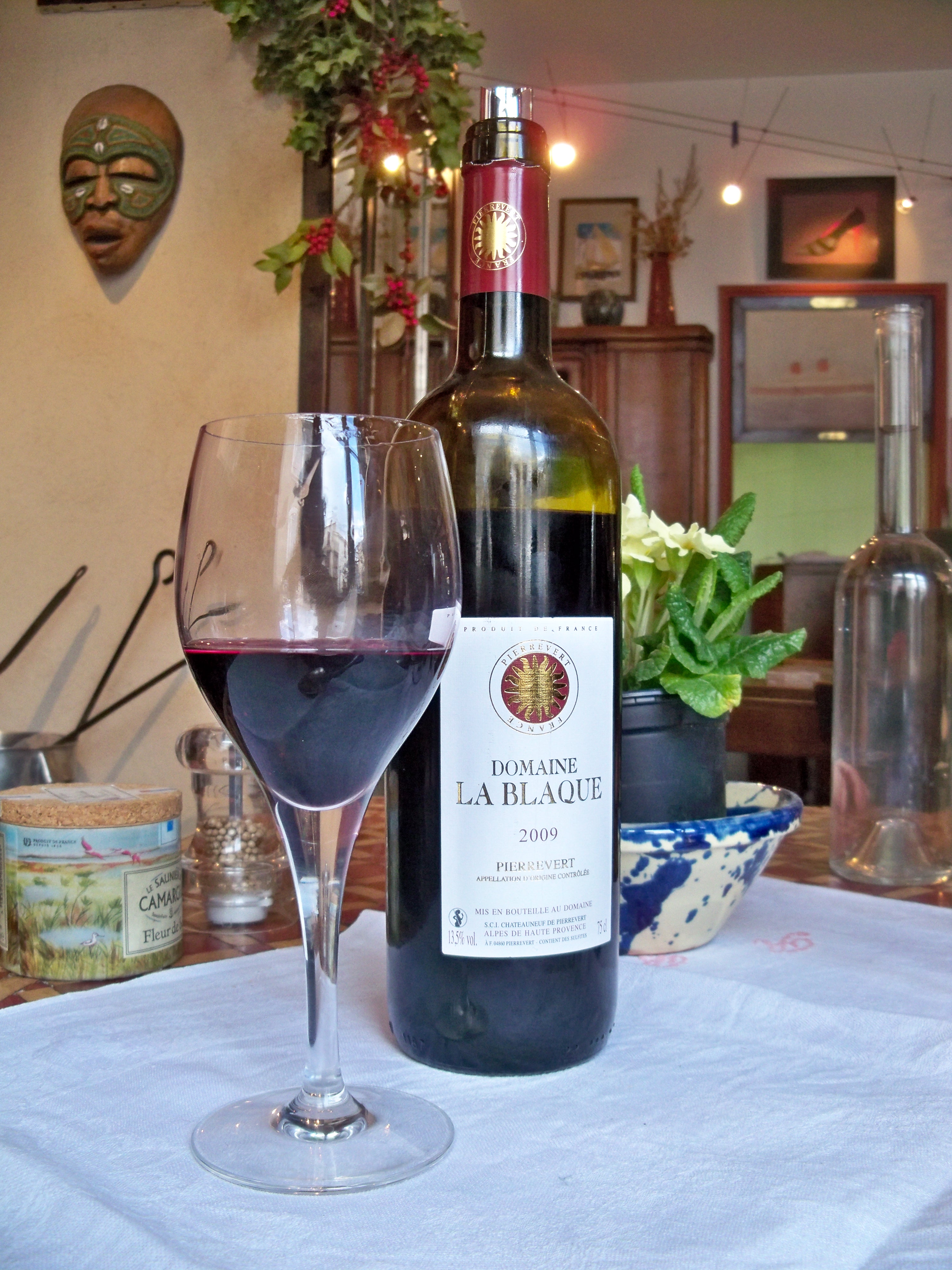
AOC pierrevert.

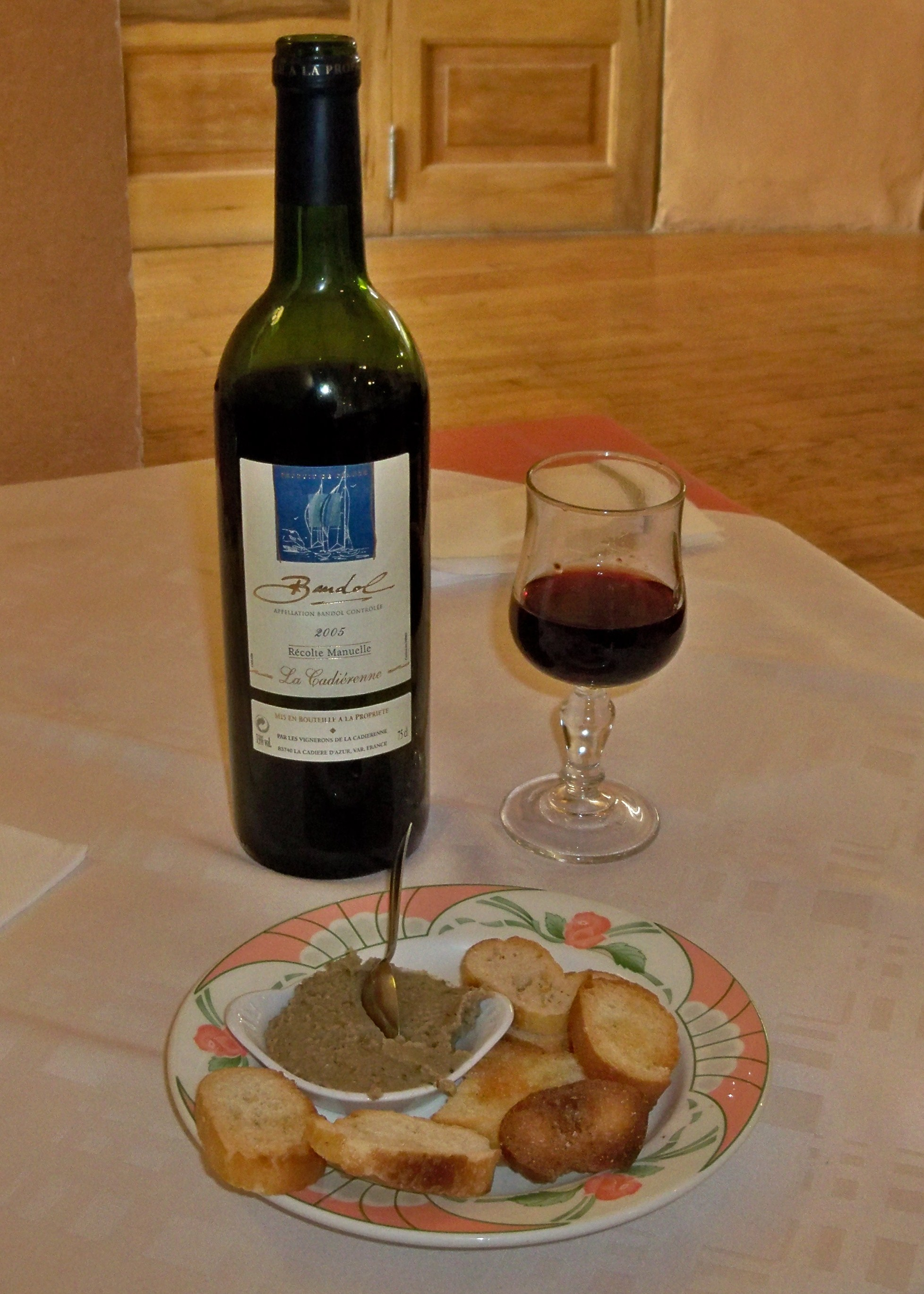
AOC bandol et caviar d'aubergine.

Le vignoble de Provence s'étend du sud d'Avignon jusqu'aux Alpes-Maritimes. Ses terroirs viticoles sont d'une très grande hétérogénéité, tant pédologique que climatique avec, bien évidemment, une dominante de climat méditerranéen strict, mais également de zones plus froides où l'influence du vent est déterminante. Au sein de ce vignoble ont été reconnus deux grands types d'appellations d'origine contrôlées (AOC). Les appellations régionales qui regroupent côtes-de-provence, coteaux-d’aix-en-provence, coteaux-des-baux-en-provence, coteaux-varois et pierrevert. Les appellations locales comprennent bandol, bellet, cassis et palette.
Les vins qui n'ont pas droit à l'appellation peuvent être labellisés, soit en vin de pays des Bouches-du-Rhône, vin de pays du Var ou encore vin de pays des Alpes-de-Haute-Provence. À ces vins de pays départementaux s'ajoutent des vins de pays de zone : vin de pays d'Argens, vin de pays des Maures, vin de pays de Mont-Caume et vin de pays des Alpilles (ex Petite Crau),

### Sud-Ouest
Le vignoble du Sud-Ouest est axé sur la Garonne et ses affluents, y compris l'estuaire de Gironde. Son unité s'est faite historiquement par les vins dits du Haut-Pays étant, dès le Moyen Âge jusqu'à la Révolution, frappés d'ostracisme par le négoce de Bordeaux, qui refusait de les exporter jusqu'à la fin décembre.
Autour de la ville de Bergerac, sur les deux rives de la Dordogne, est implanté le vignoble de Bergerac, composé des AOC régionales bergerac et côtes-de-bergerac. Sept AOC locales distinguent des terroirs plus restrictifs : montravel, haut-montravel, côtes-de-montravel, monbazillac, pécharmant, rosette et saussignac. Deux vins de pays sont aussi produits, le vin de pays de la Dordogne et le vin de pays du Périgord.
En remontant le fil du fleuve vers le sud-est, on trouve l'AOC côtes-du-marmandais et sa voisine de côtes-de-duras, sur la rivière Drot, affluent de la Garonne, puis buzet et le côtes-du-brulhois, dans le département de Lot-et-Garonne. Deux vins de pays sont produits dans cette zone, le vin de pays de l'Agenais le vin de pays de Thézac-Perricard.
Plus en amont se trouve le vignoble du Tarn-et-Garonne avec l'AOC fronton entre Tarn et Garonne, AOC Saint-sardos entre Garonne et Lomagne et les appellations d'origine de lavilledieu et coteaux-du-quercy. Trois vins de pays sont à mentionner : vin de pays du Tarn-et-Garonne, vin de pays de la Haute-Garonne et vin de pays des Coteaux et terrasses de Montauban. Chapeaute cette zone le vin de pays du comté Tolosan.
Les rives du Lot comportent de nombreuses vignes, réparties entre l'AOC cahors et les vins de pays du Lot et de pays des Coteaux-de-Glanes, dans le département du Lot et les AO-VDQS d'entraygues-et-du-fel et d'estaing en Aveyron.
En remontant le Tarn se trouve le vignoble tarnais avec l'AOC gaillac et le vin de pays des côtes-du-tarn. Dans le département de l'Aveyron, on trouve le vignoble AO-VDQS des côtes-de-millau. Au nord de cette rivière se trouve un des rares vignobles non associés à une rivière, l'AOC marcillac et aussi le vin de pays de l'Aveyron.
Le vignoble de Gascogne a conservé sa tradition de fournir des vins de chaudière pour la production d'eau-de-vie d'armagnac et la mistelle qui lui est associée, le floc-de-gascogne, lui aussi en AOC. Le déclin de cette production a conduit des producteurs à se reconvertir en vin de pays. Ils peuvent revendiquer les dénominations vin de pays du Gers, vin de pays des côtes-de-condomois, vin de pays des côtes-de-gascogne ou encore vin de pays des côtes-de-montestruc.
Plus au sud, à la limite des Pyrénées, se trouvent trois AOC : madiran en rouge, pacherenc-du-vic-bilh en blanc et béarn en rosé, avec le VDQS côtes-de-saint-mont. Et dans les Landes, une AO-VDQS tursan et trois vins de pays : le coteaux-de-chalosse, le vin de pays des Landes et le vin de pays des terroirs landais concernent ce département.
Trois AOC sont implantées dans le piémont pyrénéen : béarn, jurançon et irouléguy AOC, complétées par quatre vins de pays, le vin de pays des Pyrénées-Atlantiques, le vin de pays d'Ariège, le vin de pays des Hautes-Pyrénées et le vin de pays de Bigorre.

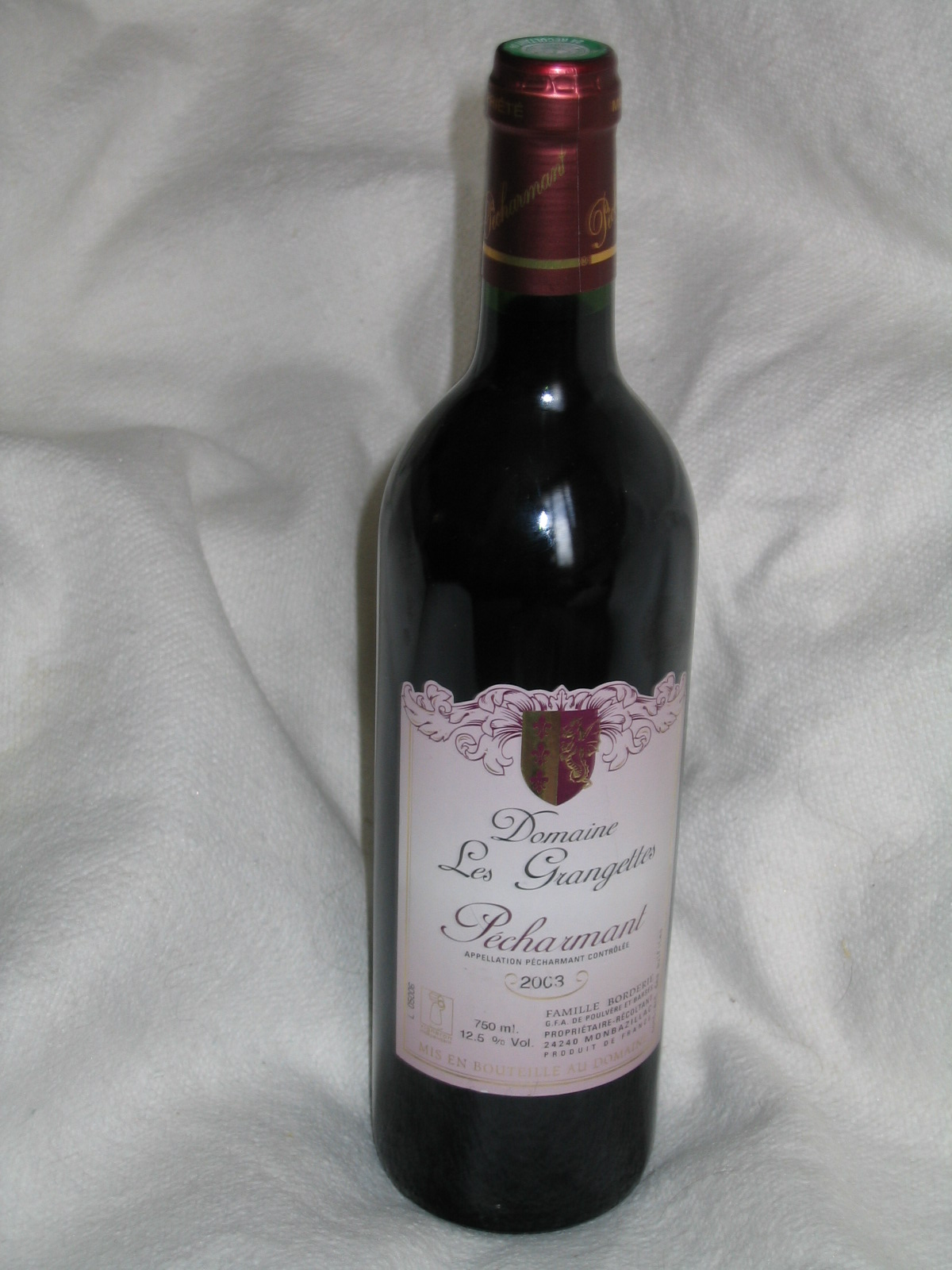
AOC pécharmant.
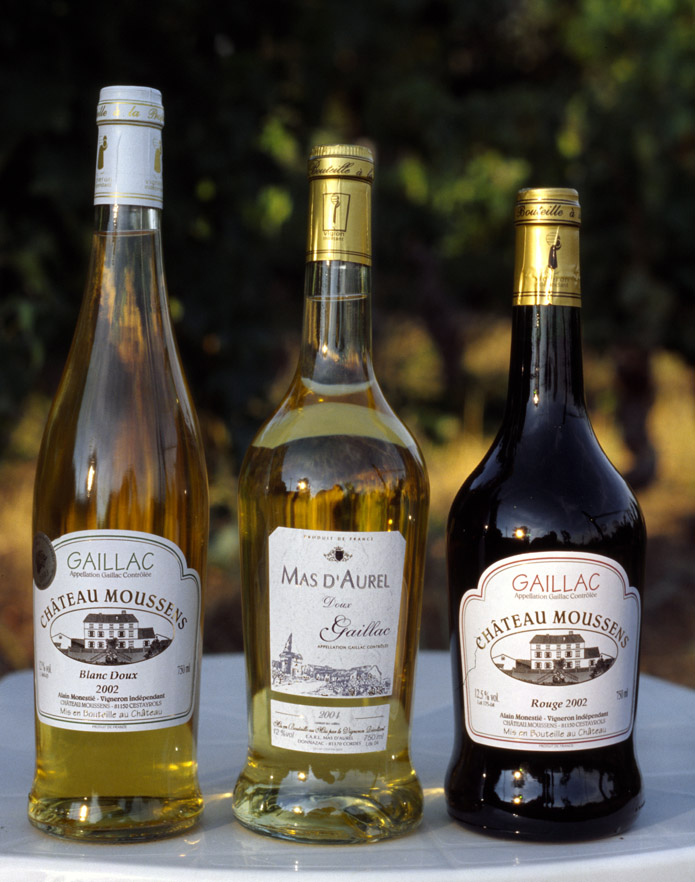
Vins AOC gaillac.
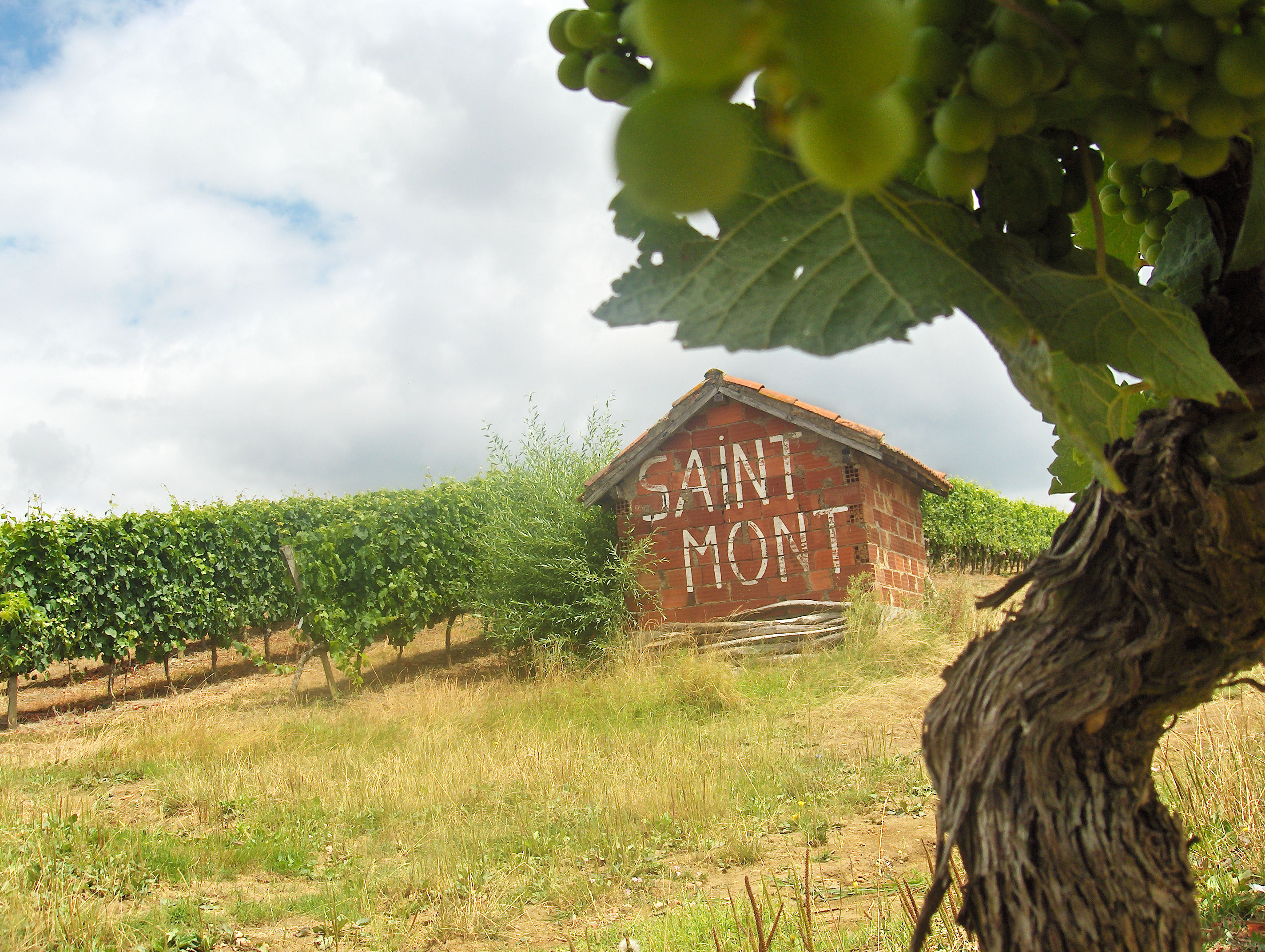
Côtes-de-saint-mont, à Lupiac.
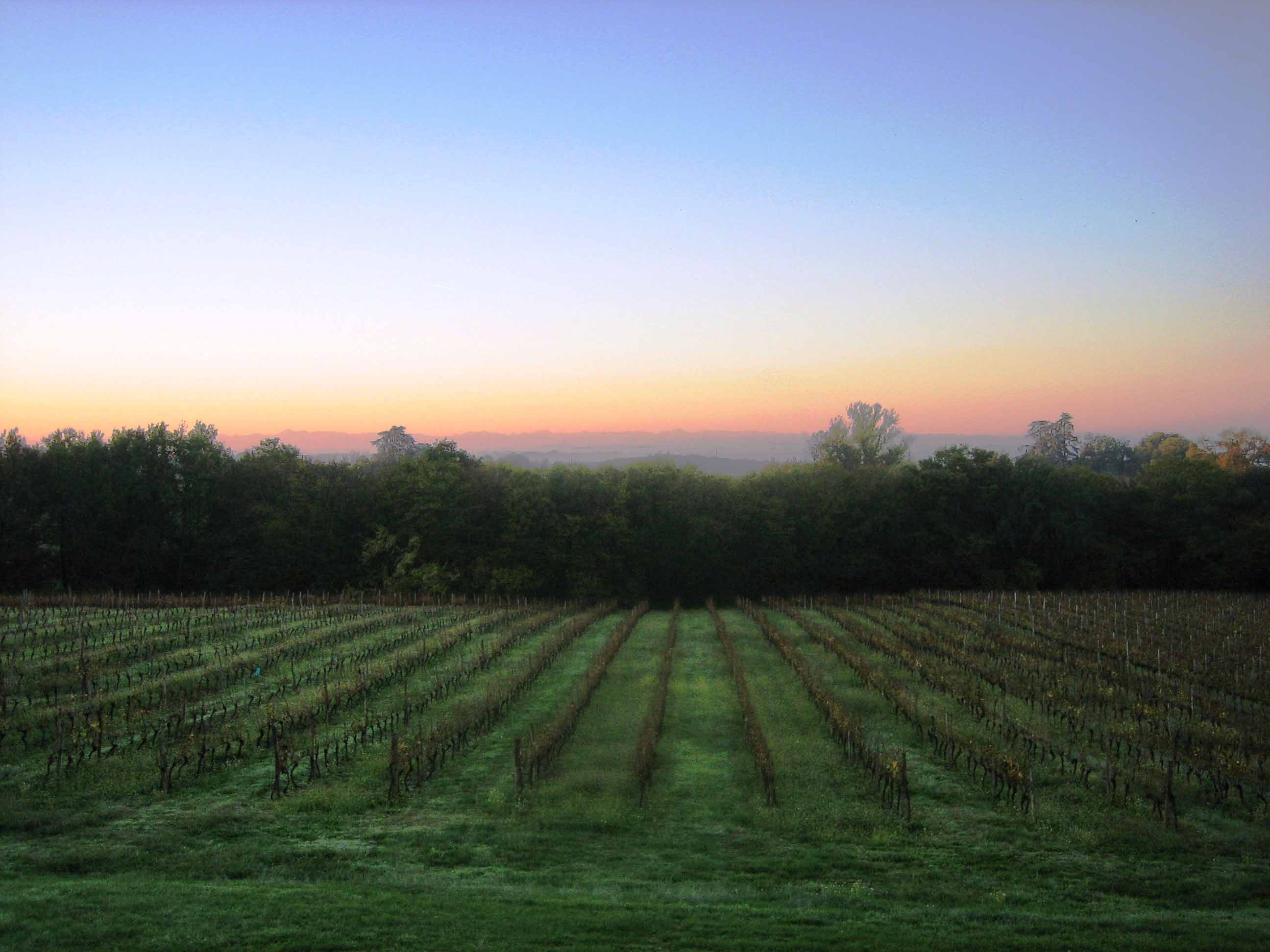
Paysage du vignoble gascon à Castelnau-d'Auzan.

### Vallée du Rhône

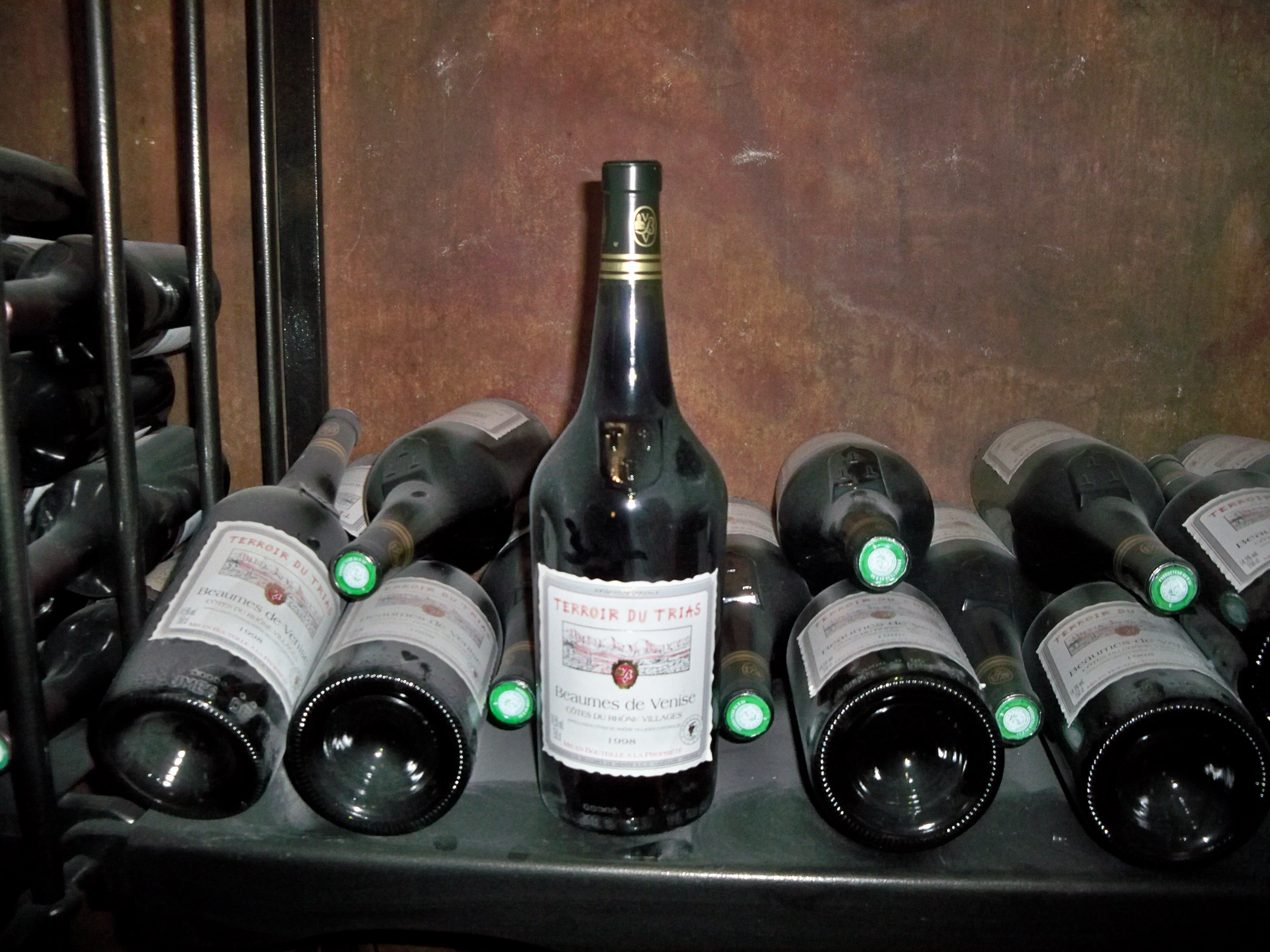
Beaumes-de-venise (AOC), Terres du Trias.

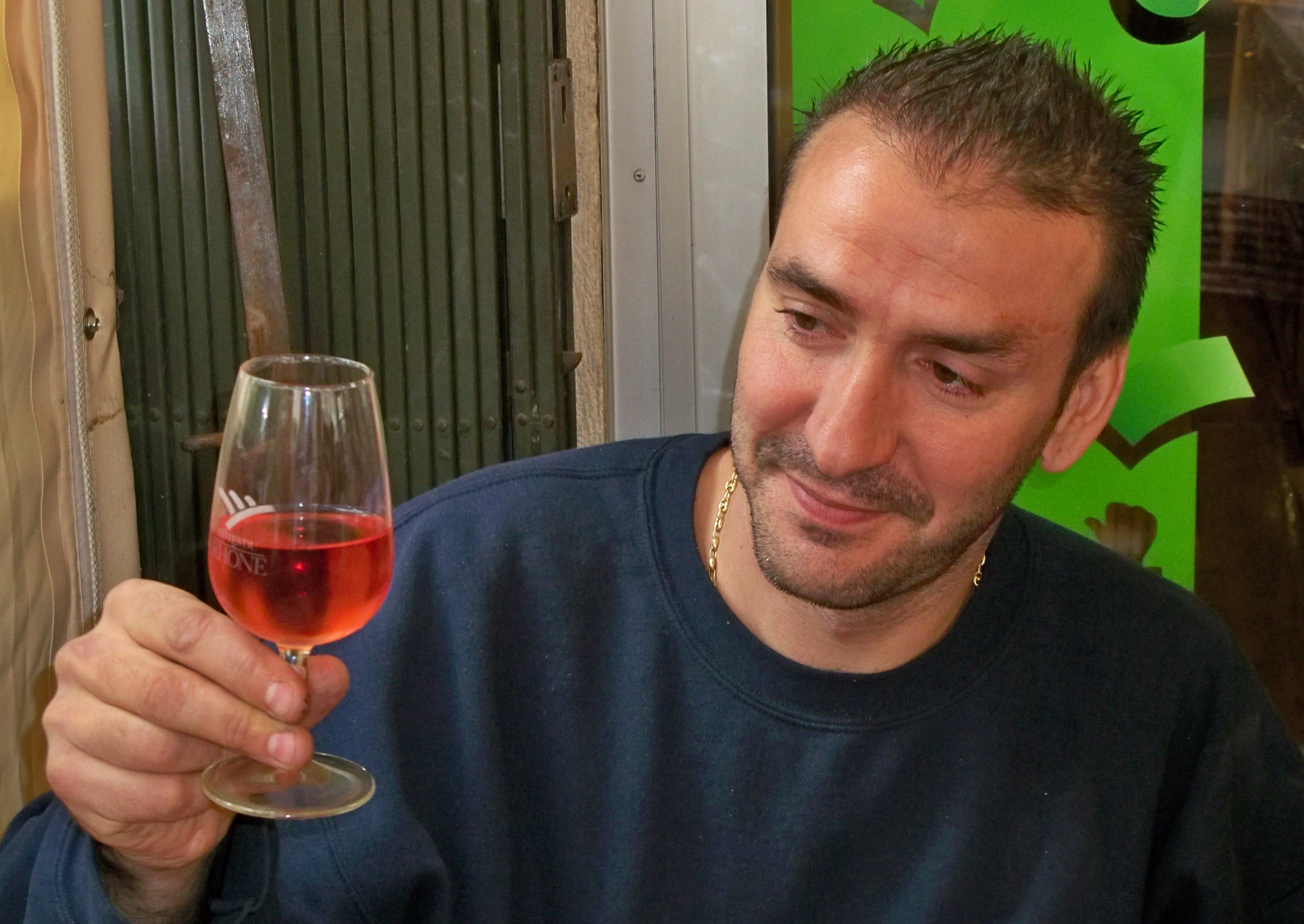
Dégustation.

Les vins de Vaucluse font partie du vignoble de la vallée du Rhône. Pour les AOC régionales, ils se déclinent en côtes-du-rhône, côtes-du-rhône villages, côtes-du-luberon et ventoux. Les côtes-du-rhône villages comprennent dix appellations : cairanne, massif-d'uchaux, plan-de-dieu, puyméras, rasteau, roaix, sablet, séguret, valréas et visan.
Les appellations locales, ou crus, sont au nombre de quatre : beaumes-de-venise, châteauneuf-du-pape, gigondas et vacqueyras, tandis que les vins doux naturels sont représentés par le muscat de Beaumes-de-Venise et le rasteau. Les quelques vins qui n'ont pas droit à l'appellation peuvent être labellisés, soit en vin de pays de Vaucluse, vin de pays d'Aigues, ou encore vin de pays de la Principauté d'Orange. Autour de cette production s'est développé l'œnotourisme avec, en particulier, la mise en place de la Route des vins des Côtes du Rhône.

## Assaisonnements

### Bouquet garni
Le bouquet garni est un assortiment de plantes aromatiques destiné à parfumer plats et sauces dans de nombreuses recettes de cuisine.

### Épices Rabelais
Les épices Rabelais sont une marque créée à Marseille en 1880, par Reynaud de Mazan. Elles associent des épices d'Afrique, d'Asie et des herbes de Provence.

### Herbes de Provence

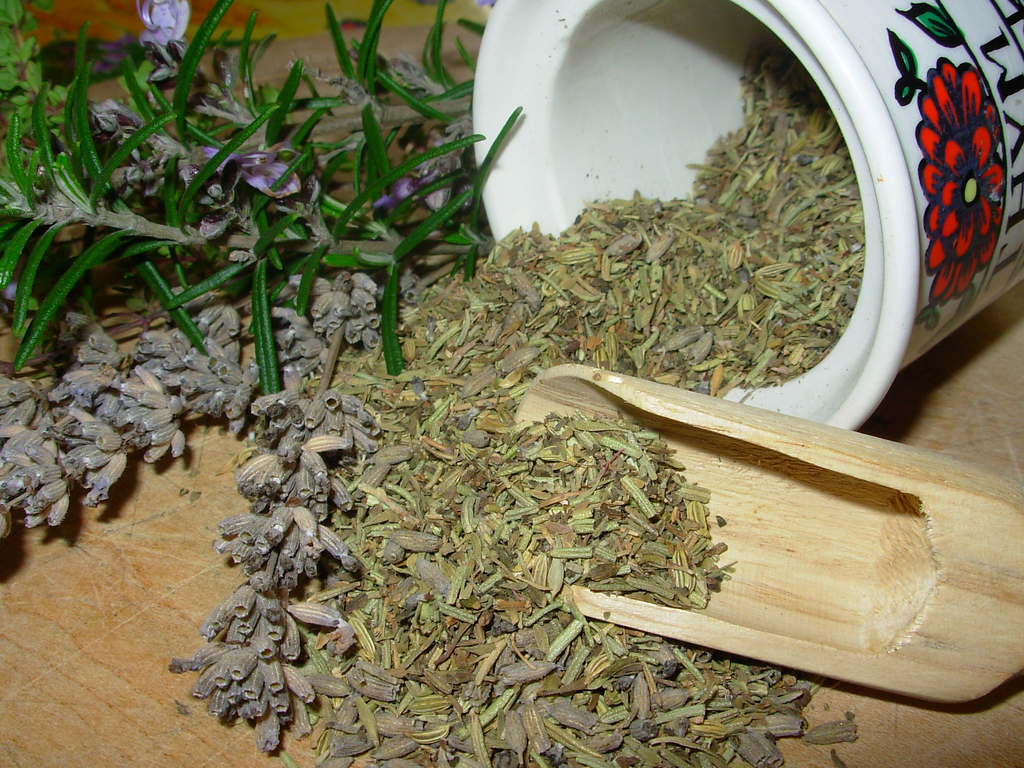
Herbes de Provence.

Les herbes de Provence sont un ensemble de plantes aromatiques, fraîches ou séchées, originaires des régions méditerranéennes et historiquement de Provence. Il faut savoir que l'appellation « Herbes de Provence » est un terme générique et que 95 % des mélanges dits Herbes de Provence proviennent des pays d'Europe centrale et orientale (Pologne et Albanie en tête), du Maghreb ou de Chine.
Ce terme regroupe différentes variétés de plantes comme le thym (farigola, farigoulo), le serpolet, la marjolaine, l'origan, le romarin, le basilic, le cerfeuil, l'estragon, la livèche, la sarriette, la sauge, le laurier sauce et le fenouil.

### Huile à la truffe
L'huile à la truffe est un ingrédient de cuisine destiné à donner aux aliments préparés un parfum comparable à celui de la truffe.

### Huile d'olive

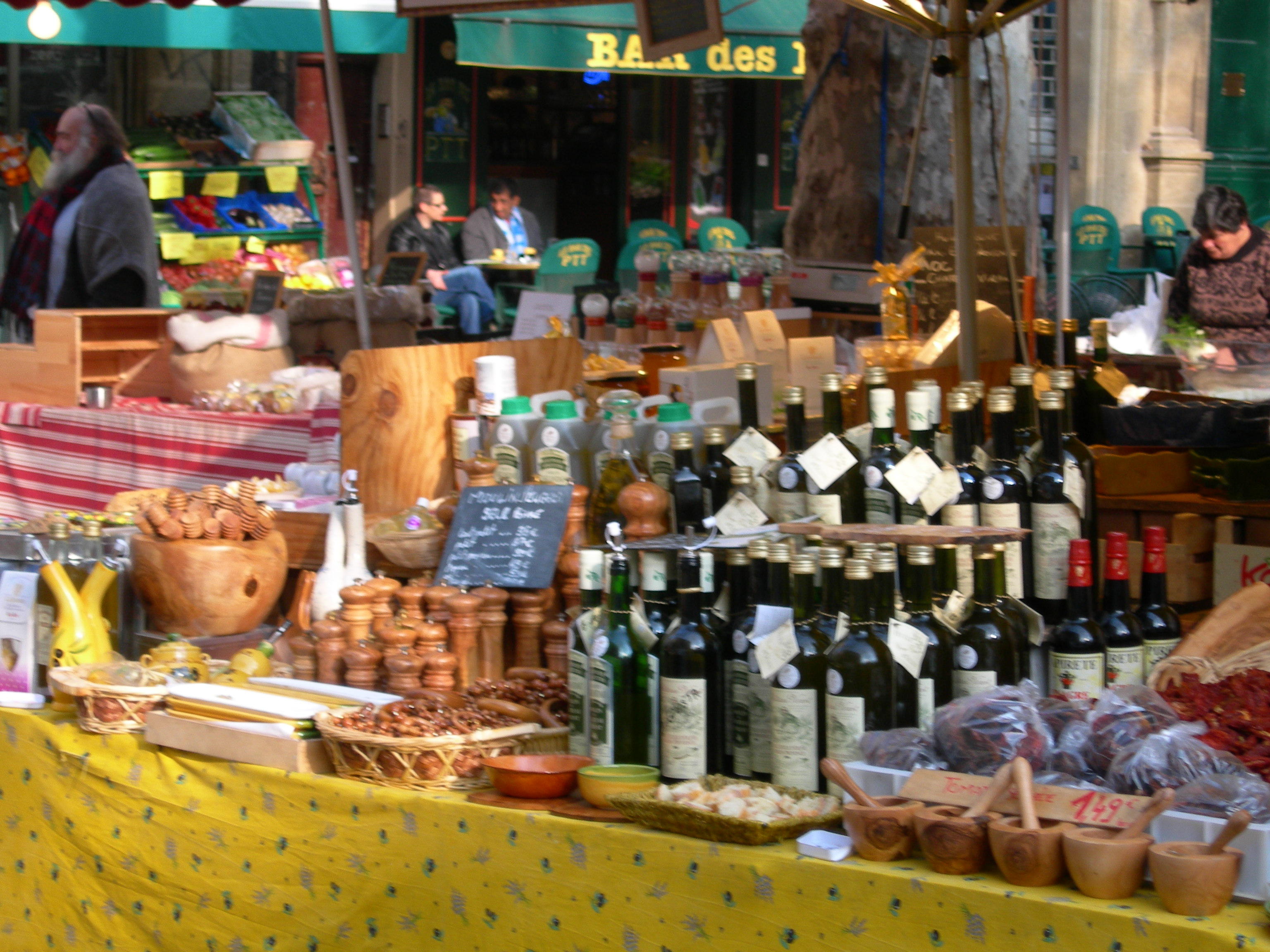
Vente d'huile d'olive et d'objets en bois d'olivier sur un marché provençal.

L'huile d'olive (òli d'oliva, òli d'óulivo) de Provence a plusieurs terroirs classés en appellation d'origine contrôlée (AOC). Comme toutes les autres huiles d'olive issues du pourtour de la Méditerranée et des régions à climat méditerranéen, elle est un des fondements de la cuisine méditerranéenne (ou régime crétois et principale source d'oméga -9).

### Moutarde violette de Brive
La moutarde violette de Brive est un condiment fabriqué uniquement à Brive.

### Sel

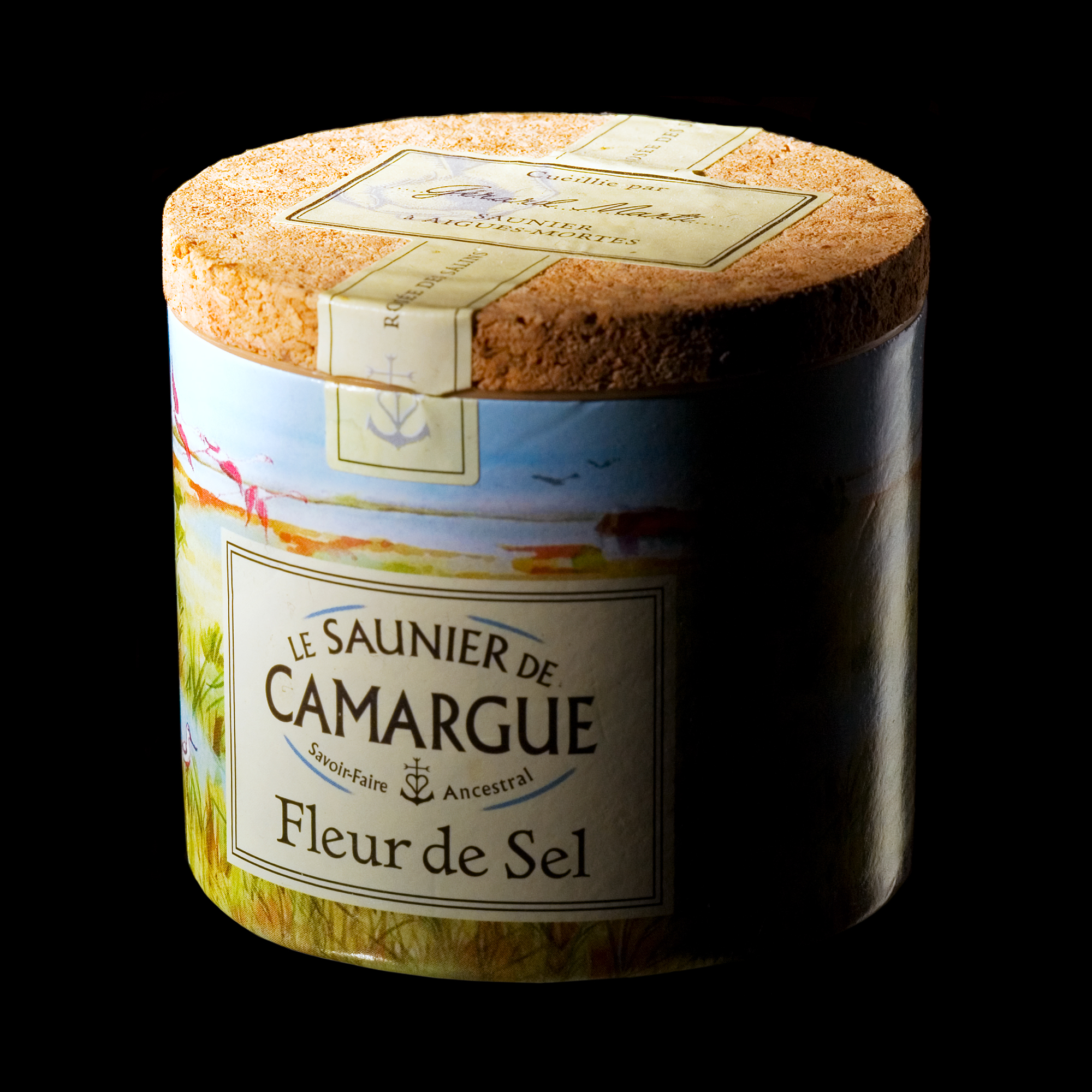
Fleur de sel de Camargue.

Les salines provençales et languedociennes sont exploitées depuis l'Antiquité que ce soit en Camargue, à Hyères ou autour de l'étang de Berre.